# Úsek B-6 Beroun lehkého opevnění vz. 37
Úsek B-6 Beroun  je stavební úsek čs. lehkého opevnění vzor 37 vybudovaný v roce 1937 severozápadně od Berouna směrem na Hýskov a Nižbor jako součást Pražské čáry tvořící obranu Prahy před útokem Wehrmachtu z jihozápadu.

## Poloha a popis úseku

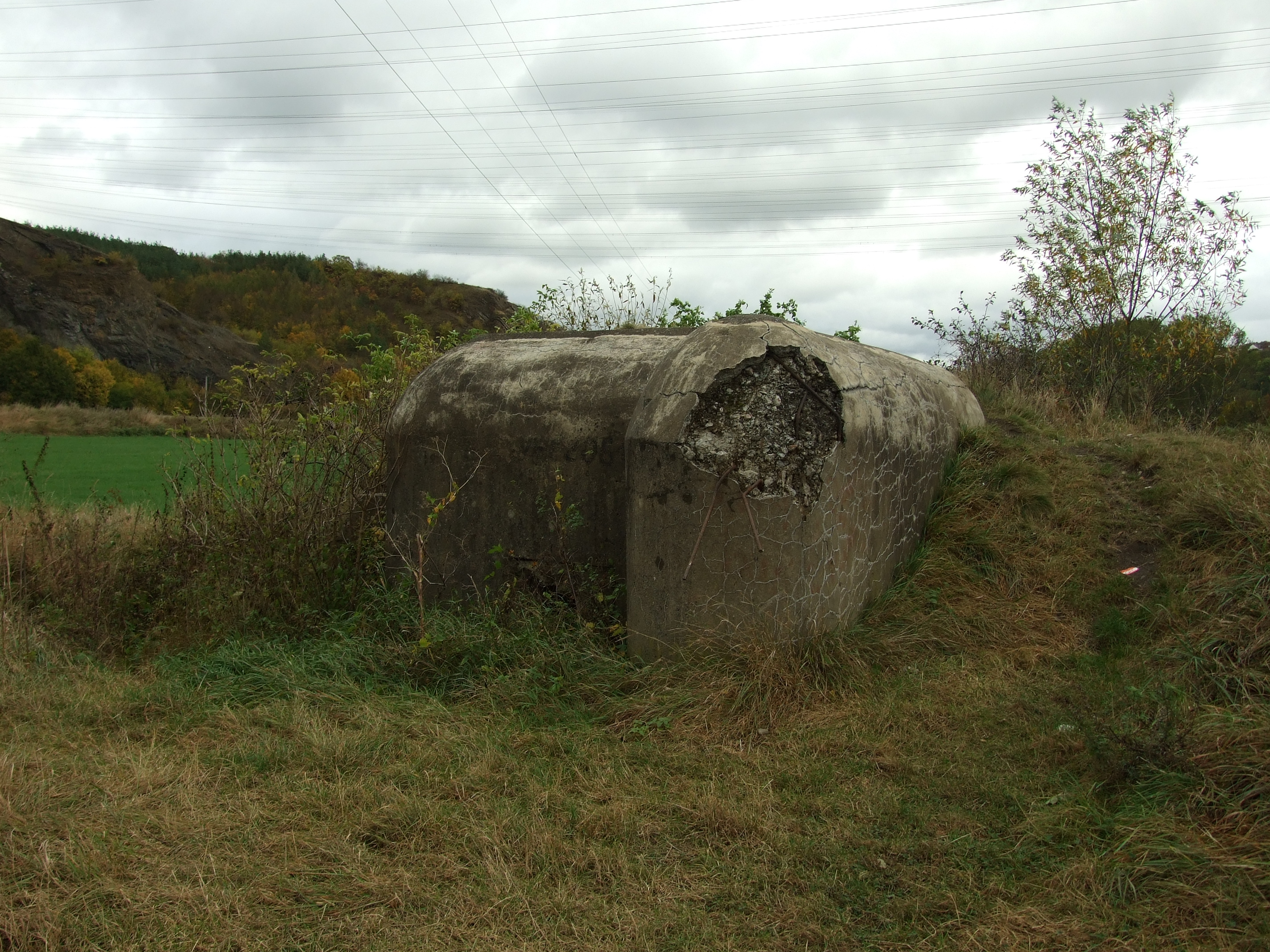
B-6/61/A-220 Z

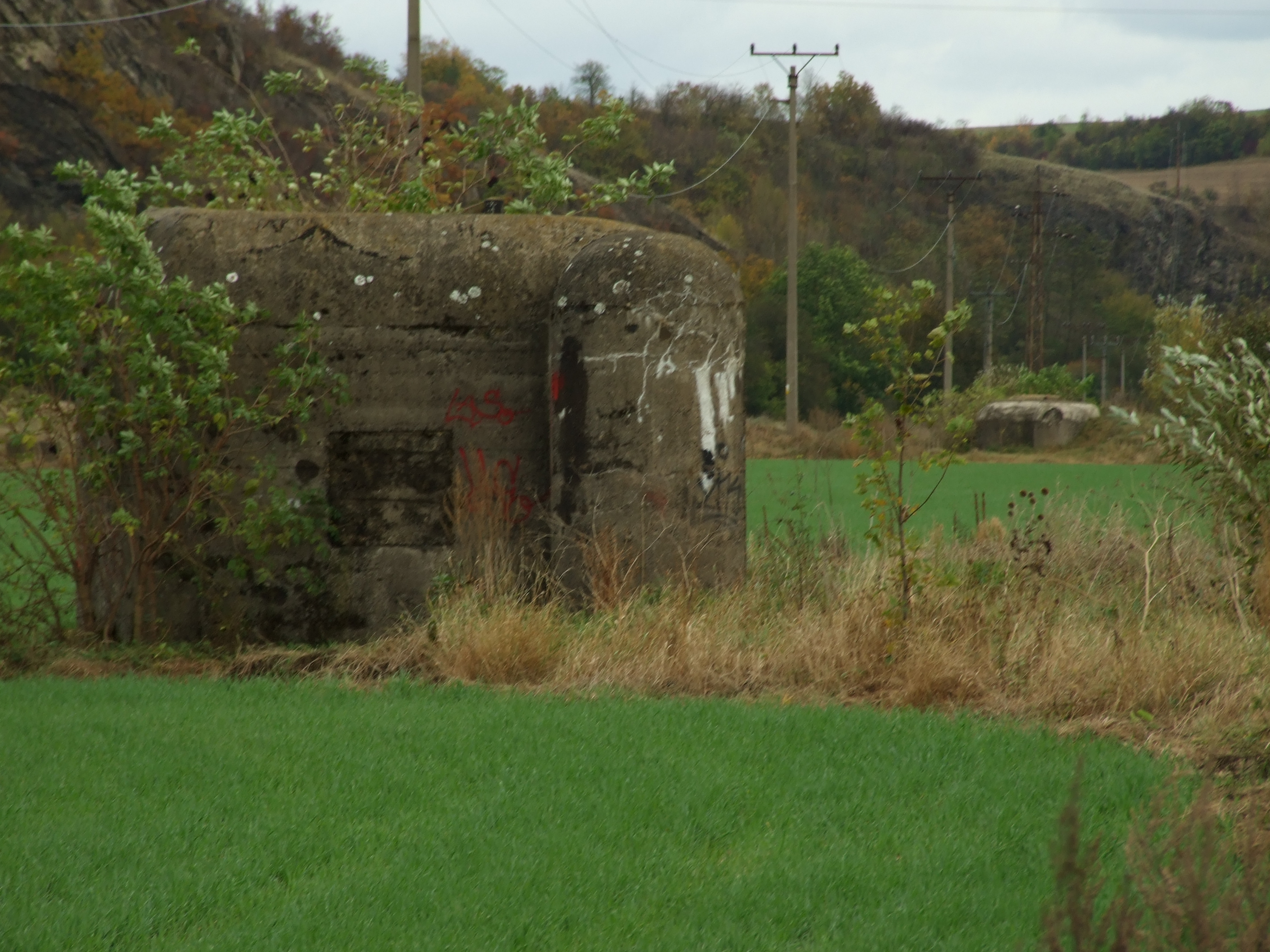
B-6/61/A-220 Z

Součástí čs. opevnění budovaného od poloviny 30. let byla i tzv. vnější obrana Prahy nazývané též Pražská čára. Vytvoření vnějšího okruhu opevnění Prahy navrhl velitel zemského vojenského velitelství Praha armádní generál Sergej Vojcechovský, který se mobilizací čs. armády stal velitelem mobilizované 1. armády. Cílem opevnění bylo ztížit postup Wehrmachtu ze severu, západu a jihozápadu, vytvořit časovou rezervu pro evakuaci strategických institucí a podniků a bránit dělostřeleckým útokům na Prahu. Opevnění pražské čáry měly tvořit stavební úseky ve vzdálenosti přibližně 30 km severně, západně a jižně od Prahy počínaje soutokem Labe a Vltavy u Mělníka a konče návazností na Vltavskou příčku. Jihozápadně od Prahy byly úseky plánovány tak, aby maximálně využily přírodní překážky – řeku Berounku a skalní útvary Českého Krasu. Stavební úsek lehkého opevnění B-6 Beroun je situován severozápadně od Berouna ve směru na Hýskov a Nižbor podél levého břehu řeky Berounky. S následně vloženými objekty úseku 116 Berounka vytvářel nejširší palebnou přehradu Pražské čáry. Délka úseku činí přibližně 12 km. Na severovýchodě na úsek navazuje stavební úsek A-5 Chyňava. Linii úseku tvoří pomyslná spojnice mezi kostelem v Tetíně a kostelem Narození sv. Jana Křtitele ve Svatém Janu pod Skalou. Celkem byla naplánována výstavba 60 objektů. Poloha objektů úseku B-6 se pohybuje v nadmořské výšce terénu od 223 do 275 m n. m.. Ve výsledném stavu úsek B-6 tvořilo 20 objektů nového typu vz. 37, z toho: 1 objekt B-100, 1 objekt A-120, 1 objekt A-140, 6 objektů A-160, 4 objekty A-180, 1 objekt C-2 a 2 objekty D-2. Všechny objekty byly podle původního plánu postaveny s výjimkou jednoho, který byl zrušen, avšak zároveň byl jeden původně neplánovaný vložen. Do současnosti se dochovaly pouze některé objekty. Demolice objektů úseku B-6 probíhaly již krátce po vytvoření Protektorátu Čechy a Morava v červnu a červenci 1939. Důvodem byly obava, že by objekty umístěné na exponovaných místech mohly být využity k odboji. Označení Z nebo N specifikuje sílu čelní stěny objektu.

### Seznam objektů úseku B-6[10]
| č. | Objekt č. | Typ   | Odolnost | Sled | GPS                 | Betonáž    | M.n.m.               | Pevnost | Stav                                                | Sklon | Šachta              | Chodba | Kategorie |
| -- | --------- | ----- | -------- | ---- | ------------------- | ---------- | -------------------- | ------- | --------------------------------------------------- | ----- | ------------------- | ------ | --------- |
| 1  | 1         | A 200 | Z        | 1    | N50,00474 E13,9902  | 1937       | 238                  | ?       | postaven, zničen VI.-VII. 1939, vybráno železo      | rovný | malá                | ne     |           |
| 2  | 2         | A-180 | Z        | 2    | N50.00441 E13.99454 | 31.7.1937  | 254                  | 378     | zničen VI.-VII. 1939, čelní stěna                   | rovný | ne                  | ne     |           |
| 3  | 3         | A-180 | Z        | 2    | N50.00458 1E3.99819 | 27.7.1937  | 267                  | 402     | Zničen VI.-VII. 1939 Čelní stěna a strop na zahradě | rovný | ne                  | ne     |           |
| 4  | 4         | A-220 | Z        | 1    | N50.00231 E13.99704 | 24.7.1937  | 226                  | 349     | zničen VI.-VII. 1939                                | rovný | malá                | ne     |           |
| 5  | 5         | A-180 | N        | 2    | N50.00432 E14.00271 | 4.8.1937   | 270                  | 421     | zničen VI-VII                                       | rovný | ne                  | ne     |           |
| 6  | 6         | A-200 | Z        | 1    | N50.00157 E14.00534 | 29.07.1937 | 226 (227-ropiky.net) | 393     | zničen VI - VII 1939                                | rovný | ne                  | ne     |           |
| 7  | 7         | A-160 | N        | 2    | N50.00331 E14.00686 | 5.8.1937   | 260                  | 449     | dochován, zabetonován                               | rovný | ne                  | ne     |           |
| 8  | 8         | A-160 | N        | 2    | N50.00214 E14.00928 | 26.10.1937 | 260                  | 413     | zničen VI-VII 1939                                  | rovný | ne                  | ne     |           |
| 9  | 9         | A-140 | Z        | 1    | N49.99996 E14.01294 | 11.8.1937  | 223                  | 331     | zničen VI-VII 1939                                  | rovný | malá                | ne     |           |
| 10 | 10        | A-200 | N        | 1    | N49.99817 E14.01978 | 13.8.1937  | 257                  | 441     | zničen VI-VII 1939                                  | rovný | ne                  | ne     |           |
| 11 | 11        | A-180 | N        | 2    | N49.99851 E14.02371 | 17.8.1937  | 275                  | 403     | zničen, zahlazen                                    | rovný | ne                  | ne     |           |
| 12 | 12        | A-200 | Z        | 1    | N49.99324 E14.02833 | 24.8.1937  | 223                  | 442     | dochován, zabetonován                               | rovný | malá                | ne     |           |
| 13 | 13        | A-180 | Z        | 2    | N49.99718 E14.02755 | 14.8.1937  | 265                  | 449     | zničen VI-VII 1939                                  | rovný | ne                  | ne     |           |
| 14 | 14        | D-2   | N        | 2    | N49.99713 E14.03023 | 18.8.1937  | 258                  | 470     | zničen VI-VII 1939, zbytek čelní zdi                | rovný | ne                  | ne     |           |
| 15 | 15        | D-1   | N        | 2    | N49.99687 E14.03102 | 19.8.1937  | 257                  | 481     | zničen VI-VII 1939                                  | rovný | ne                  | ne     |           |
| 16 | 16        | A-180 | N        | 3    | N49.99765 E14.03197 | 28.8.1937  | 269                  | 470     | zničen VI-VII 1939                                  | rovný | ne                  | ne     |           |
| 17 | 17        | A-180 | Z        | 2    | N49.99584 E14.03235 | 1.9.1937   | 264                  | 426     | zničen VI-VII 1939, zcela zahlazen na poli          | rovný | ne                  | ne     |           |
| 18 | 18        | A-220 | Z        | 1    | N49.99185 E14.03075 | 25.8.1937  | 225                  | 425     | zničen VI-VII 1939, zcela zahlazen                  | rovný | ano, vstupní šachta | ne     |           |
| 19 | 19        | D-2   | N        | 3    | N49.99699 E14.03644 | 7.9.1937   | 275                  | 420     | zničen VI-VII 1939                                  | rovný | ne                  | ne     |           |
| 20 | 20        | A-180 | N        | 3    | N49.99616 E14.03791 | 6.9.1937   | 275                  | 458     | zničen VI-VII 1939                                  | rovný | ne                  | ne     |           |
| 21 | 21        | D-1   | N        | 2    | N49.99687 E14.03102 | 19.8.1937  | 257                  | 481     | zničen VI-VII 1939                                  | rovný | ne                  | ne     |           |

## Historie úseku B-6

### Taktické určení úseku
Úsek byl plánován a realizován jako součást obrany hlavního města Prahy. Zámysl vycházel z předpokladu, že jeden z hlavních úderů by Wehrmacht vedla na jihozápadní hranici Československa s Německou říší zajišťované I. armádním sborem Československé armády. Vzhledem k předpokládanému směru úderu Wehrmachtu z jihozápadu měla přispívat ke zdržení útoku na Prahu pražská čára a její úseky. V době výstavby úseku B-6 byla nejbližší vojenská posádka v Berouně v Masarykových kasárnách, kde byl dislokován v době od 1. 10. 1920 do 1. 5. 1938 Pěší pluk 38 a jeho strážní prapory XIX a XX. Veliteli 38. pluku byli v době výstavby úseku B-6 a přípravy obrany ČSR plukovník pěchoty Evžen Vojtěch Rebenda (prosinec 1933 – říjen 1937) a plukovník pěchoty Josef Maxa (říjen 1937 – září 1938). Kromě velitelství pěšího pluku, hospodářské správy pluku a technické správy byly součástí pěšího pluku 38 Pěší prapor I/38, Pěší prapor II/38, Pěší prapor III/38, Náhradní prapor pluku, Pomocná rota a Technická rota pěšího pluku. Tyto jednotky tvořily sestavu pěšího pluku 38 od října 1920 do září 1938. Tyto jednotky zajišťovaly v rámci výstavby pouze pochozí hlídky a logistiku (činnost vojenského stavebního dozoru). Dne 23. května 1938 Beroun opustilo velitelství pluku, I. a II. prapor, takže zde zůstal III. prapor a náhradní prapor. Vzhledem k poloze Berounska ve vnitrozemí ze nebyla zajišťována ochranu hranice, kterou v pohraničních okresech zajišťovaly v době míru prapory a družstva stráže obrany státu.
Velitelství ženijního vojska I. sboru vyzvalo k účasti na soutěži o výstavbu úseku v červenci 1937 šest prověřených stavebních firem, z nichž jedna účast odmítla. Podmínkou bylo provedení stavby 39 lehkých objektů ve lhůtě 90 dnů, maximálně do 31. 10. 1937 (40. objekt byl do projektu zahrnut až po zadání prací).
Ze soutěže o zadání výstavby úseku vyšla vítězně firma Josef Jelínek a synové z Berouna s nabídkovou cenou ...34 Kč. Po schválení výběru ŘOP byla stavba vítězné firmě zadána dne 7. června 1937. Vojenský stavební dozor zajišťoval kpt. Ferdinand Ticha sídlící v Berouně. Před zahájením prací ještě došlo k upřesnění podmínek a navýšení počtu objektů na 40. V průběhu výstavby došlo k souhře technických a organizačních obtíží. Firma Jelínek následně na základě zkušeností získala zakázku na dalším úseku na jihozápadní hranici, a to úsek 195 Volary. Na úseku B-6 Beroun na pořízených kontrolních kostkách byla destruktivními zkouškami prováděnými v Kloknerově ústavu v Praze (Výzkumný a zkušební ústav hmot a konstrukcí stavebních (při ČVUT)) zjištěna krychelná pevnost použitého betonu od 247 do 486 kg/cm² (45 MPa) podle ČSN 1039:1935. Vojenská správa požadovala krychelnou pevnost 450 kg/cm² a za nedodržení snižovala cenu za provedení stavby. Pro srovnání úseků zajišťovaných I. sborem bylo dosaženo nejvyšší krychelné pevnosti na úseku 191 Lenora na objektu č. 15 (741 kg/cm³), u objektu č. 13 (738 kg(cm³), u objektu č. 9 (683 kg/m³), které realizovala firma Jelínek a synové z Berouna a na objektu č. 2 na úseku 112 Slaný (731 kg/m³), který realizovala firma Vilibald Hieke ze Slaného.

### Úsek B-6 v době mobilizace 23. září 1938

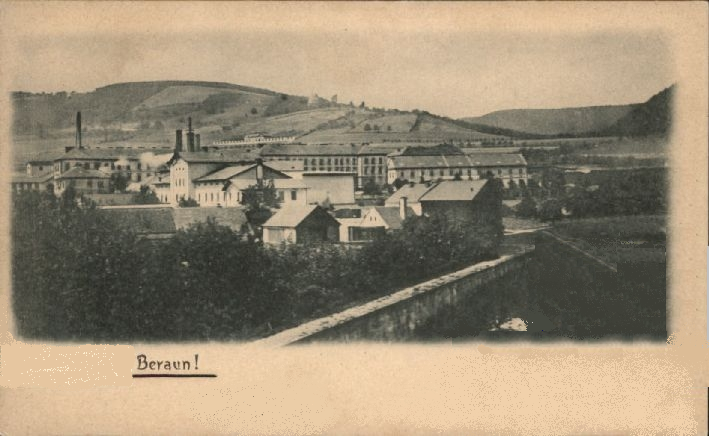
Berunská kasárna

Již při částečné mobilizaci dne 20. května 1938 Beroun opustilo velitelství pluku 38 a jeho I. a II. prapor, takže zde zůstal III. prapor a náhradní prapor. V době mobilizace v září 1938 obsadil objekty opevnění na Berounsku nejprve pěší pluk 28 (I. prapor, II. prapor, III. prapor, Náhradní prapor 28. pěšího pluku, Pomocná rota 28. pěšího pluku, Technická rota 28. pěšího pluku, Rota doprovodných zbraní 28. pěšího pluku.). Všechny objekty úseku B6 byly v době zářijové mobilizace stavebně dokončeny včetně maskování. Nebyly však k dispozici plánované zbraně a další vybavení, takže řopíky byly vyzbrojeny lehkými kulomety vz. 26 uchycenými v improvizovaných závěsech. Tento stav ukazuje např. muzeum v objektu B6/51/E v Berouně.

### Úsek B-6 po roce 1938
Po Mnichovské dohodě byla výstavba úseku zastavena. Všechny objekty byly po 15. březnu 1939, kdy území zbytku ČSR přešlo do Protektorátu německou vojenskou správou postupně ničeny.

### Úsek B-6 po roce 1989
Dokumentace a prezentace objektů lehkého opevnění je zejména po roce 1989 předmětem zájmu dobrovolníků, amatérských badatelů a výzkumníků, jejichž přínos pro výzkum čs. lehkého opevnění v kontextu československé historie a historie Berounska je značný. Například z objektu B6/51/E u Berouna vzniklo jedno z muzeí. Úsek B-6 je důležitým dokladem o historii města Berouna a jeho okolí od roku 1918. V širším kontextu patří k hmotným dokladům o proměnách Středních Čech v době historických mezníků do roku 1938, v letech 1938 – 1945 a v letech 1948 - 1989.

## Úsek B-6 v literatuře
Budování a problematice čs. opevnění v letech 1935 – 38 je věnována rozsáhlá odborná literatura. Významným tématem je výzkum budování a demolice Pražské čáry a tedy i úseku B-6 před rokem 1938 i po roce 1945. Výsledky bádání jsou publikovány v renomovaných nakladatelstvích v edicích, jejichž autory jsou vojenští ("pevnostní") historici zaměřující se na čs. fortifikaci. Jako příklad lze uvést (vybíráme pouze tituly dotýkající se aspoň částečně úseku B6) je nakladatelství Mladá fronta, které vydalo řadu reprezentativních obrazových publikací (Jan Lakosil, Tomáš Svoboda, Československé opevnění 1938. Velká obrazová kniha), monografií a syntéz (Velká kniha o malých bunkrech), odborných průvodců (Martin Dubánek, Tomáš Fic, Jan Lakosil, Putování po československém opevnění 1935 - 1989). Nejdelší tradici si vytvořilo nakladatelství FORTE ve Dvoře Králové nad Labem, které v edici FORTE zveřejnilo desítky studií o výstavbě a historii jednotlivých obranných linií a úseků lehkého opevnění. Studie Jakuba Likovského a Václava Bauera Opevnění Republiky československé 1935 –1938. Opevnění předmostí Prahy shrnuje výstavbu a historii úseku B6 a dalších částí Pražské čáry. Výzkum, dokumentace a prezentace lehkého opevnění je předmětem činnosti specializovaných webů. Objekty úseku B-6 nacházejí své místo ve vlastivědné a časopisecké produkci Berounska a Českého Krasu. a v různých magazínech. Problematika čs. opevnění a obrany ČSR v roce 1938 je předmětem studentských prací např. Gymnázia v Berouně. Opevnění je předmětem zájmu veřejnosti, na který reagují různé specializované weby.

## Úsek B-6 ve fotografii a kartografii
V době výstavby a přípravy na obranné využití platil na všech stavbách lehkých objektů přísný zákaz fotografování a objekty byly střeženy vojenskými hlídkami. Dobové fotografie ze staveb jsou proto naprosto unikátní. I místní obyvatelé mohli vidět dokončené objekty až po německé okupaci, kdy bylo odstraňováno dřevěné oplocení zakrývající objekty. Příslušníci Wehrmachtu si naopak s oblibou pořizovali upomínkové fotografie, na kterých před řopíky pózovali. V rámci zkoušek odolnosti a destrukcí objektů byly pořizovány dokumentační snímky zachycující výsledky zkoušek střelby různými zbraněmi na objekty a na jejich exponované části, zejména střílny. Po roce 1989 začal boom fotodokumentace a lokalizace objektů a jejich trosek. Dokumentační snímky jsou autory zveřejňovány na specializovaných webech. Nejaktivnější z výzkumníků pořídili a zveřejnili desítky tisíc snímků objektů na území ČR, ale i původního území předválečné ČSR, tedy dnešní Slovenské republiky a Ukrajiny. Významným popularizátorem lehkého opevnění jsou provozovatelé serveru ropiky.net, kde jsou dokumentovány dochované objekty i torza demolovaných objektů úseku B-6. Součástí dokumentace je i upřesňování souřadnic, azimutů střílen a palebných vějířů, které jsou promítány do map. Rostoucí zájem o problematiku čs. opevnění a lehkých objektů je zřejmý z nakladatelské produkce reprezentativních publikací z pera autorů, kteří se historií opevnění dlouhodobě zabývají a publikují dobové snímky z vlastních sbírek, ze sbírek jiných sběratelů a z archívů. Tyto skutečnosti lze dokumentovat i na úseku B6, kde se zachoval např. snímek s pohledem na pravou stranu objektu B-6/8/A-160N ve svahu železniční trati Nižbor – Beroun zachycuje umístění objektu s týlovou stranou zapuštěnou ve svahu. Současné fotografie lehkých objektů, jejich trosek a vytvářených muzeí jsou vkládány i do úložiště Wikimedia Commons.

## Úsek B-6 v turistice

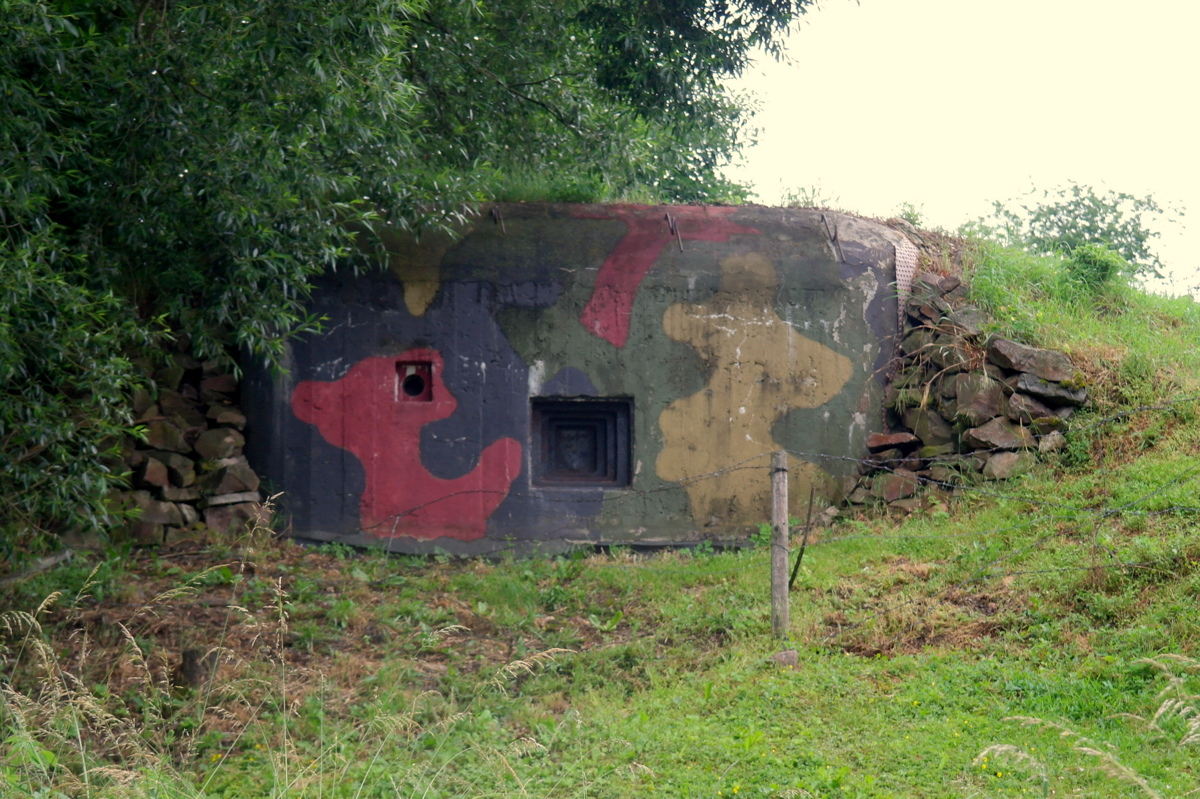
Československé opevnění, ŘOP vzor 37, Pražská ul., Beroun, okr. Beroun, Středočeský kraj 04

Po roce 1989 se objekty lehkého opevnění staly předmětem profesionálního i amatérského zájmu, na který navazuje "pevnostní turistika" a pořádání prezentací opevnění a významných událostí spojených s opevňovacími pracemi a zářijovou mobilizací v roce 1938. S ohledem na politické souvislosti se úsek lehkého opevnění u Berouna dochovaly jen zčásti. O dochované objekty vzrůstá zájem milovníků vojenské historie a militárií a provozovatelů specializovaných webů a vznikla zde muzea v objektu. Pražská čára a její objekty jsou součástí oficiální prezentace Středočeského kraje a Města Beroun. Některé objekty upravené na muzea jsou zahrnovány do turistických tras a nabídek. Příkladem je např. Muzeum v objektu B-6/51/E v Berouně, ve kterém je osazena výdřeva, replika kulometu a další dobové výbavy řopíku. Vzhledem k přírodní charakteristice Berounska se lehké objekty úseku B-6 stávají i tématem trampských výletů. Úsek B-6 a jeho objekty jsou tématem a cílem Geocachingu.

## Galerie úseku B-6

### Dochované objekty úseku B-6

#### B-6/42/A-200 Z

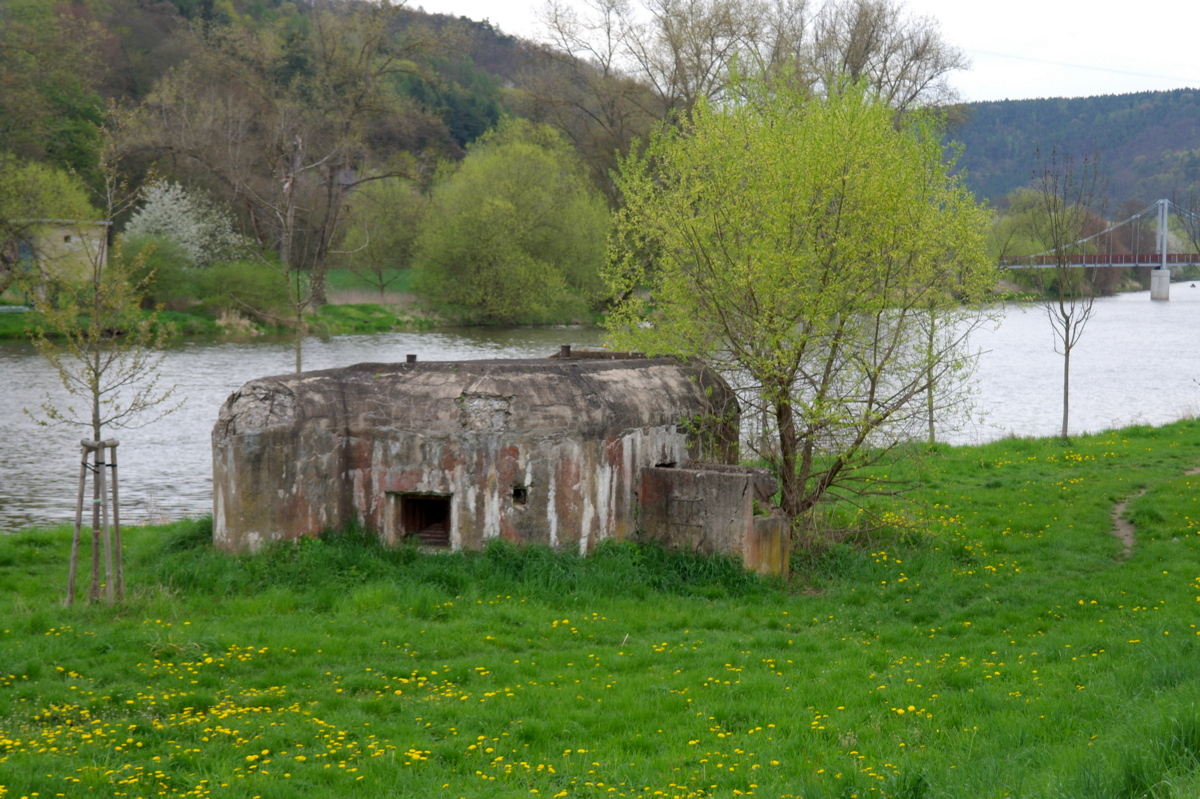
B-6/42/A-200 Z
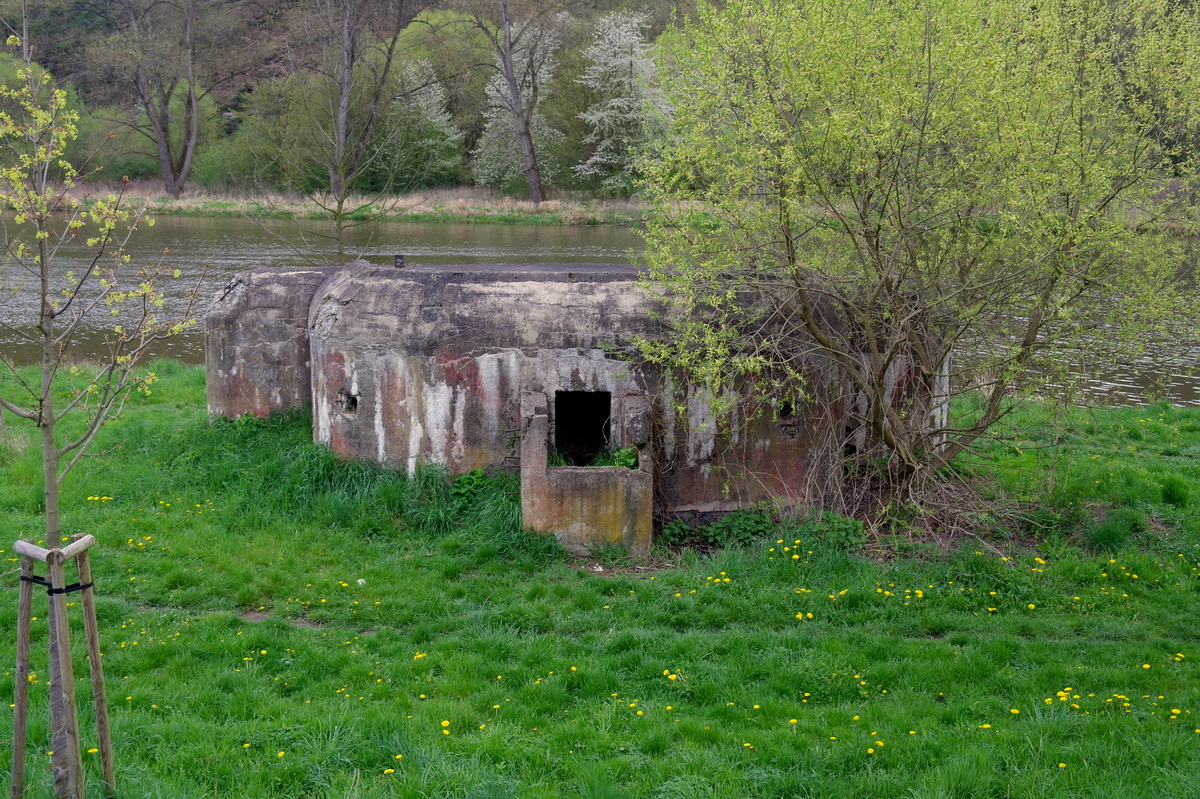
B-6/42/A-200 Z
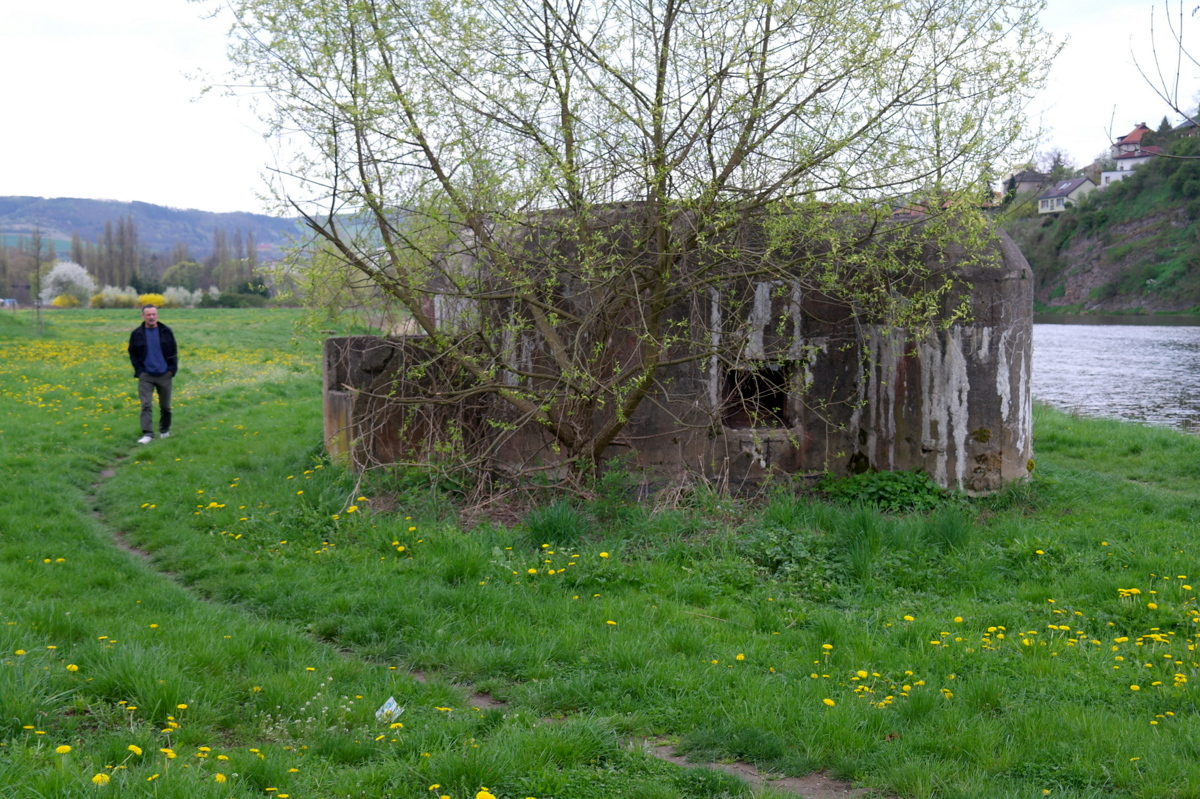
B-6/42/A-200 Z
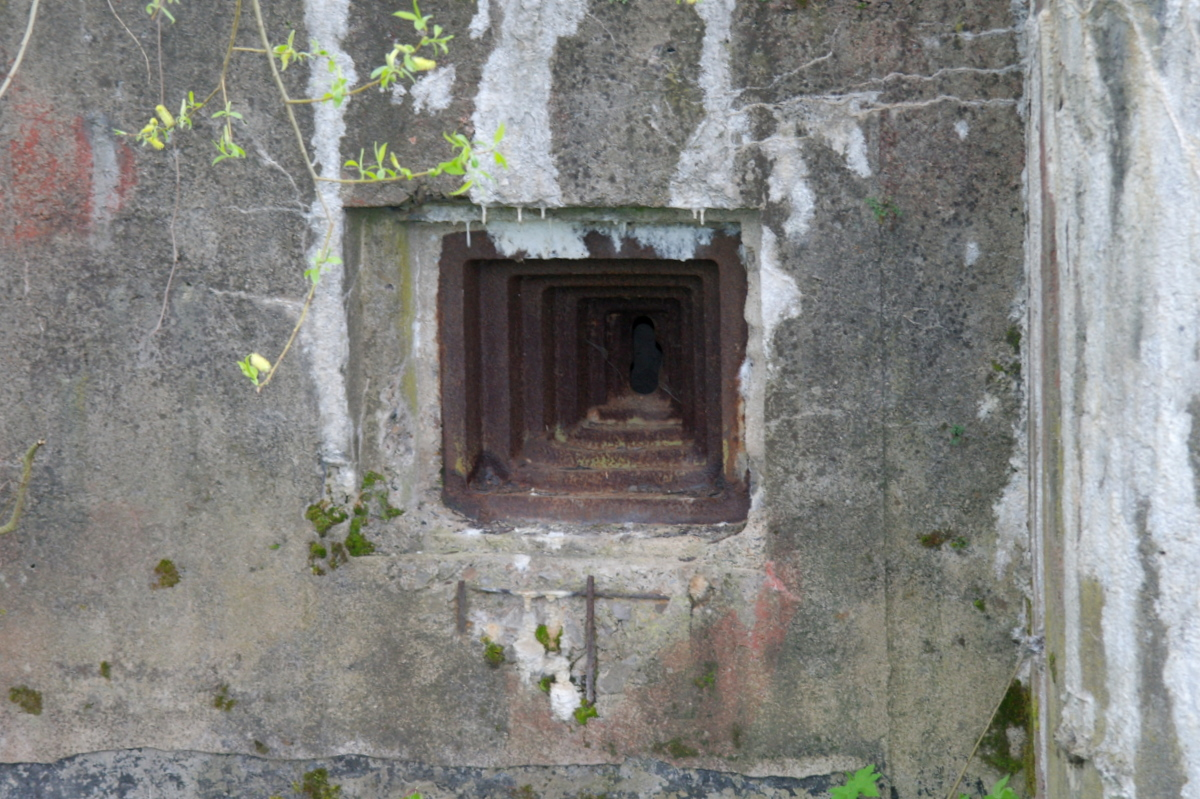
B-6/42/A-200 Z
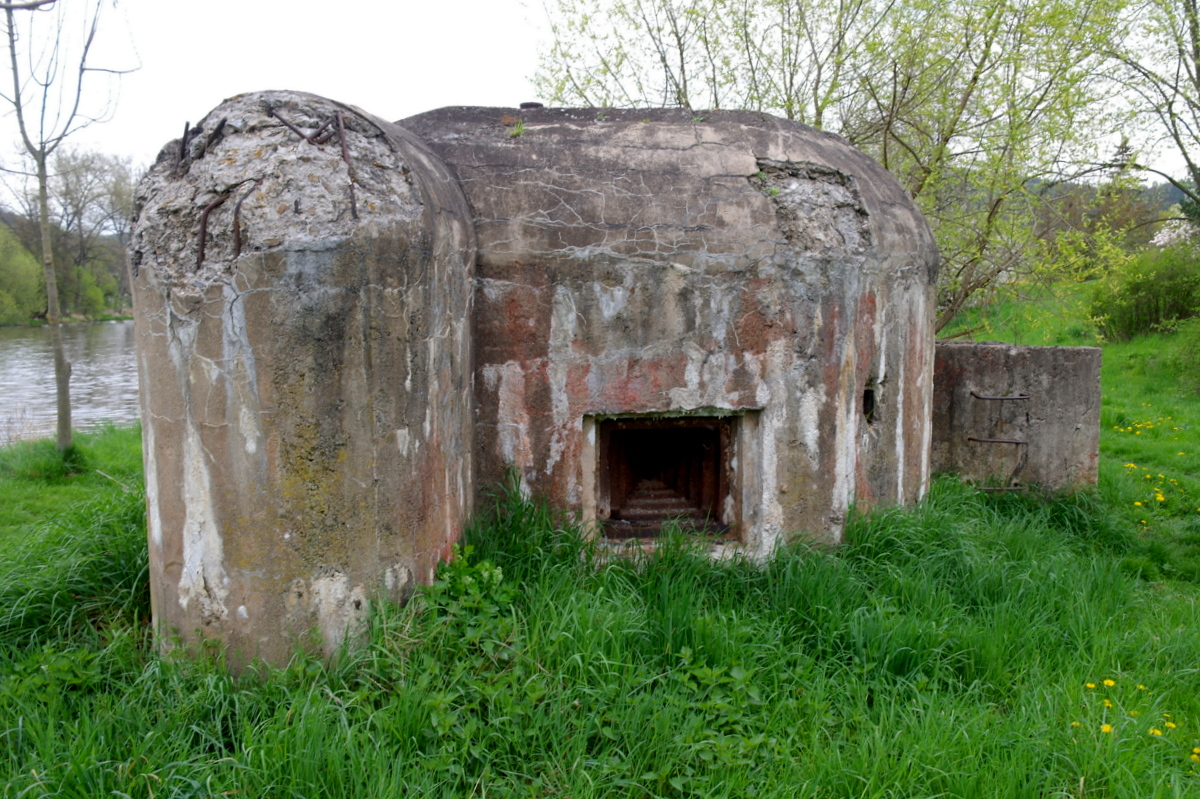
B-6/42/A-200 Z
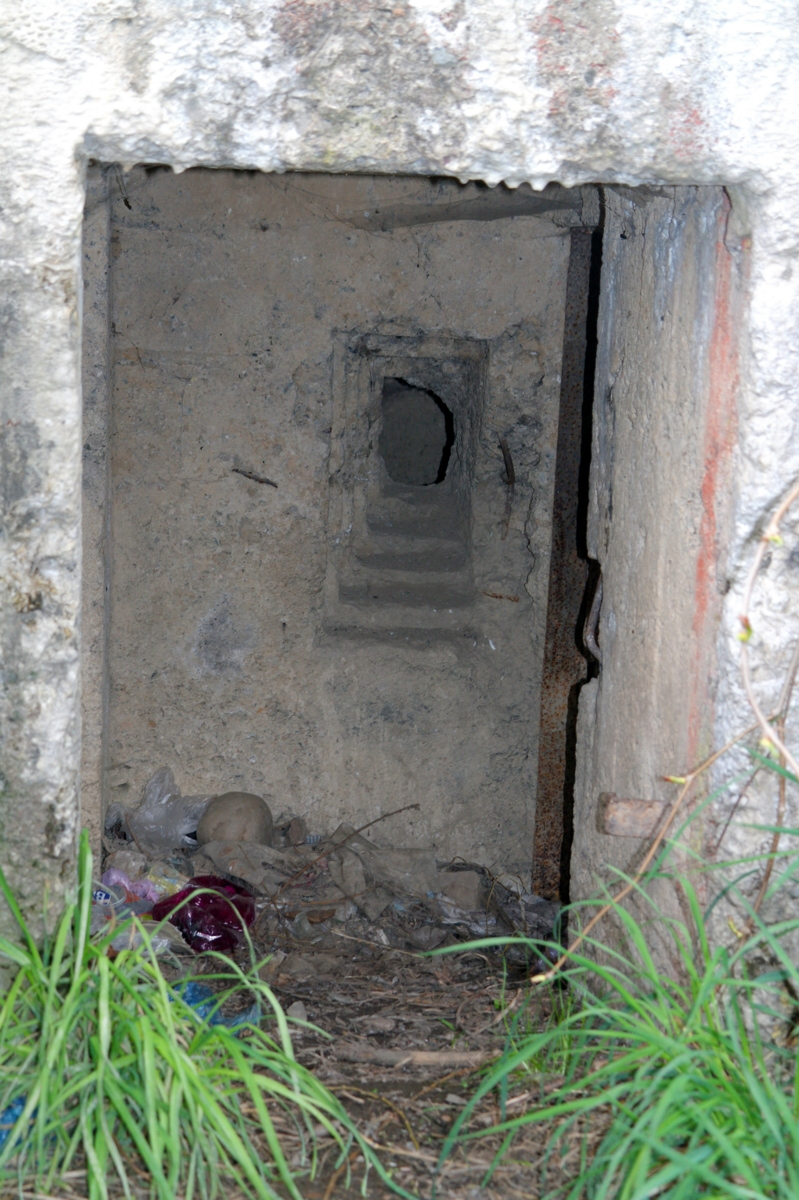
B-6/42/A-200 Z
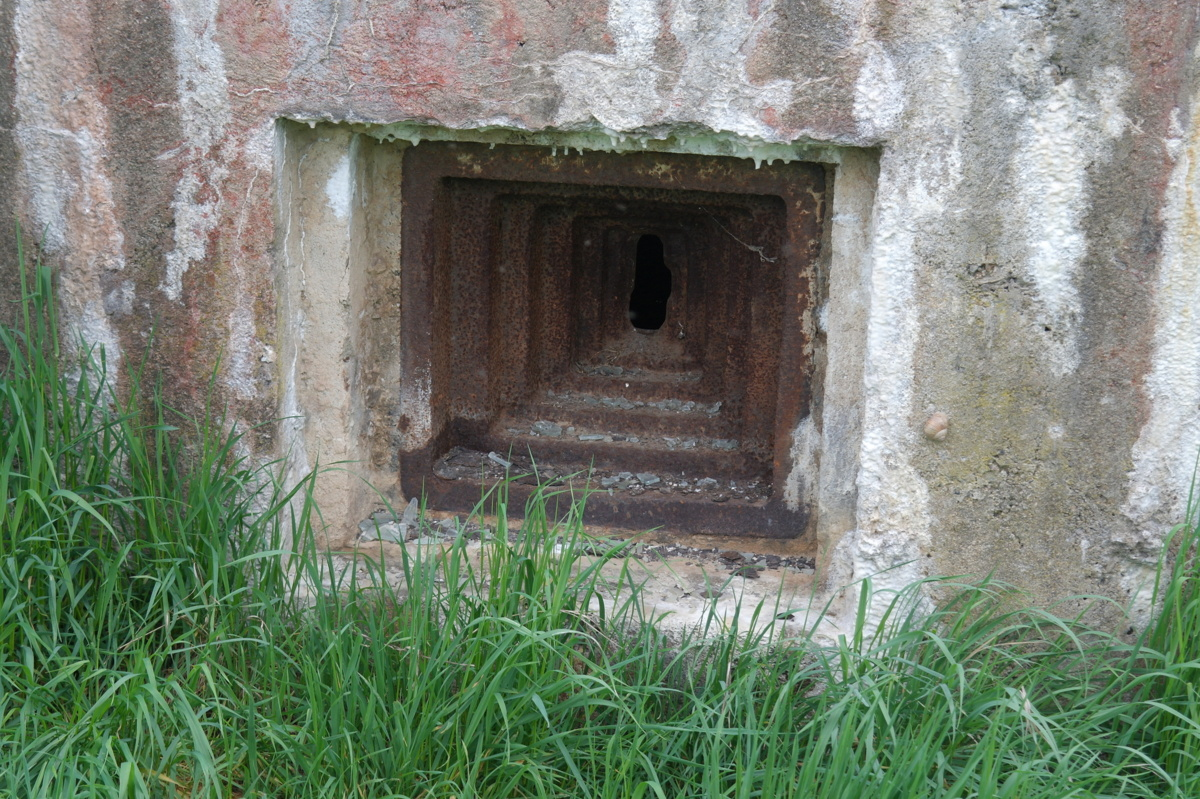
B-6/42/A-200 Z

#### B-6/50/E

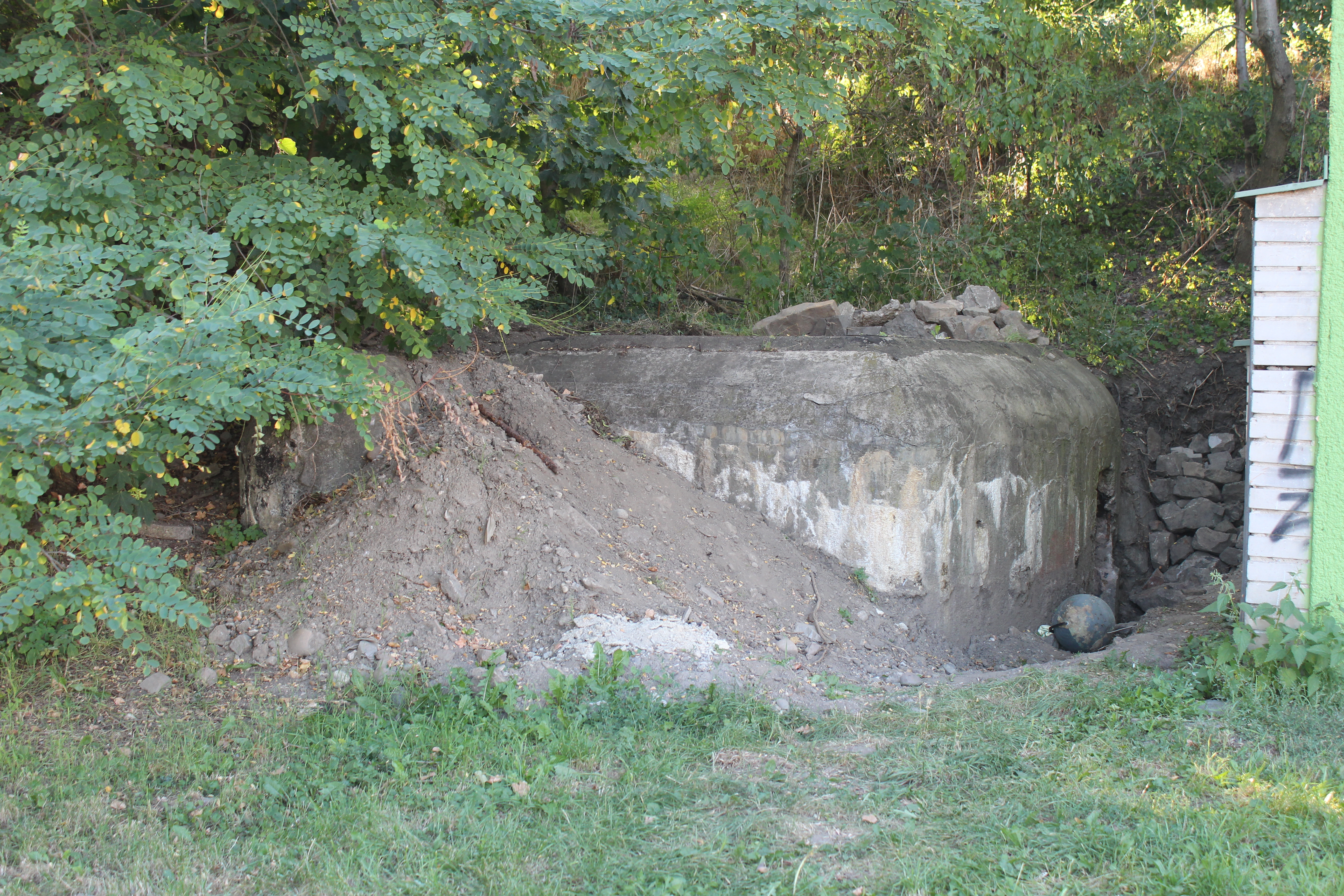
B-6 50 D2-1 SZ
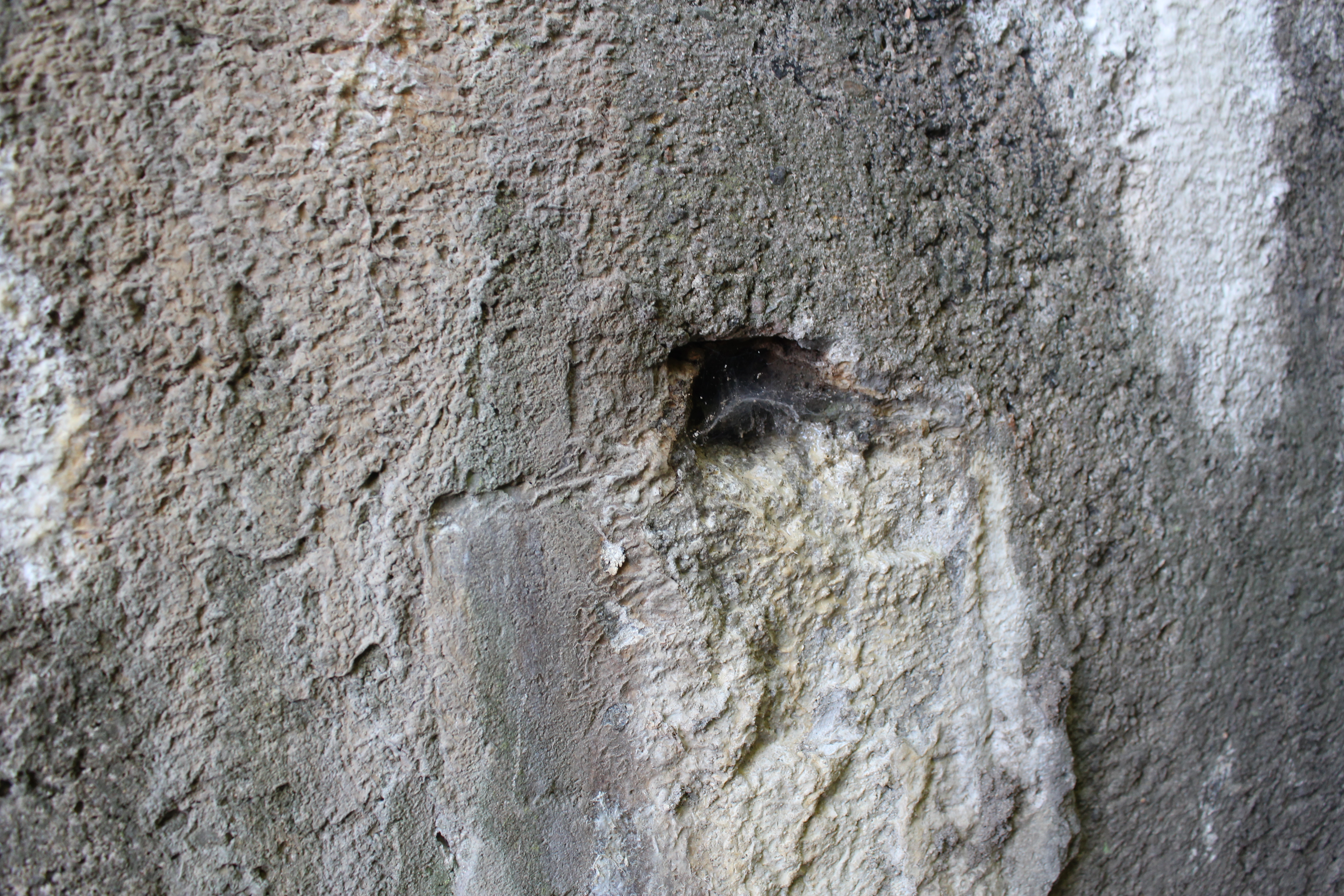
B-6 50 D2-12 JZ
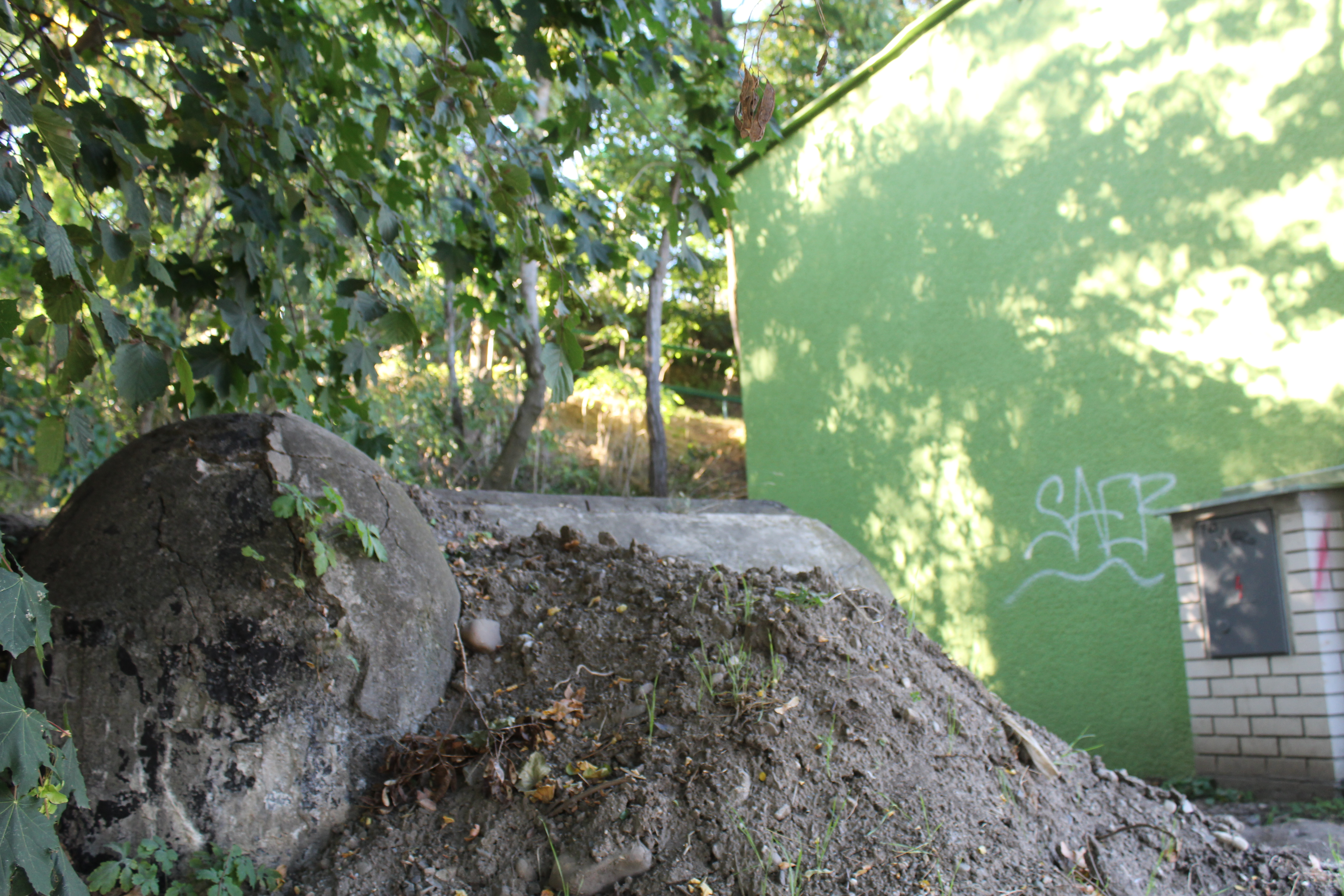
B-6 50 D2-14 S
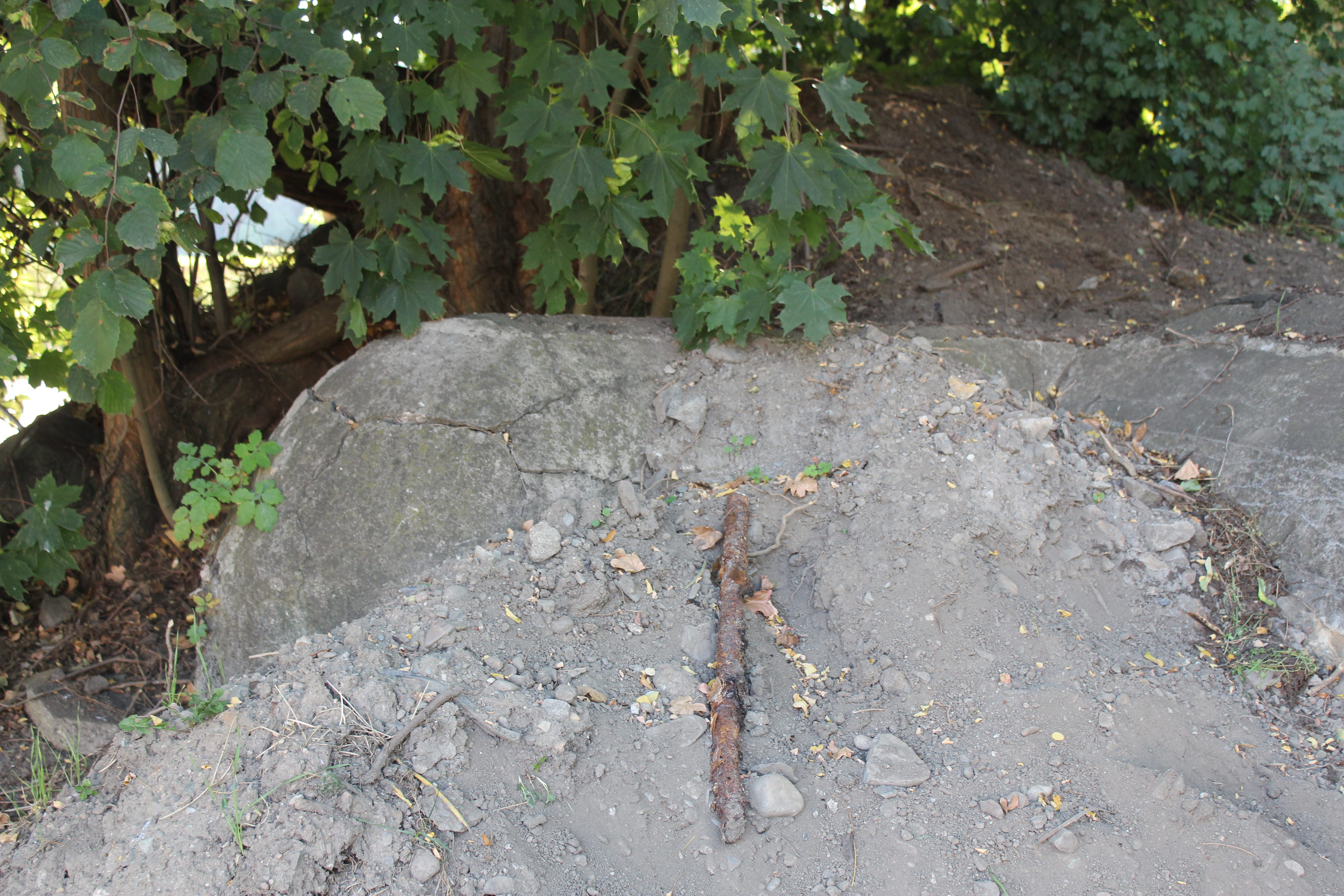
B-6 50 D2-2 JZ
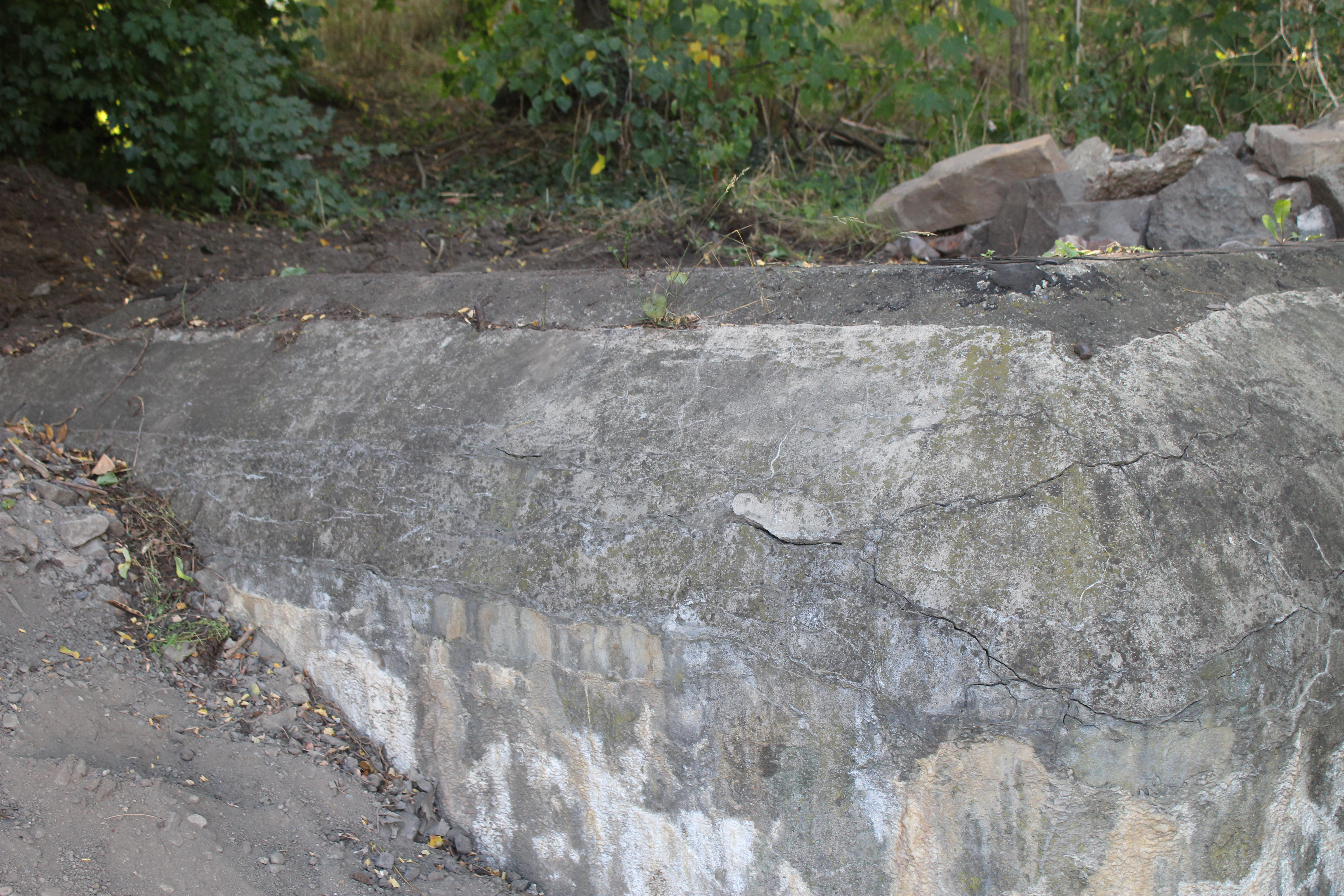
B-6 50 D2-3 Z
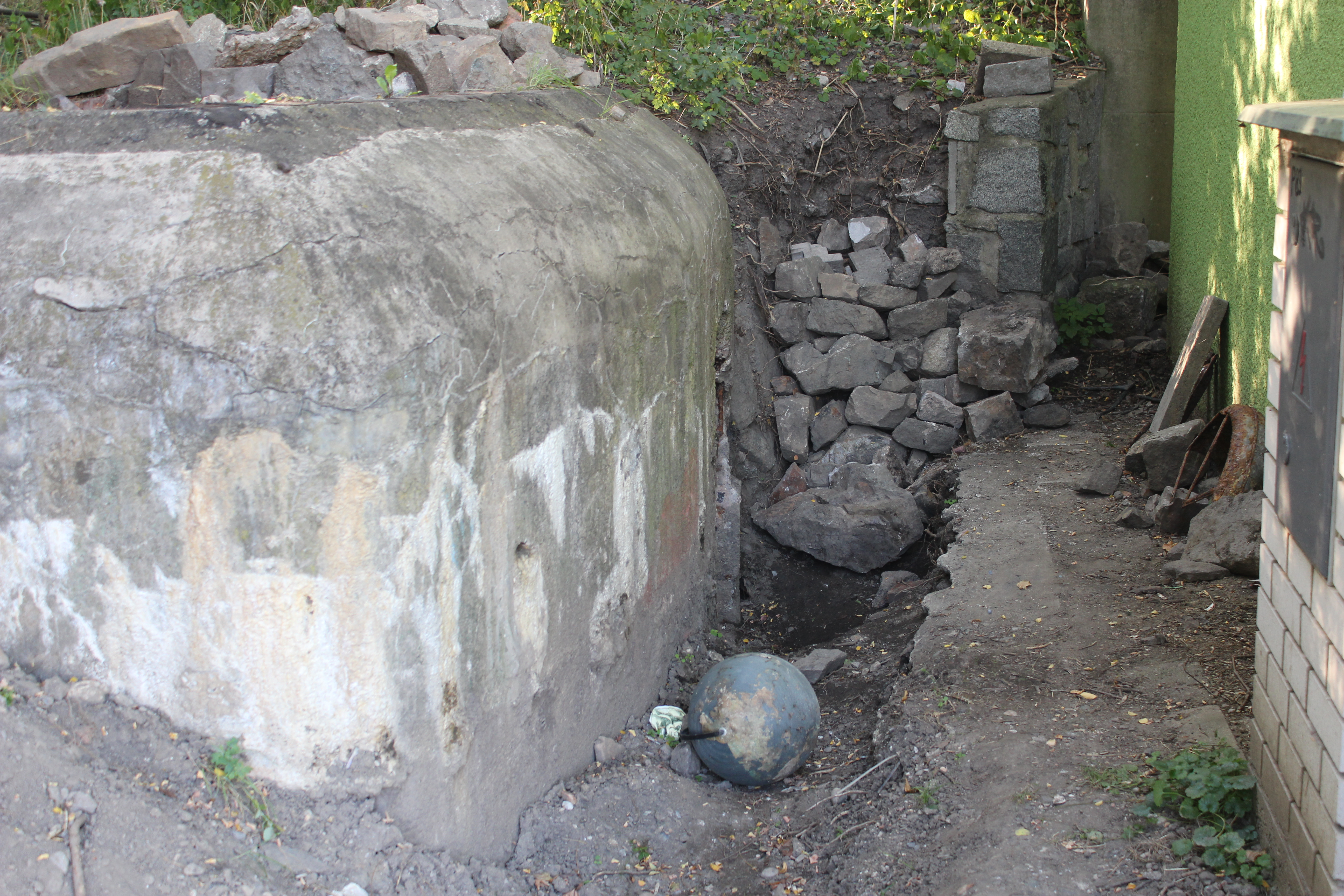
B-6 50 D2-5 SZ
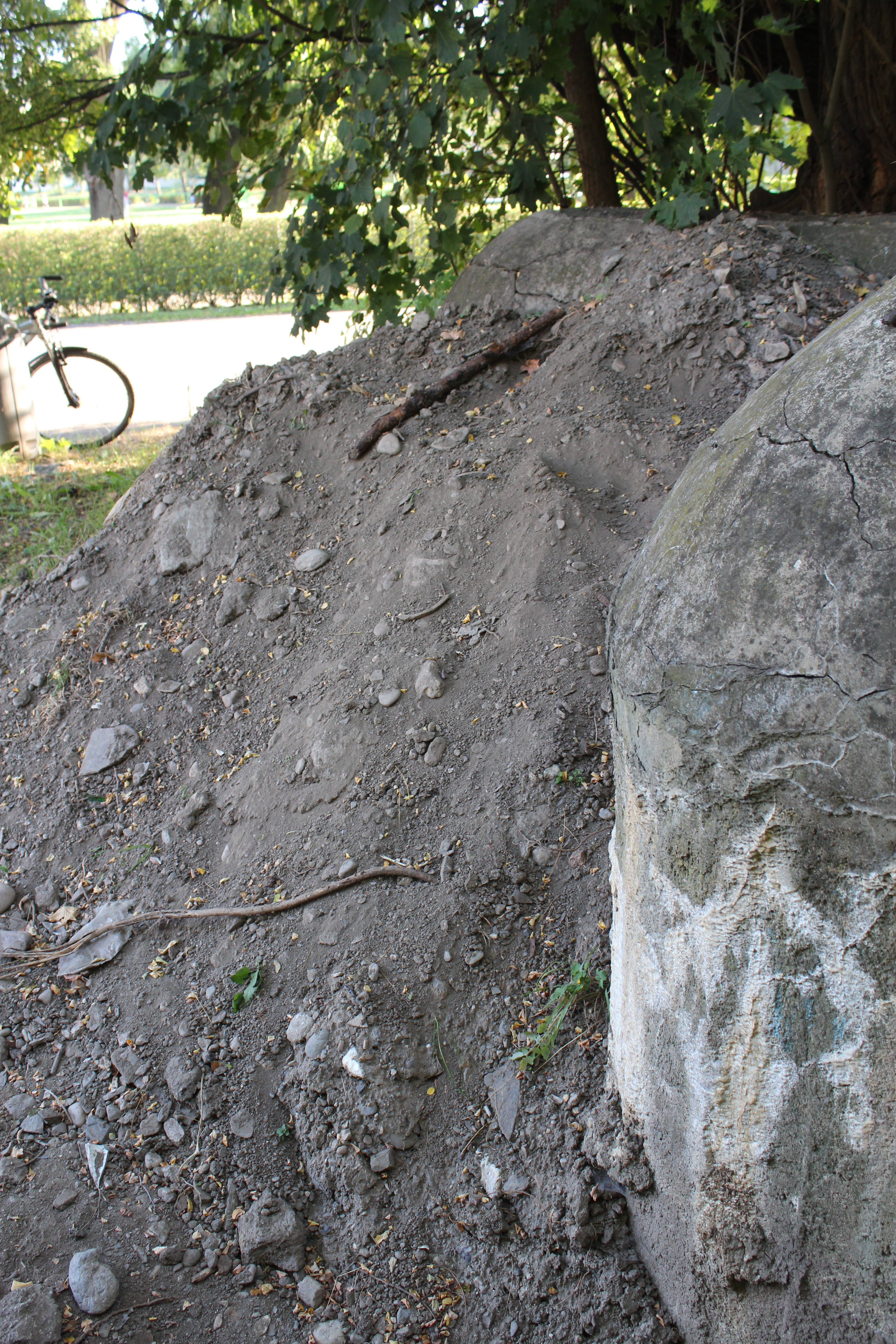
B-6 50 D2-11 JZ
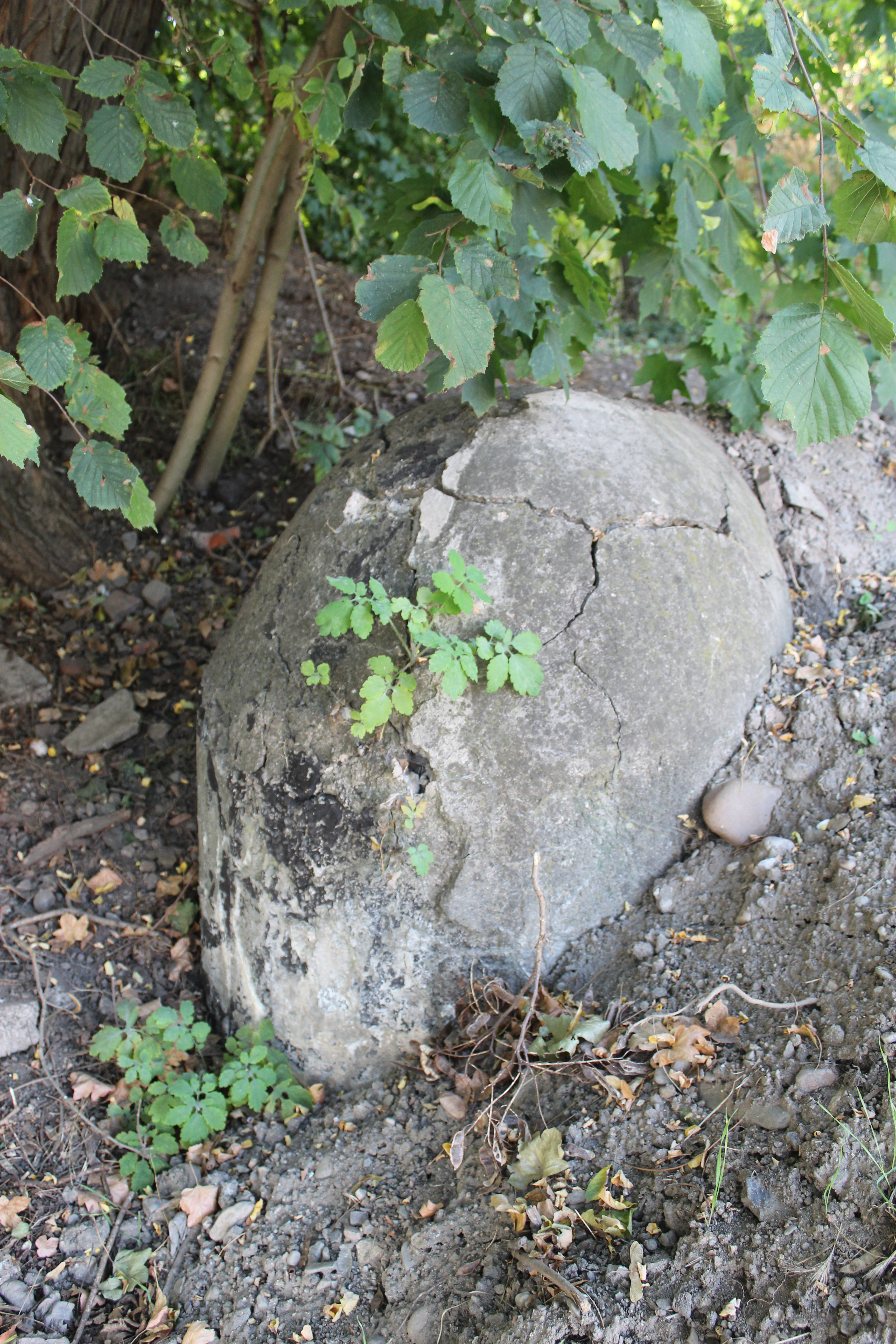
B-6 50 D2-13 SZ
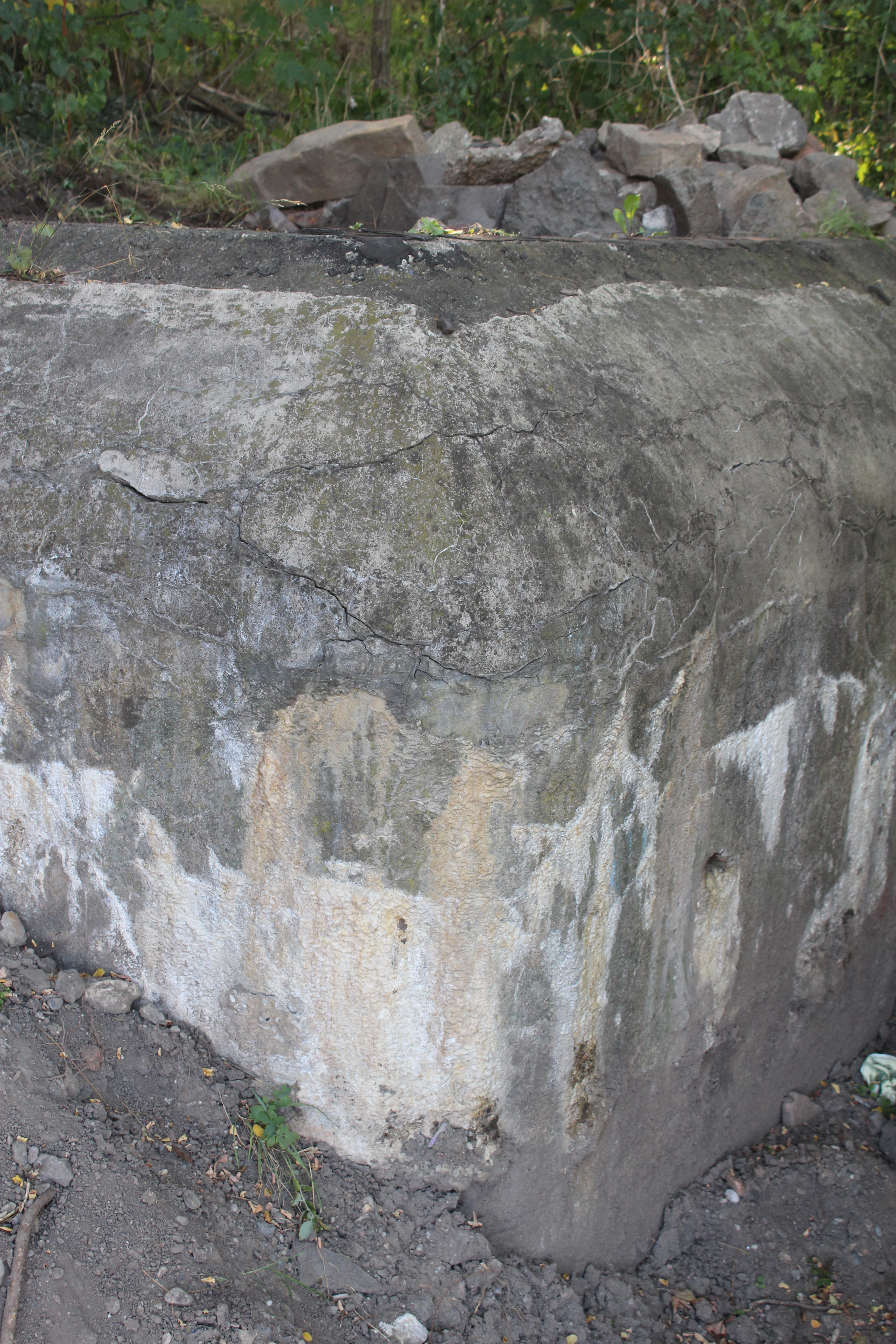
B-6 50 D2-4 Z
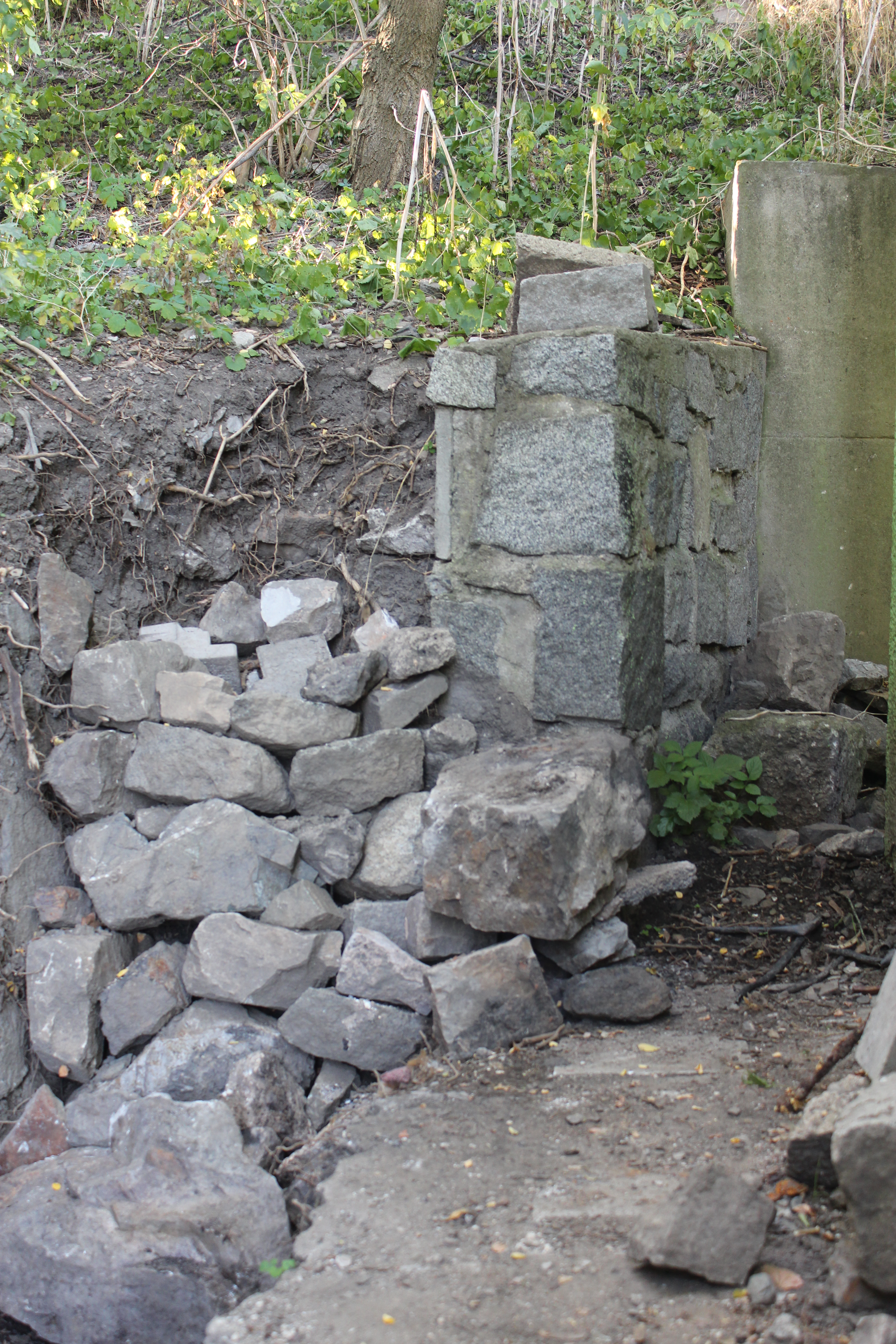
B-6 50 D2-6 SZ
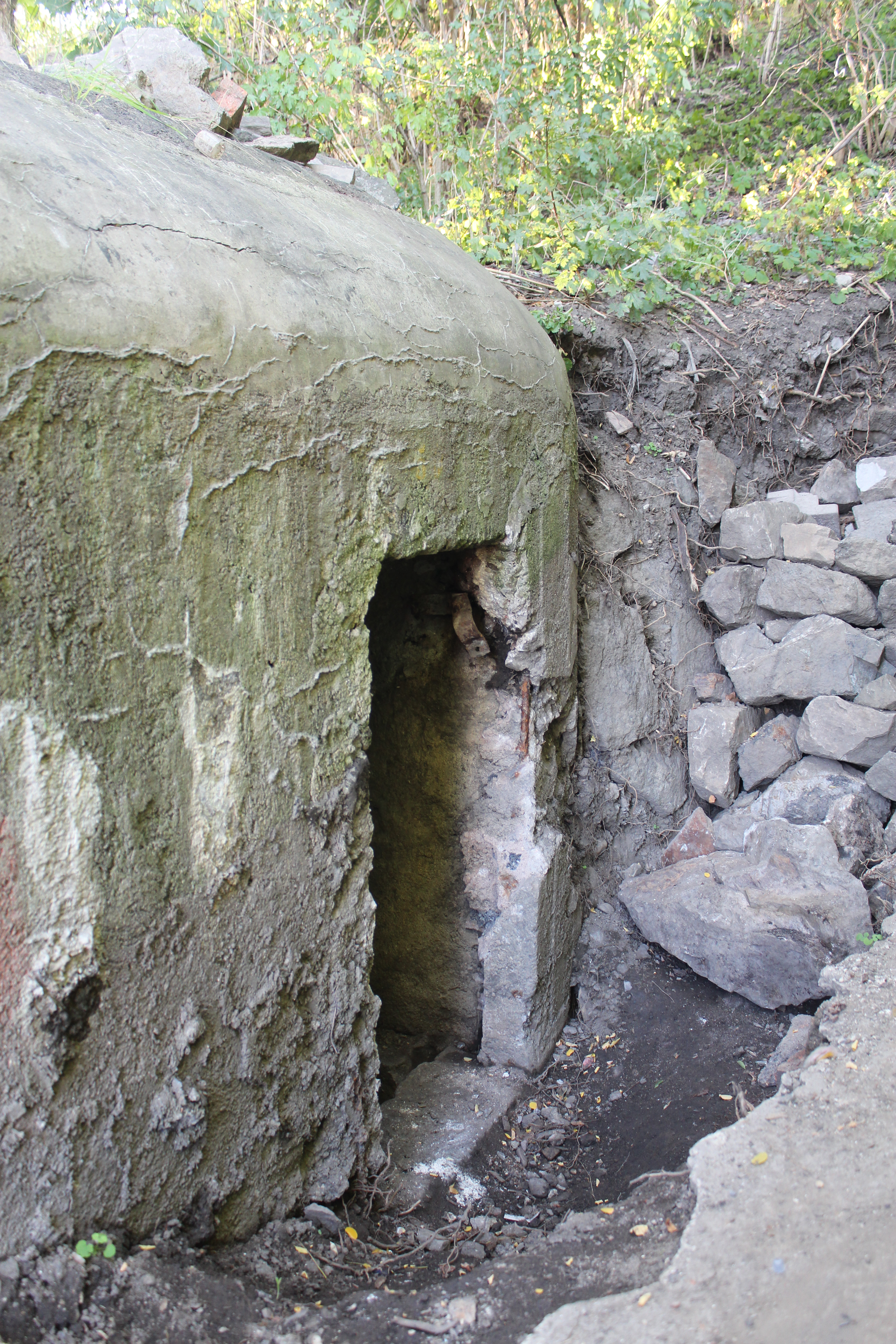
B-6 50 D2-7 ZSZ
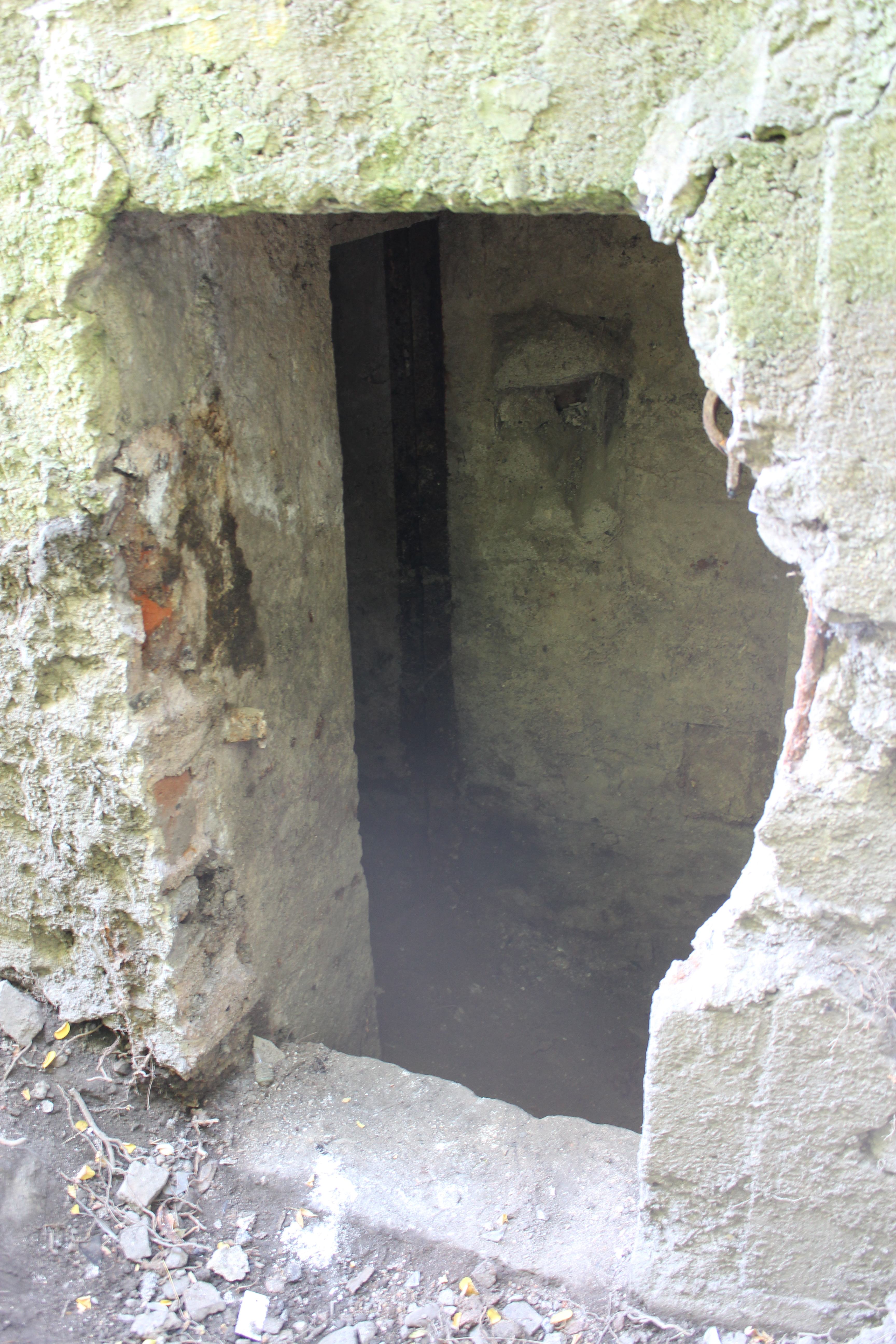
B-6 50 D2-8 JJZ
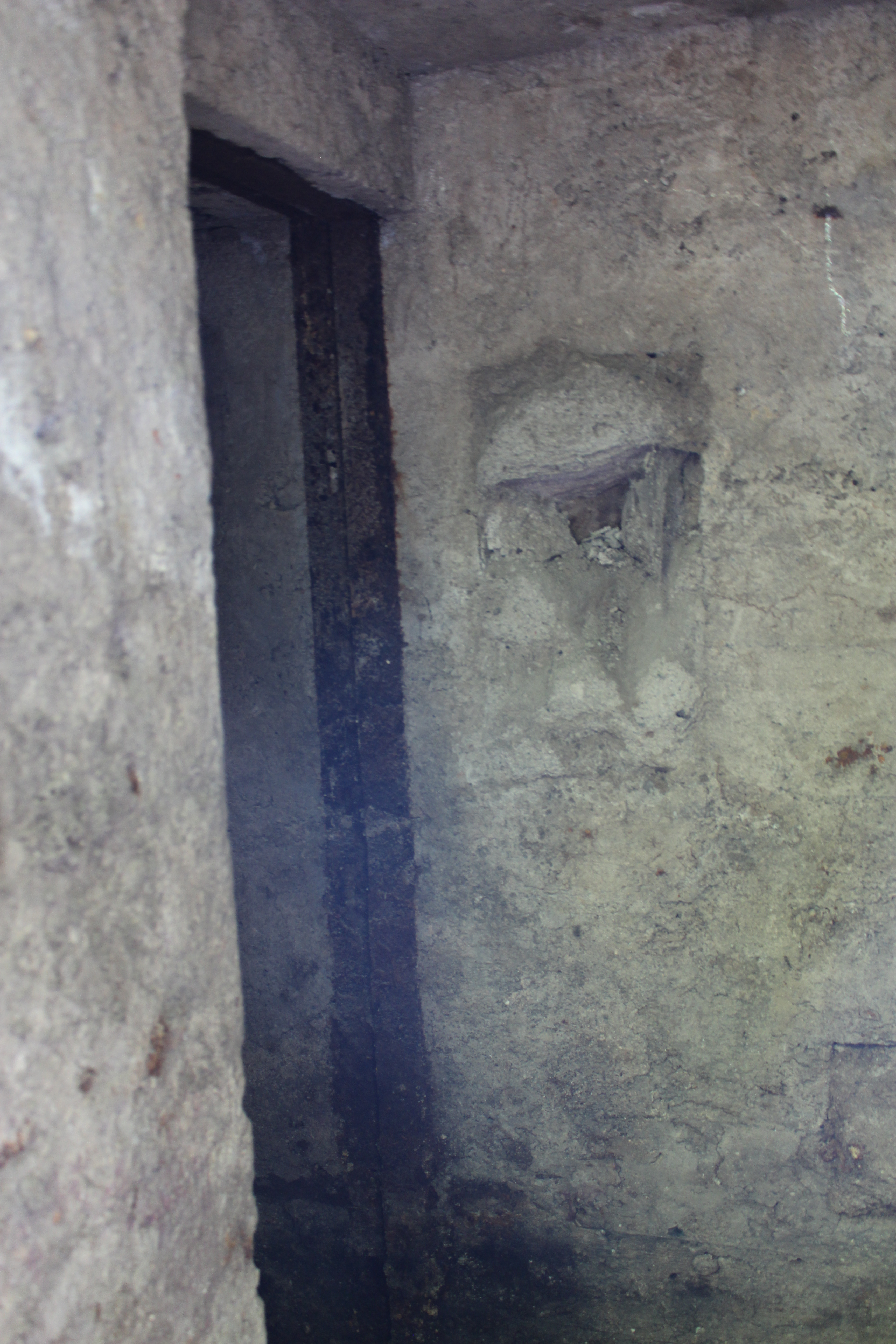
B-6 50 D2-9

#### B-6/51/E

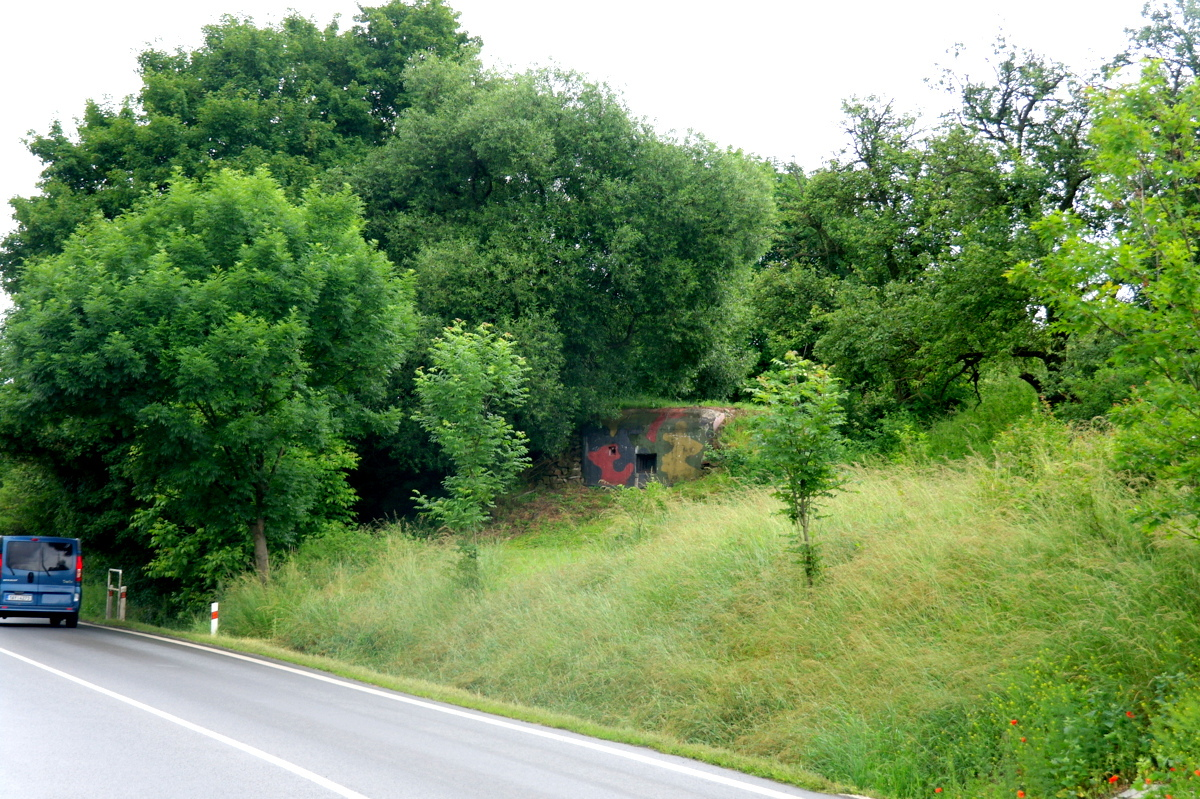
B-6/51/E
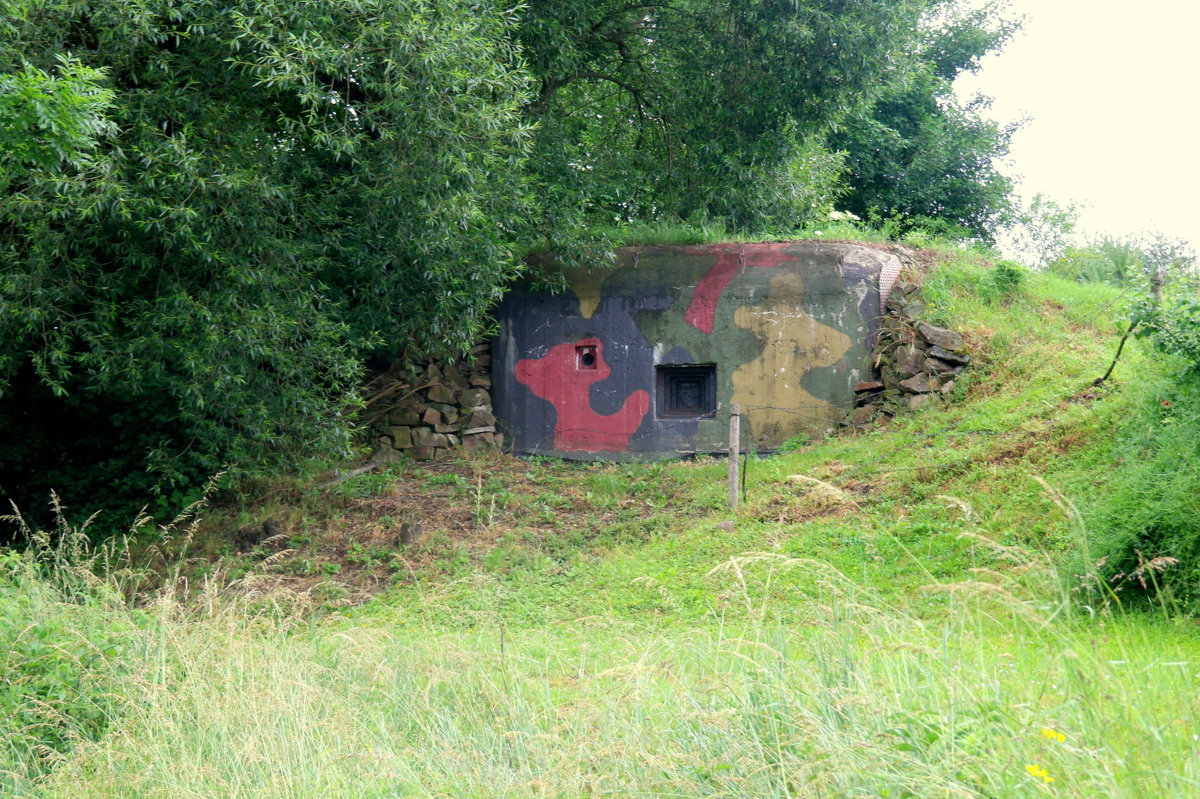
B-6/51/E
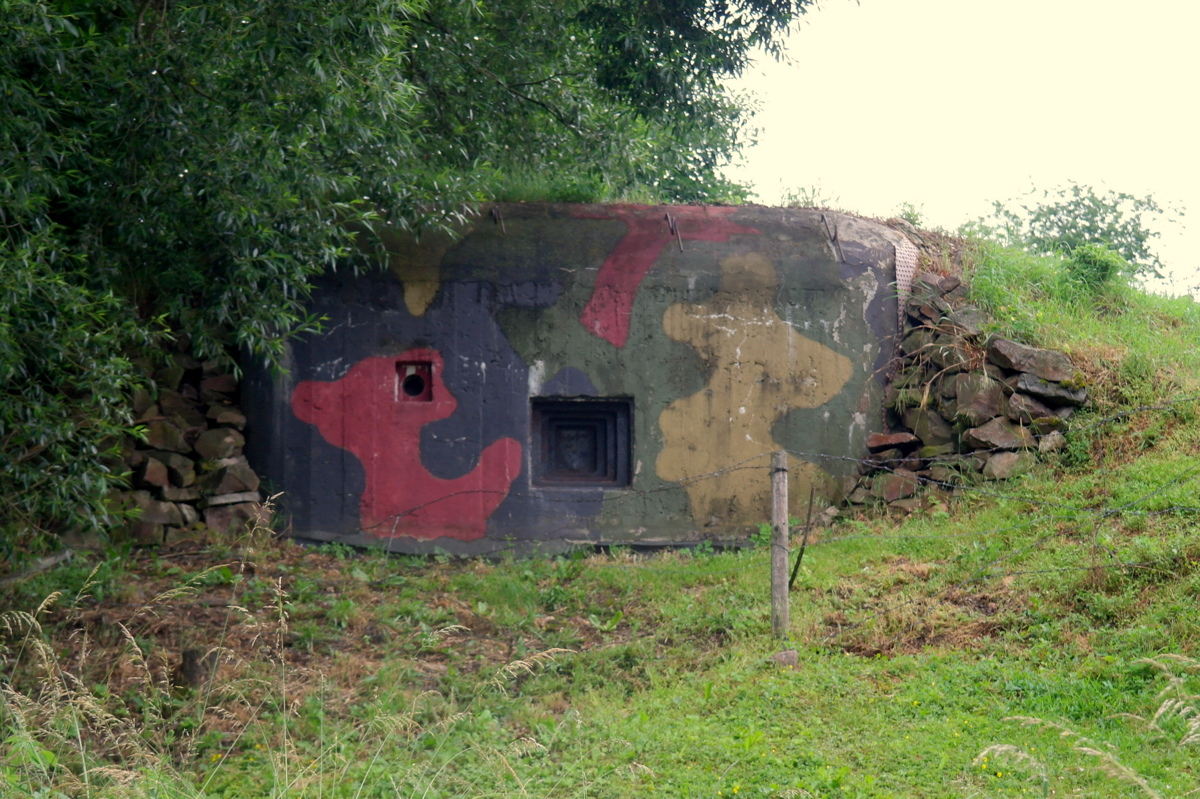
B-6/51/E
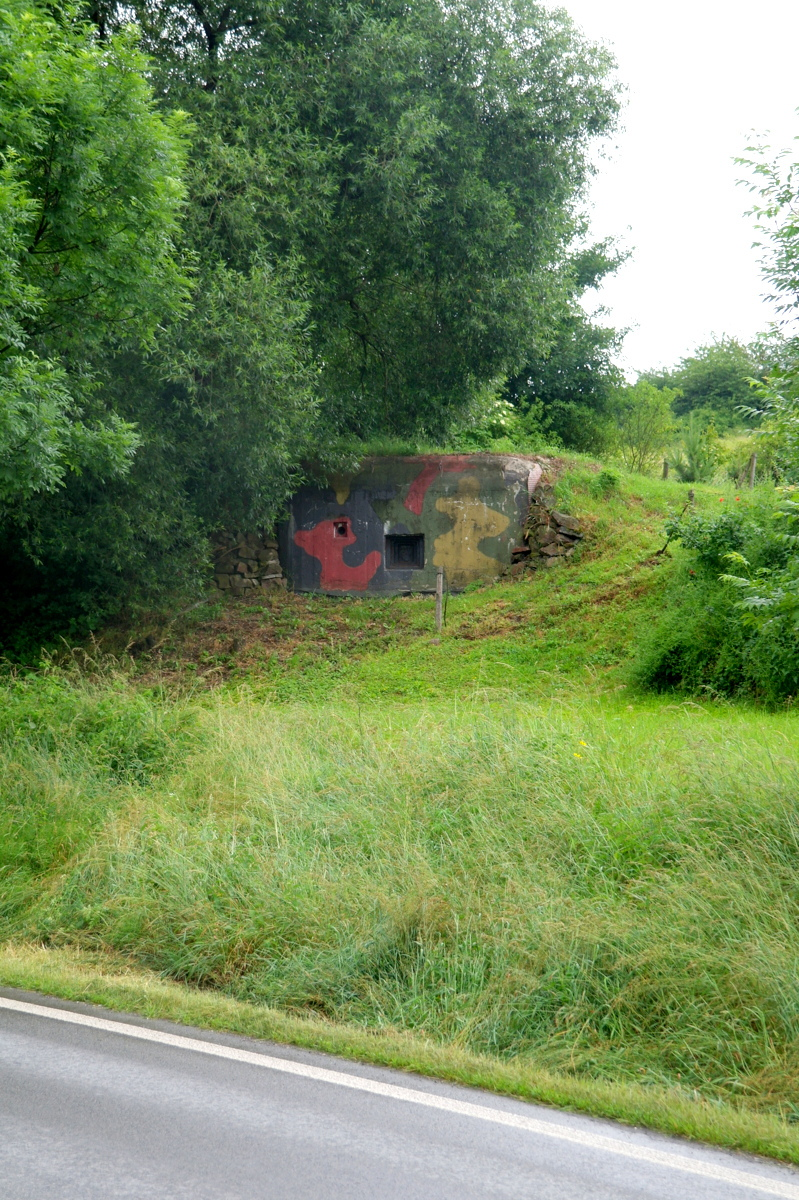
B-6/51/E

#### B-6/54/A-200 Z

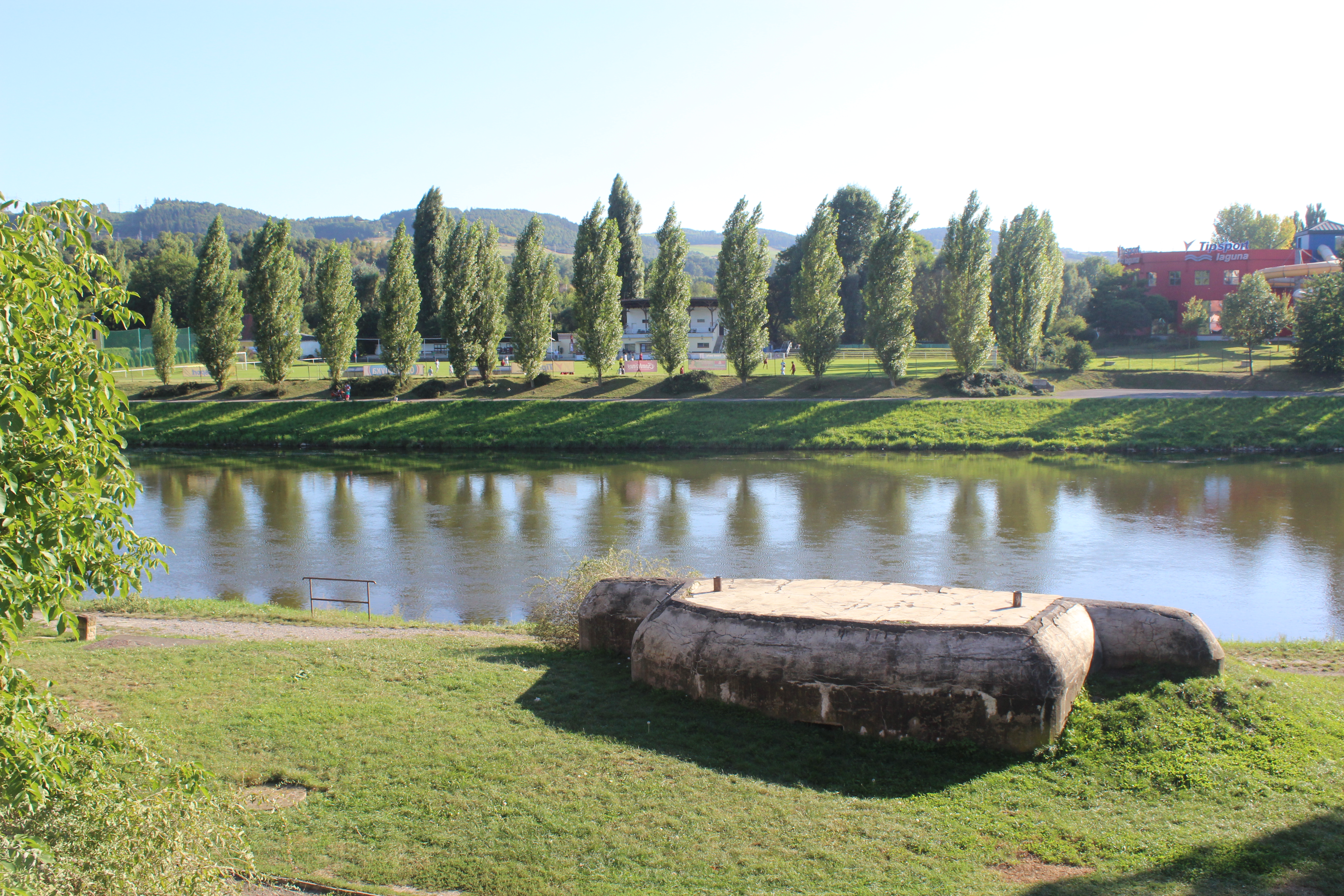
B-6 54 A-200Z-1 JJZ
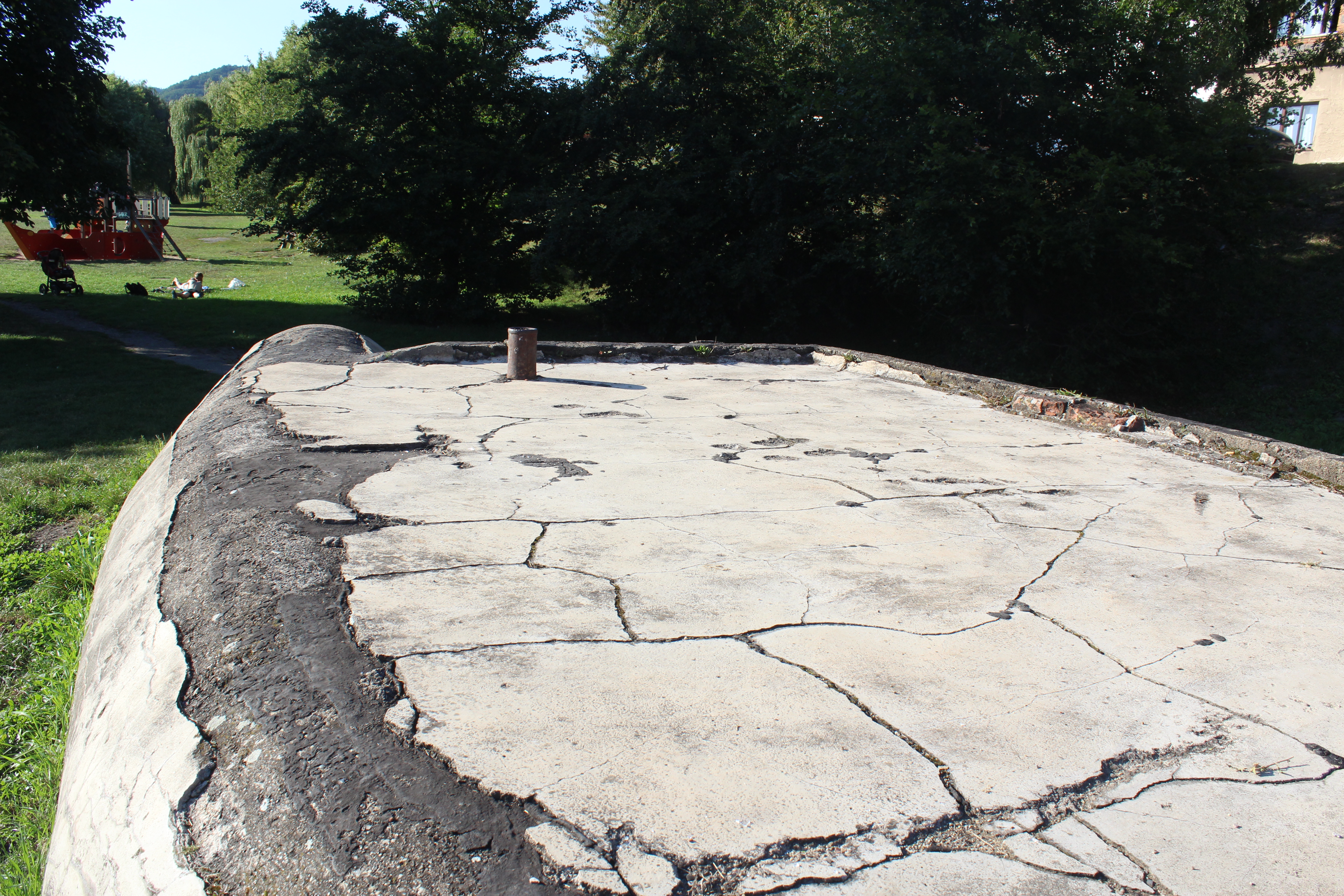
B-6 54 A-200Z-10 SZ
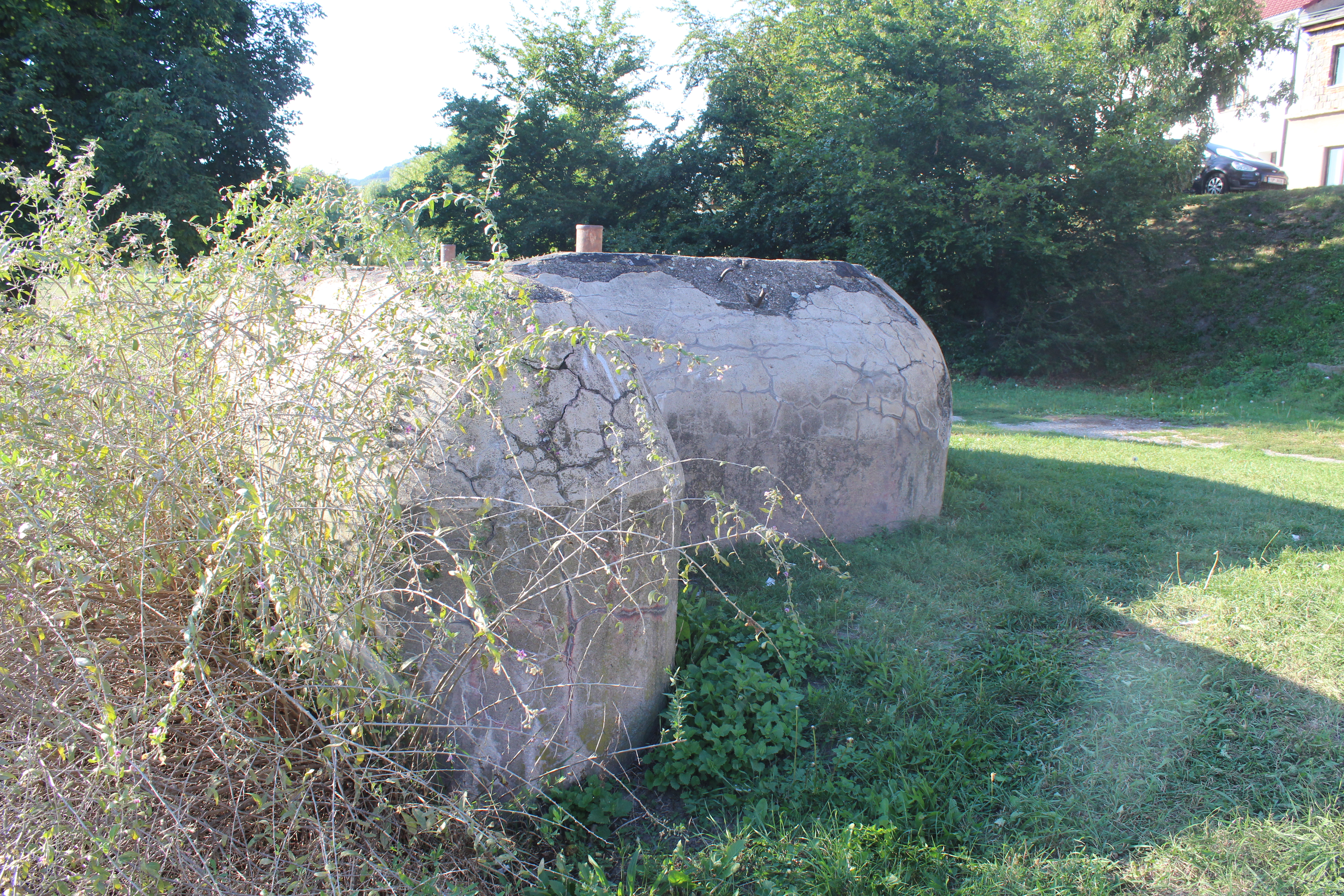
B-6 54 A-200Z-11 S
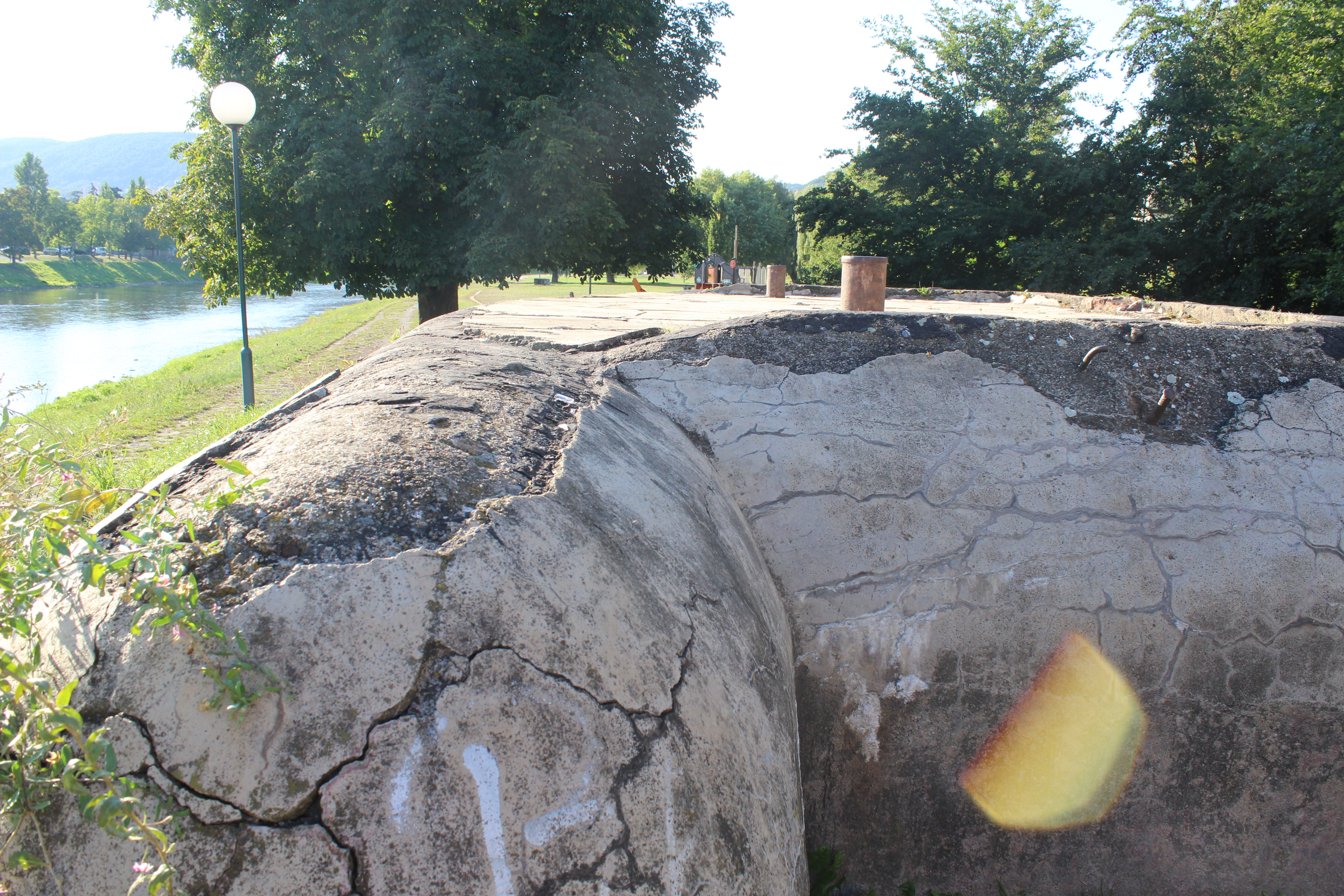
B-6 54 A-200Z-12 SZ
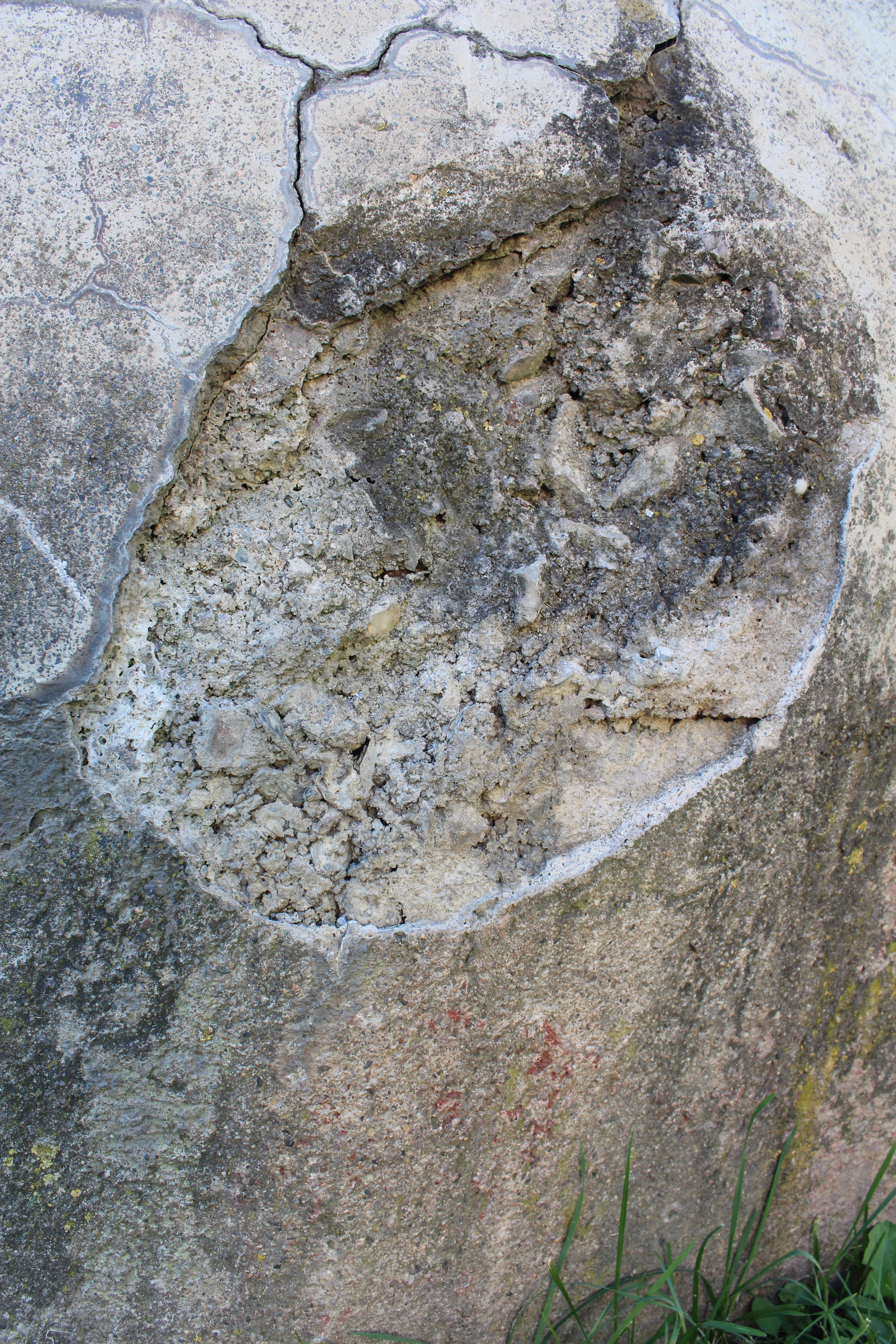
B-6 54 A-200Z-13 JZ
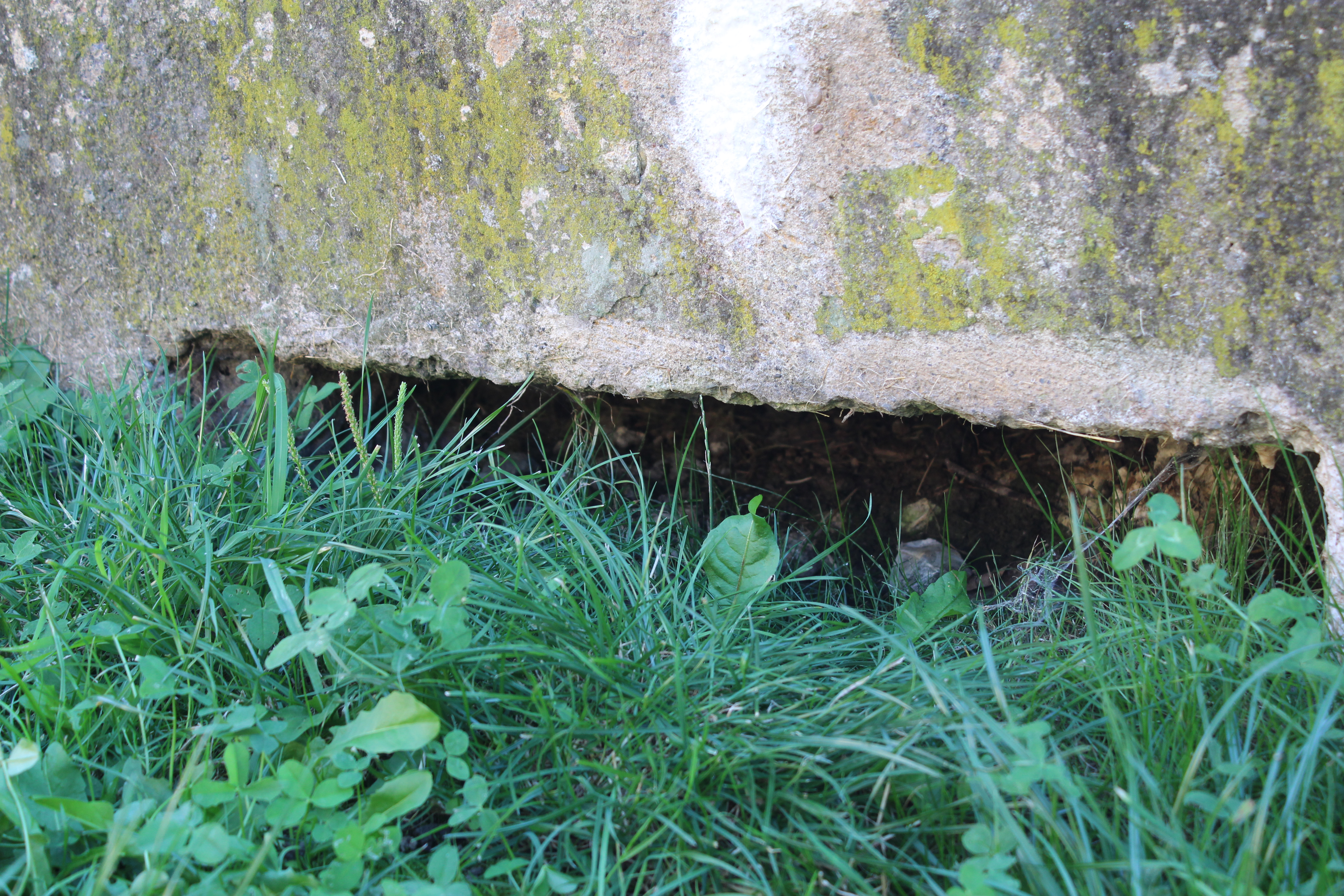
B-6 54 A-200Z-14 JZ
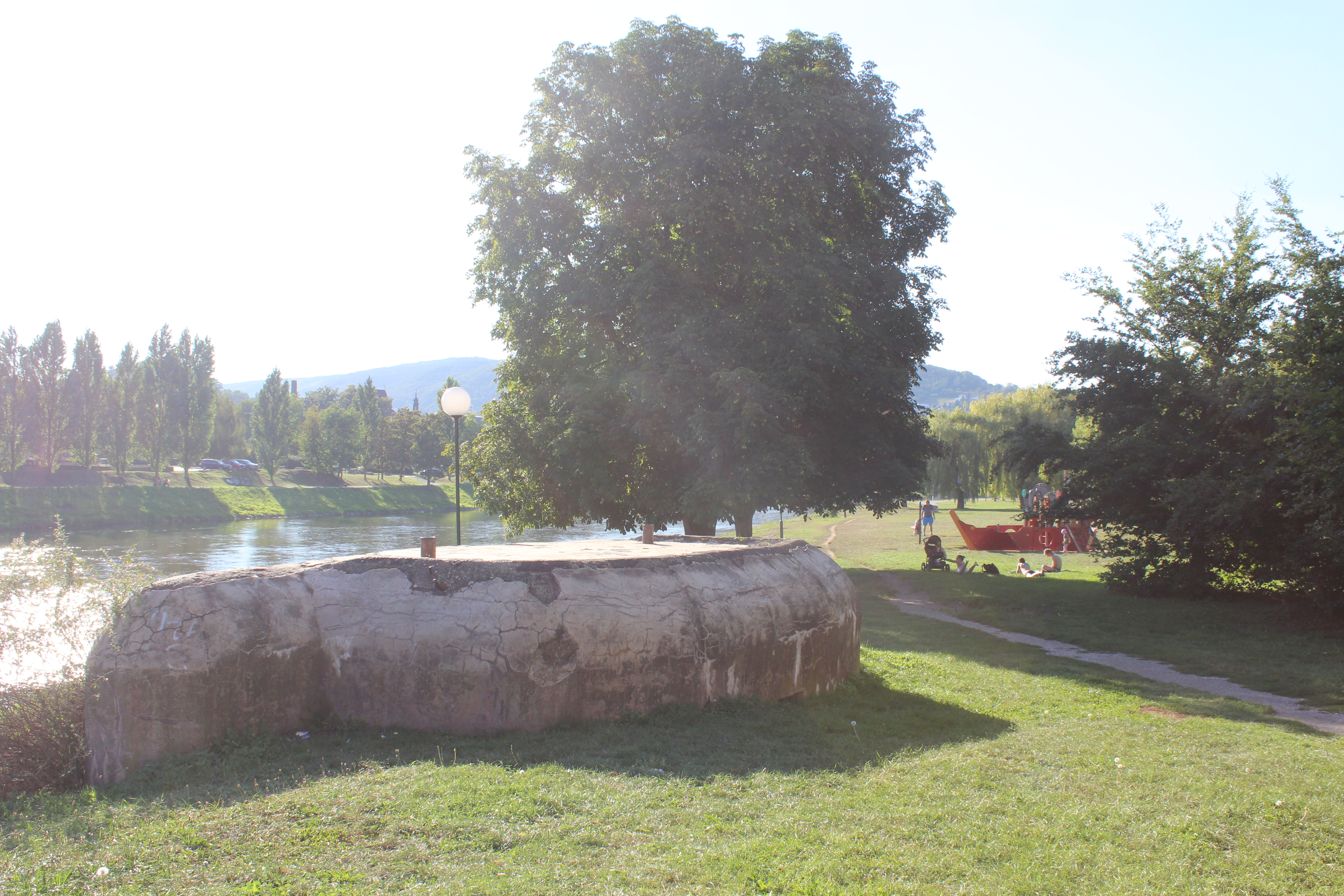
B-6 54 A-200Z-2 Z
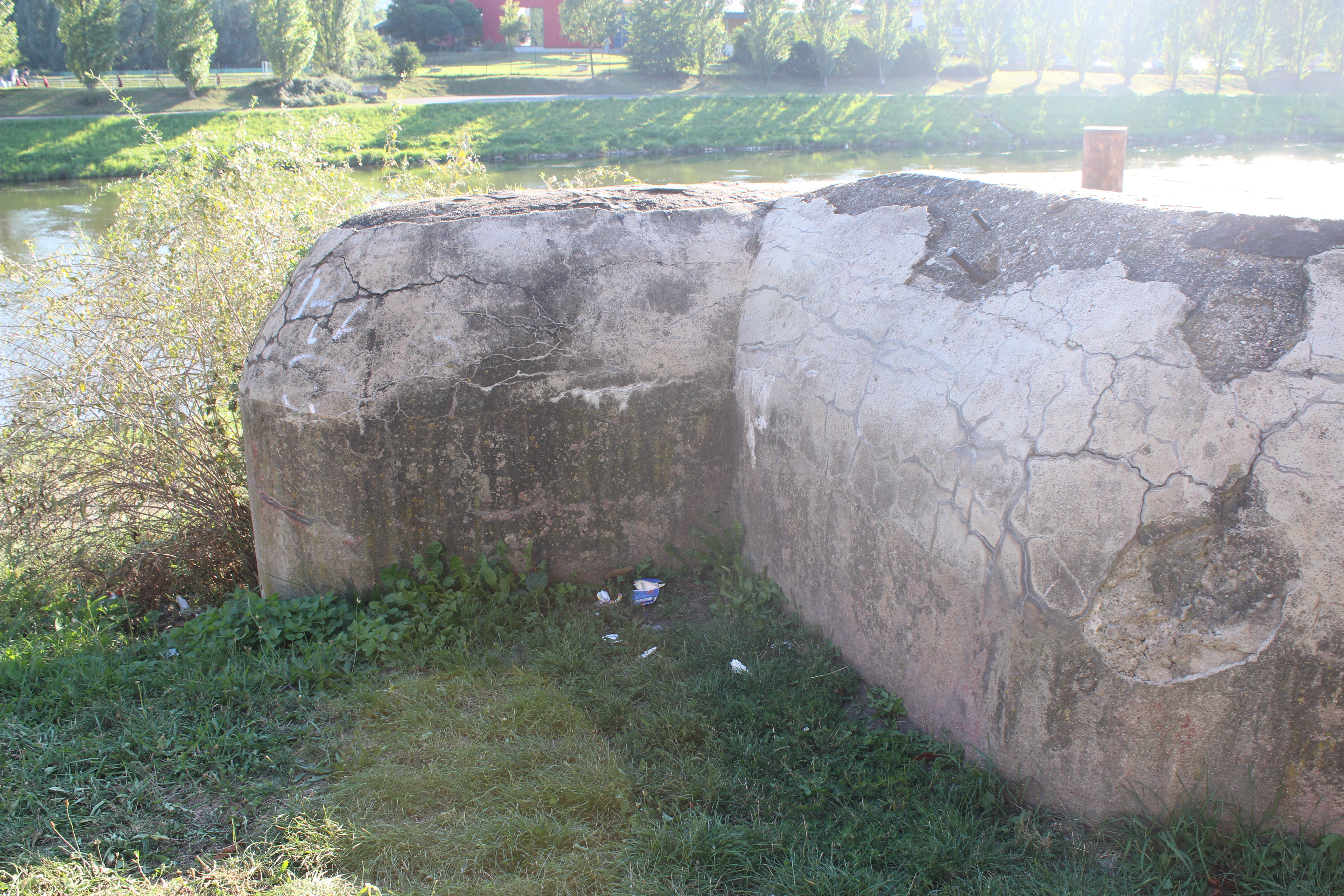
B-6 54 A-200Z-3 JZ
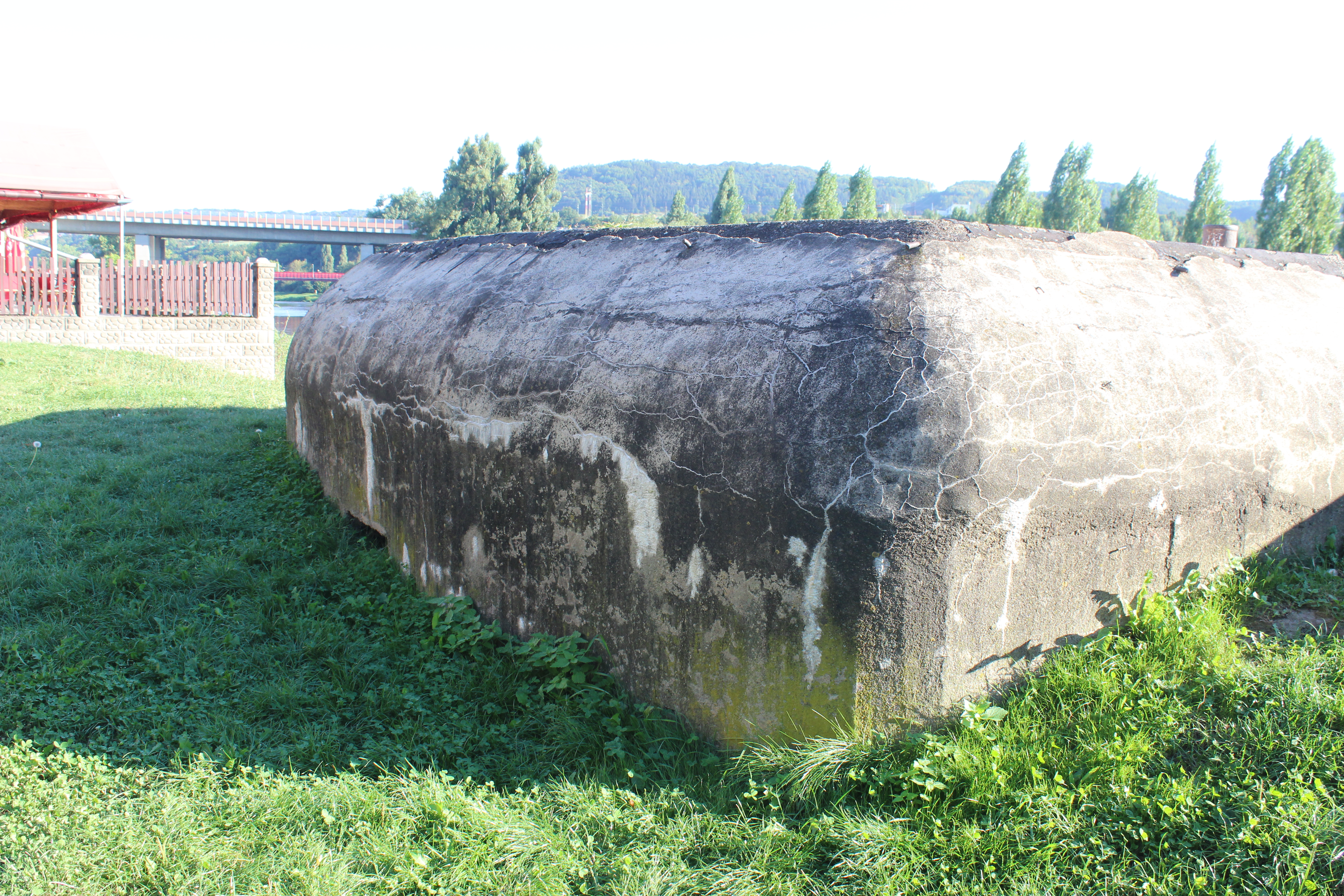
B-6 54 A-200Z-4 JV
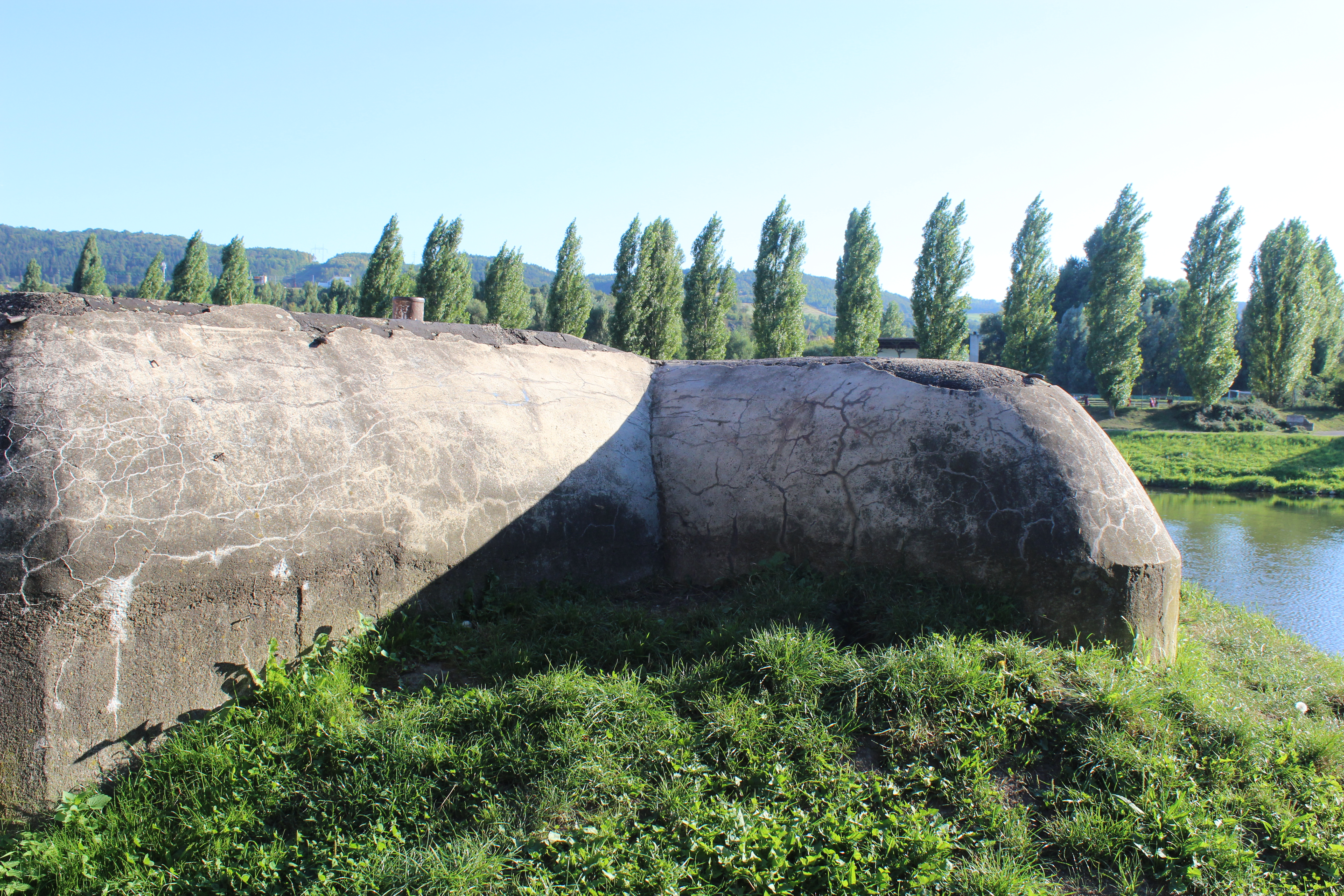
B-6 54 A-200Z-5 JJZ
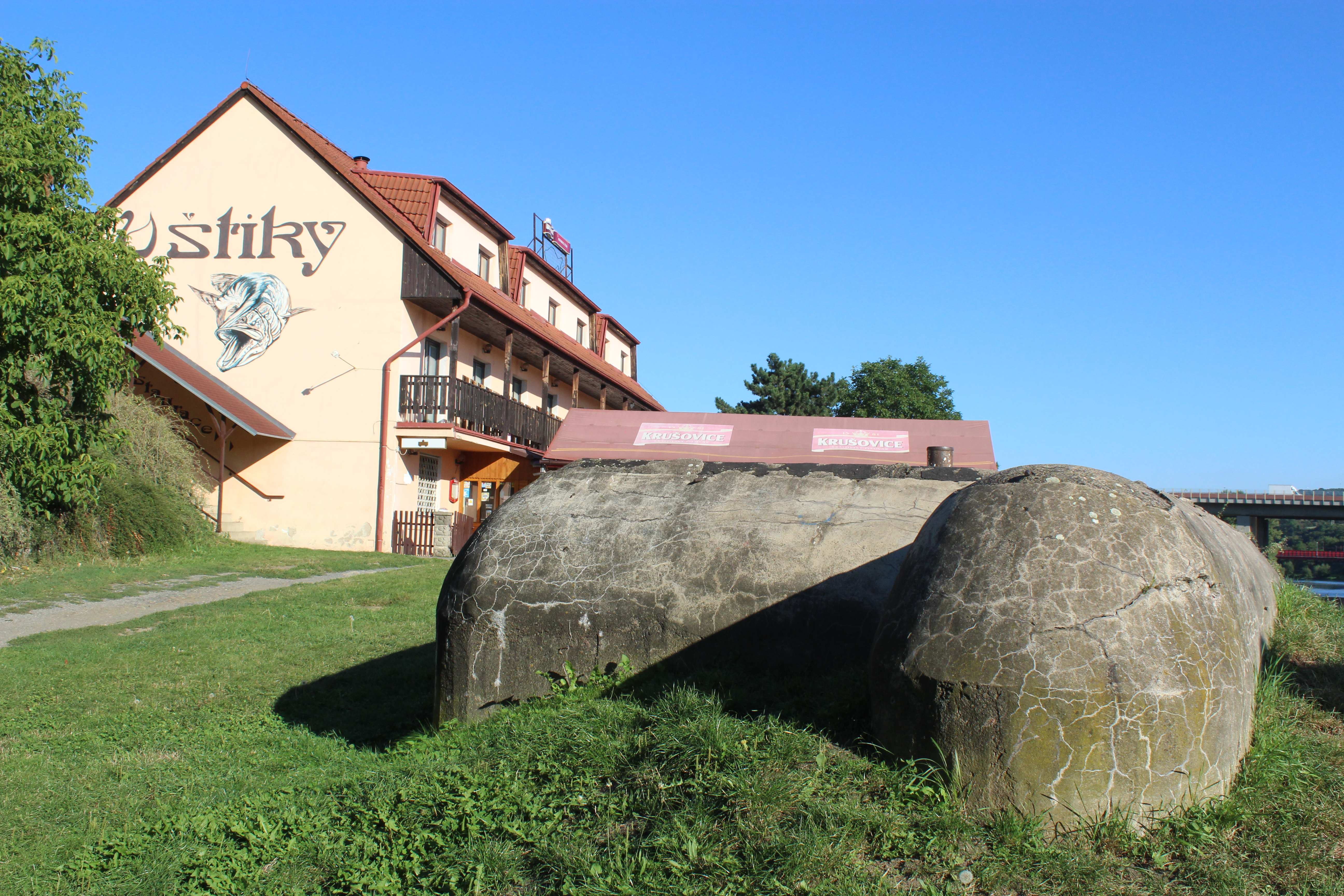
B-6 54 A-200Z-6 VJV
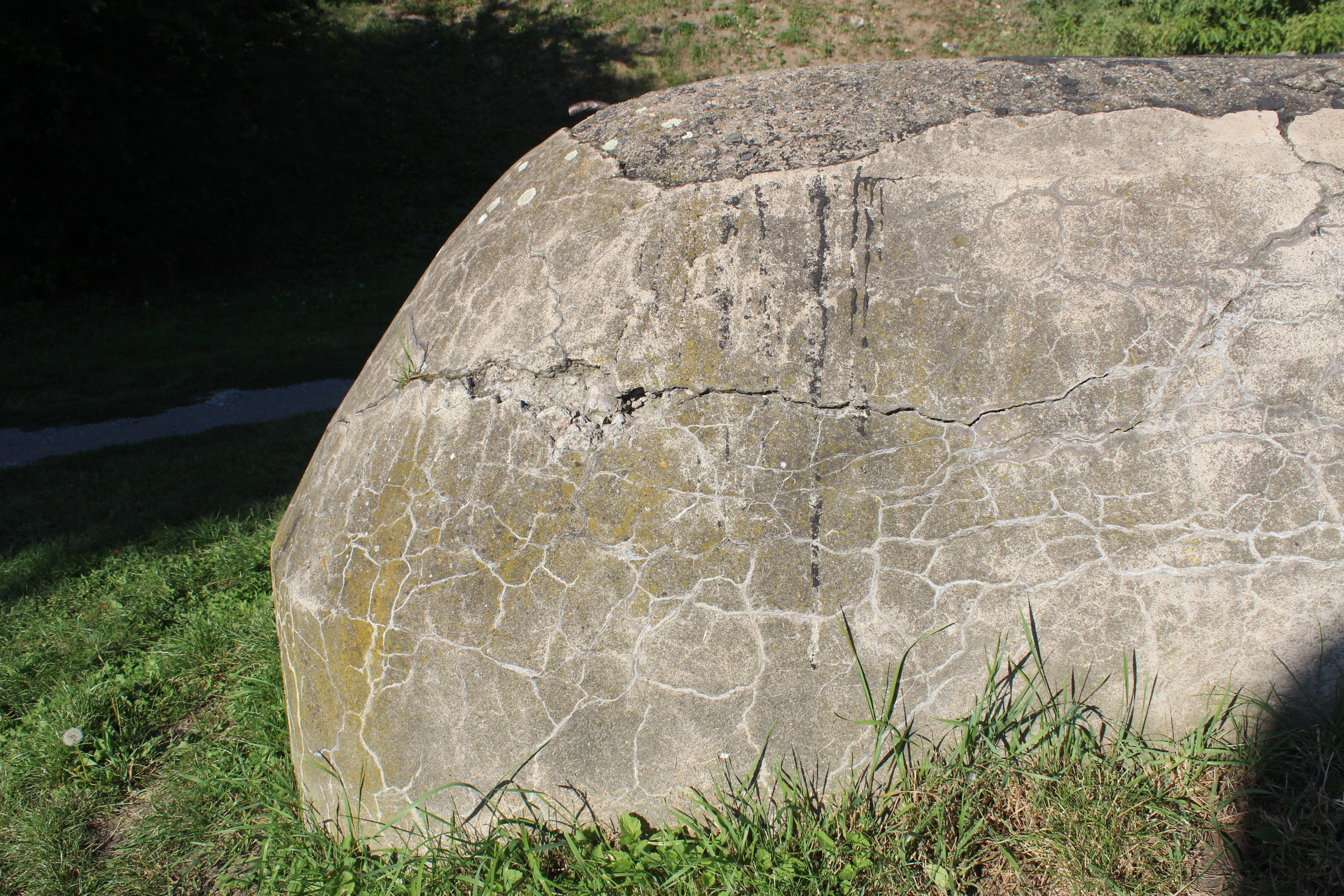
B-6 54 A-200Z-7 SV
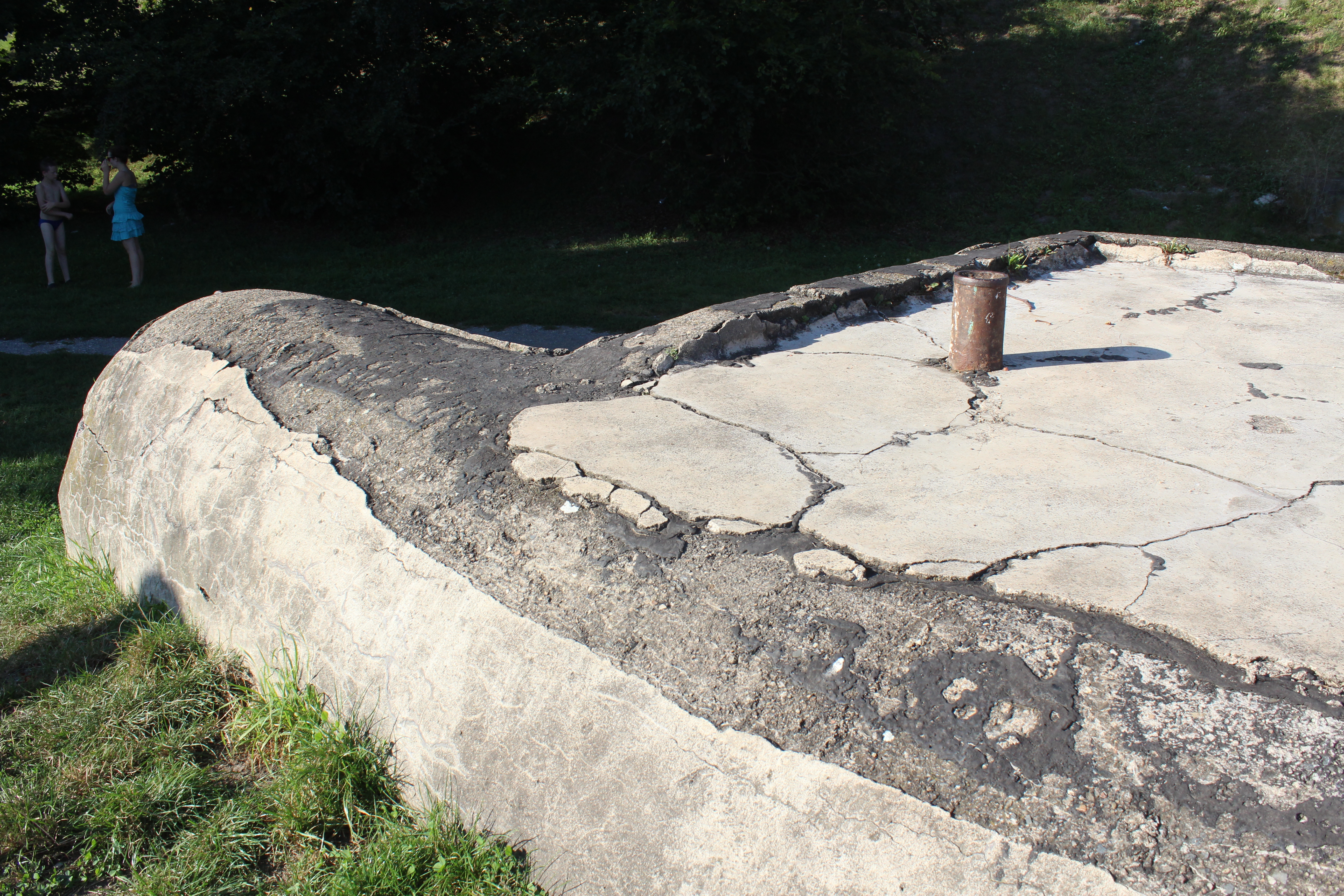
B-6 54 A-200Z-8 SSZ

#### B-6/59/A-180 Z

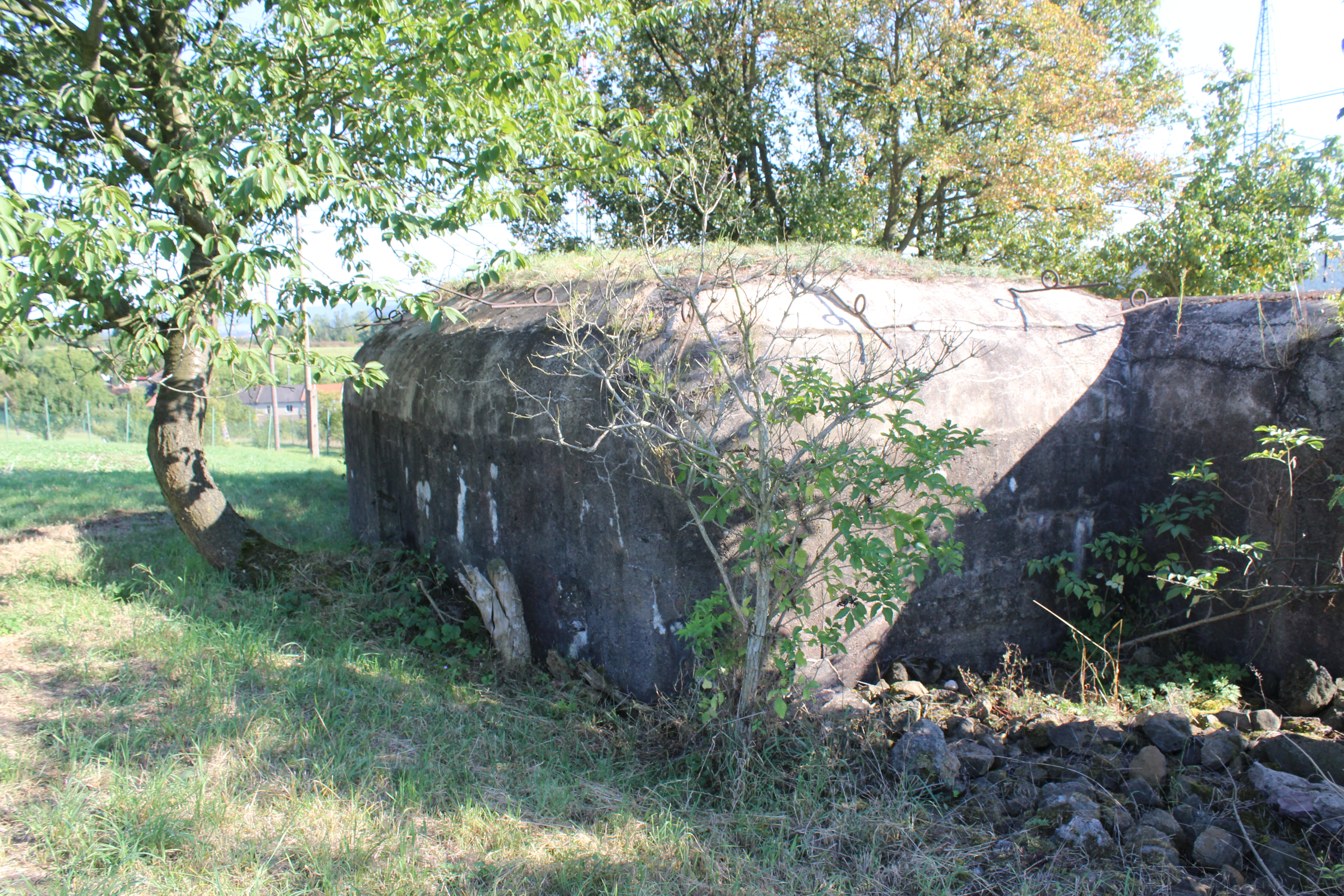
B-6 59 A-180Z-12 JV
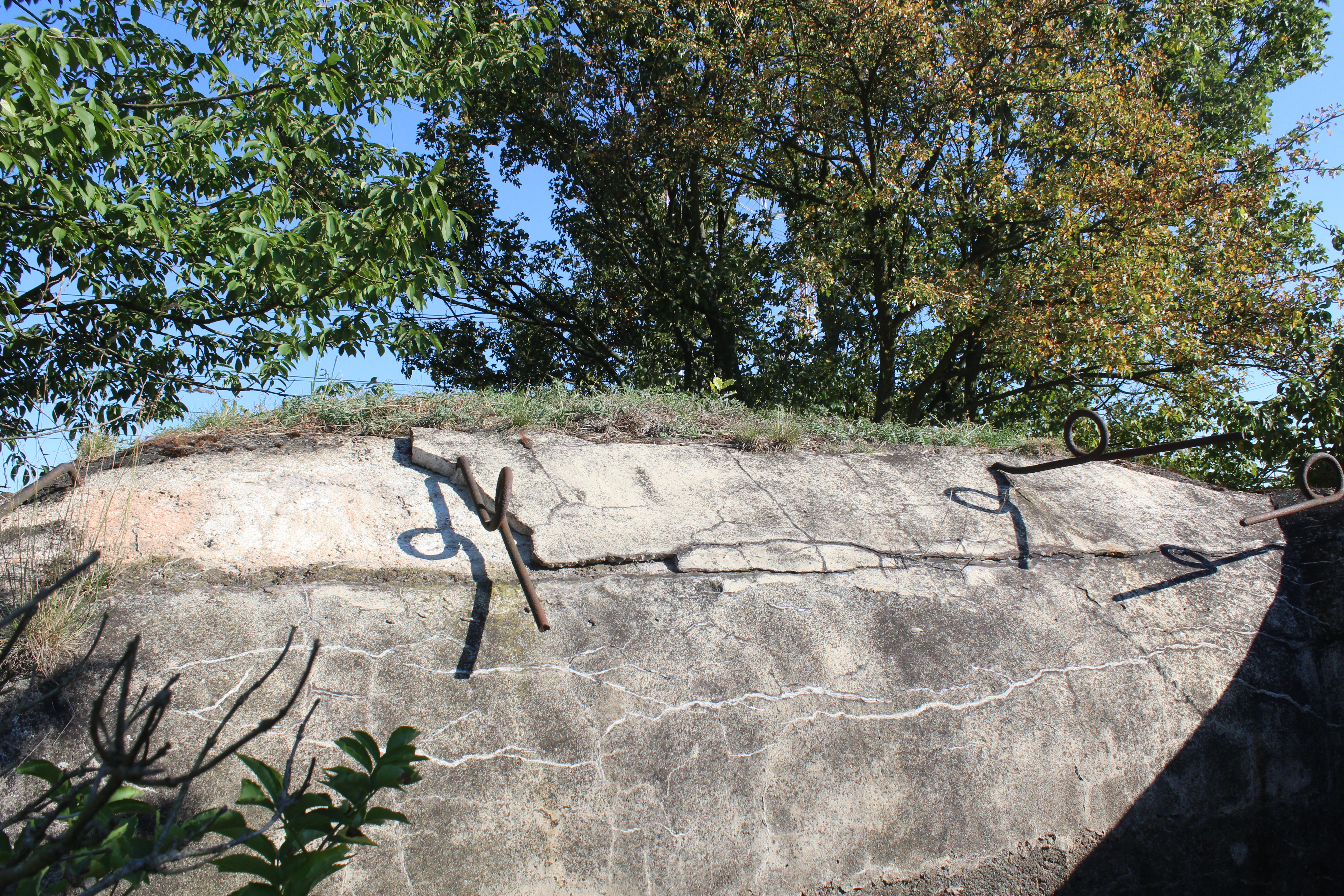
B-6 59 A-180Z-13 JV
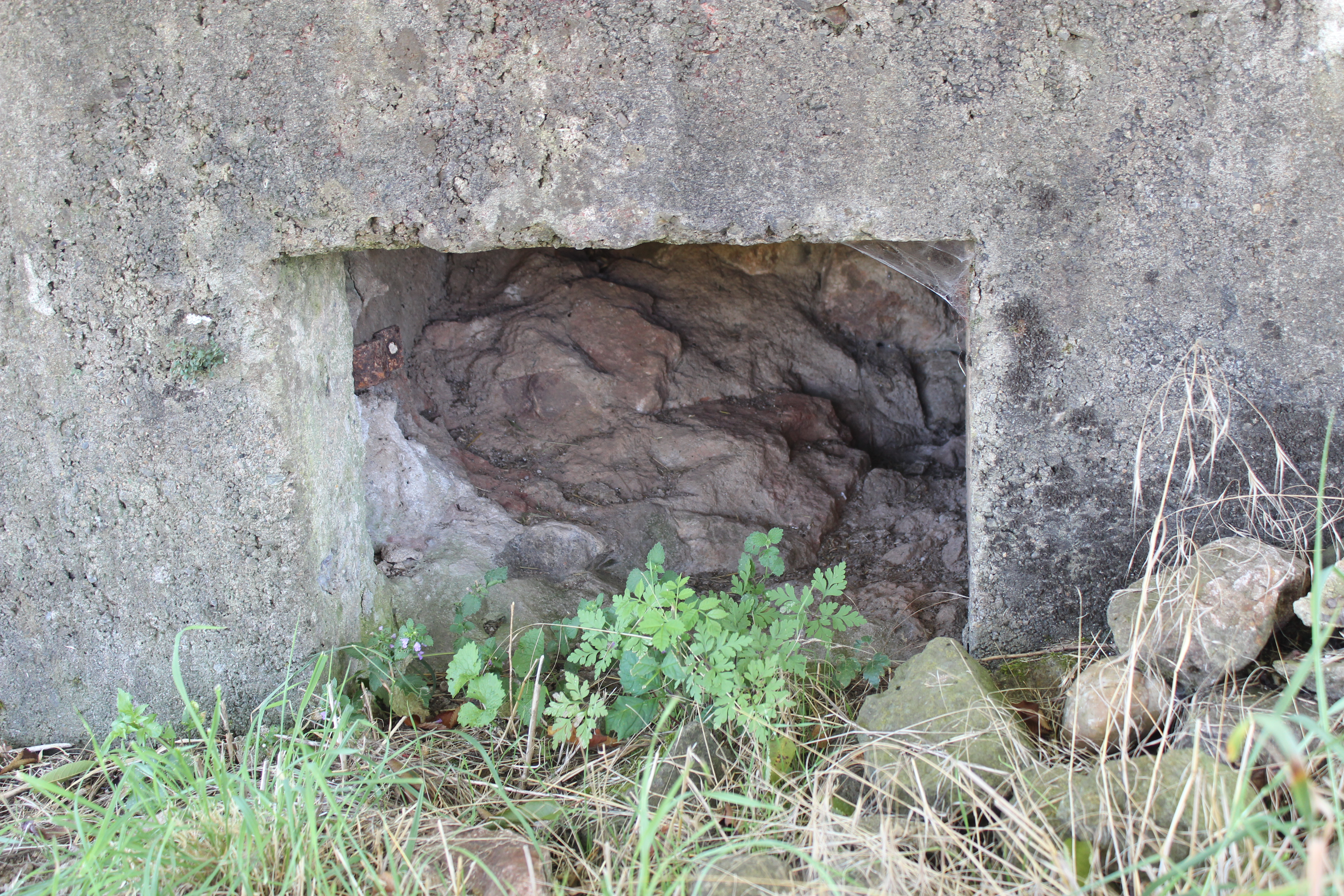
B-6 59 A-180Z-15 J
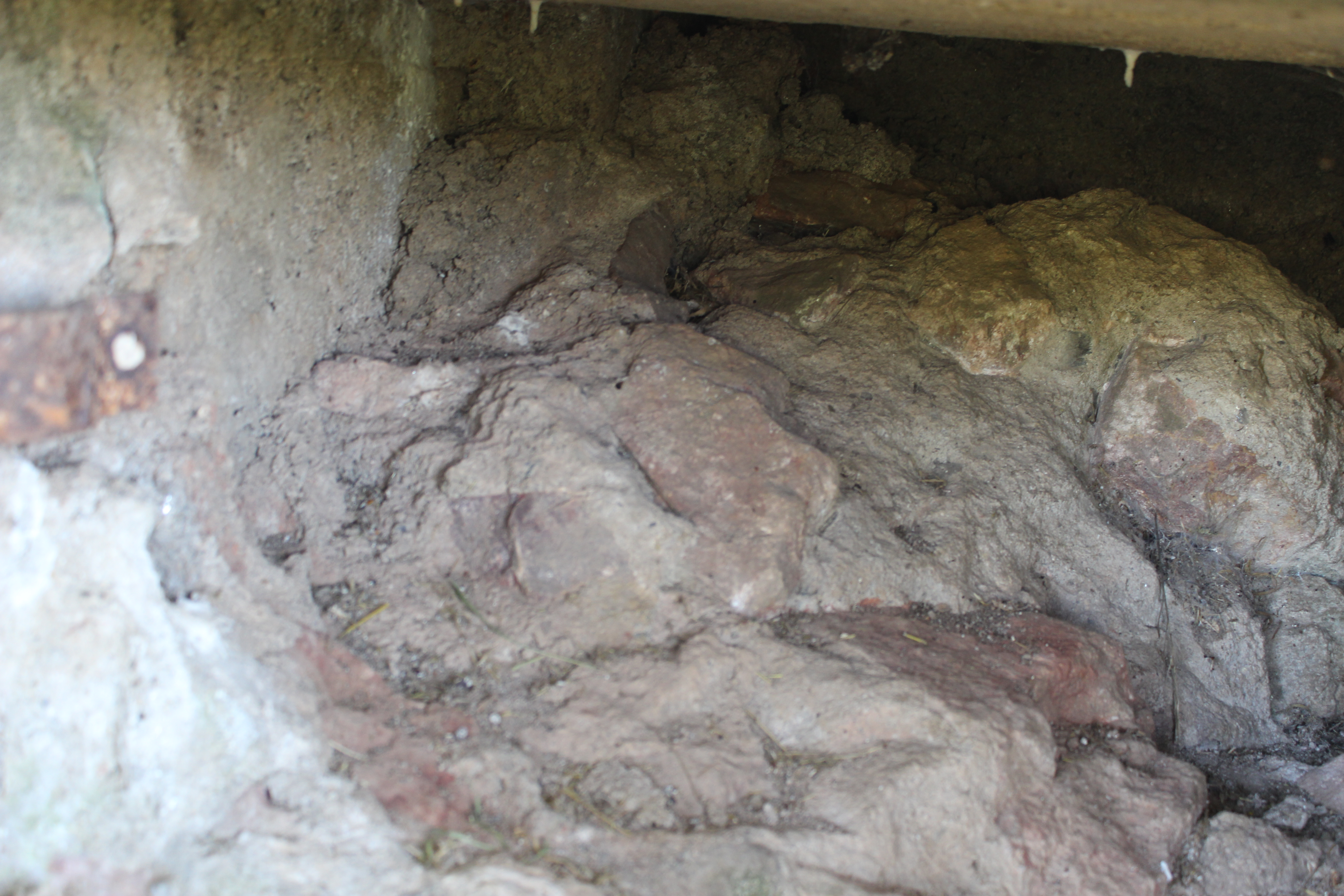
B-6 59 A-180Z-16
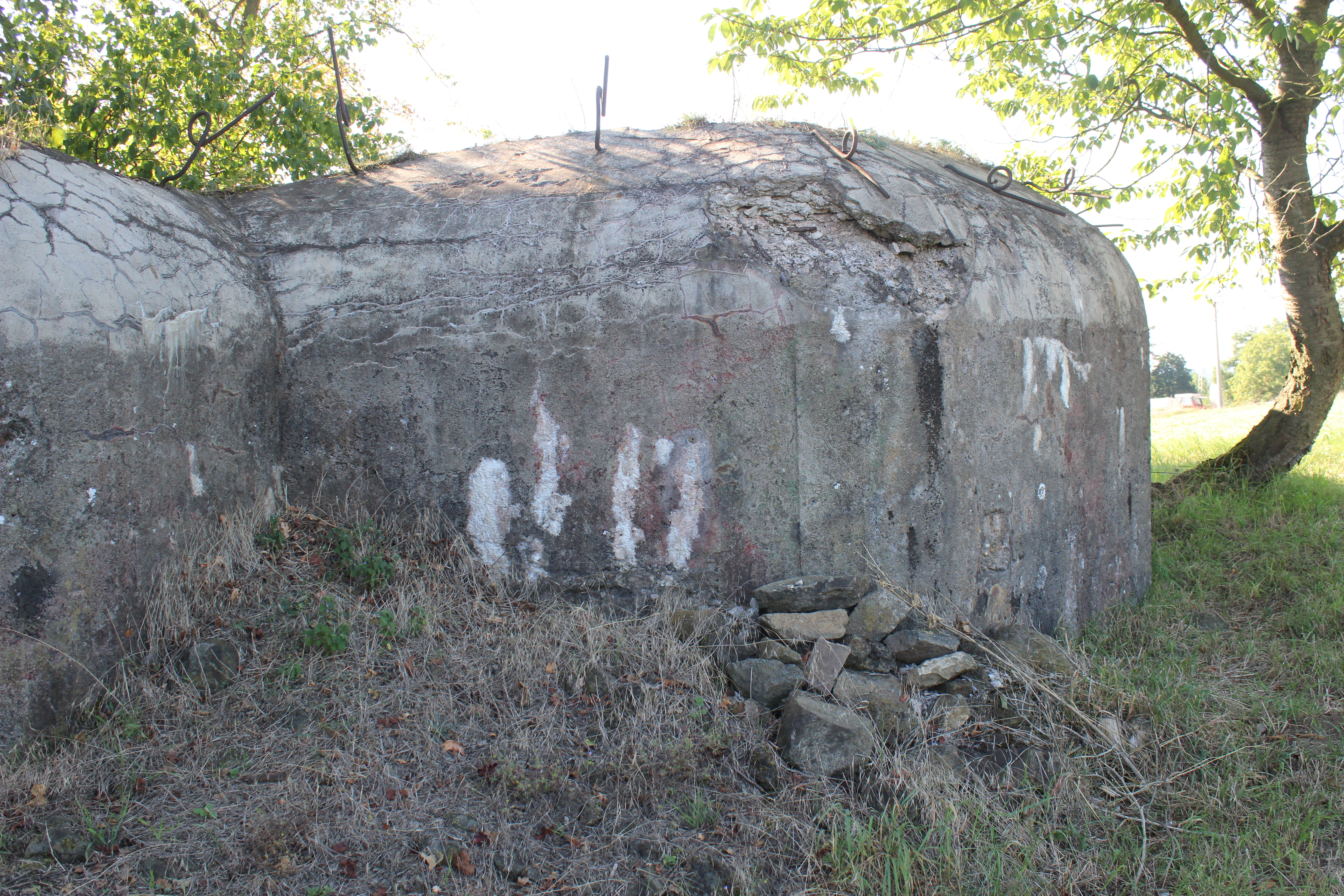
B-6 59 A-180Z-17 ZSZ
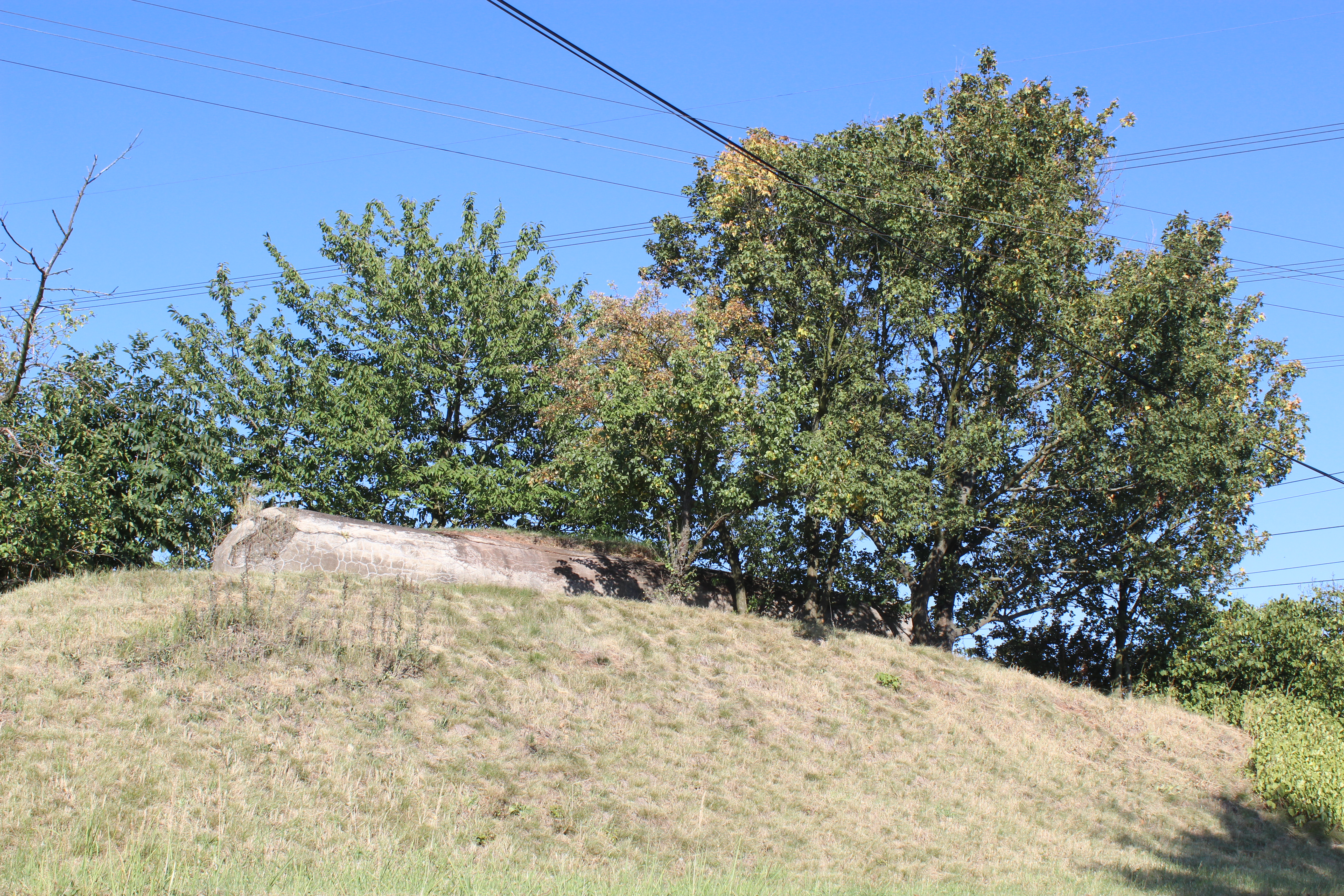
B-6 59 A-180Z-2 SV
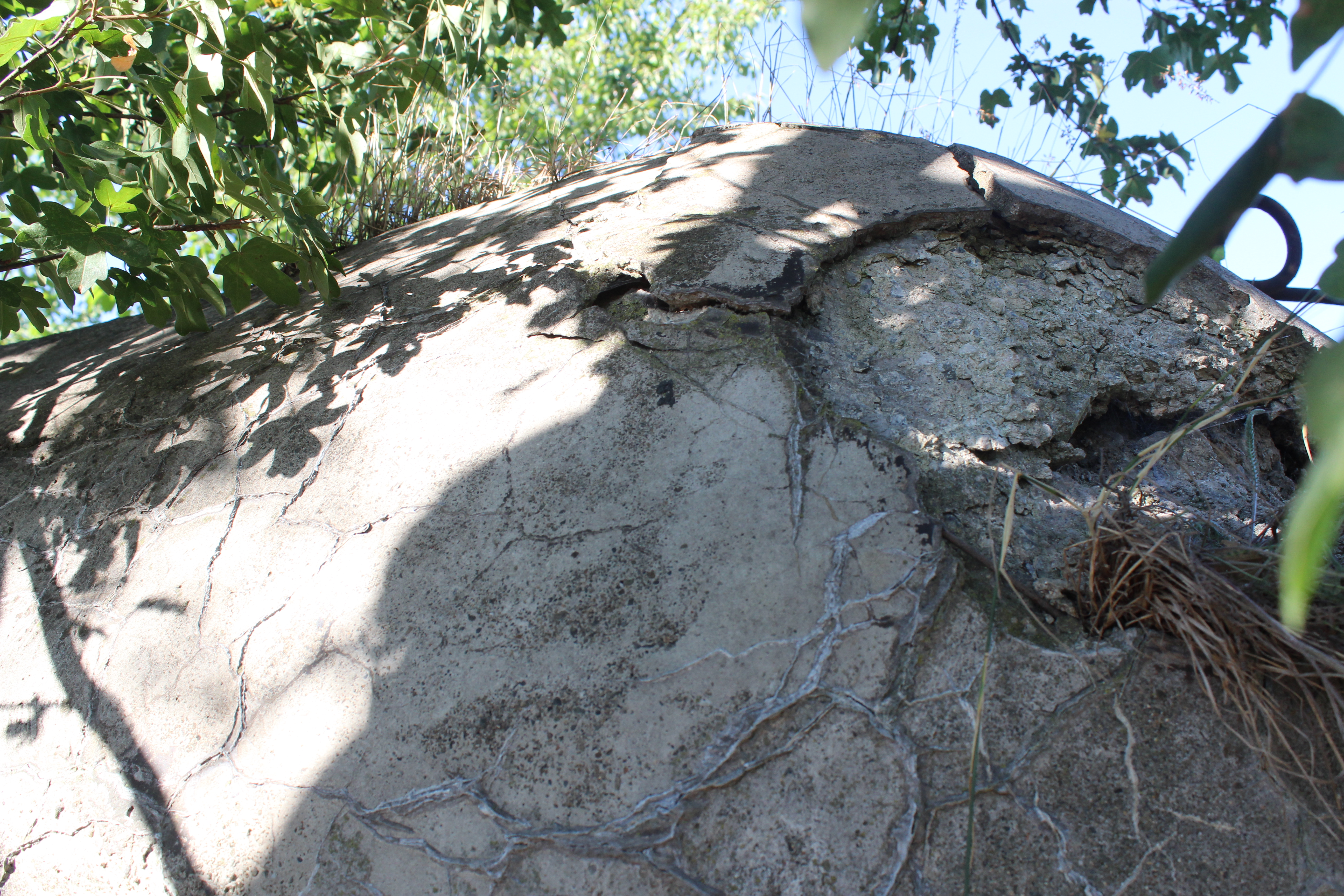
B-6 59 A-180Z-21 SSZ
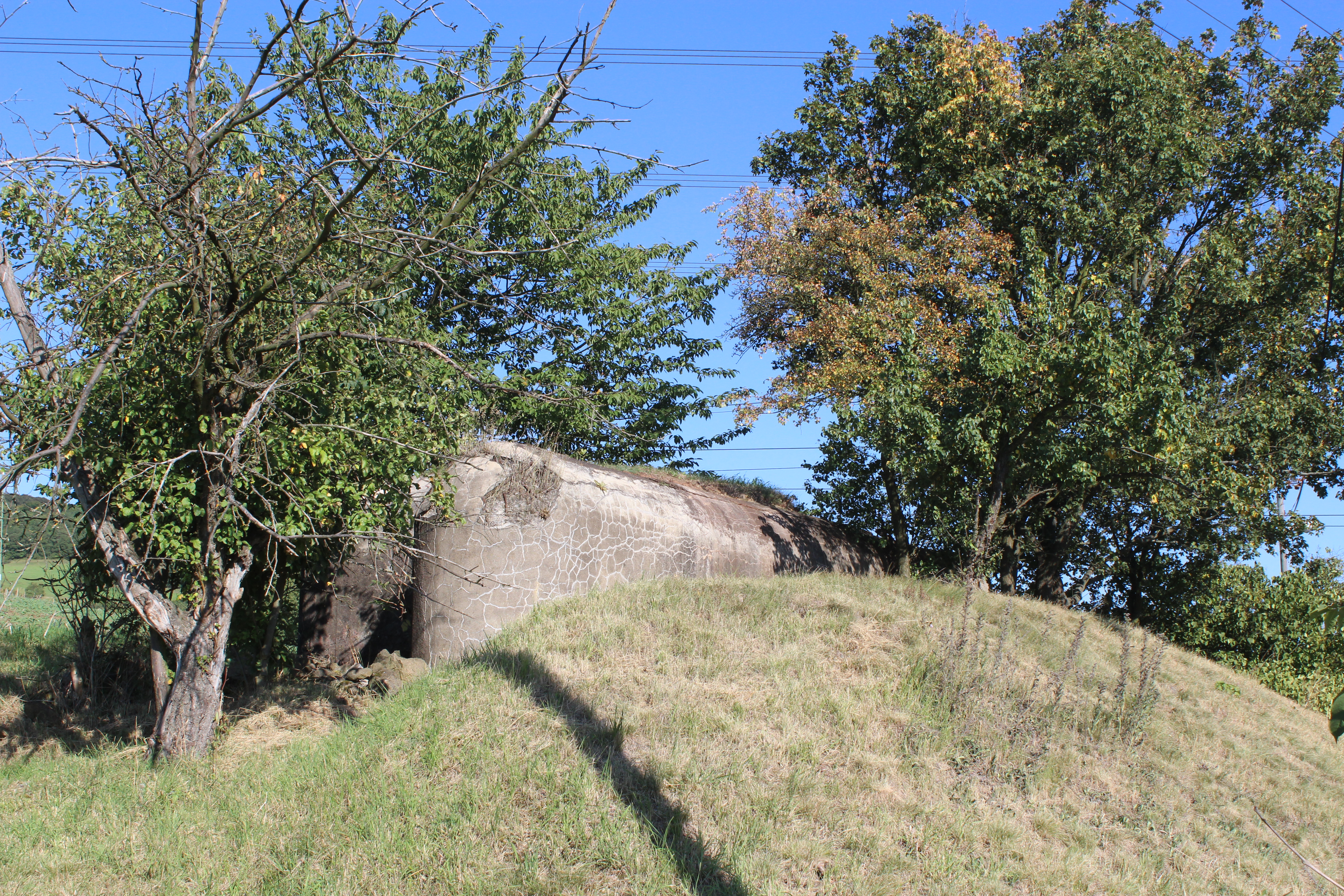
B-6 59 A-180Z-4 SV
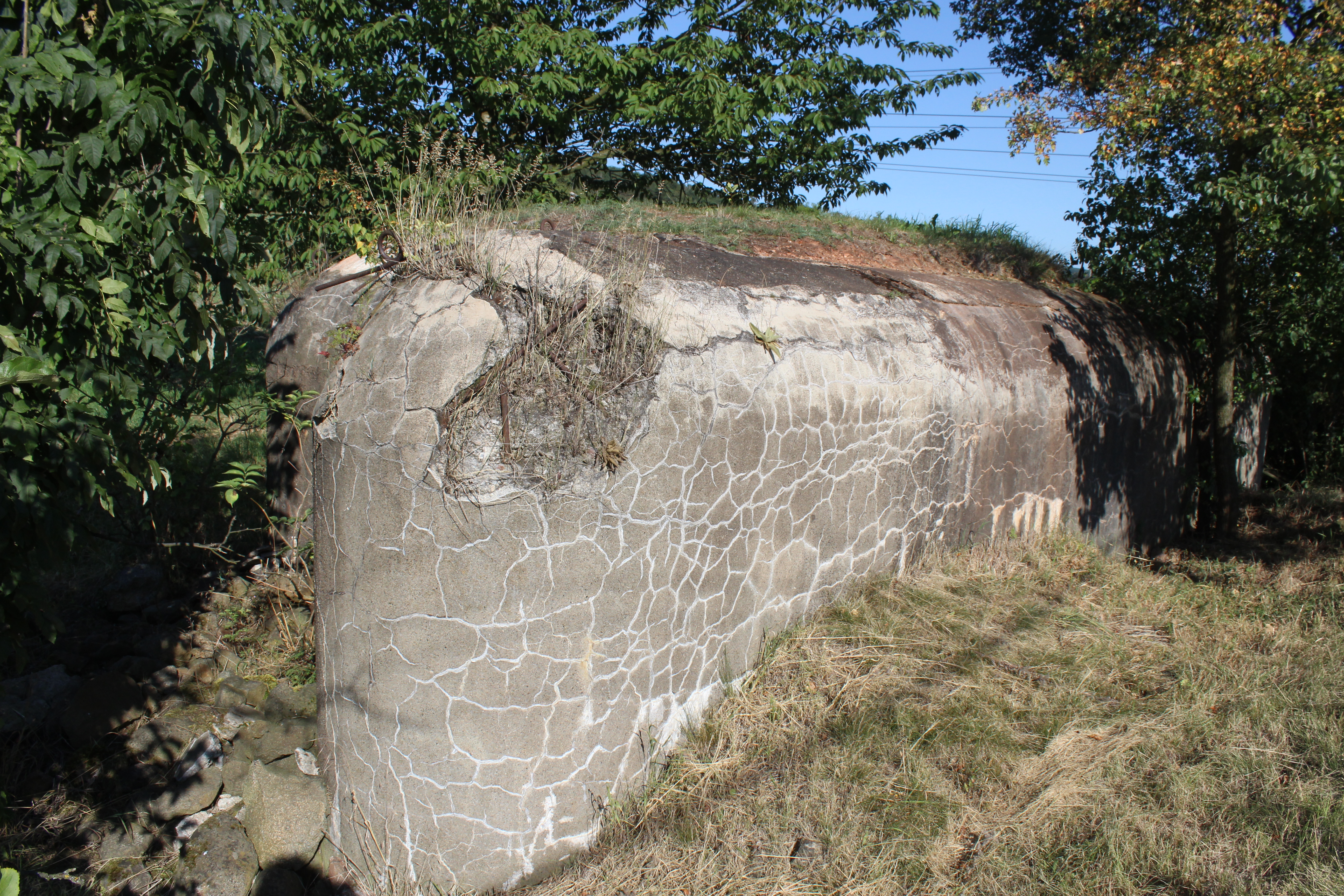
B-6 59 A-180Z-6 VSV
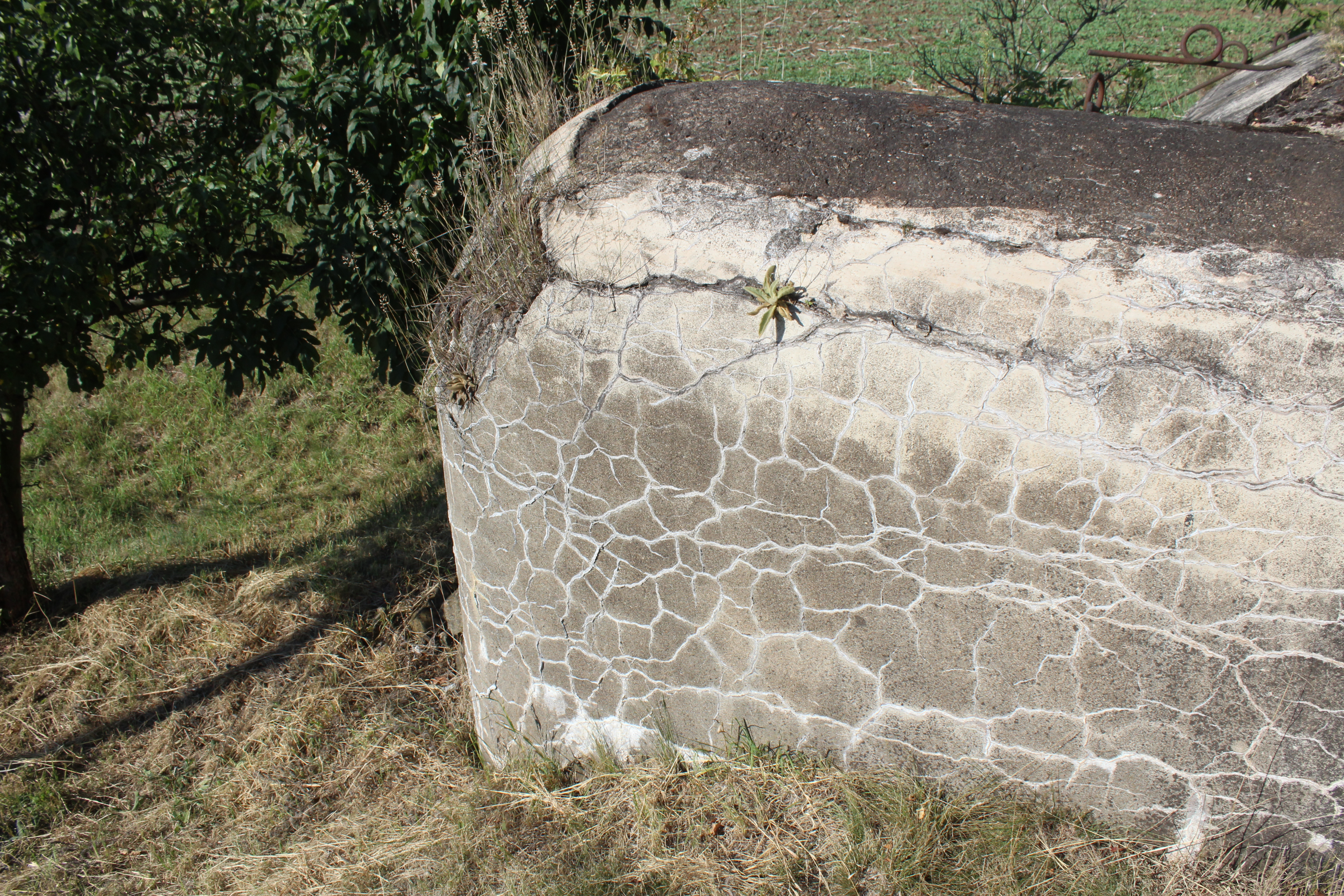
B-6 59 A-180Z-7 S
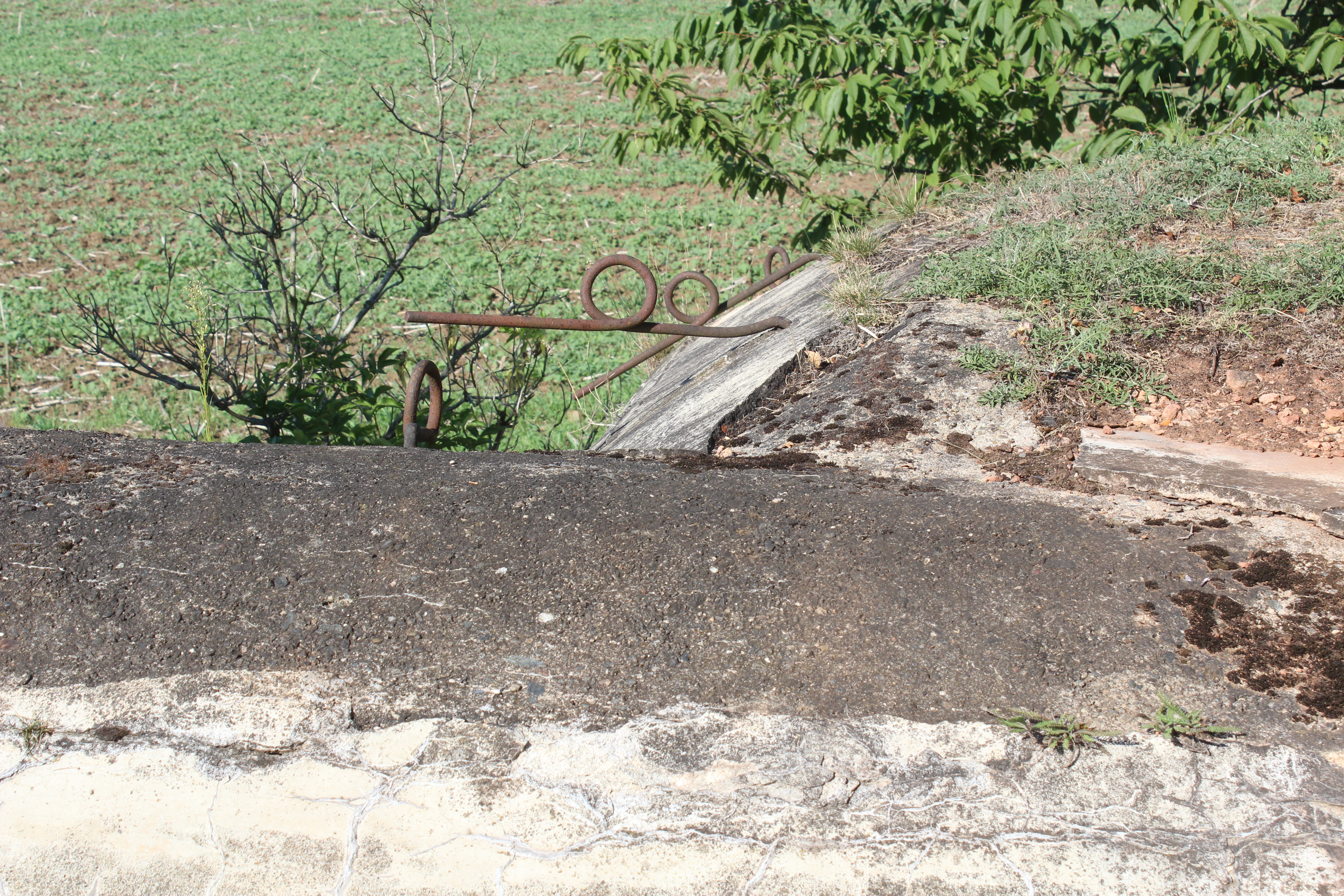
B-6 59 A-180Z-8 SSV
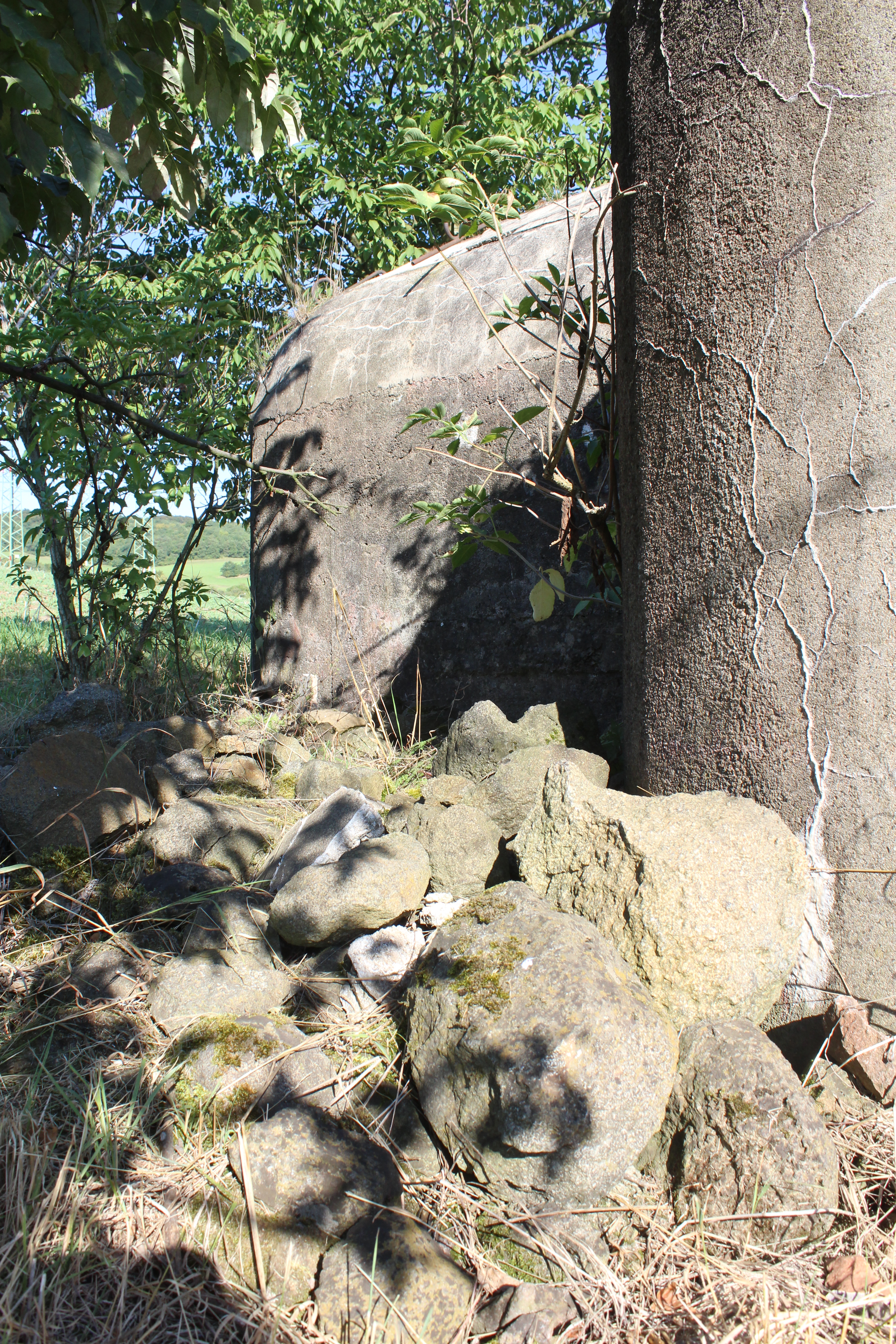
B-6 59 A-180Z-10 SV
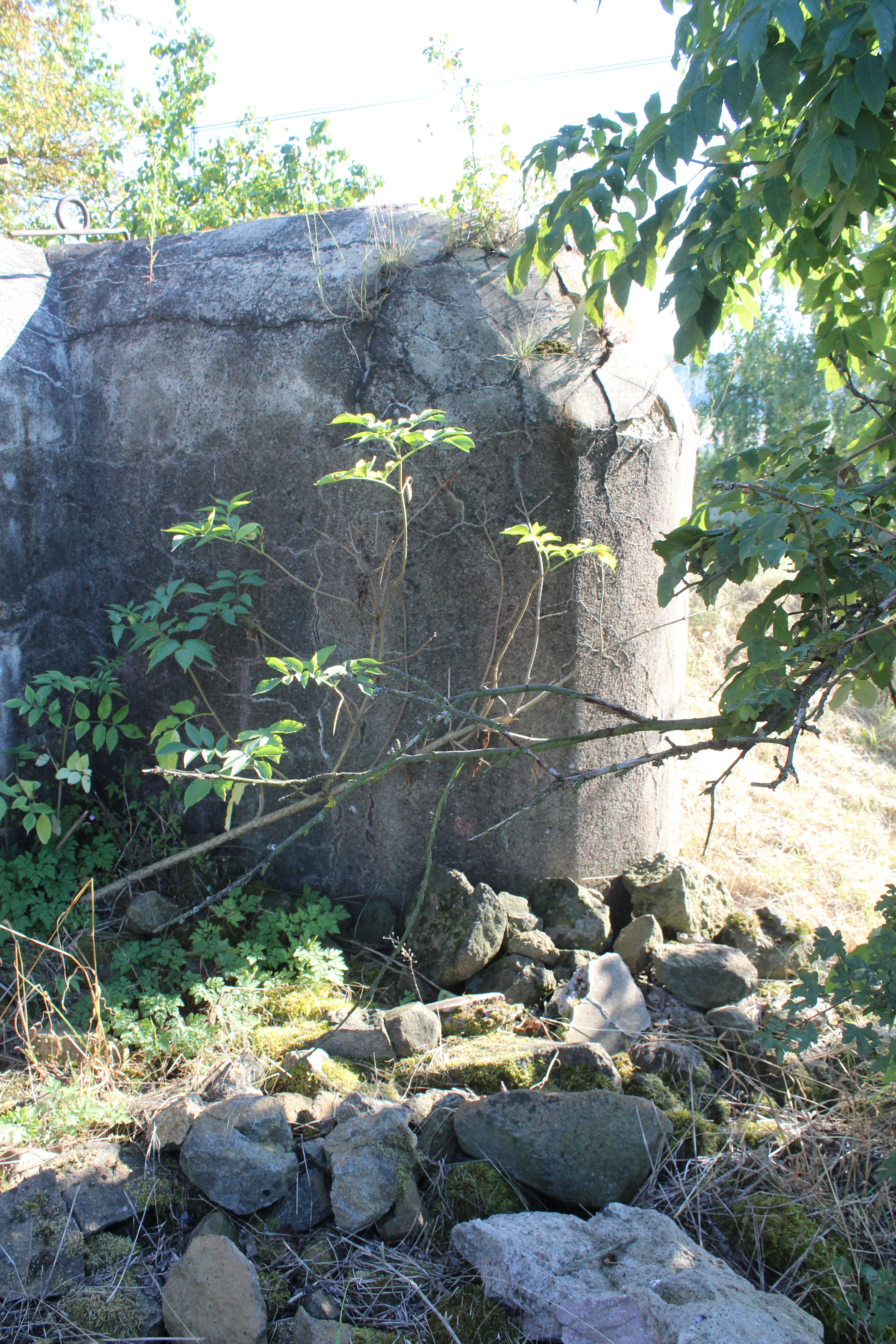
B-6 59 A-180Z-11 JV
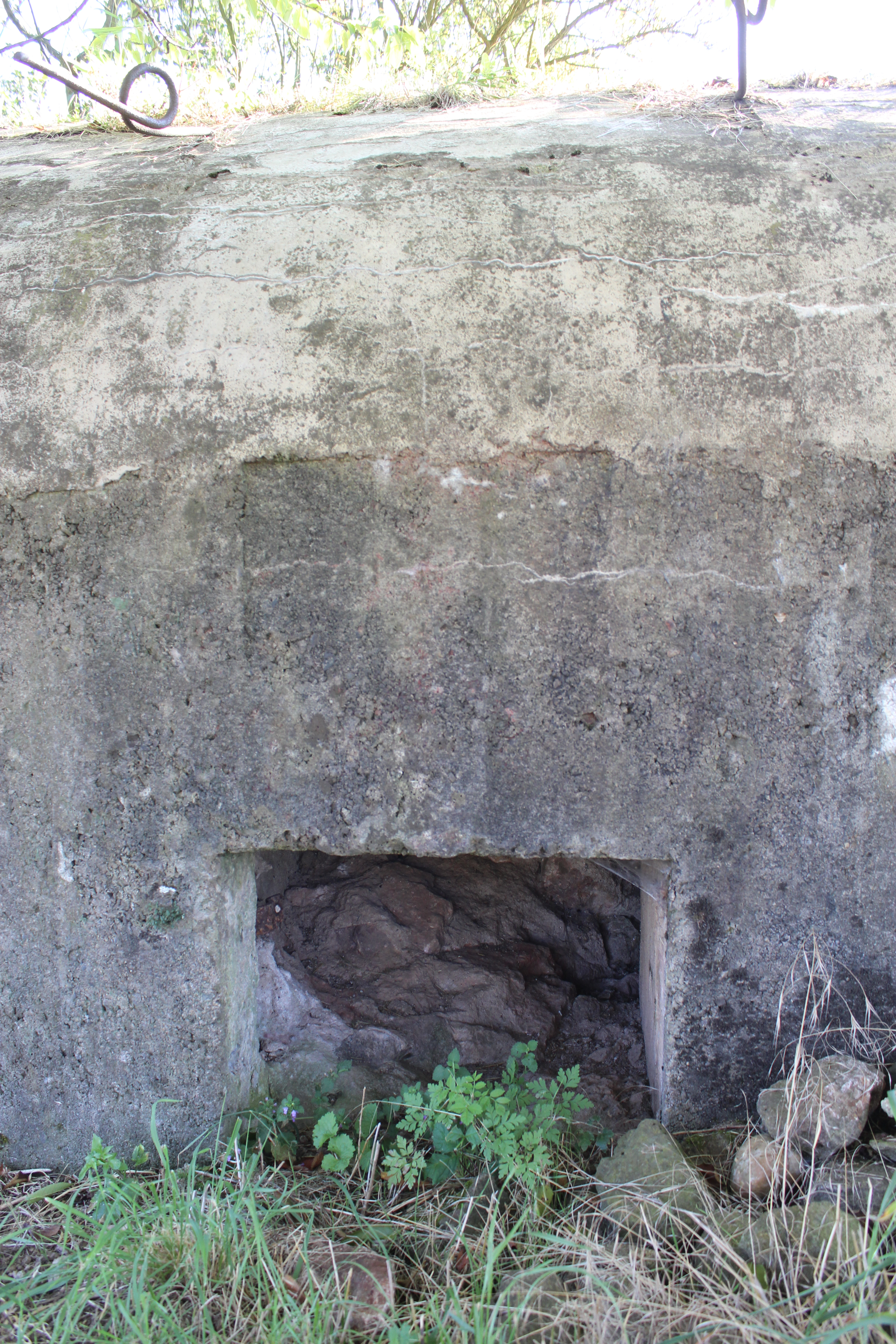
B-6 59 A-180Z-14 J
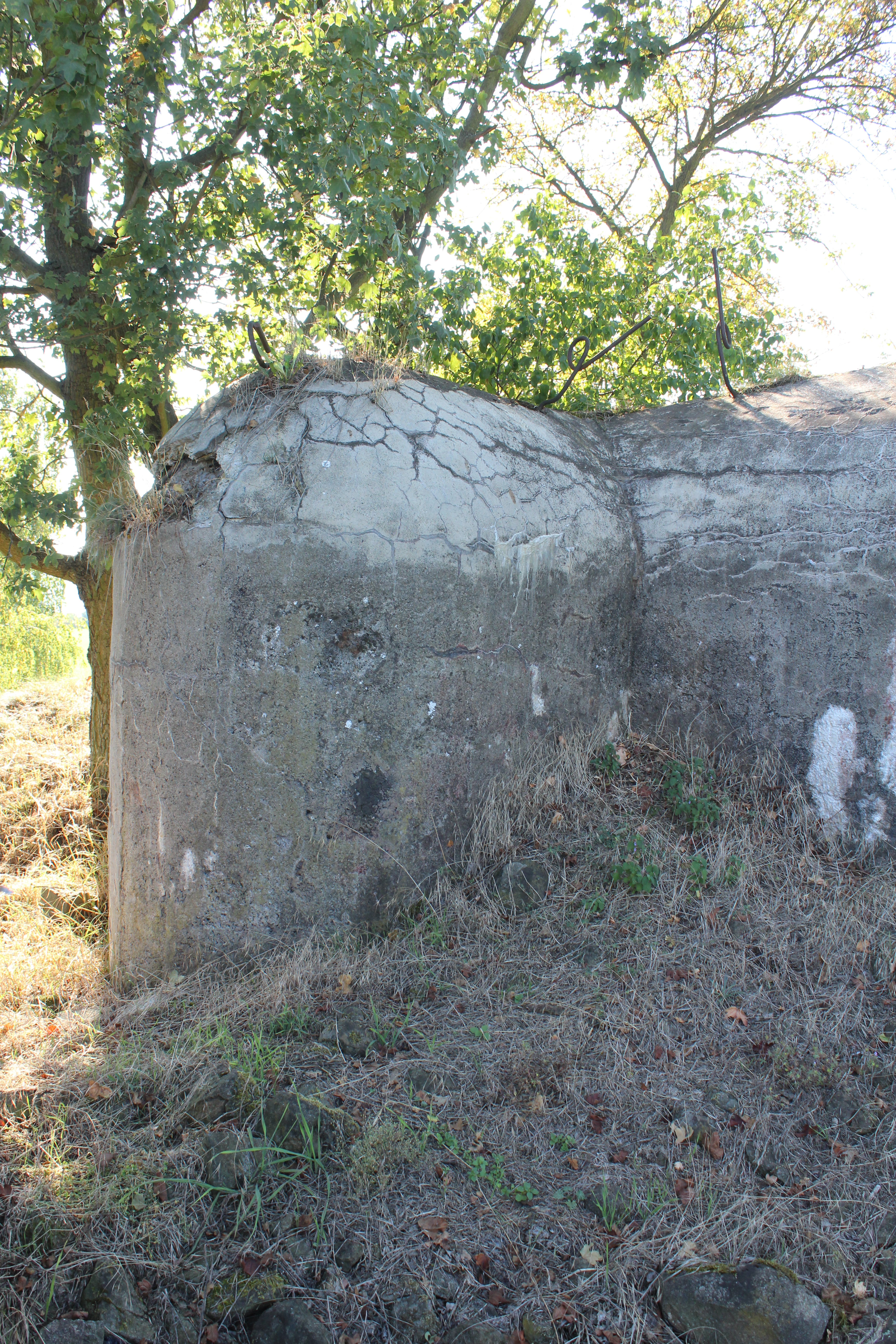
B-6 59 A-180Z-18 JZ
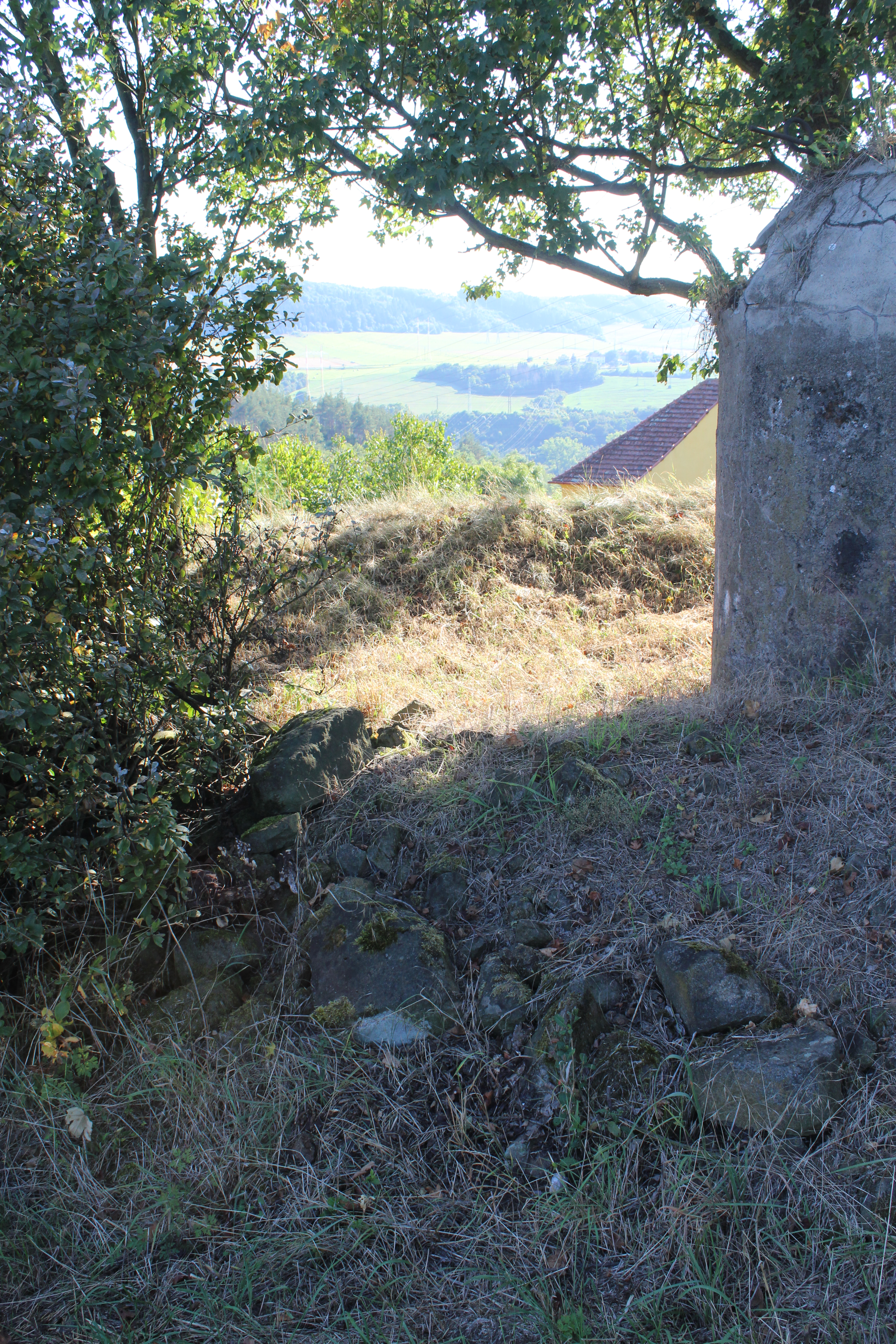
B-6 59 A-180Z-19 JZ
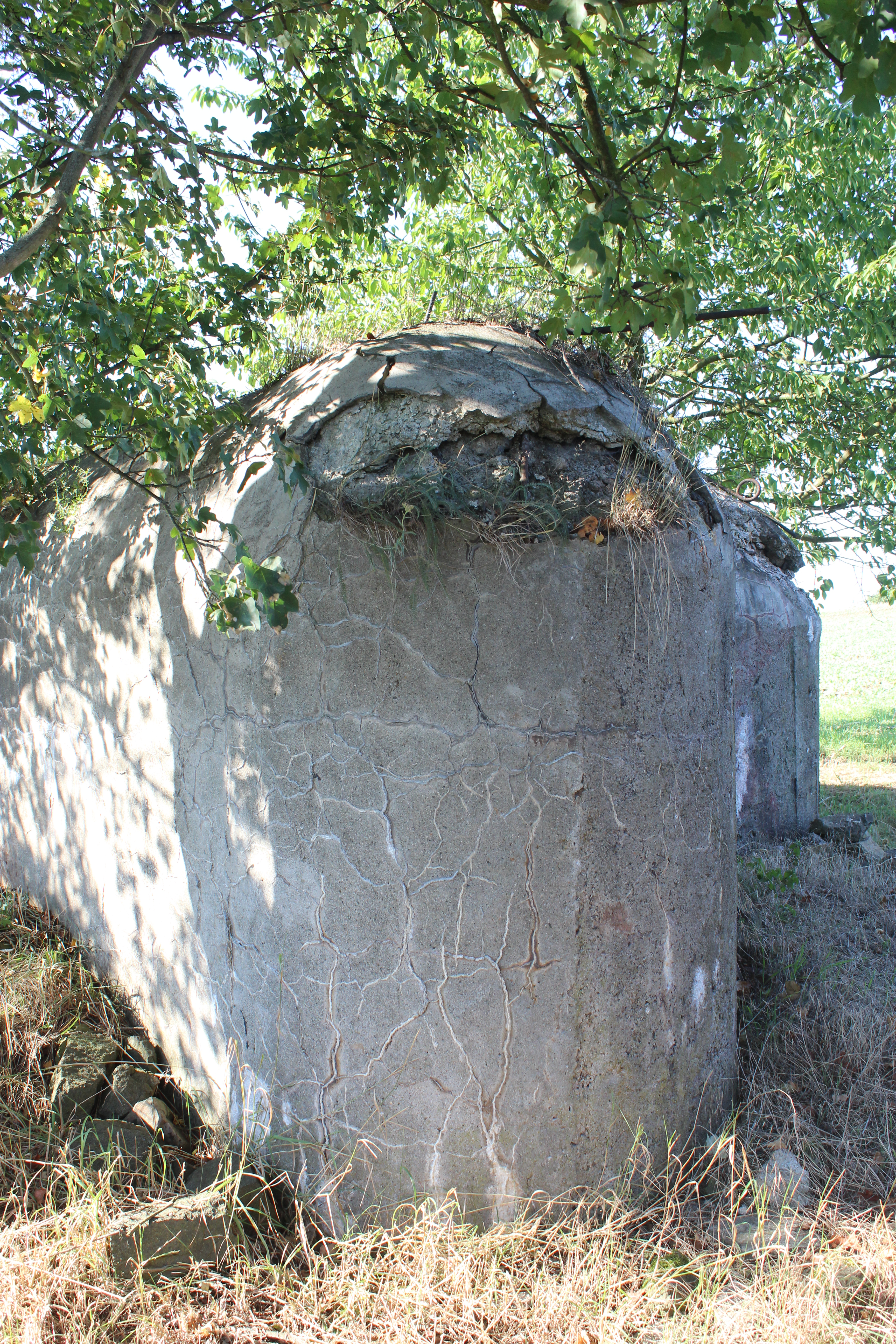
B-6 59 A-180Z-20 SZ
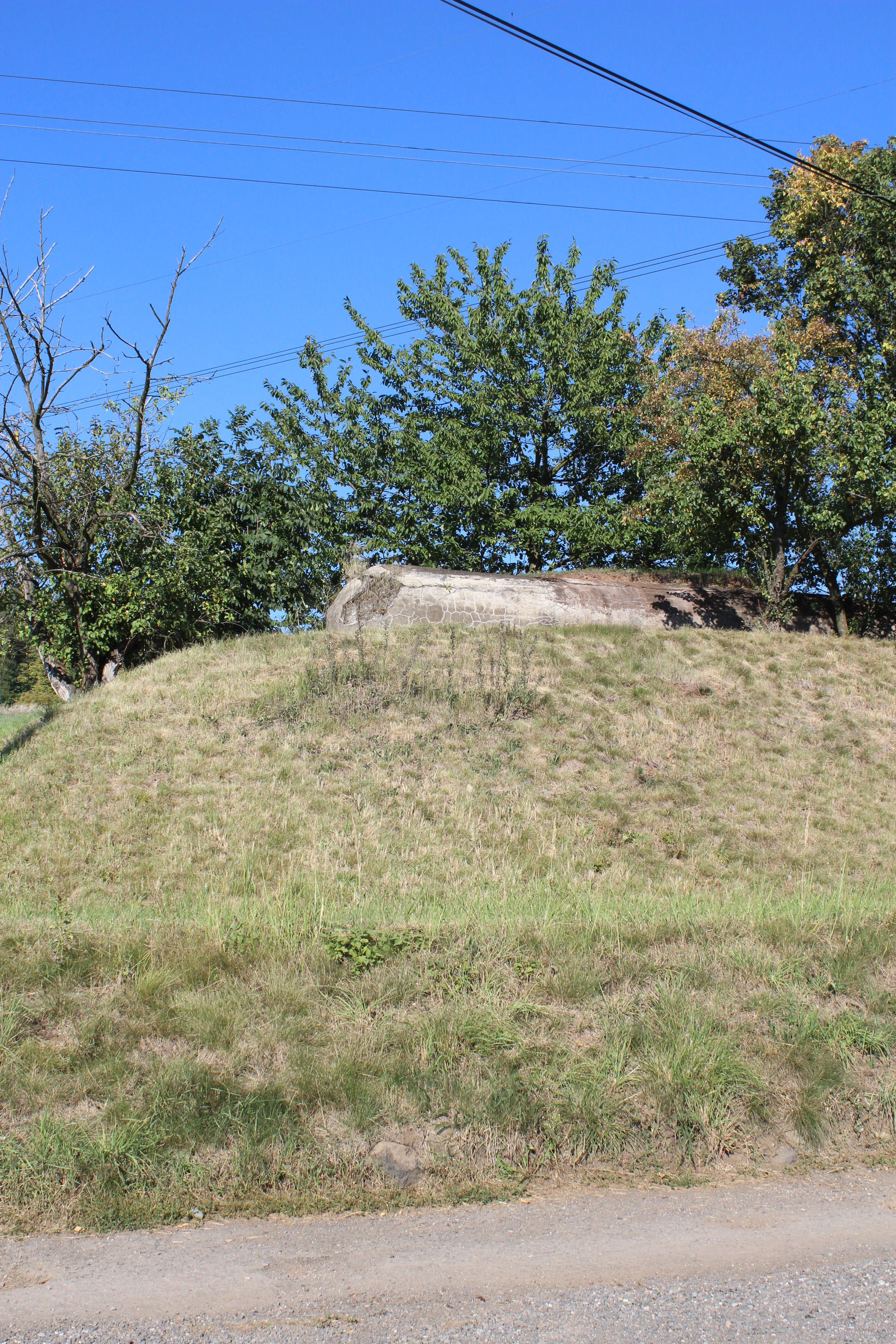
B-6 59 A-180Z-3 SV
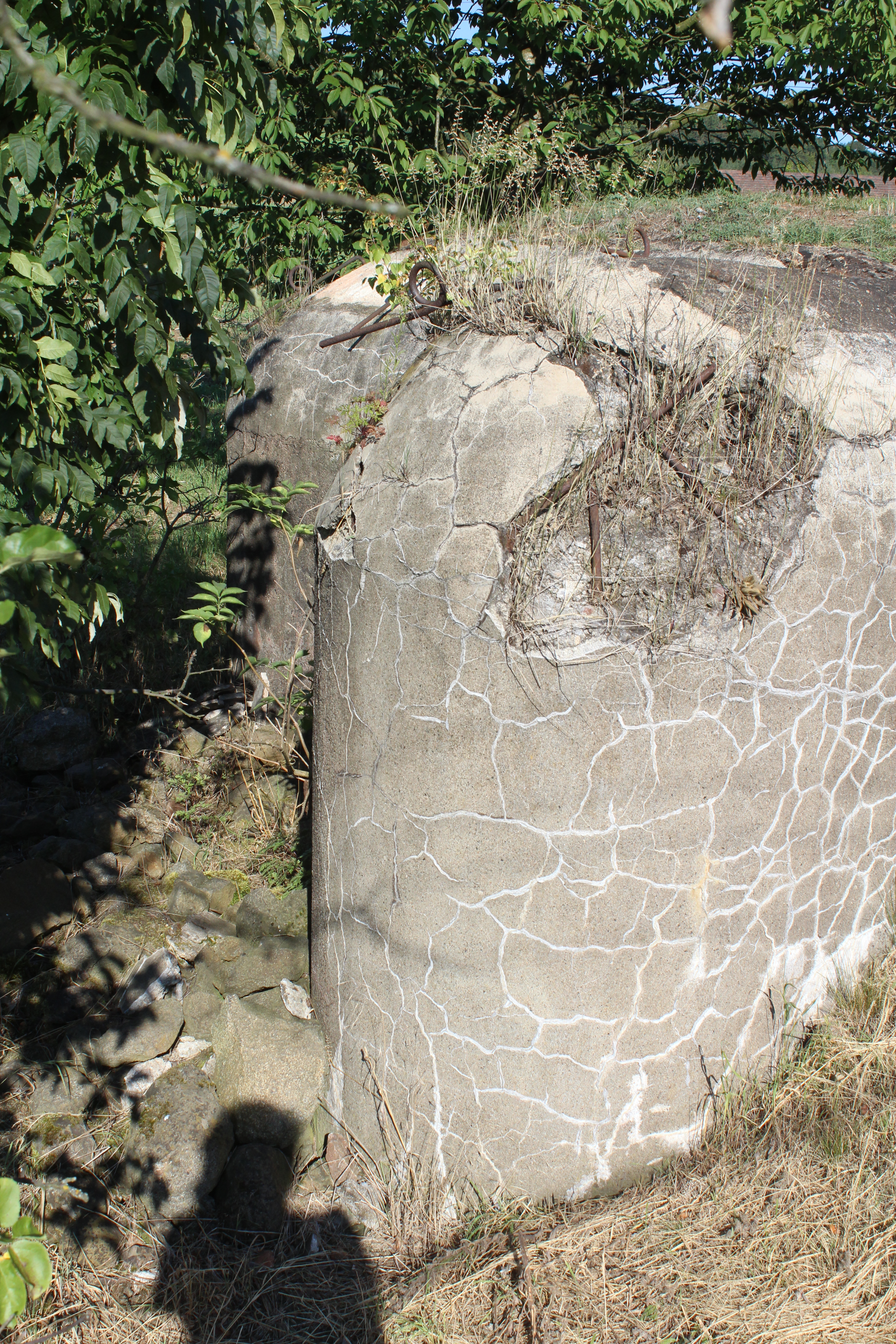
B-6 59 A-180Z-5 SV
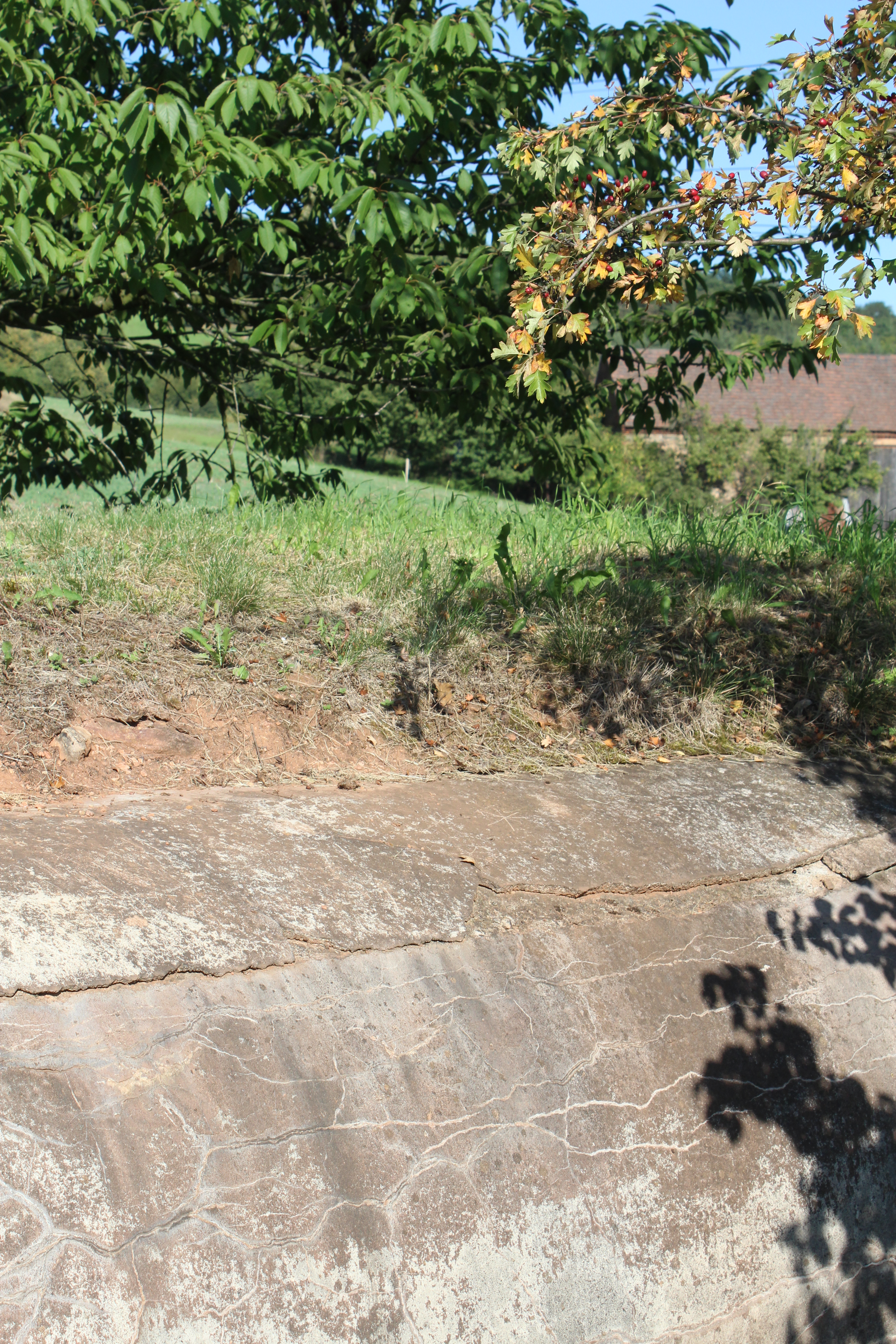
B-6 59 A-180Z-9 V

#### B-6/61/A-220 Z

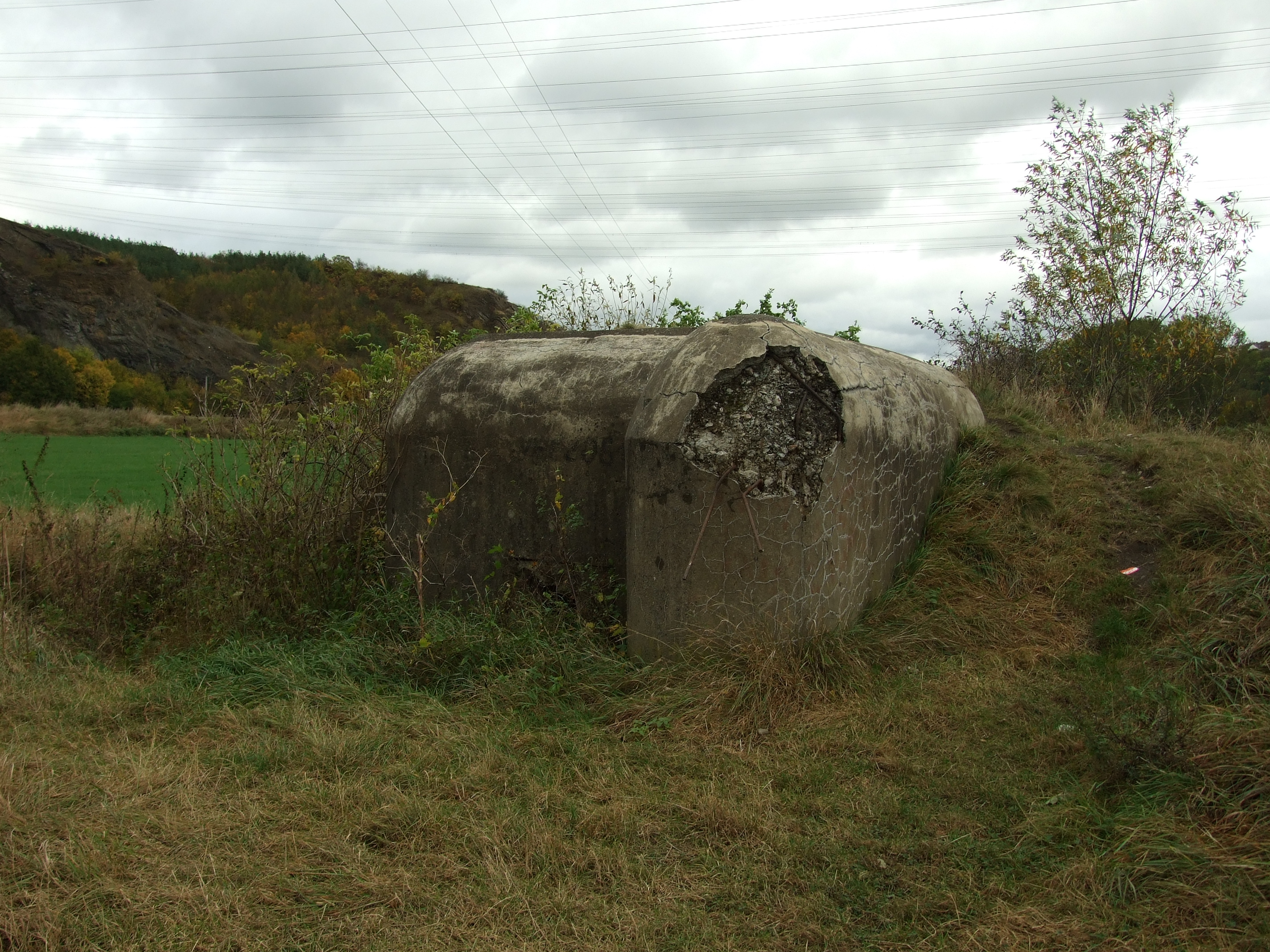
Beroun, bunkr Pražské čáry III
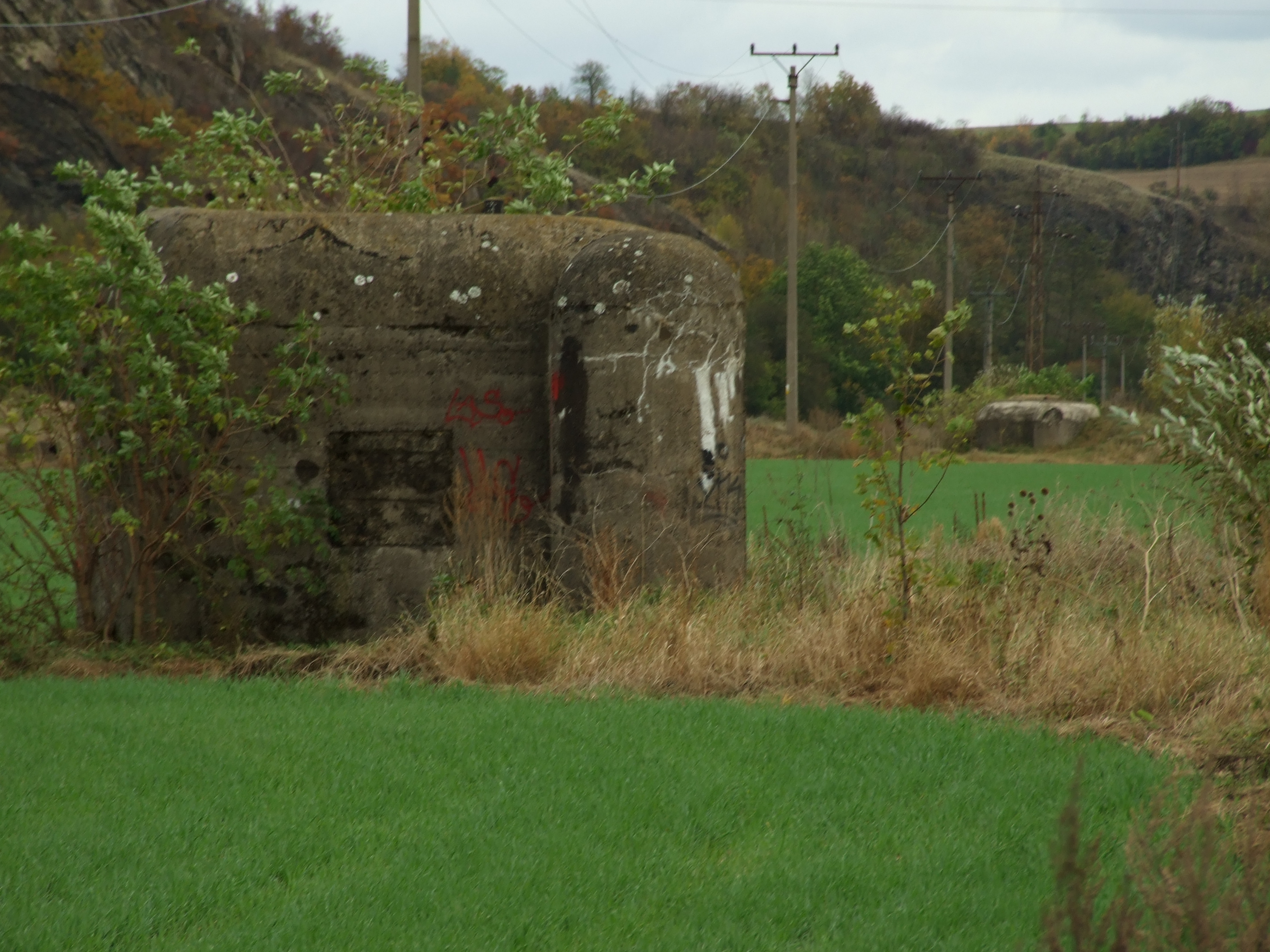
Beroun, bunkry Pražské čáry

### Torza demolovaných objektů a detaily eroze betonu

#### Torzo objektu B-6/63/A-140 Z a detaily eroze betonu

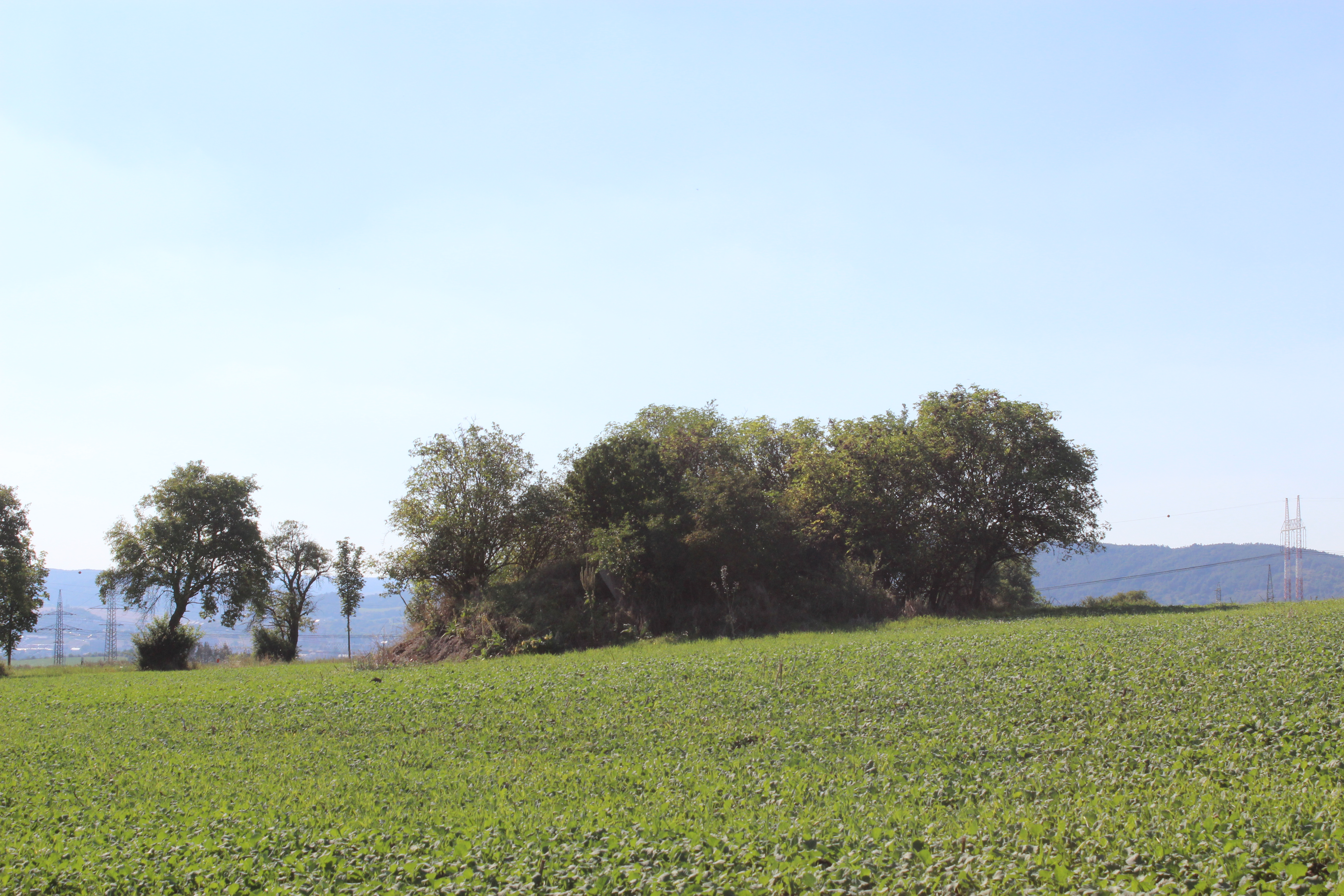
B-6 63 A-140Z-1 Z
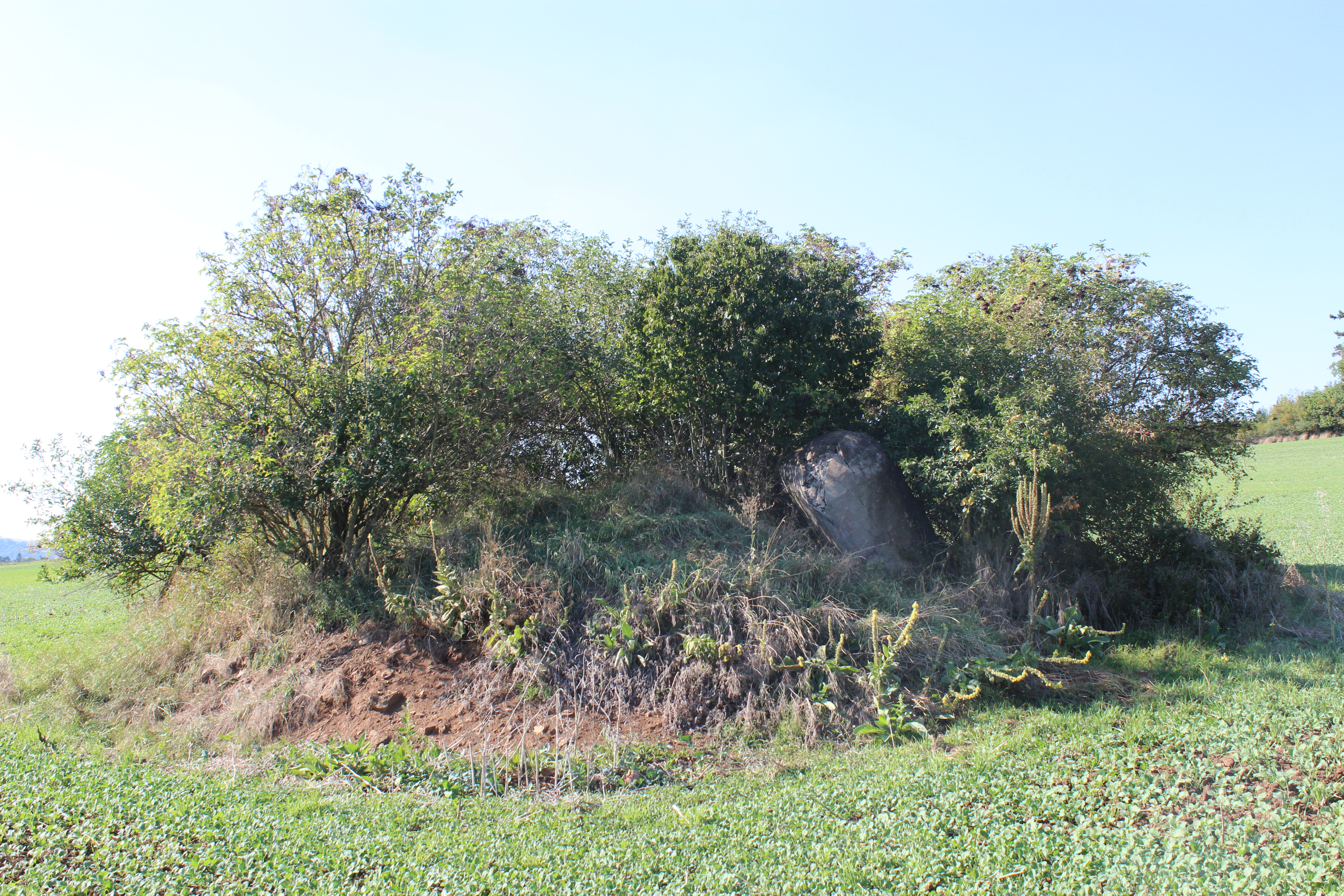
B-6 63 A-140Z-16 SZ
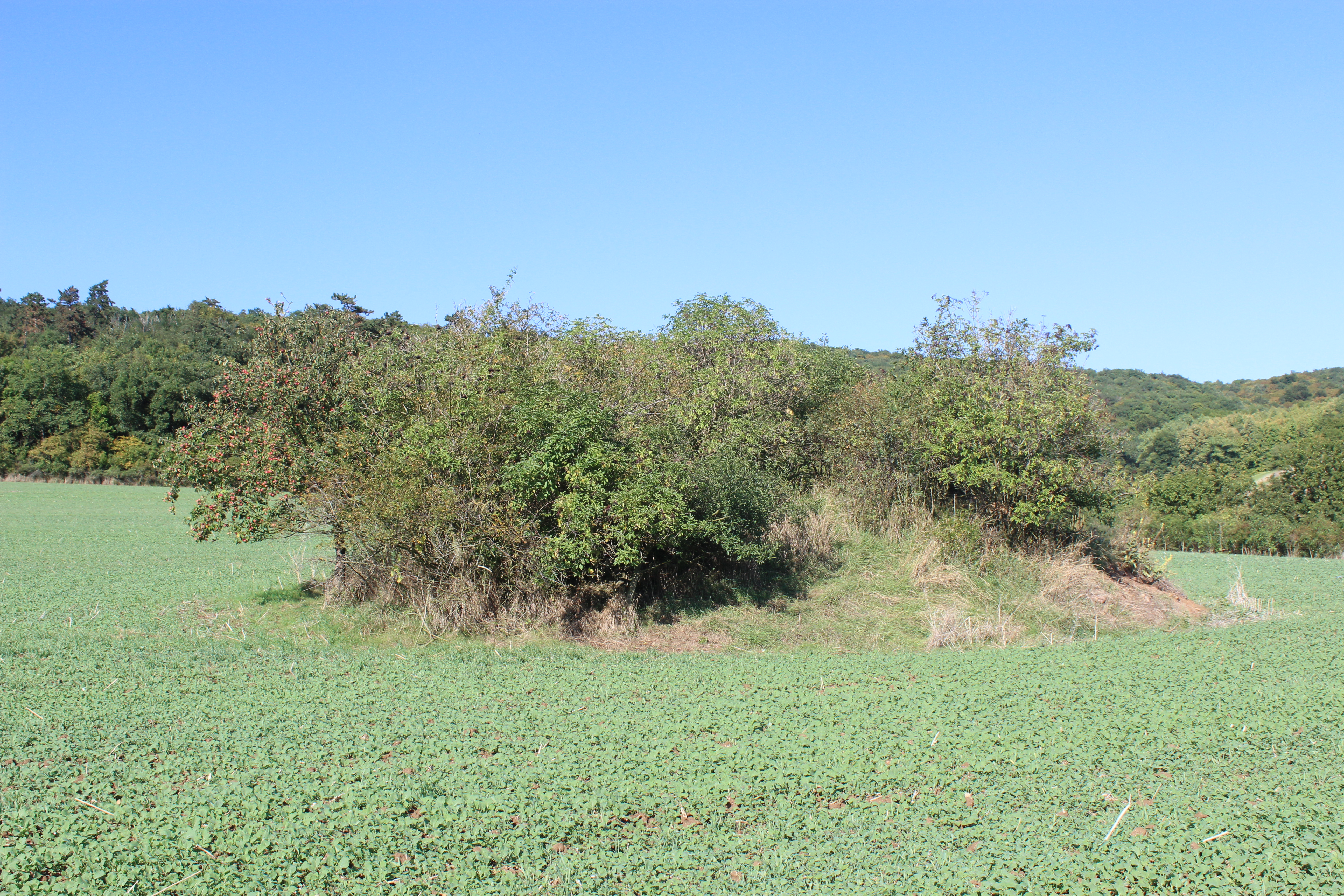
B-6 63 A-140Z-2 SSV
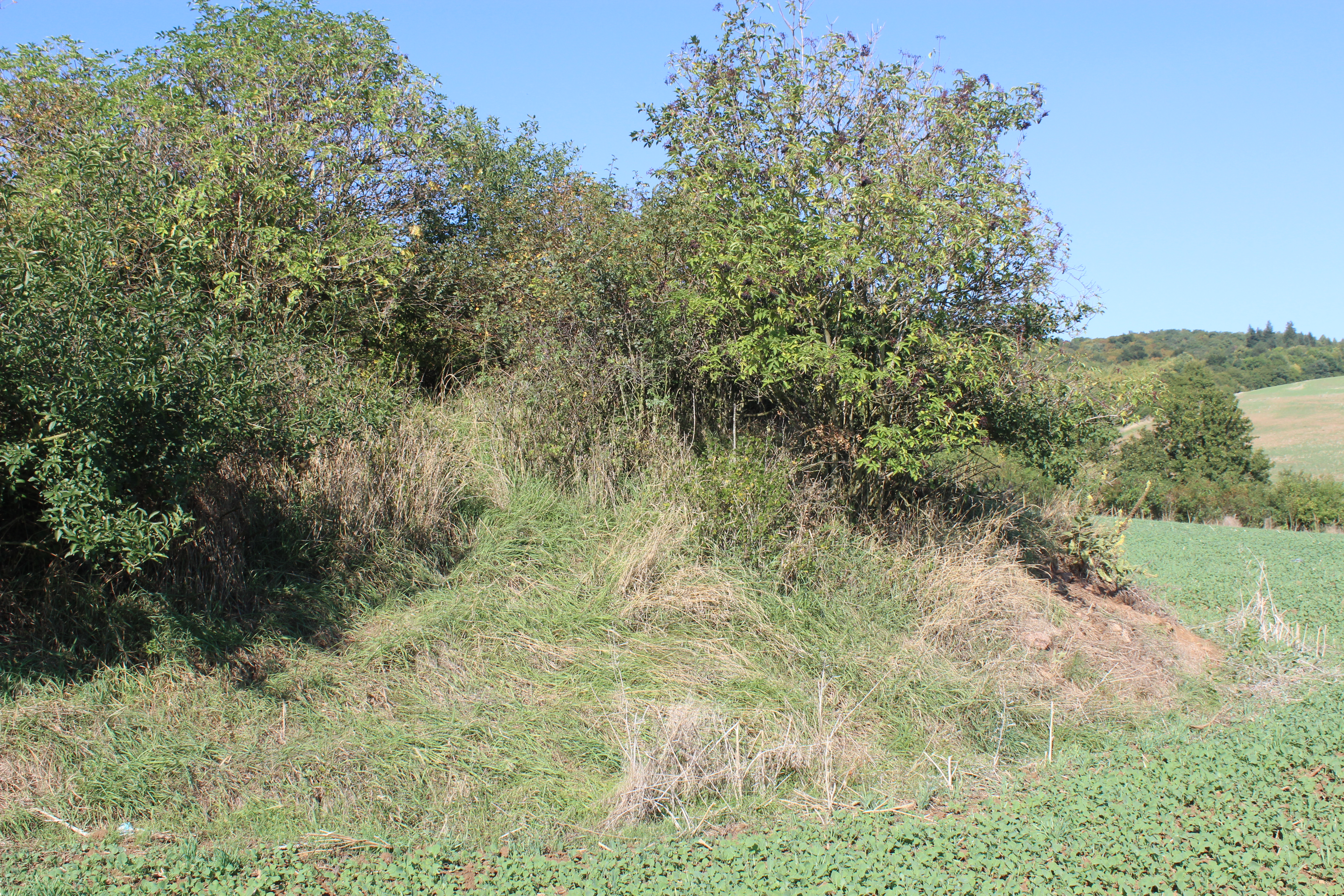
B-6 63 A-140Z-3 SV
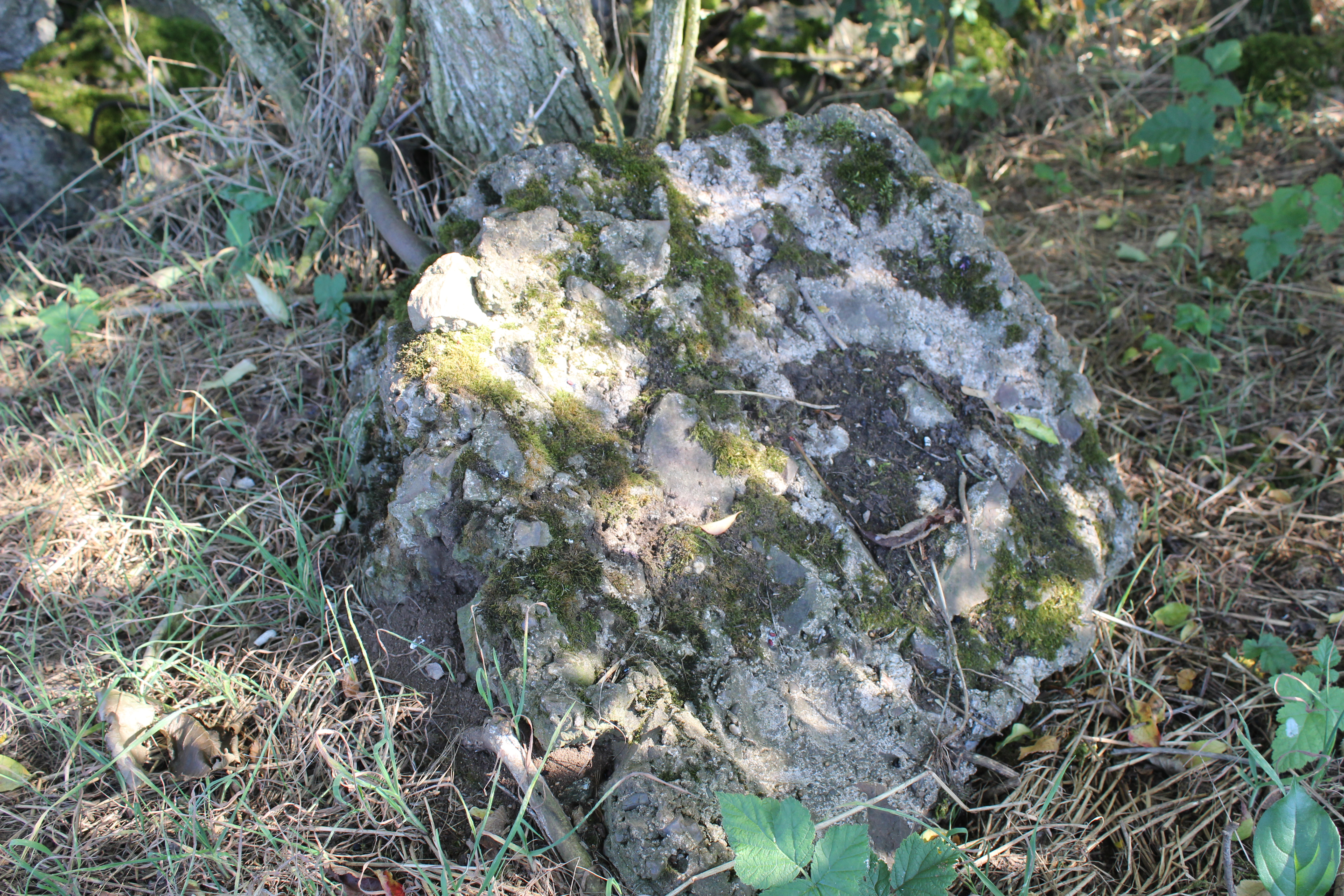
B-6 63 A-140Z-10 JV
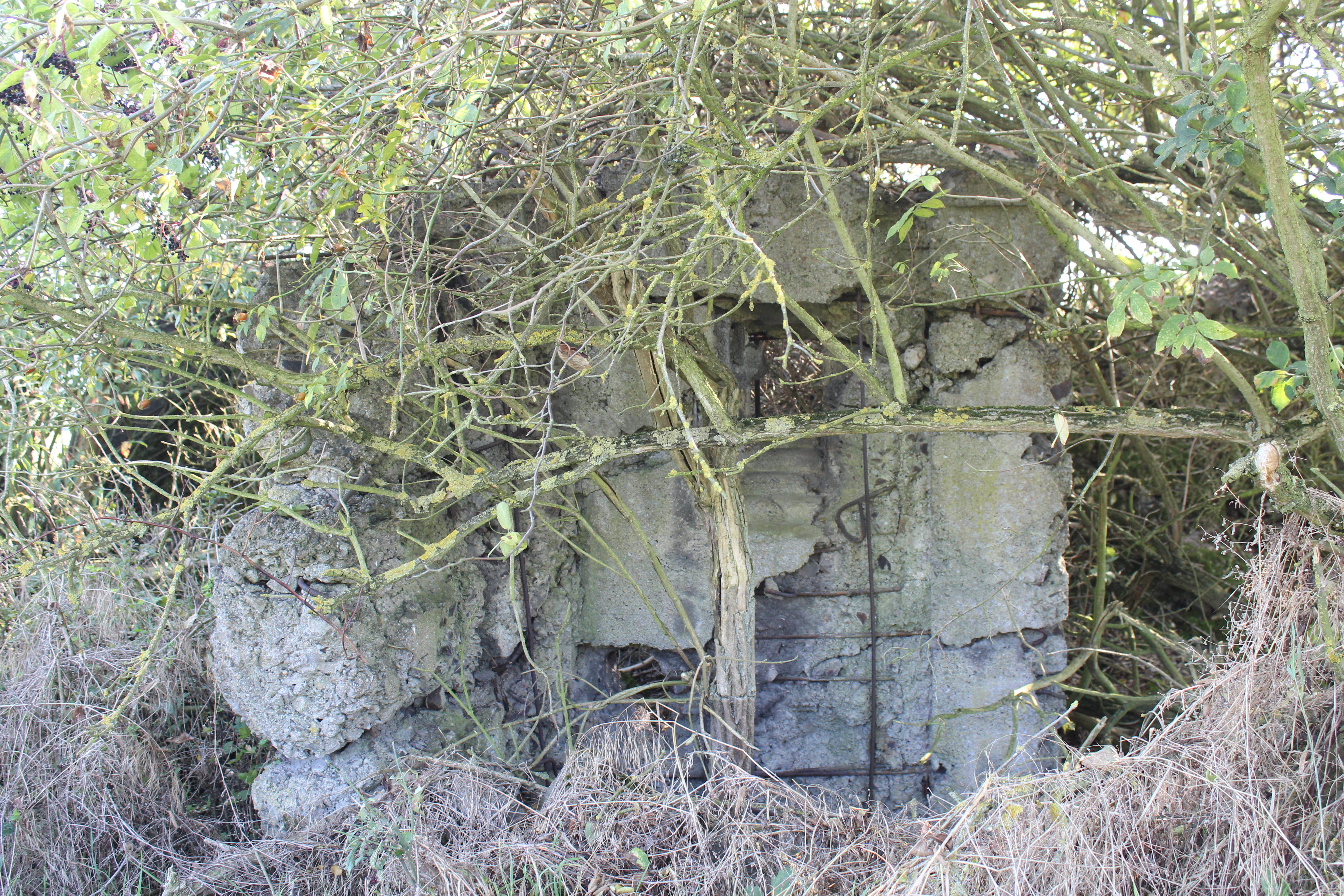
B-6 63 A-140Z-11 J
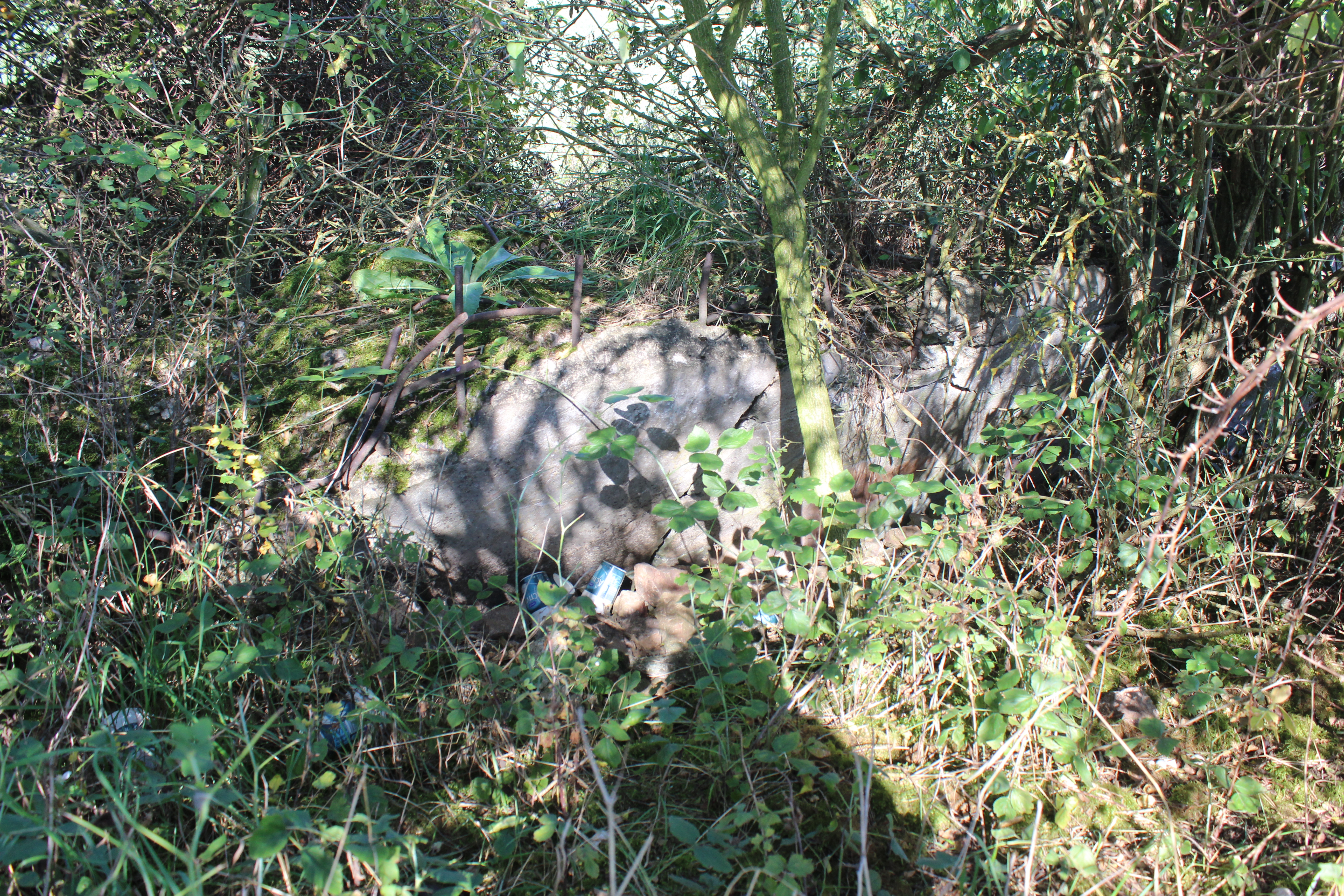
B-6 63 A-140Z-4 SSV
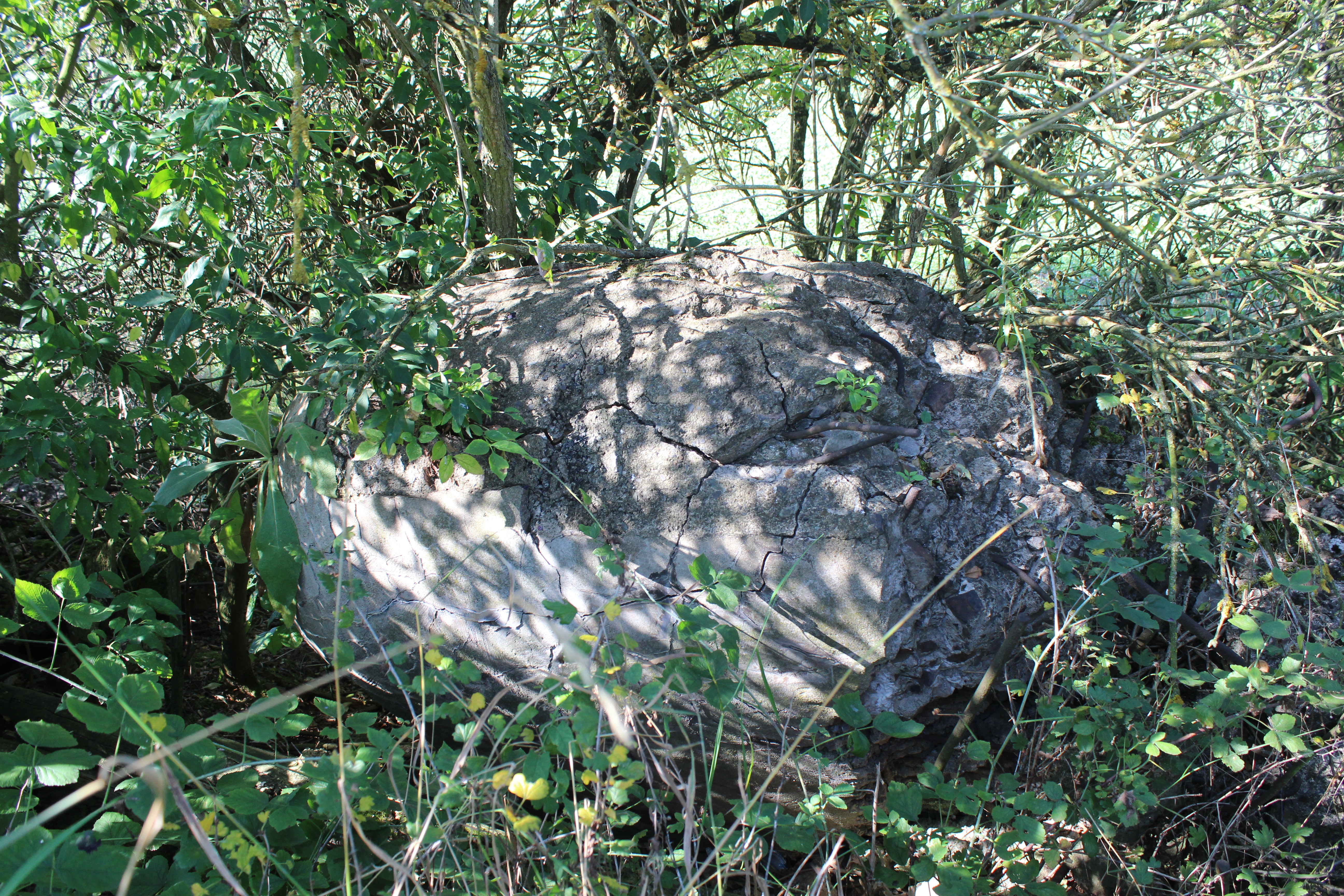
B-6 63 A-140Z-5 SZ
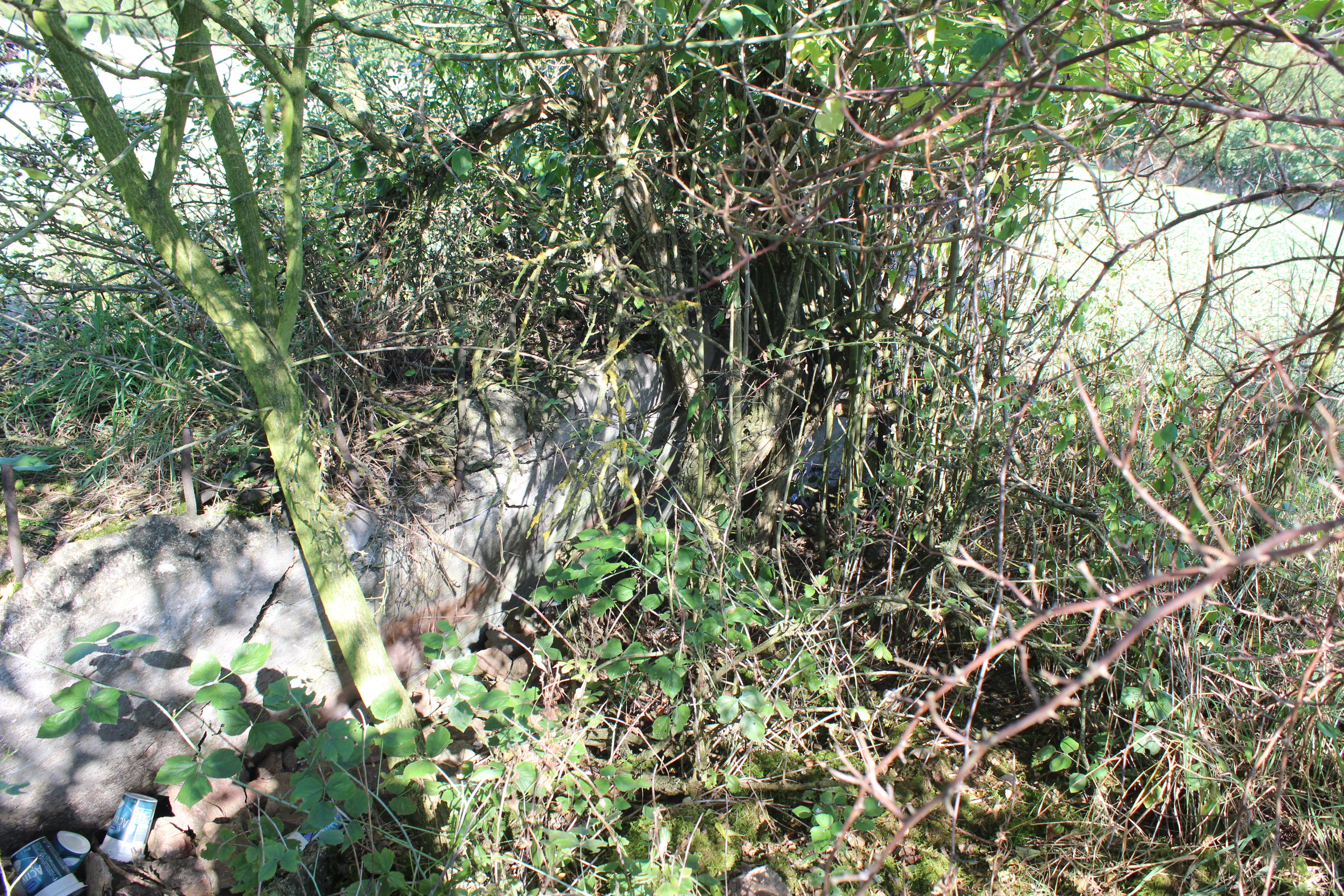
B-6 63 A-140Z-6 SSV
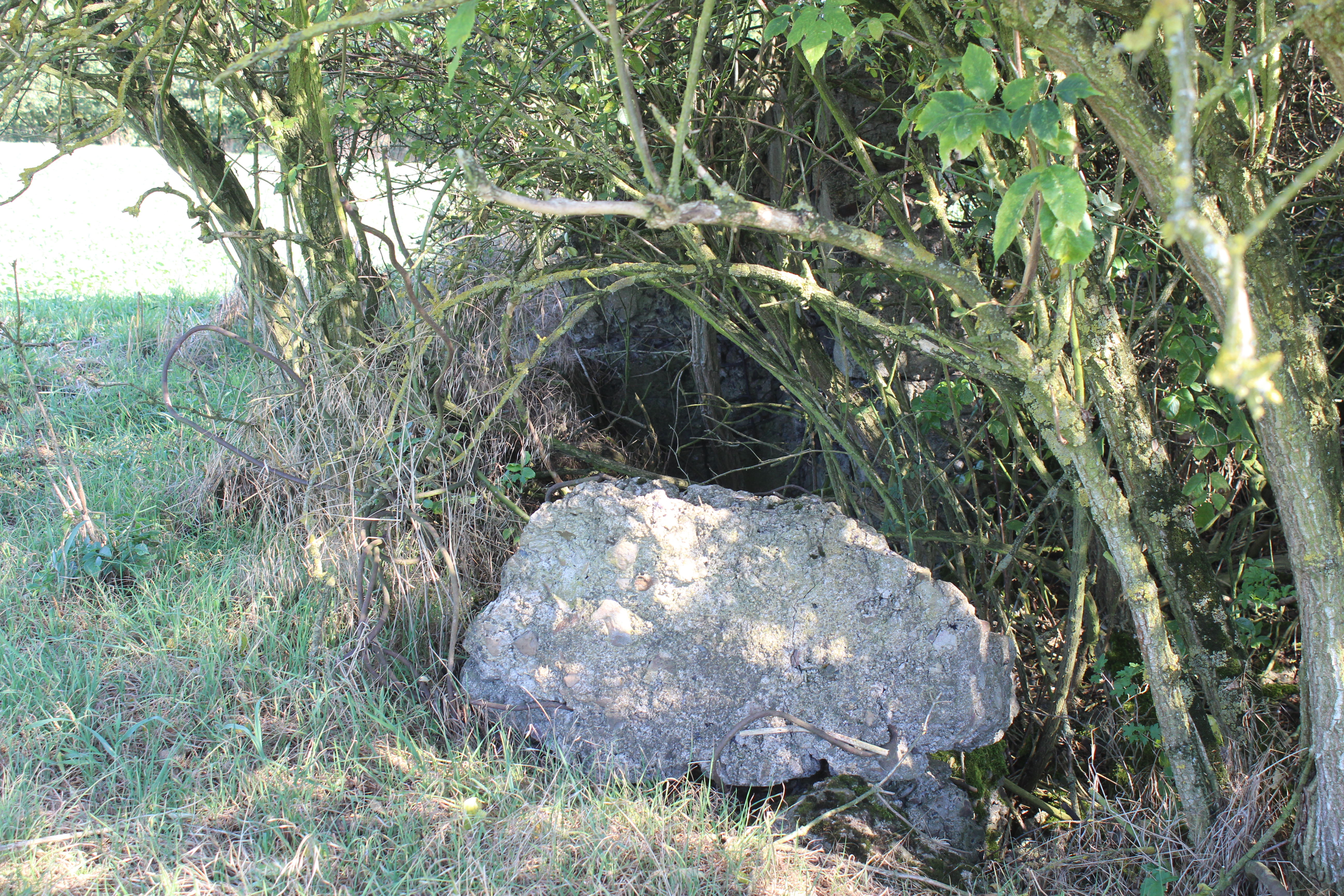
B-6 63 A-140Z-8 JV
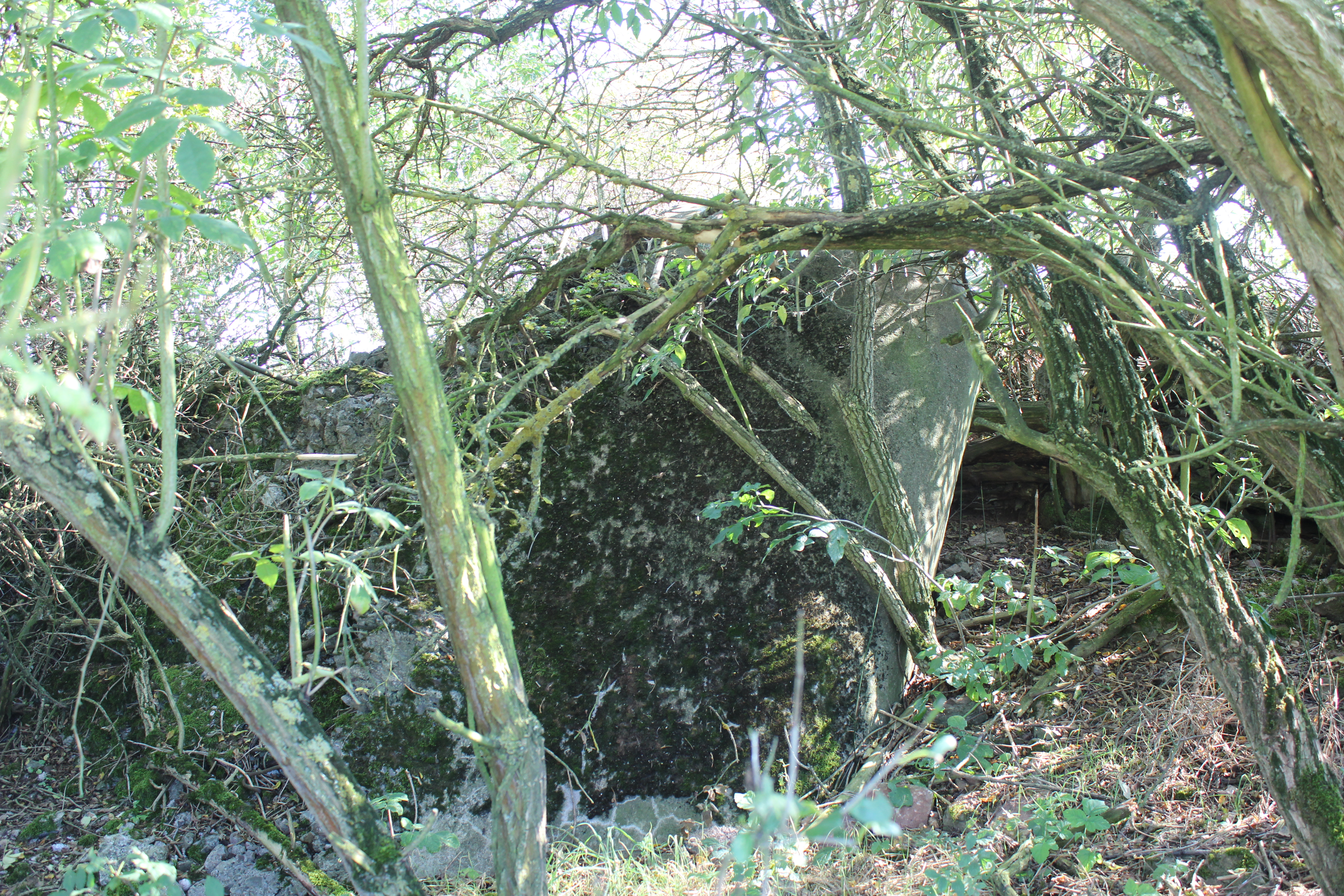
B-6 63 A-140Z-9 J
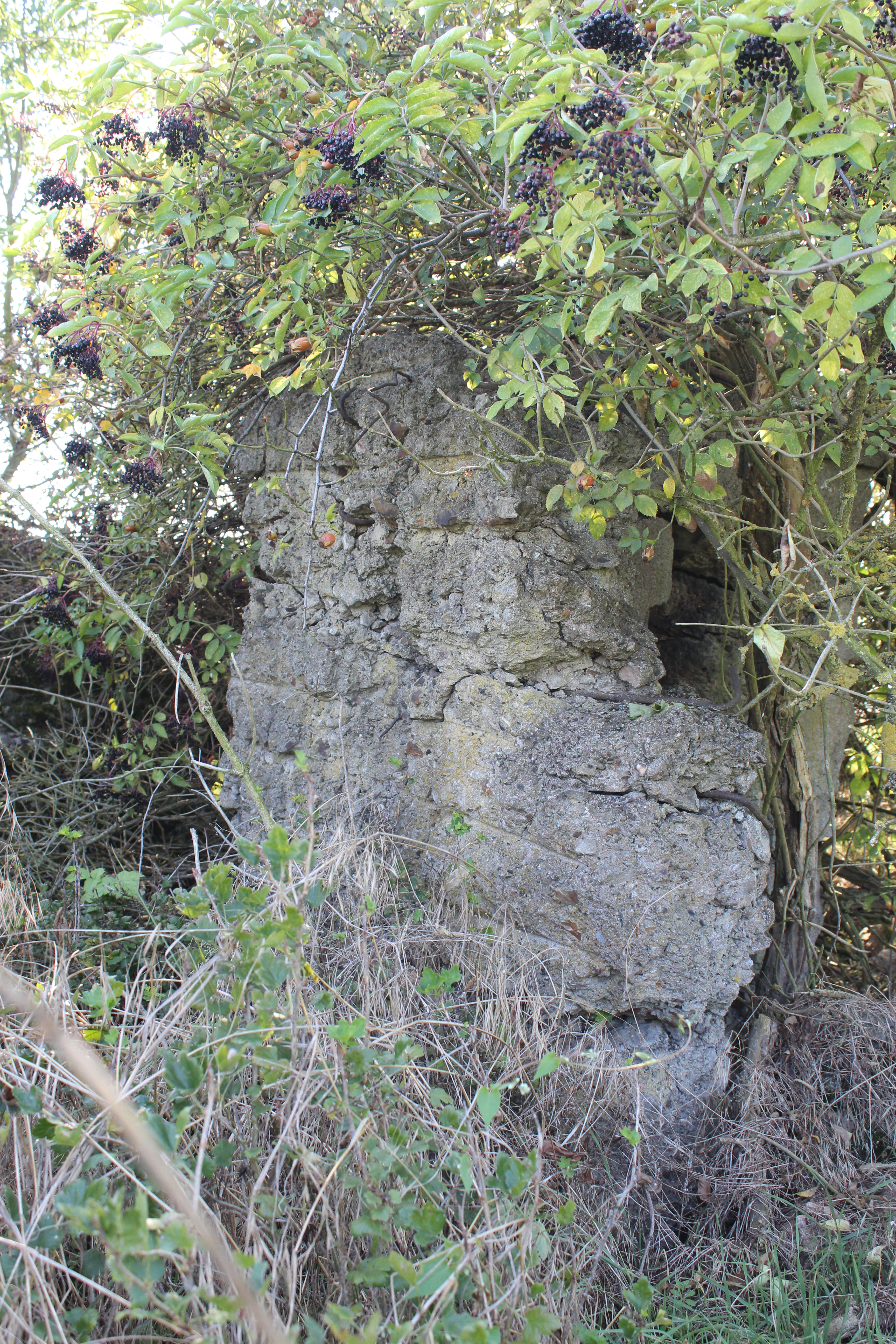
B-6 63 A-140Z-12 JZ
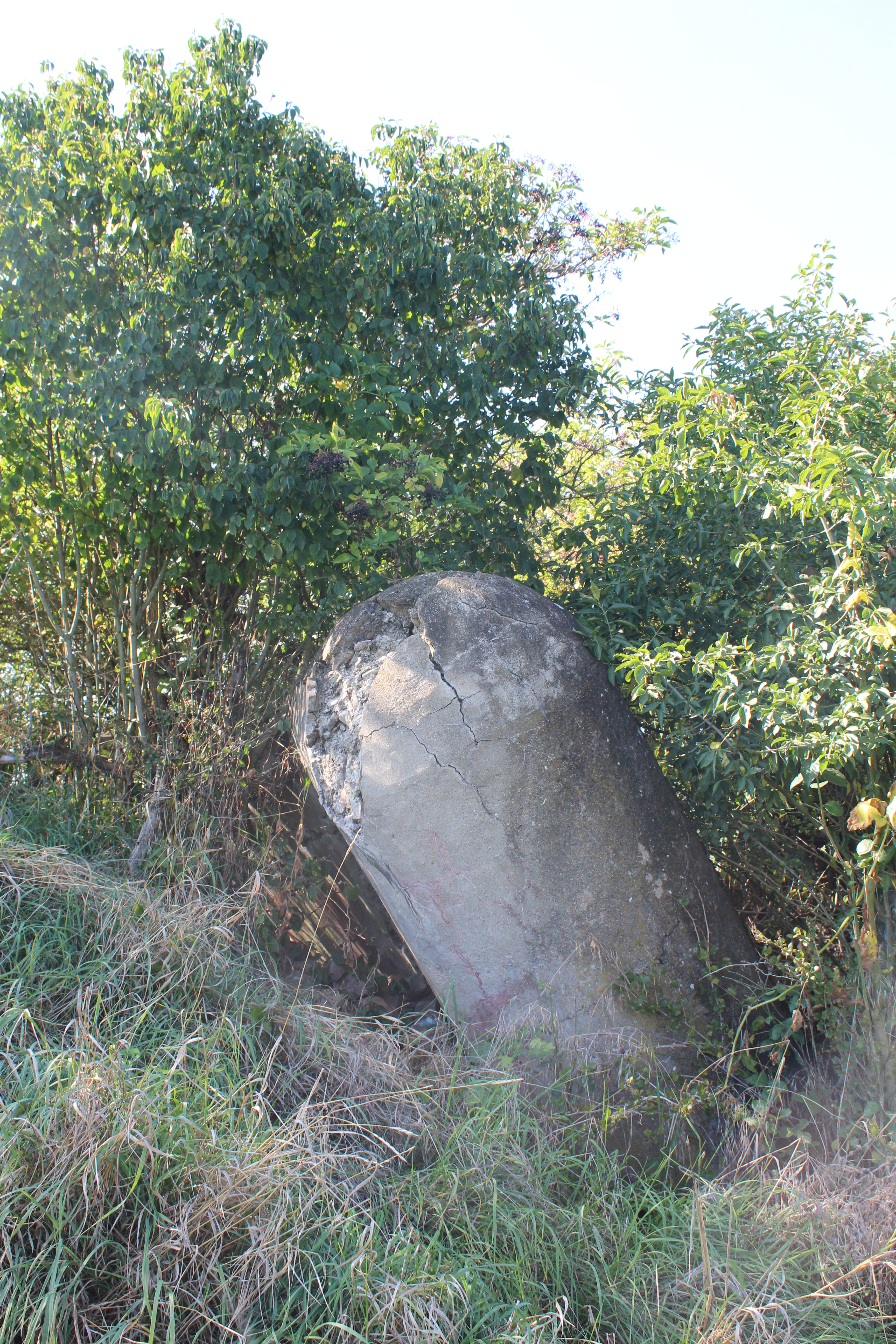
B-6 63 A-140Z-13 ZSZ
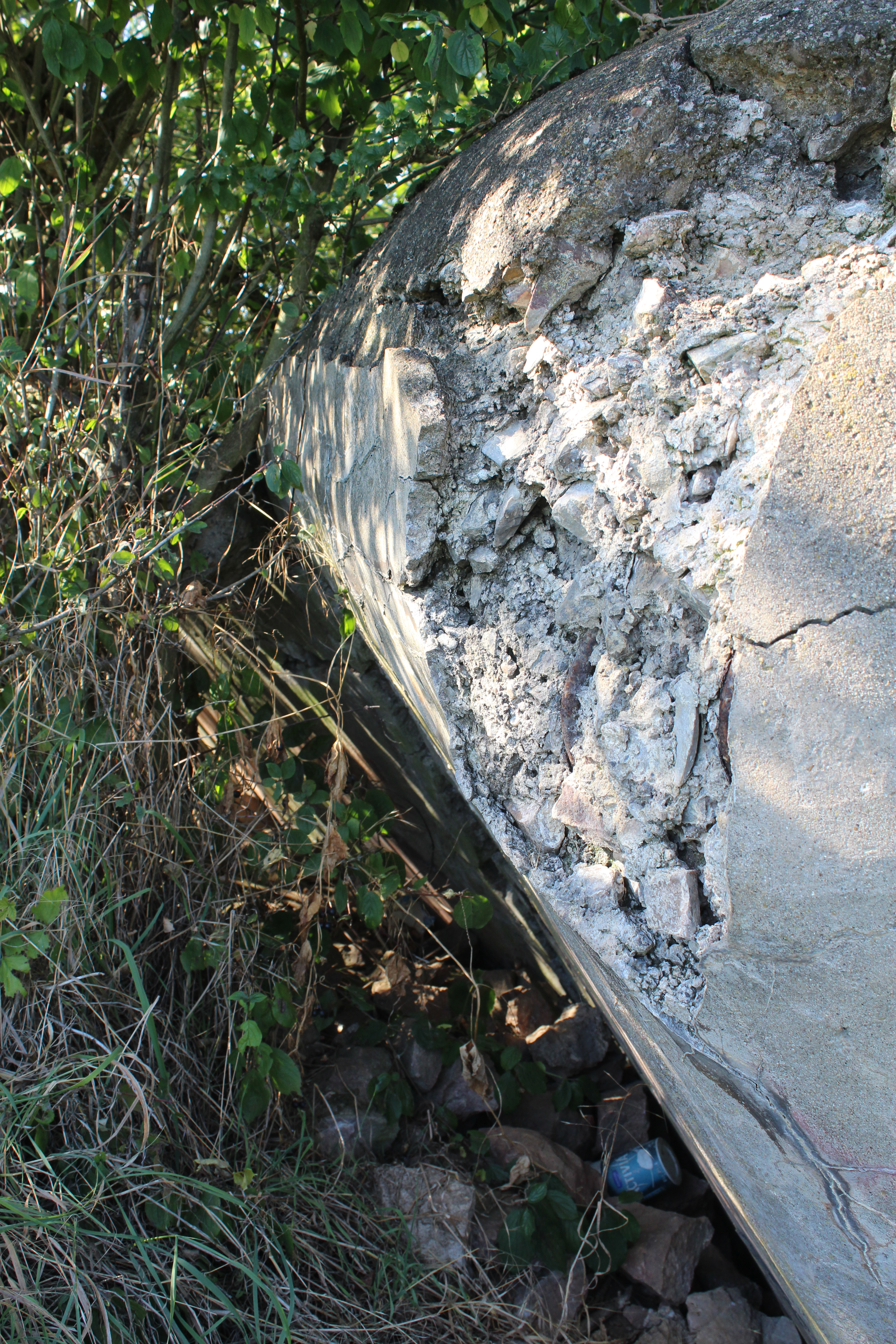
B-6 63 A-140Z-14 SZ
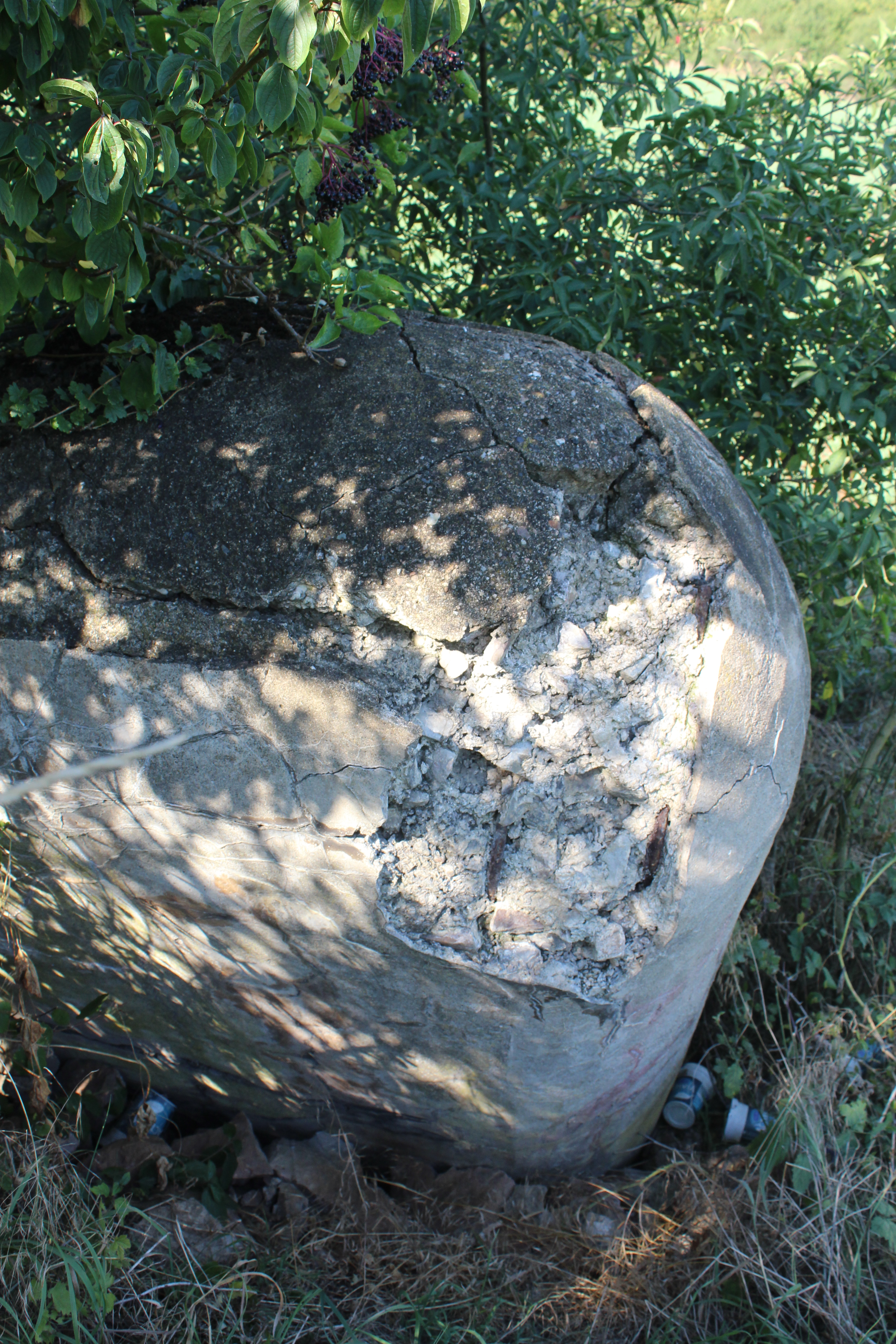
B-6 63 A-140Z-15 S

#### Torzo objektu B-6/64/A-180 Z a detaily eroze betonu

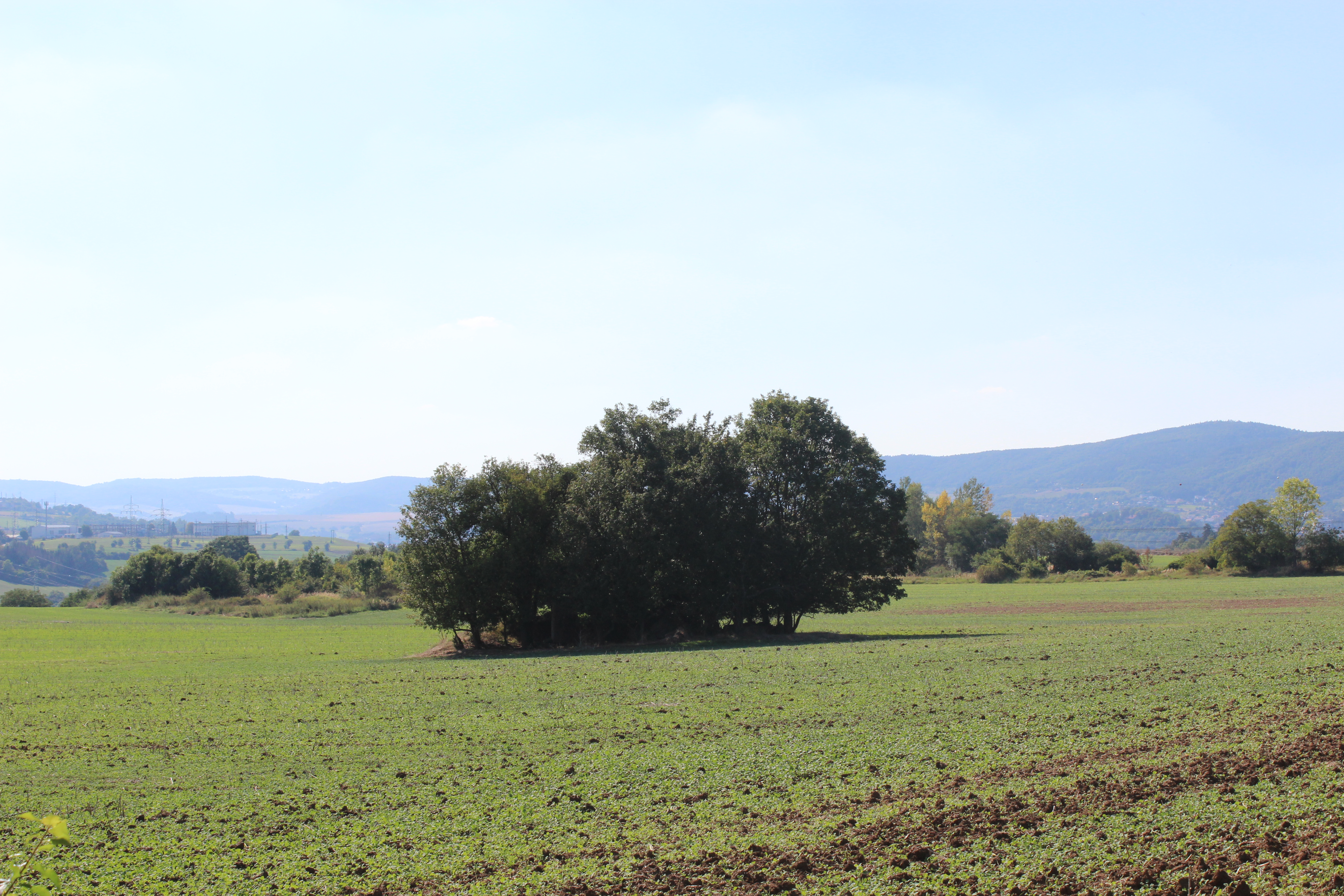
B-6 64 A-180Z-1 ZJZ
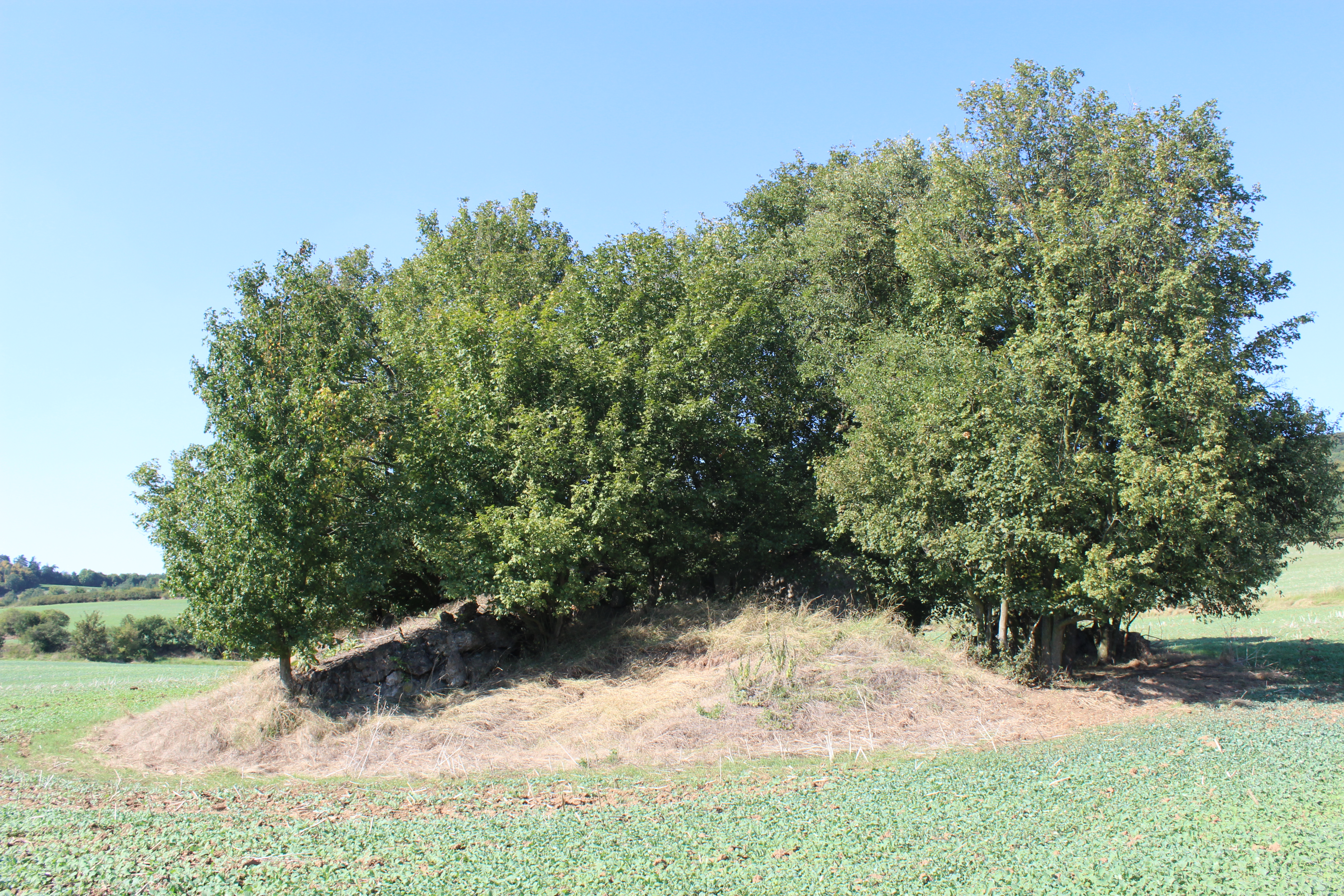
B-6 64 A-180Z-19 SZ
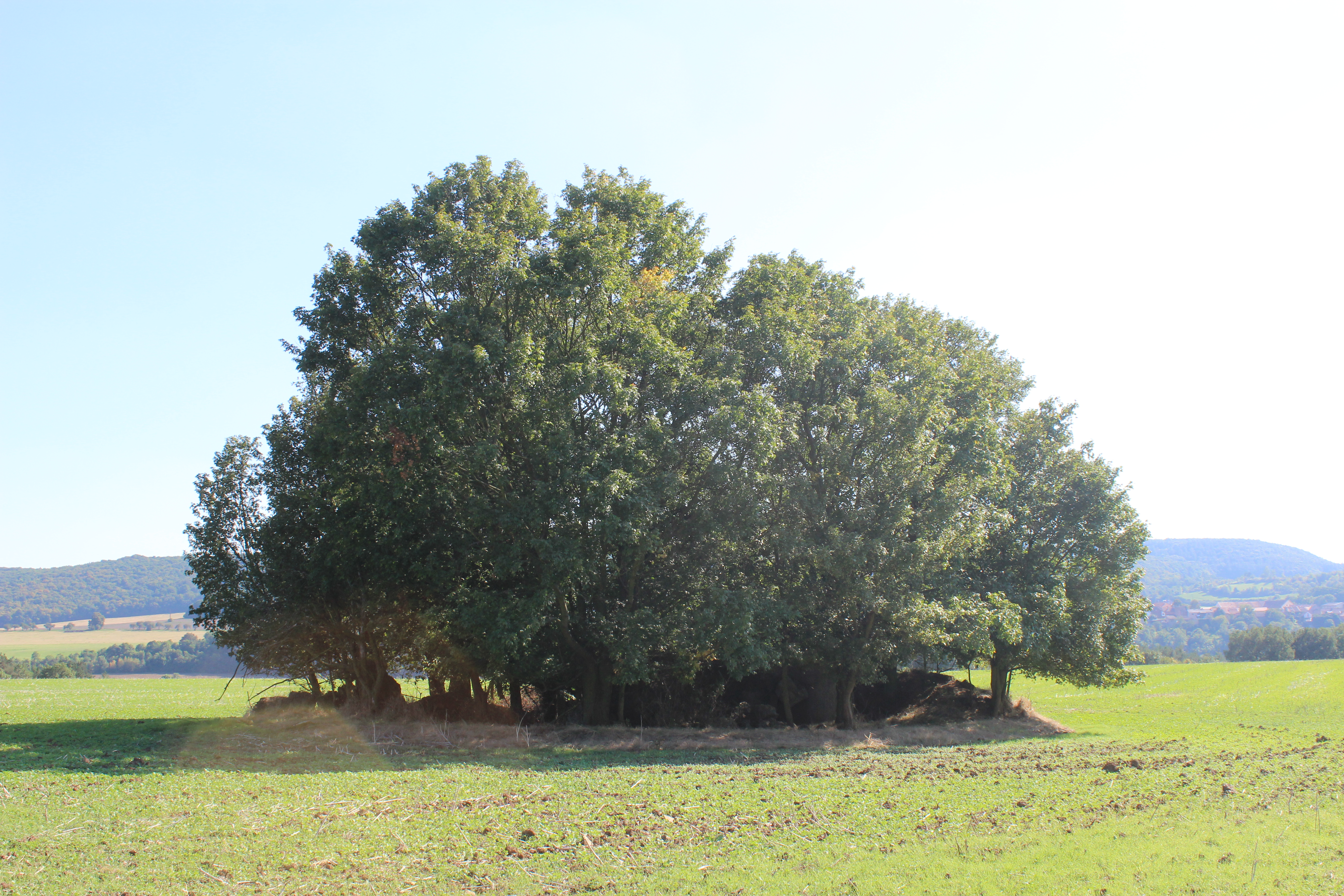
B-6 64 A-180Z-2 J
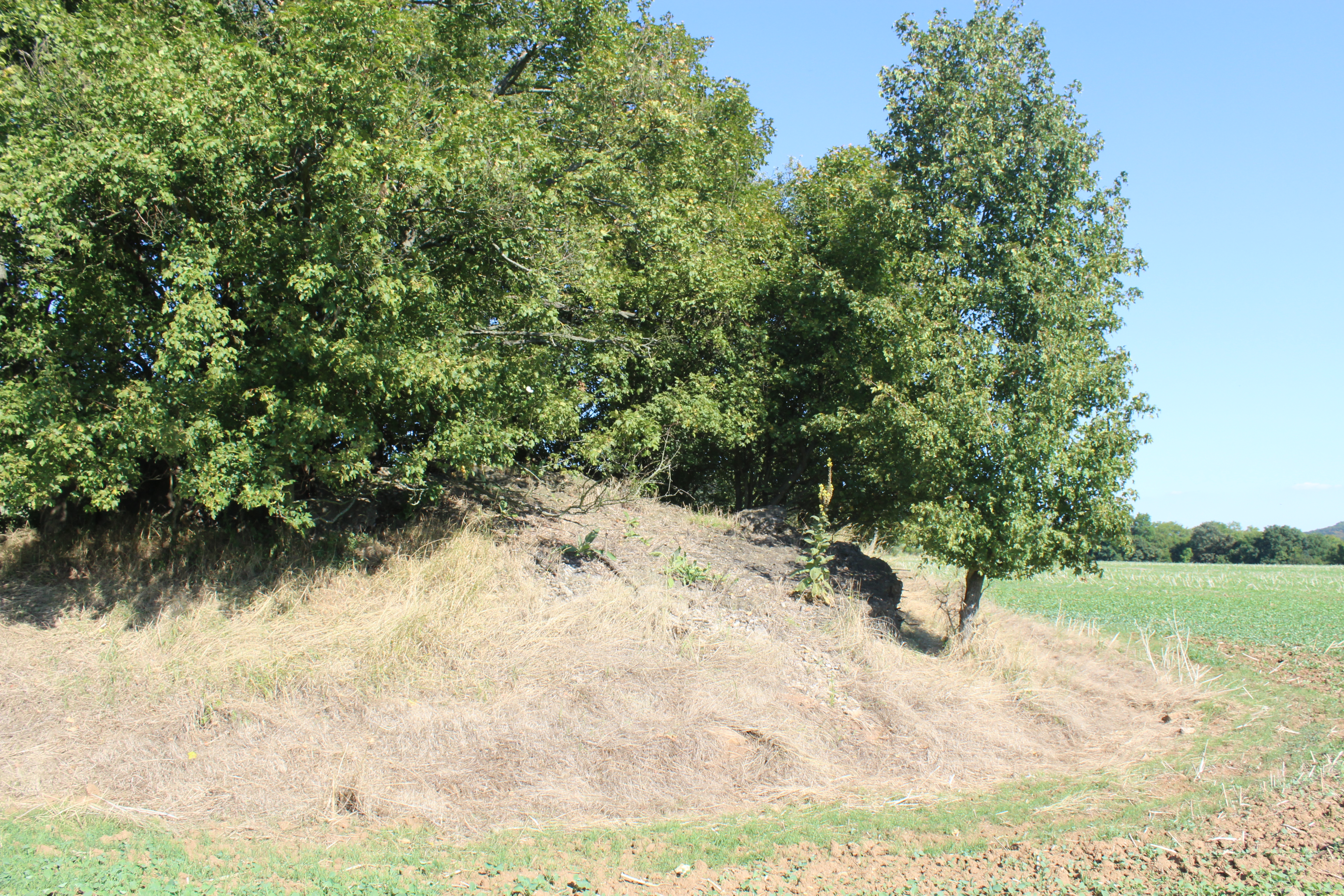
B-6 64 A-180Z-21 SV
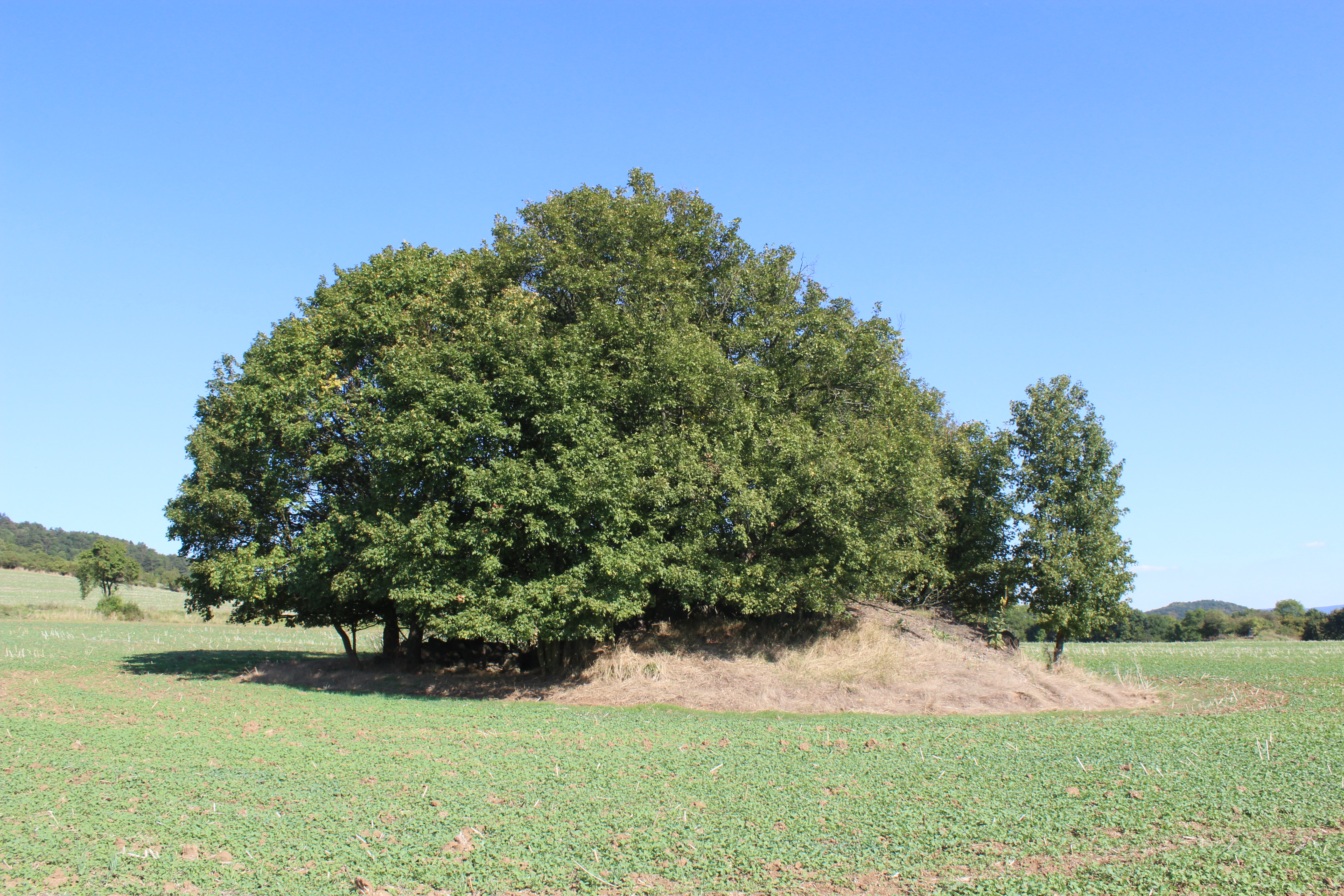
B-6 64 A-180Z-22 SV
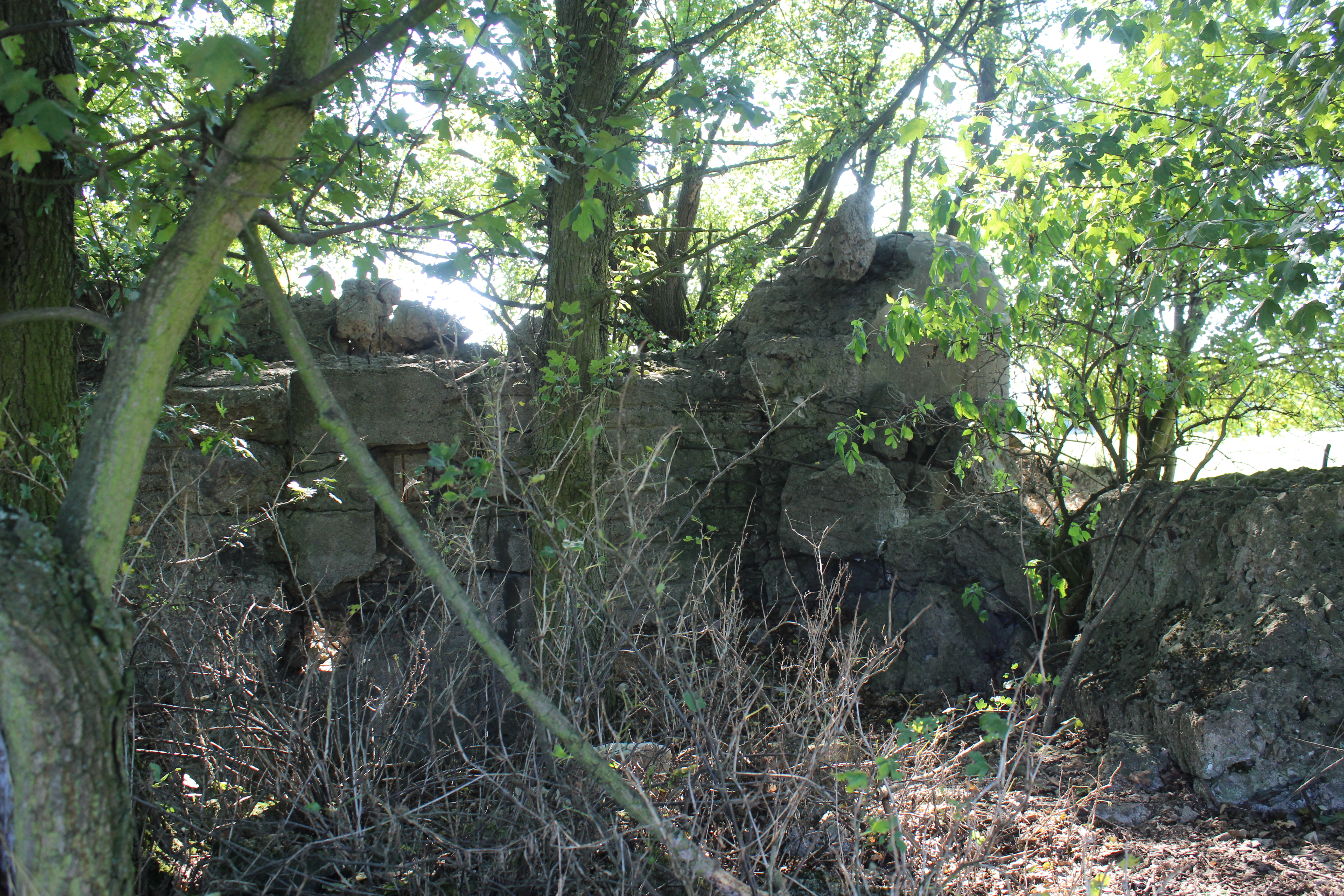
B-6 64 A-180Z-10 JZ
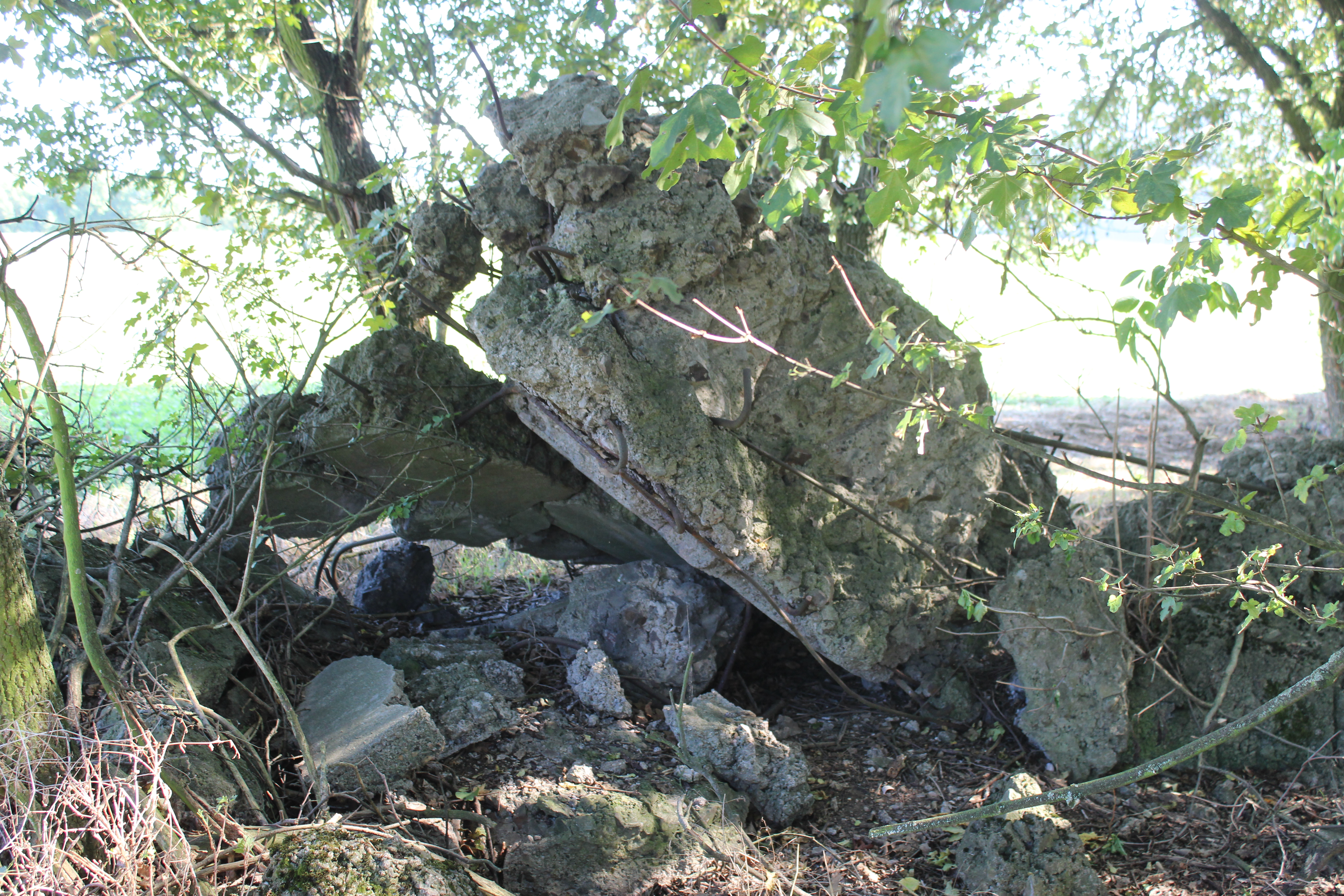
B-6 64 A-180Z-11 JJV
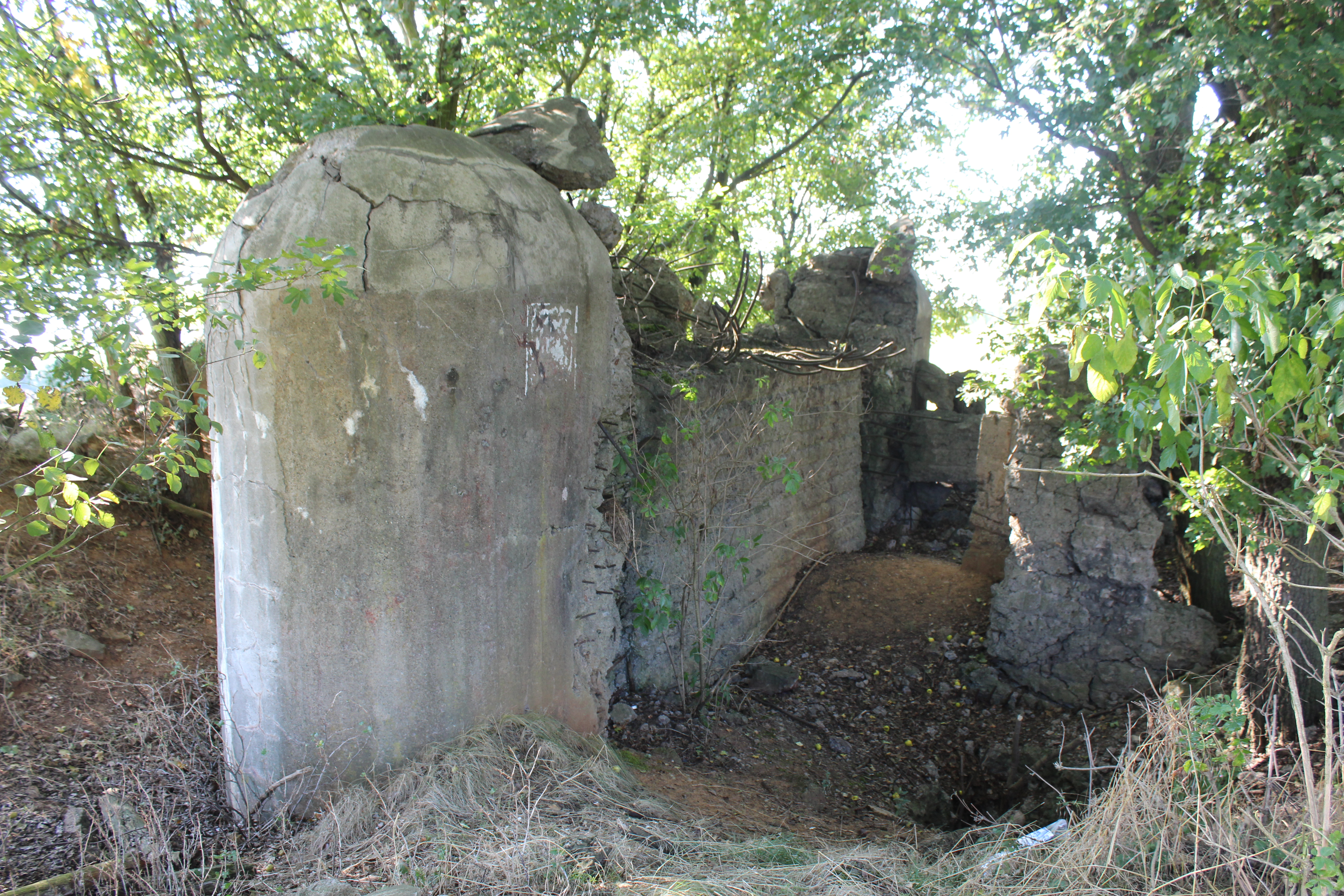
B-6 64 A-180Z-13 Z
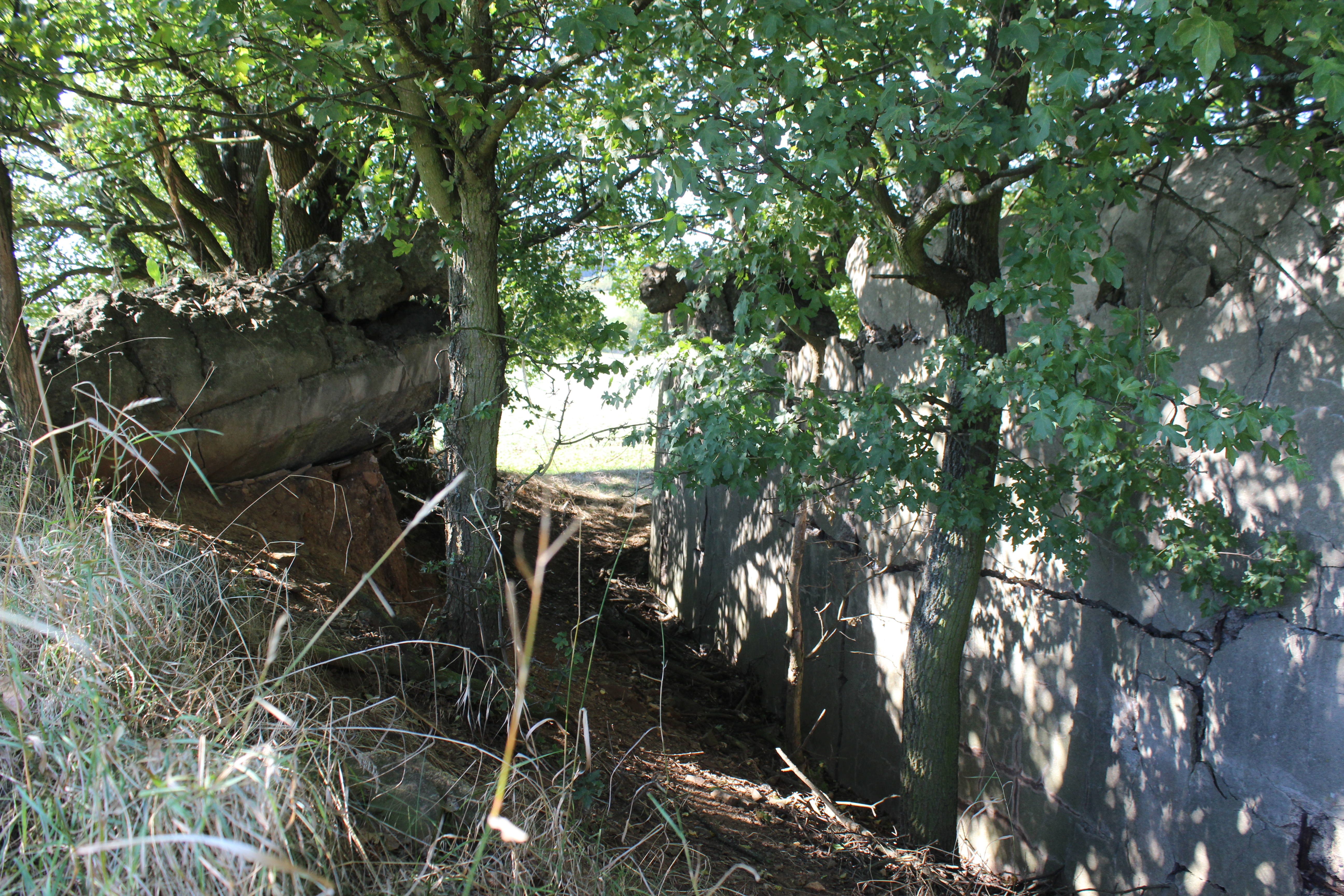
B-6 64 A-180Z-15 SZ
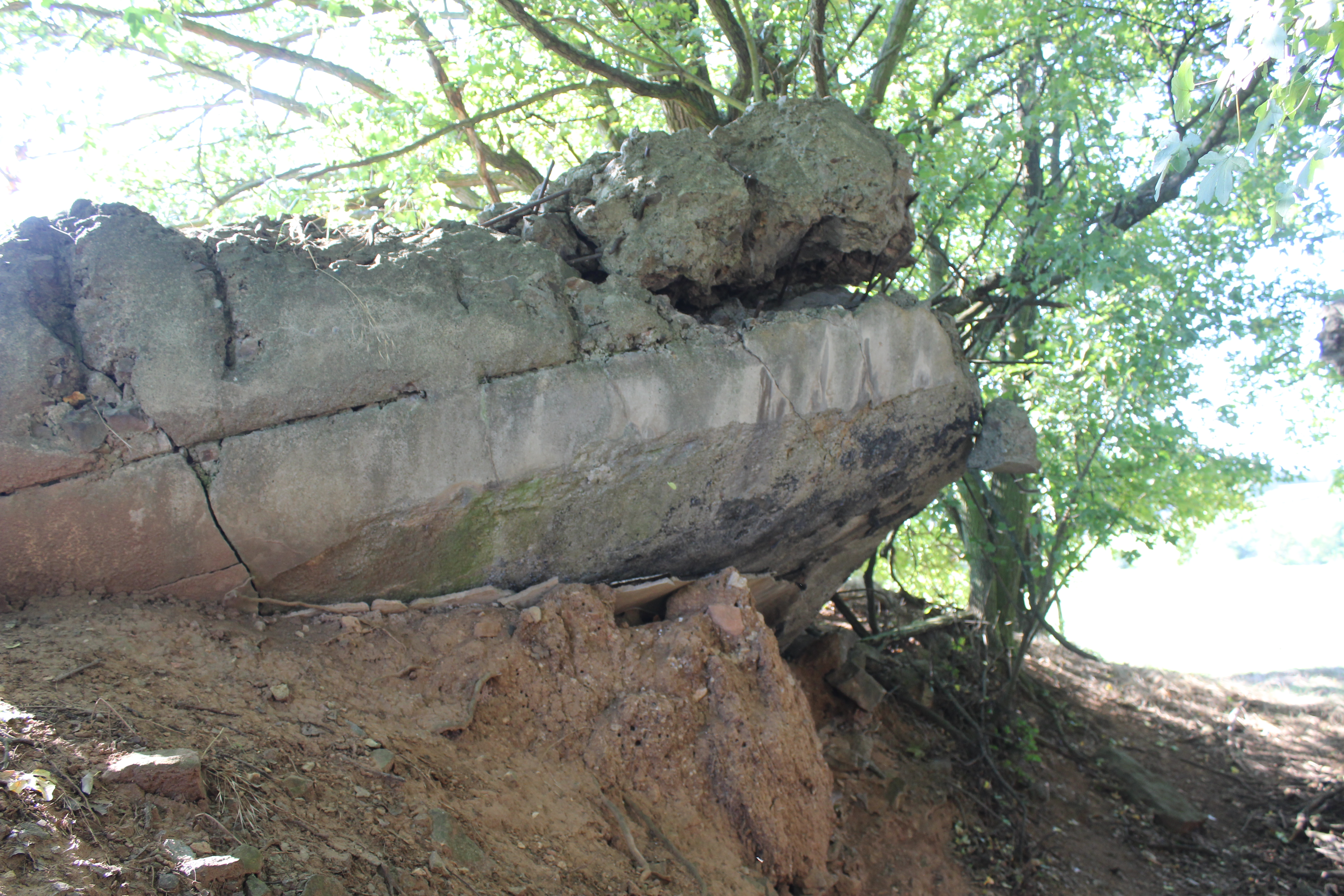
B-6 64 A-180Z-18 ZSZ
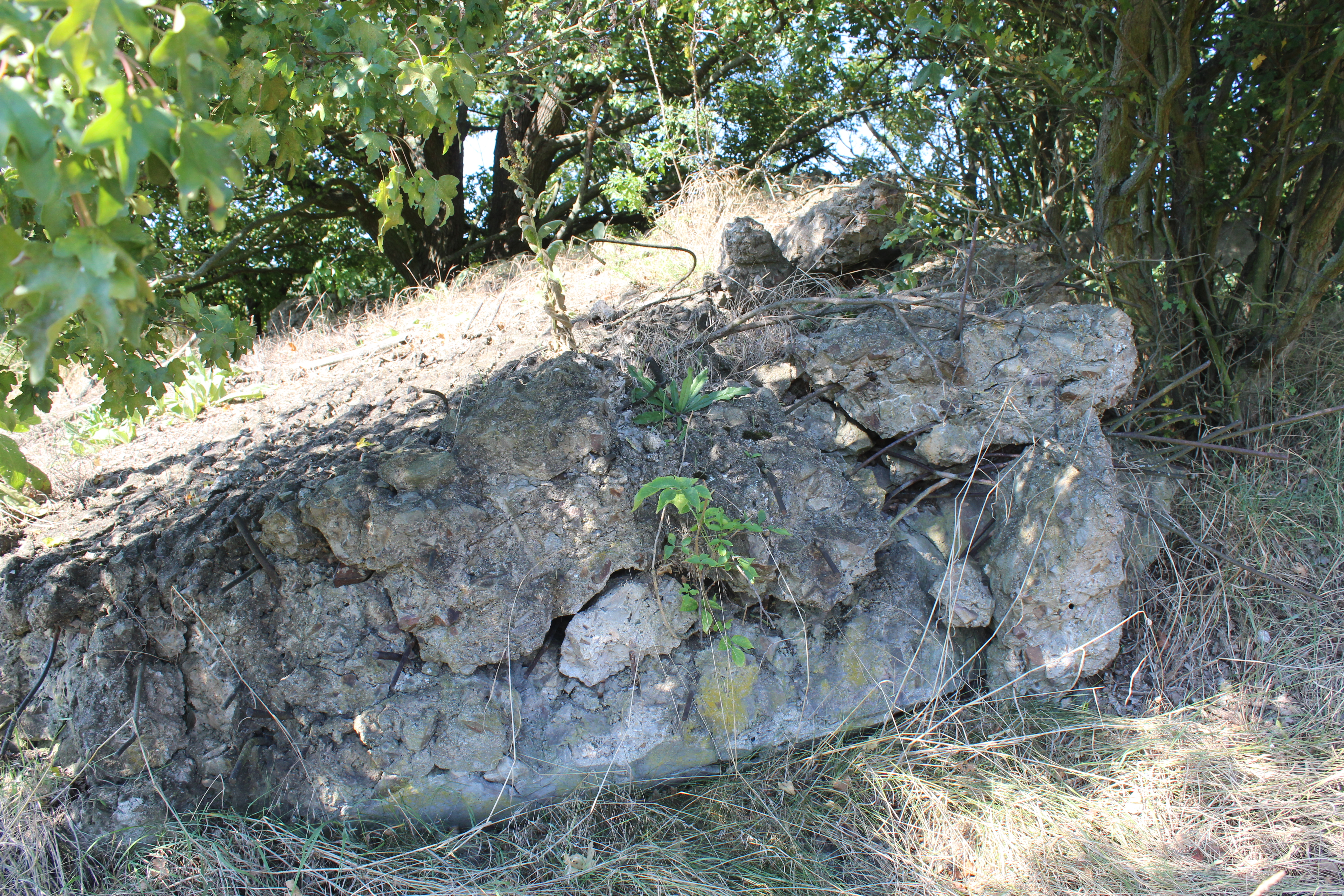
B-6 64 A-180Z-20 SZ
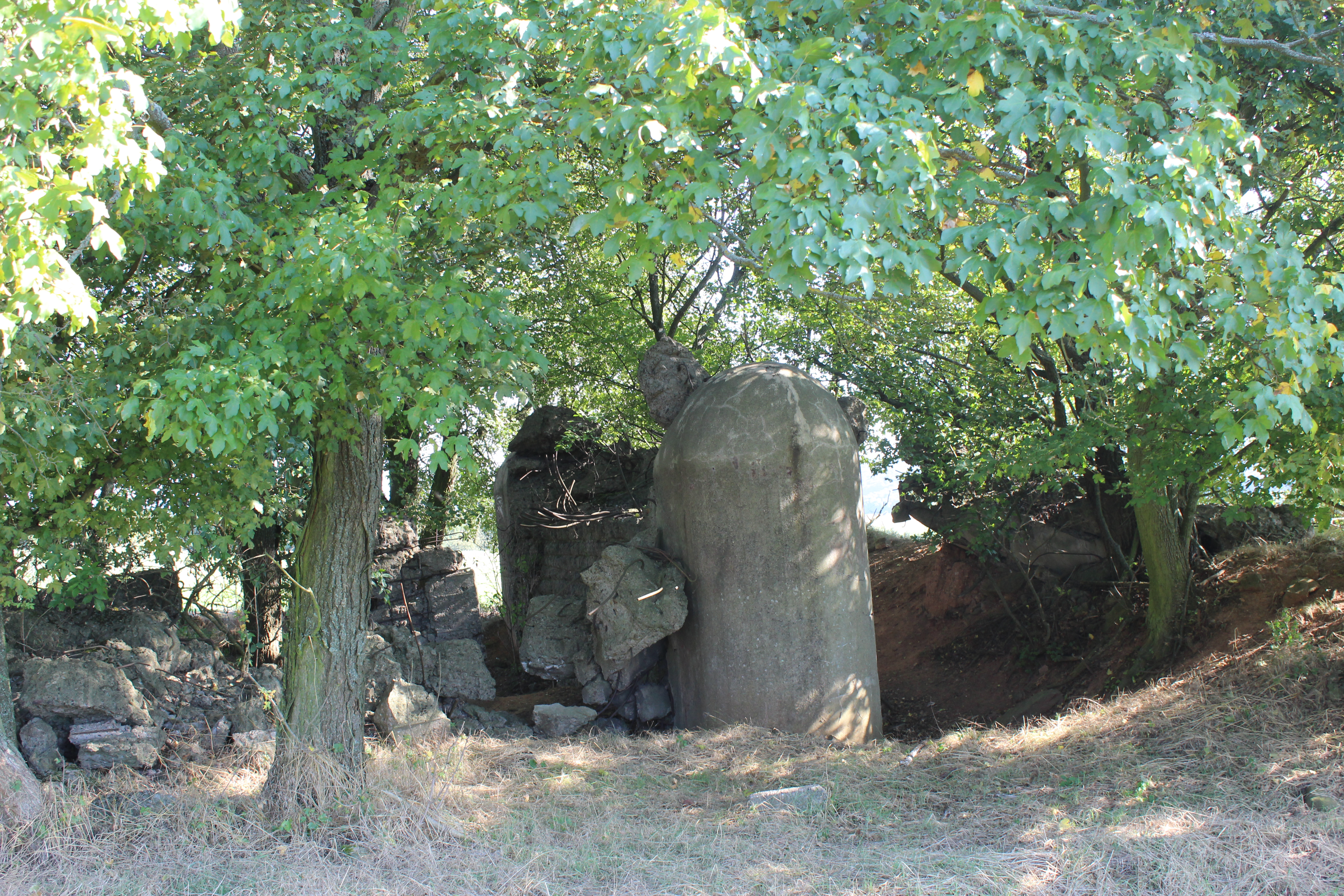
B-6 64 A-180Z-3 JV
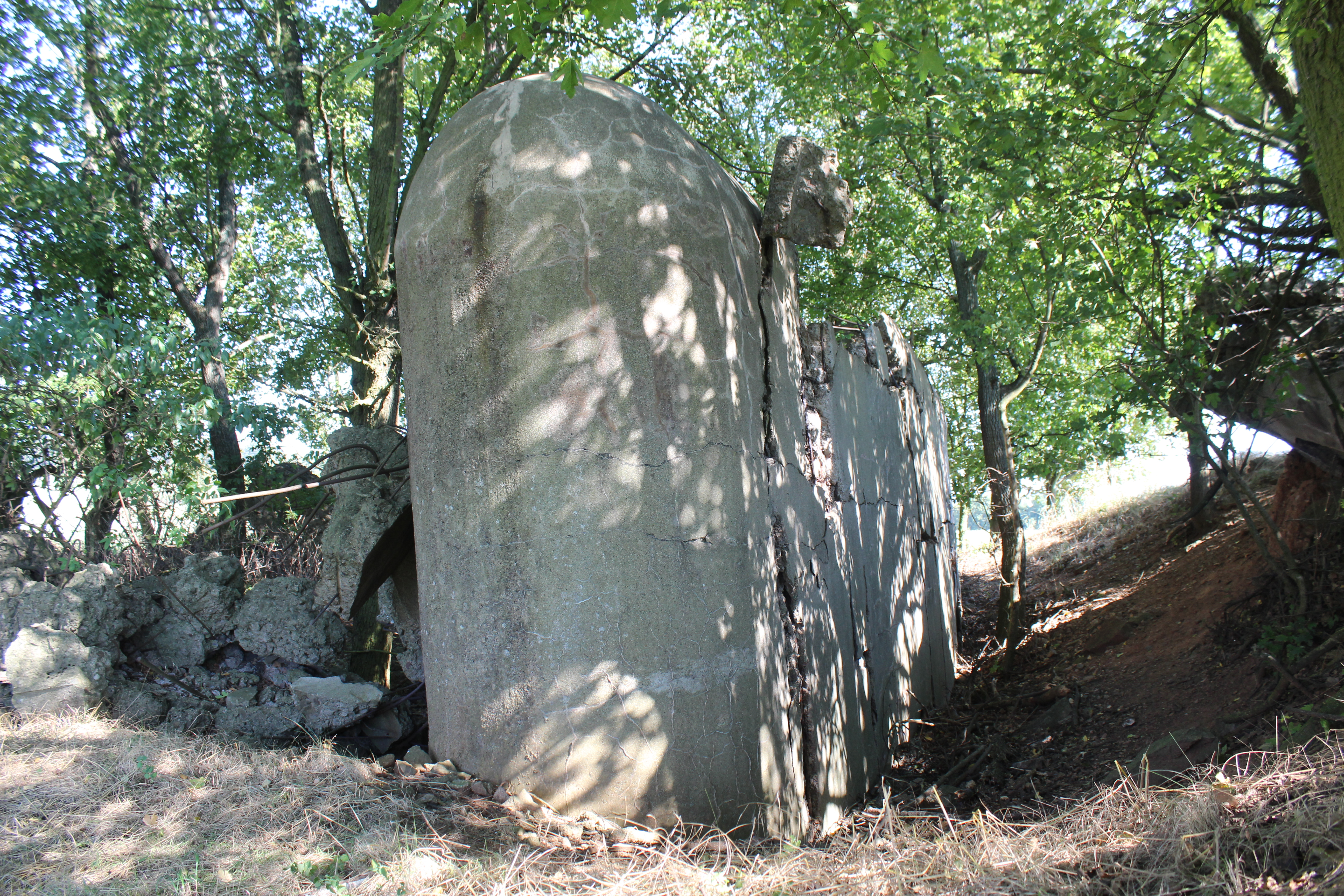
B-6 64 A-180Z-4 V
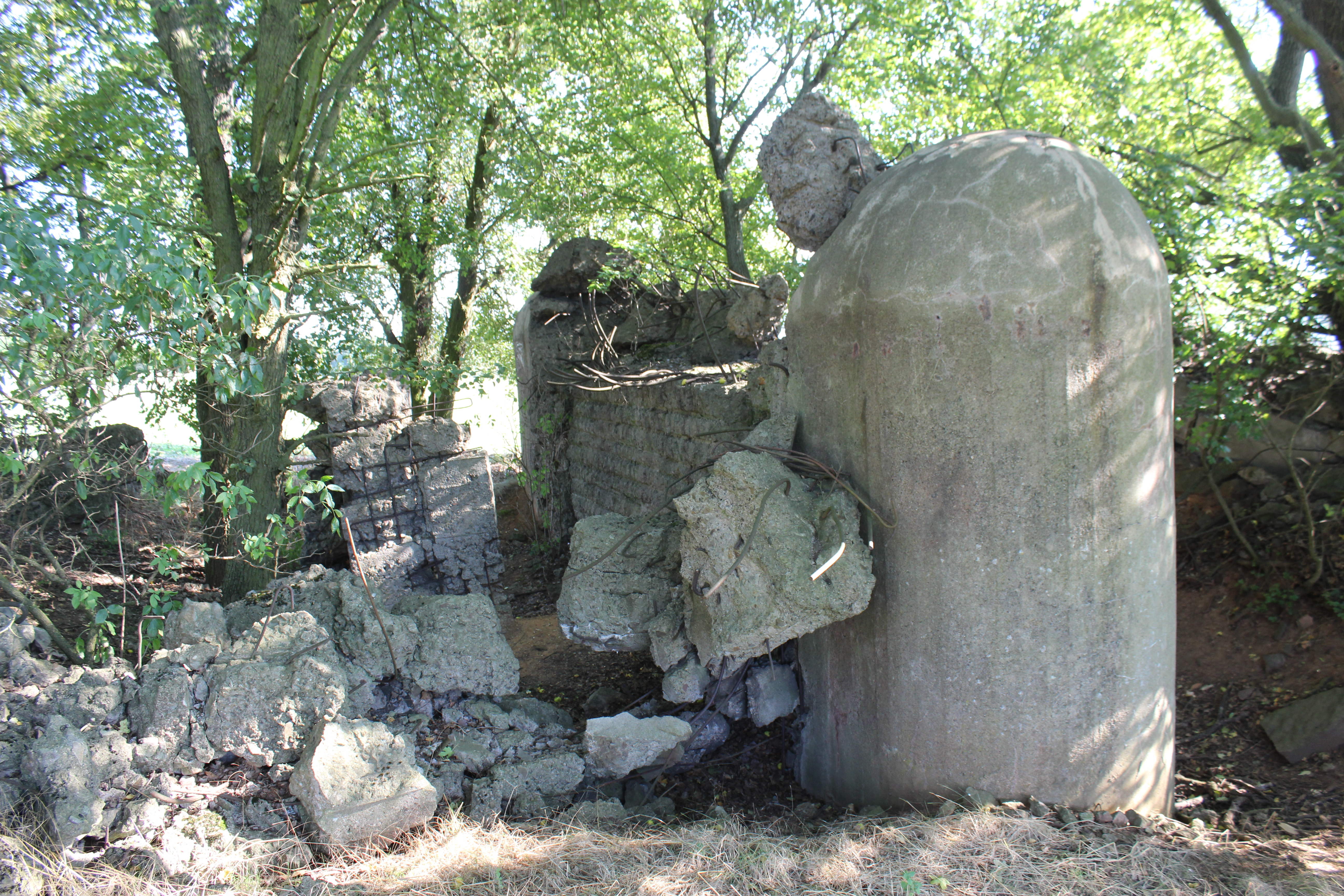
B-6 64 A-180Z-5 JV
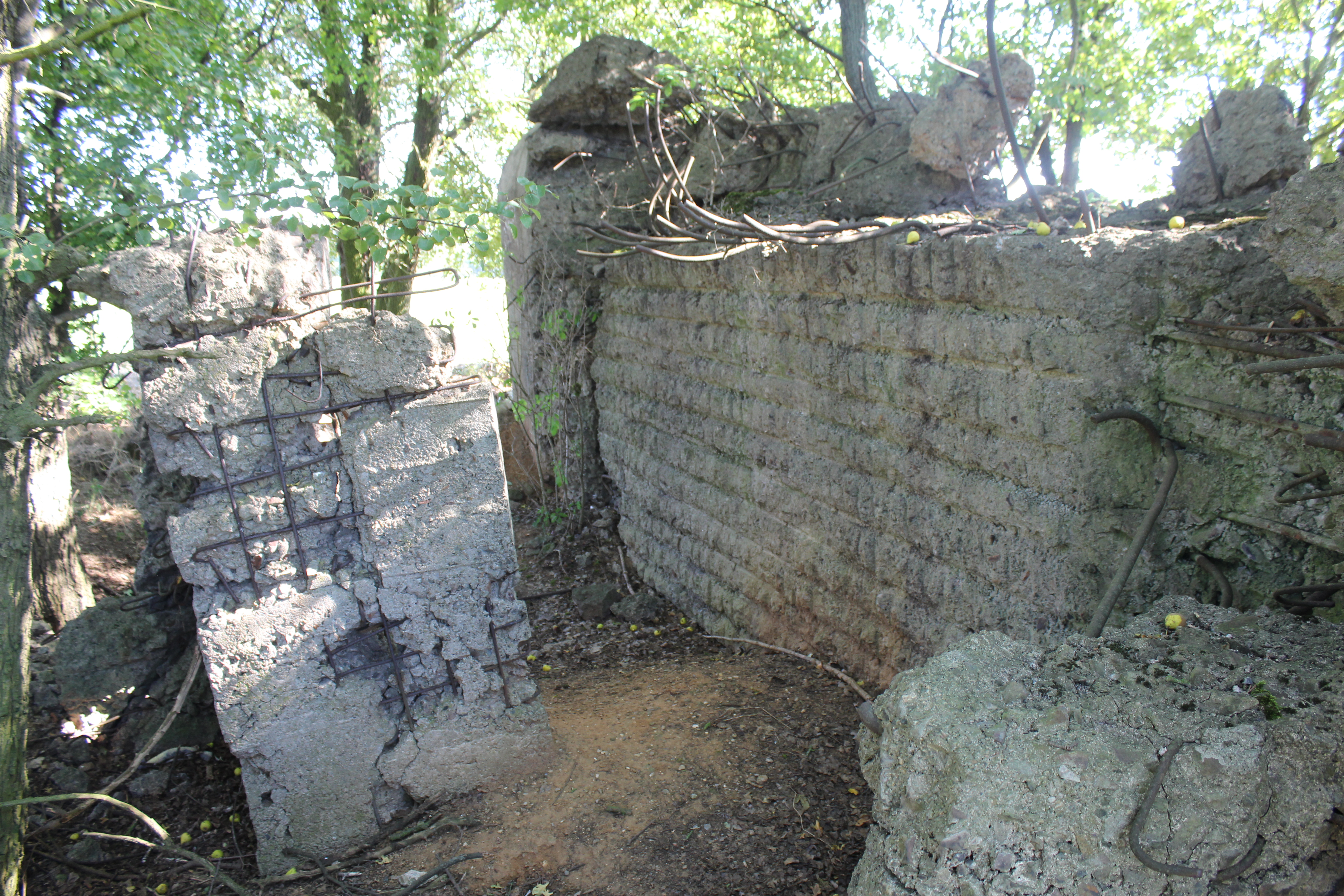
B-6 64 A-180Z-6 JV
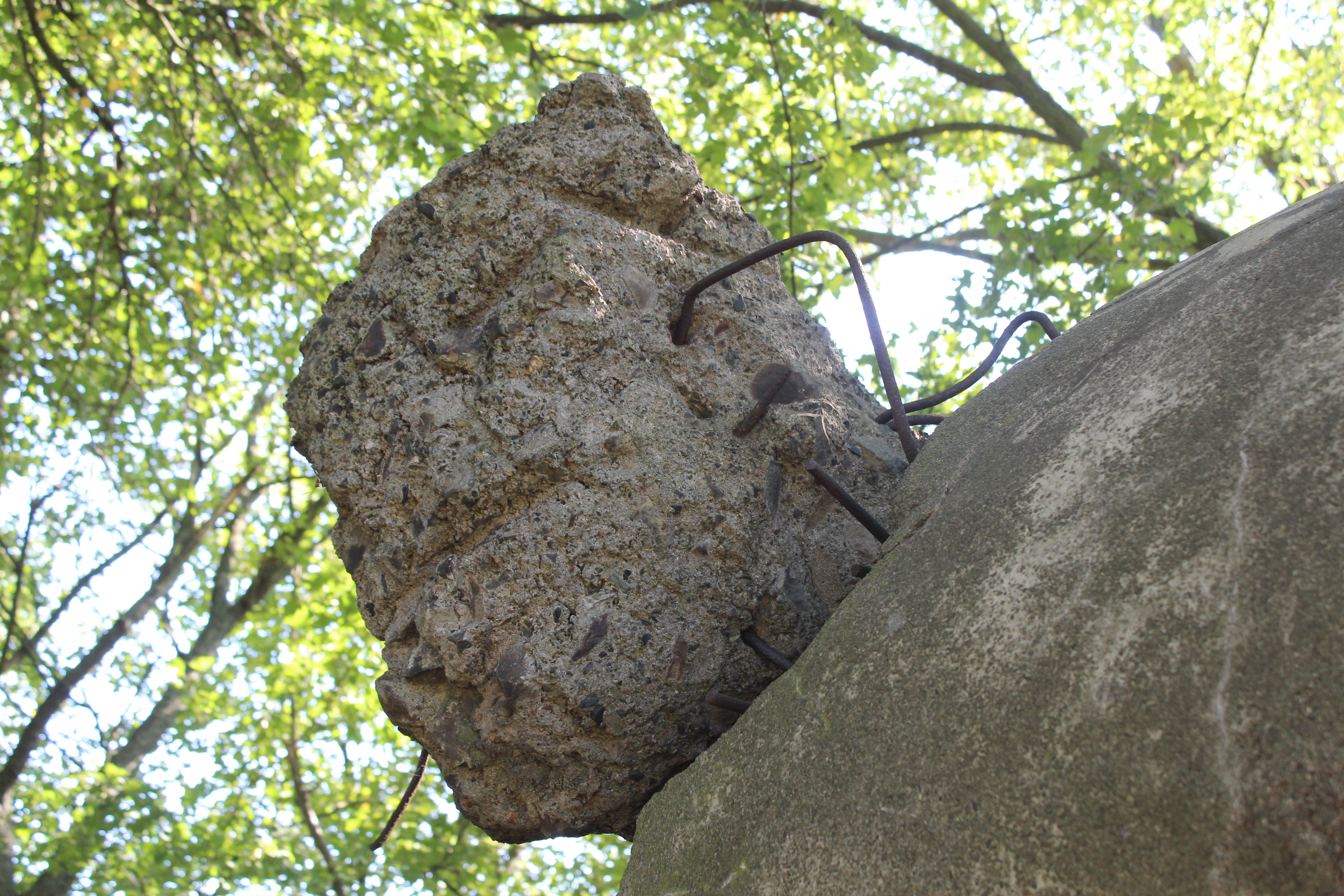
B-6 64 A-180Z-7 JV
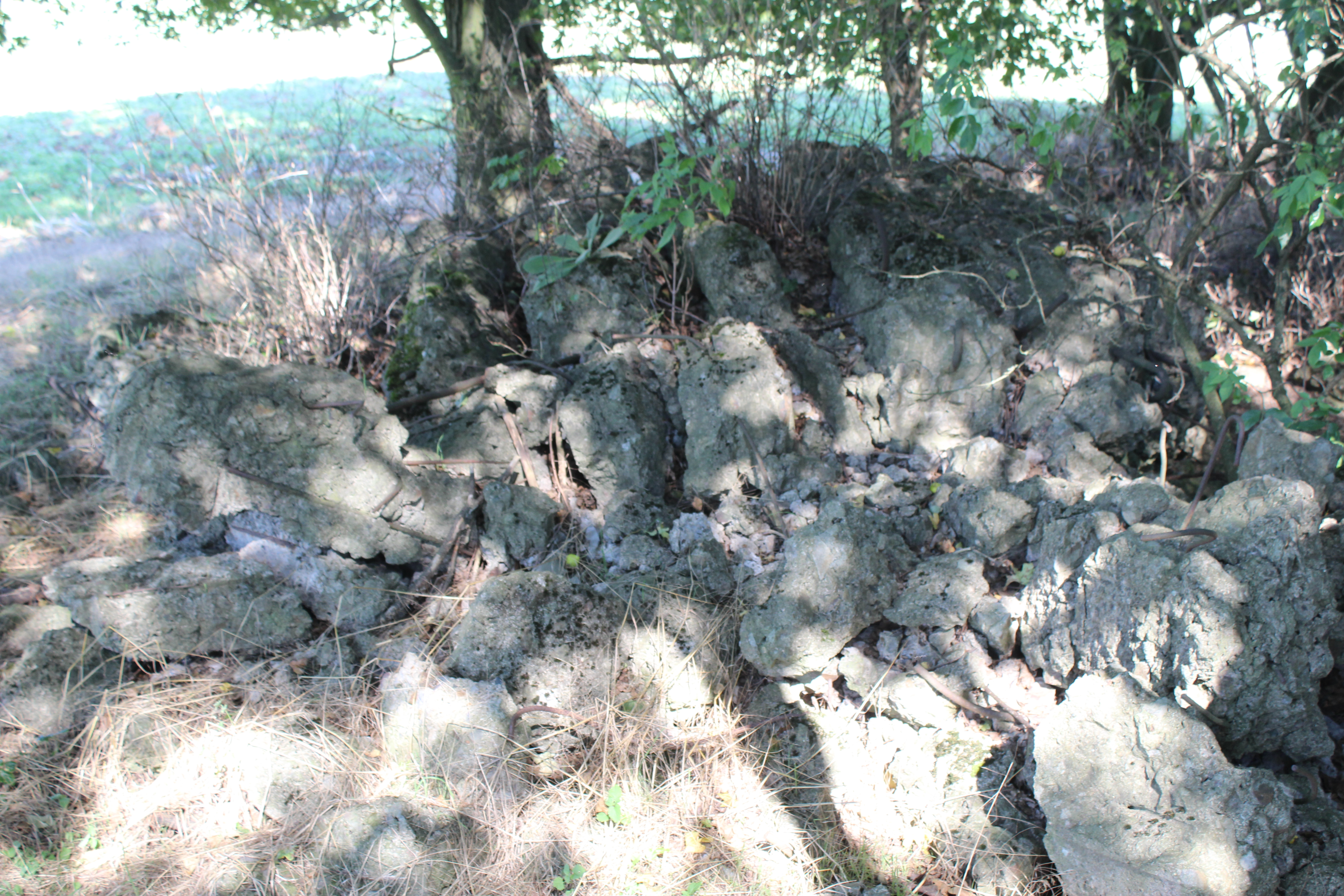
B-6 64 A-180Z-8 SV
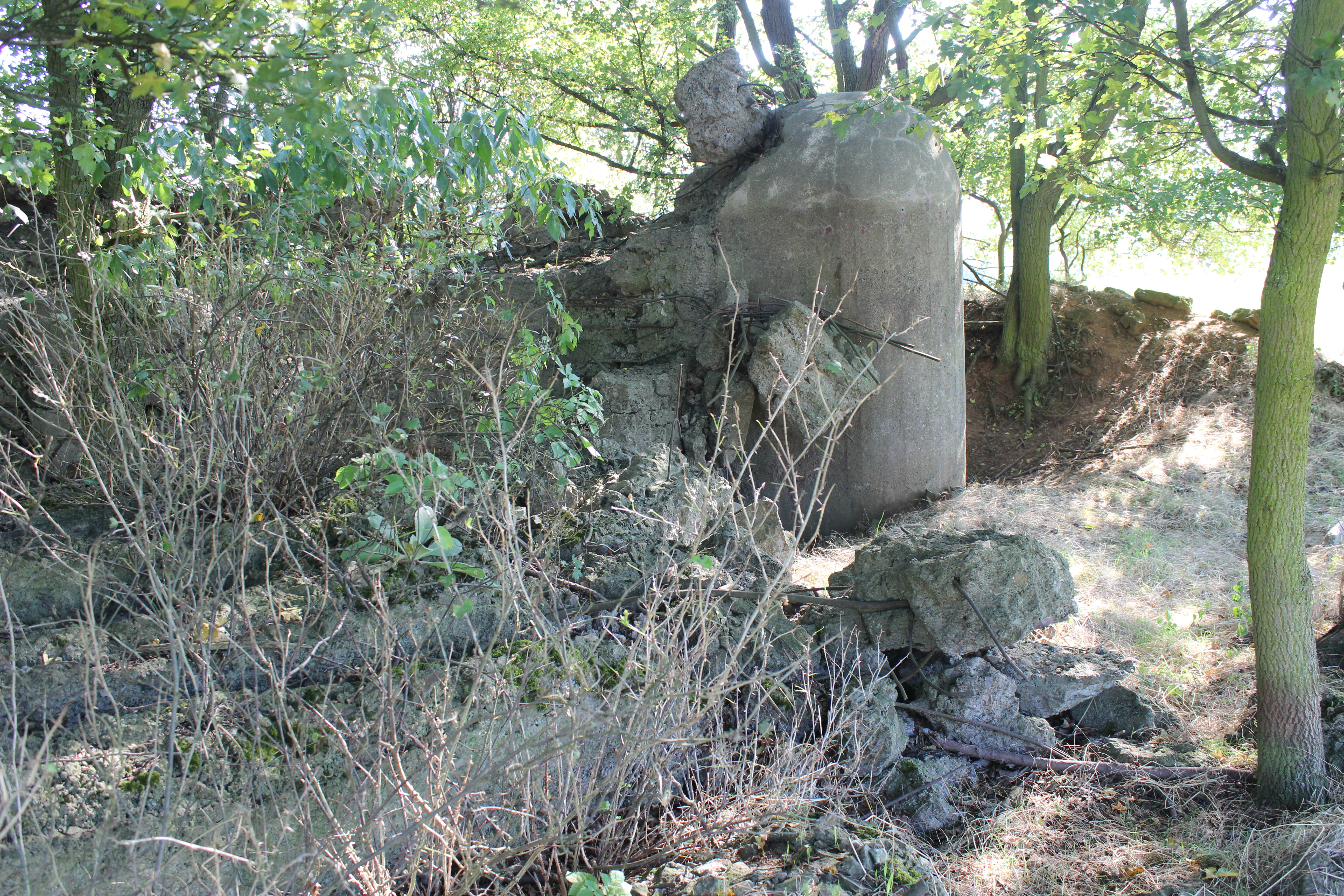
B-6 64 A-180Z-9 JJZ
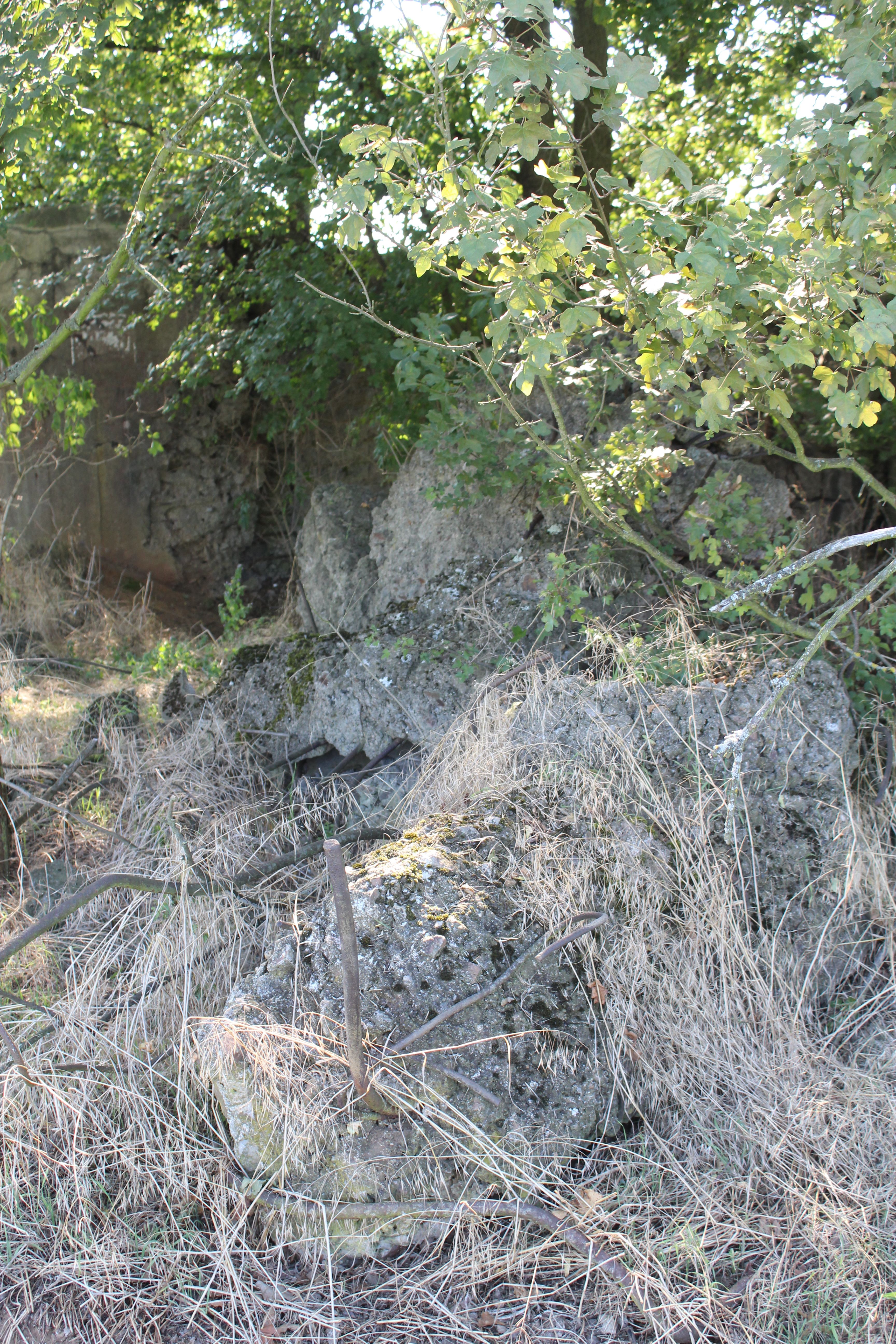
B-6 64 A-180Z-12
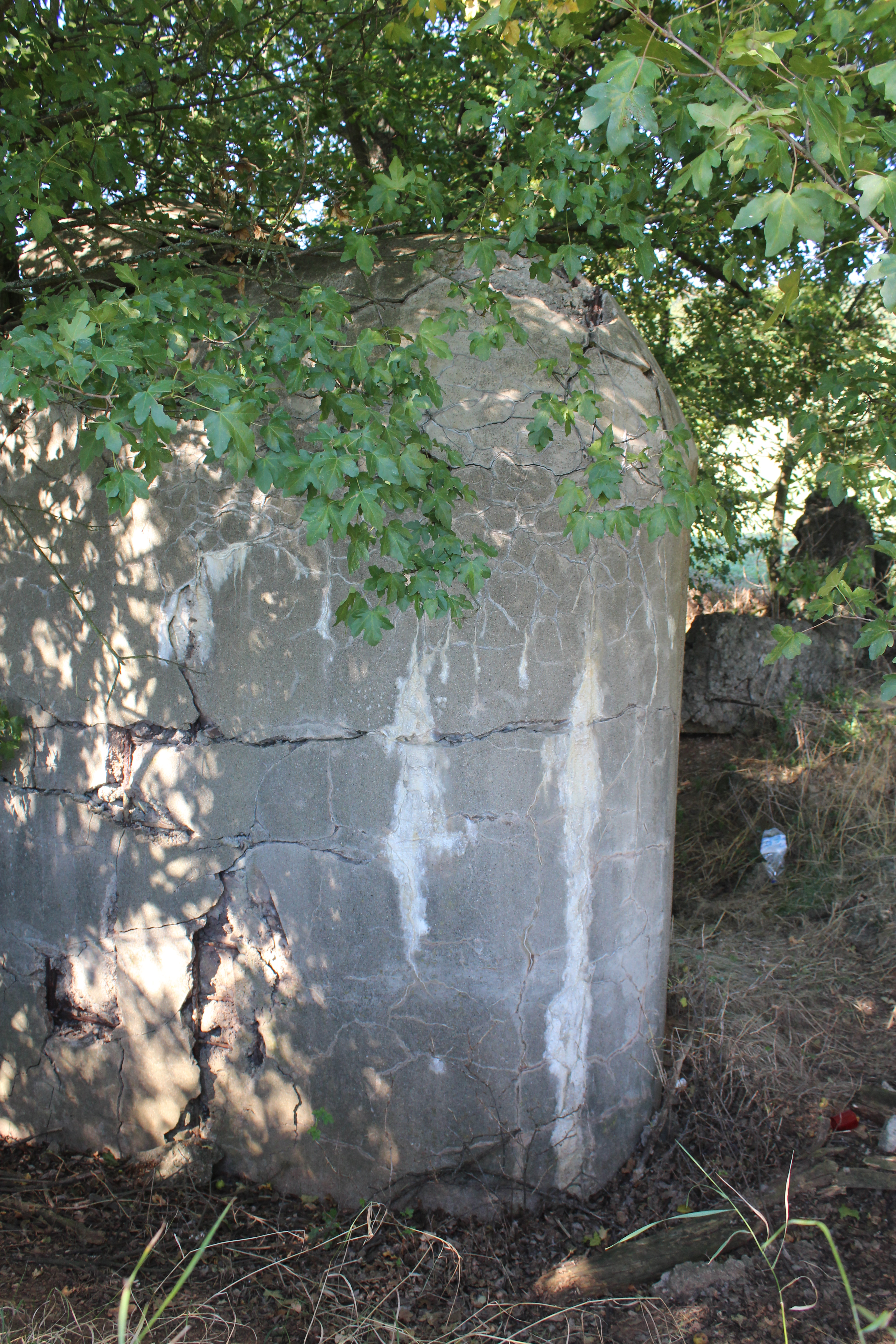
B-6 64 A-180Z-14 S
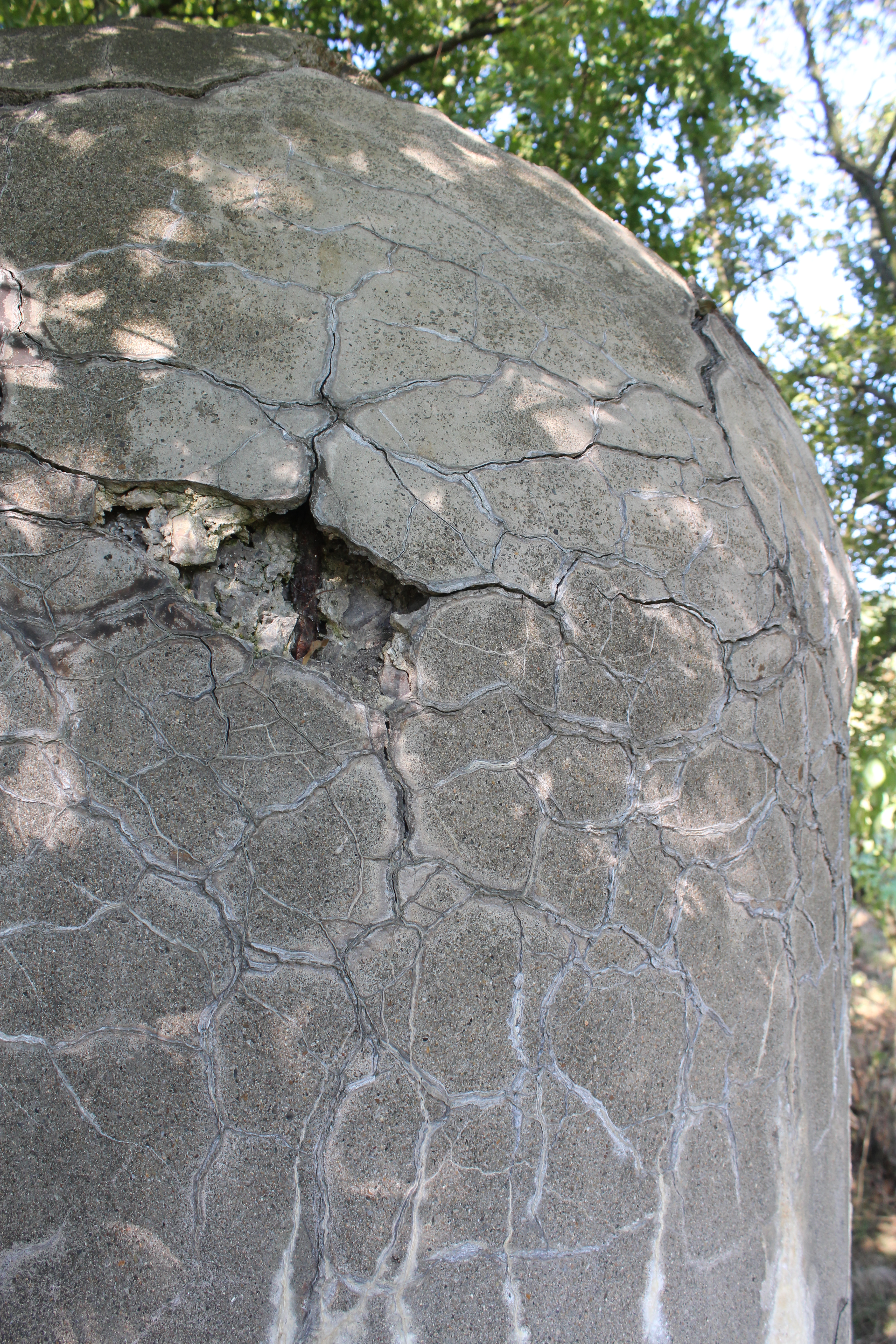
B-6 64 A-180Z-16 SSV
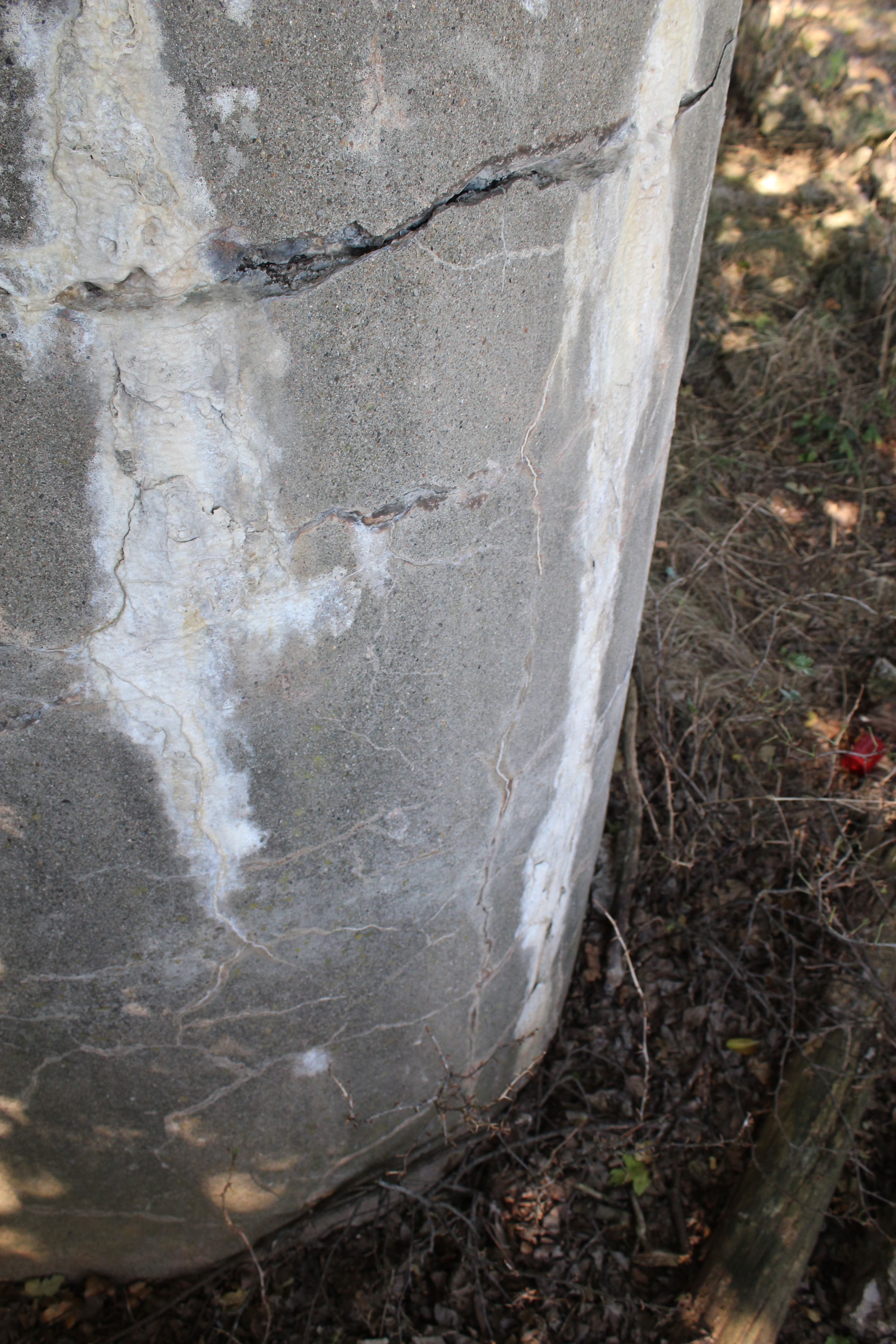
B-6 64 A-180Z-17 SSV

#### Torzo objektu B-6/65/A-180 Z a detaily eroze betonu

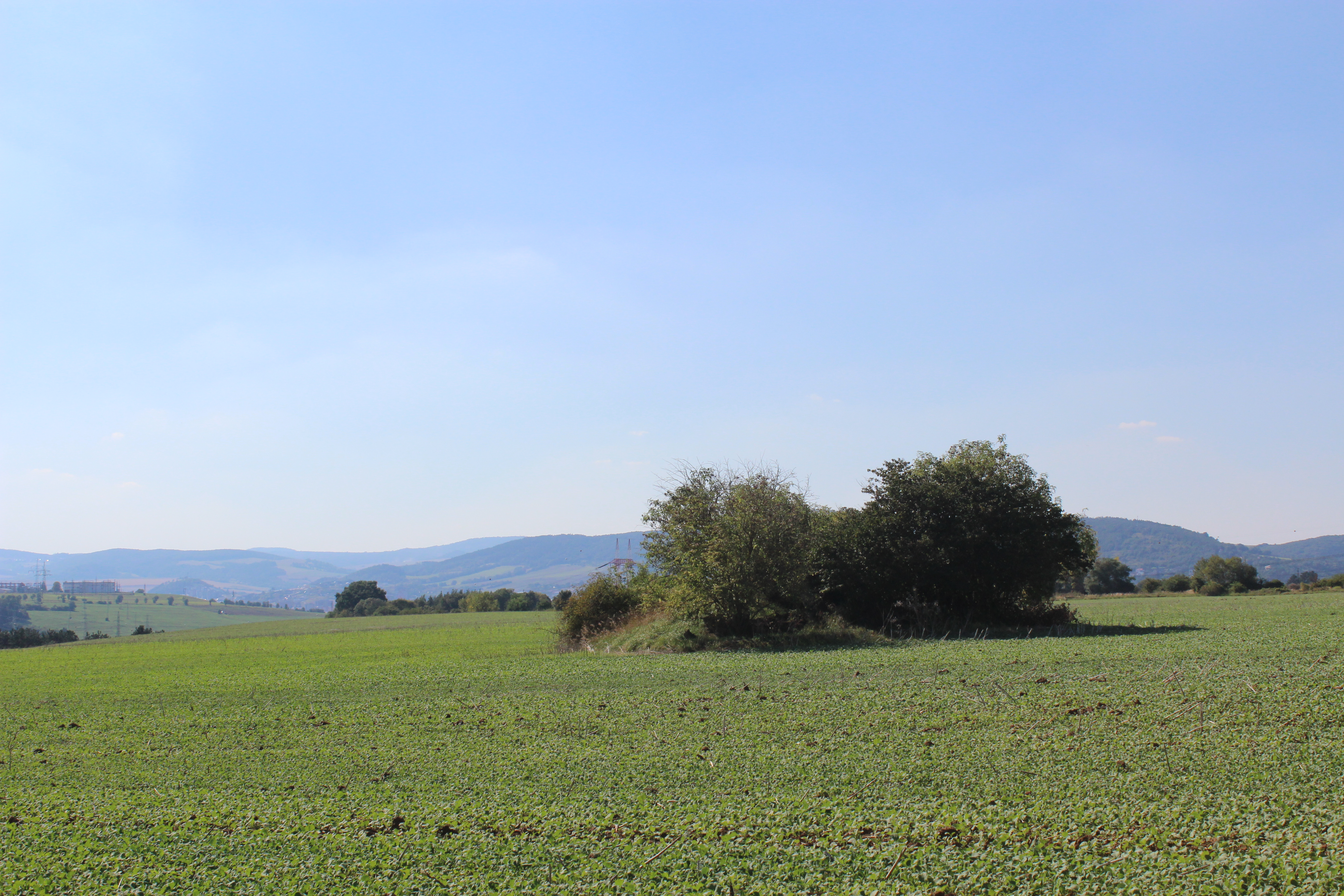
B-6 65 A-180-1 Z
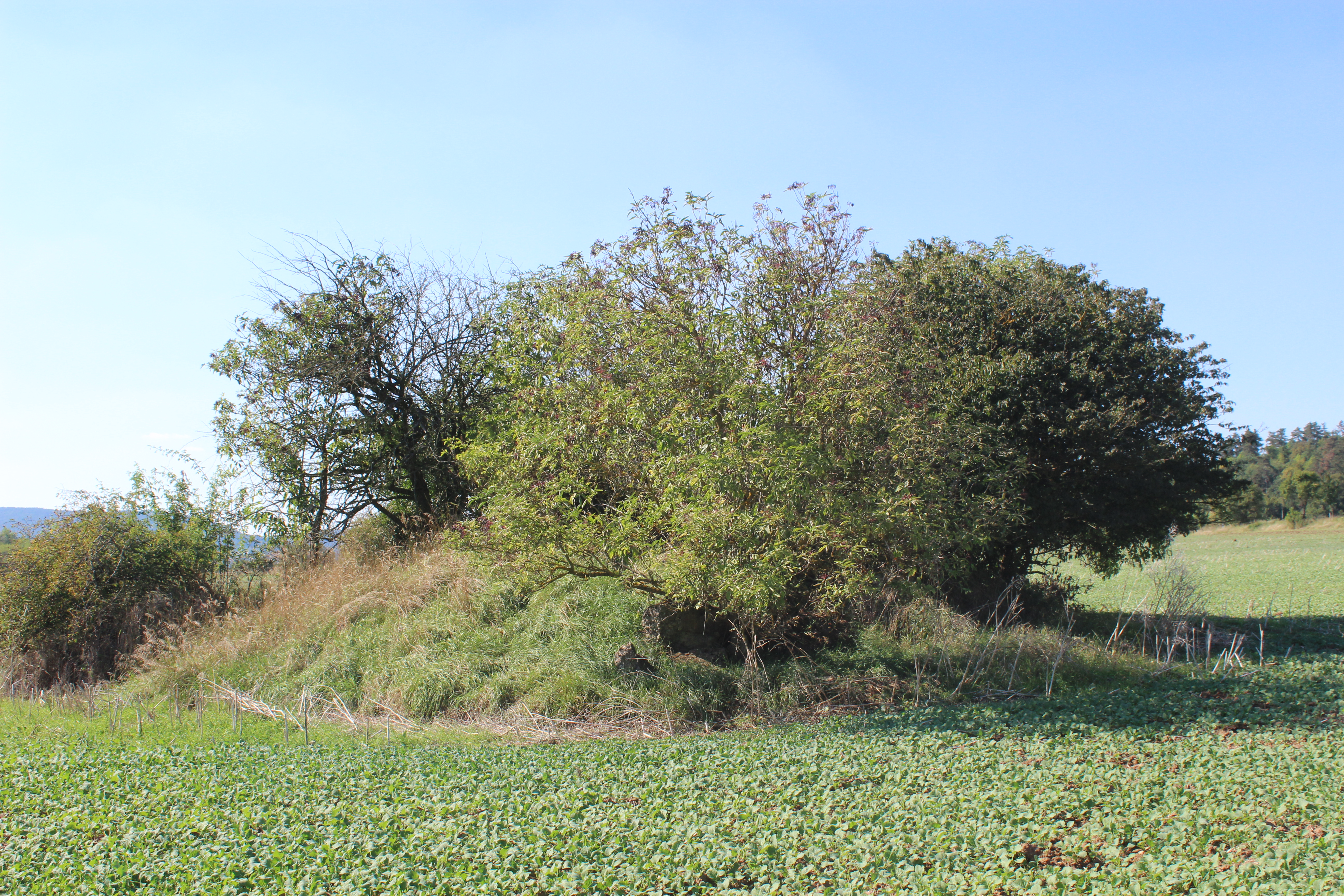
B-6 65 A-180-2 SZ
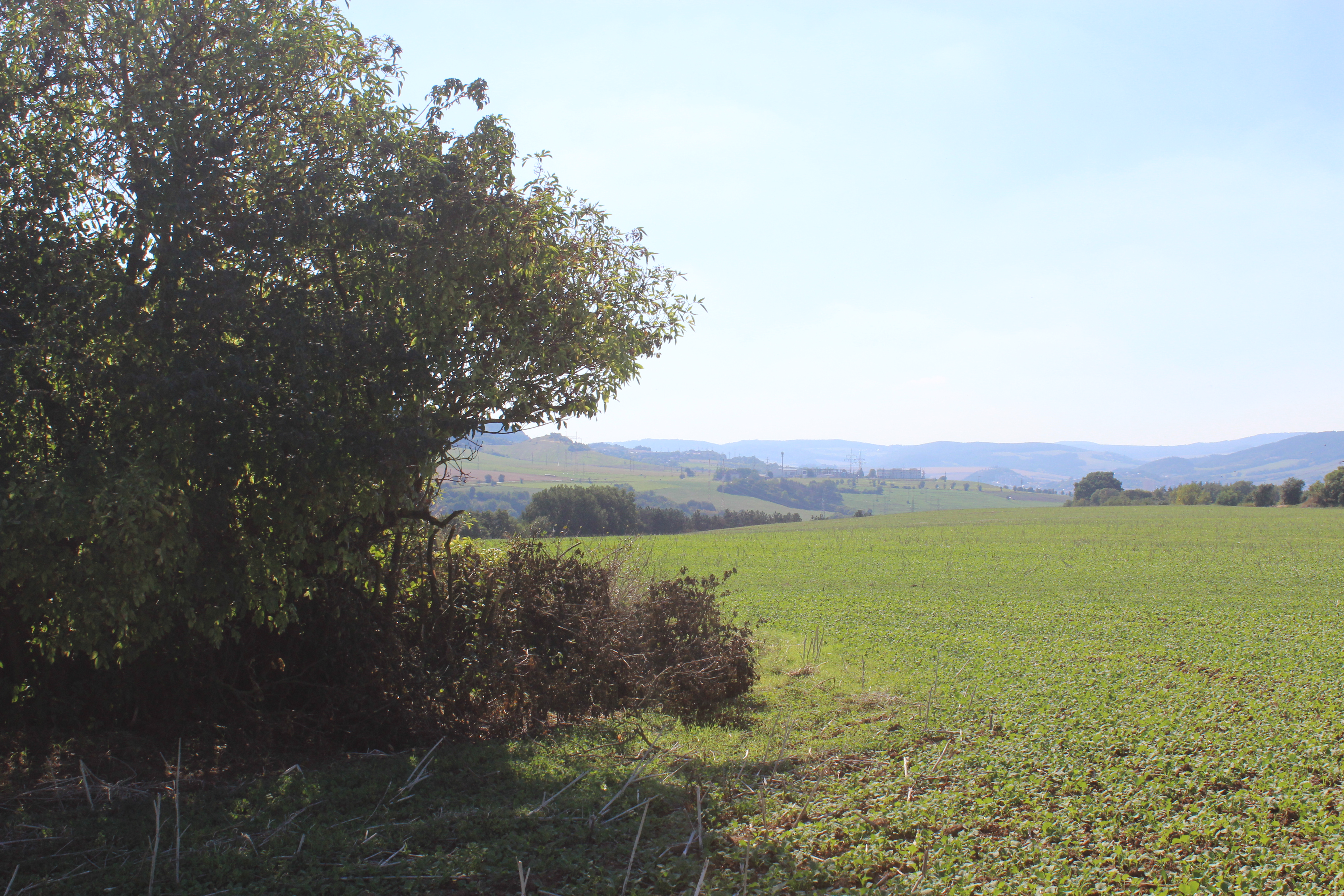
B-6 65 A-180-20 ZJZ
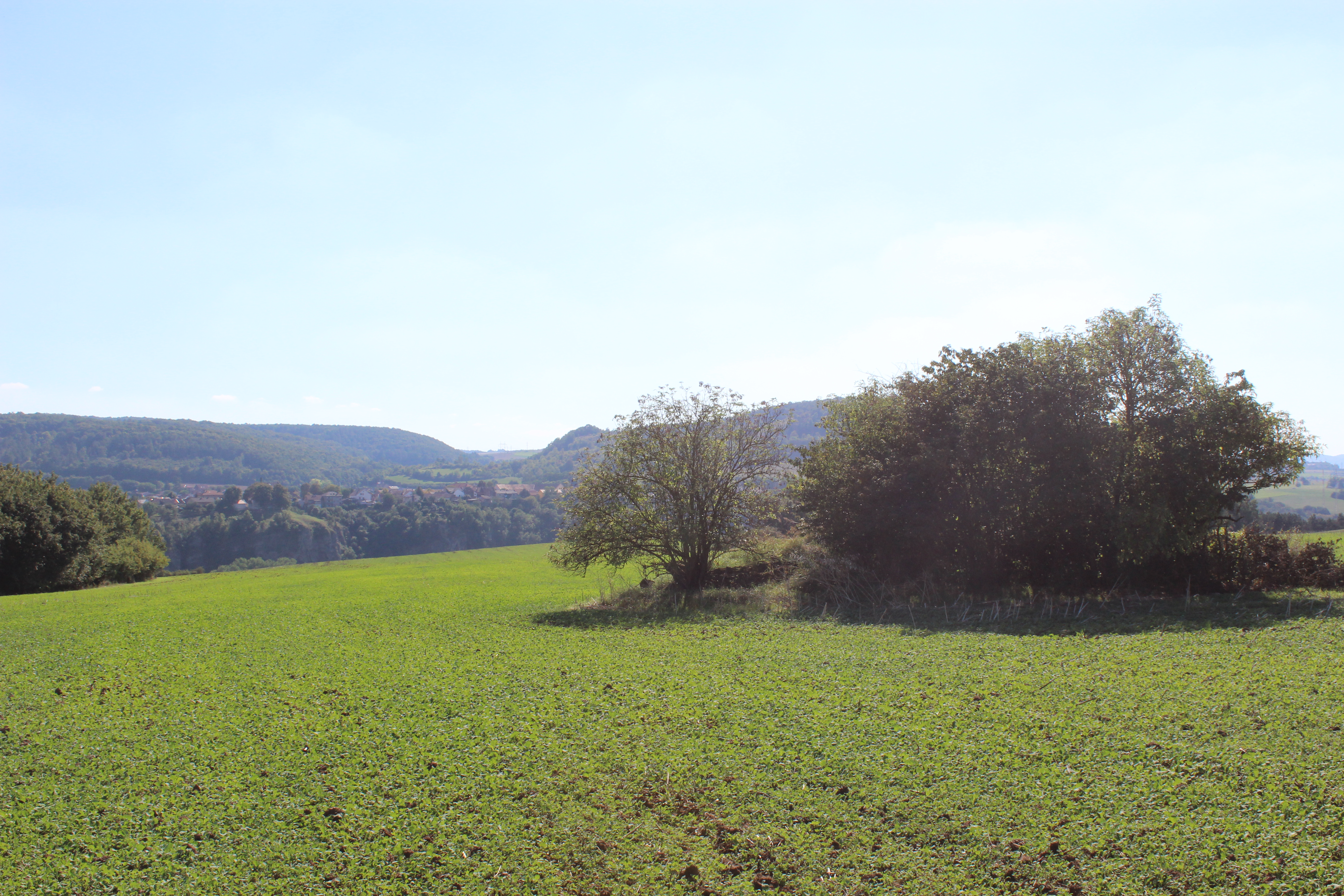
B-6 65 A-180-21 J
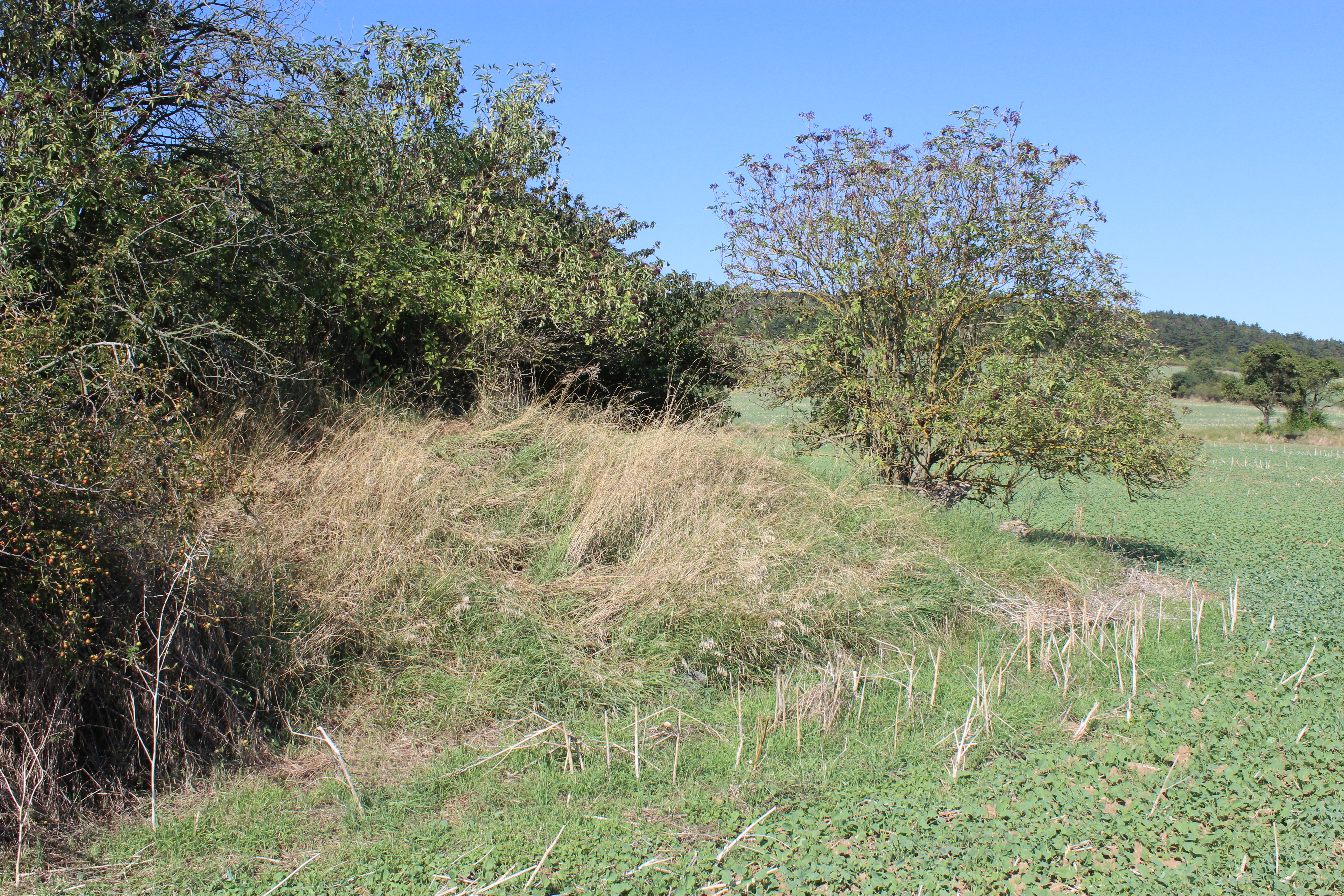
B-6 65 A-180-8 VSV
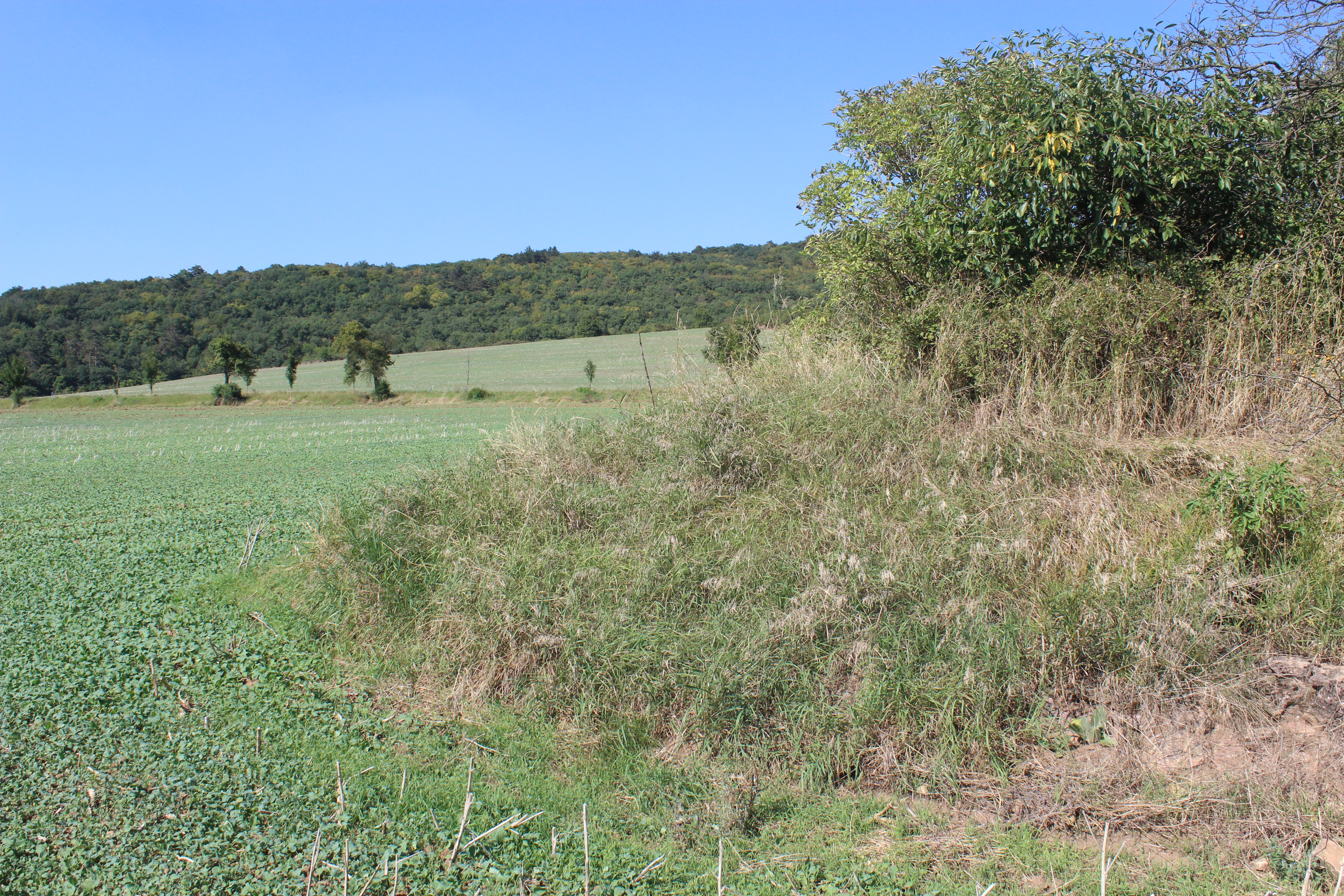
B-6 65 A-180-9 S
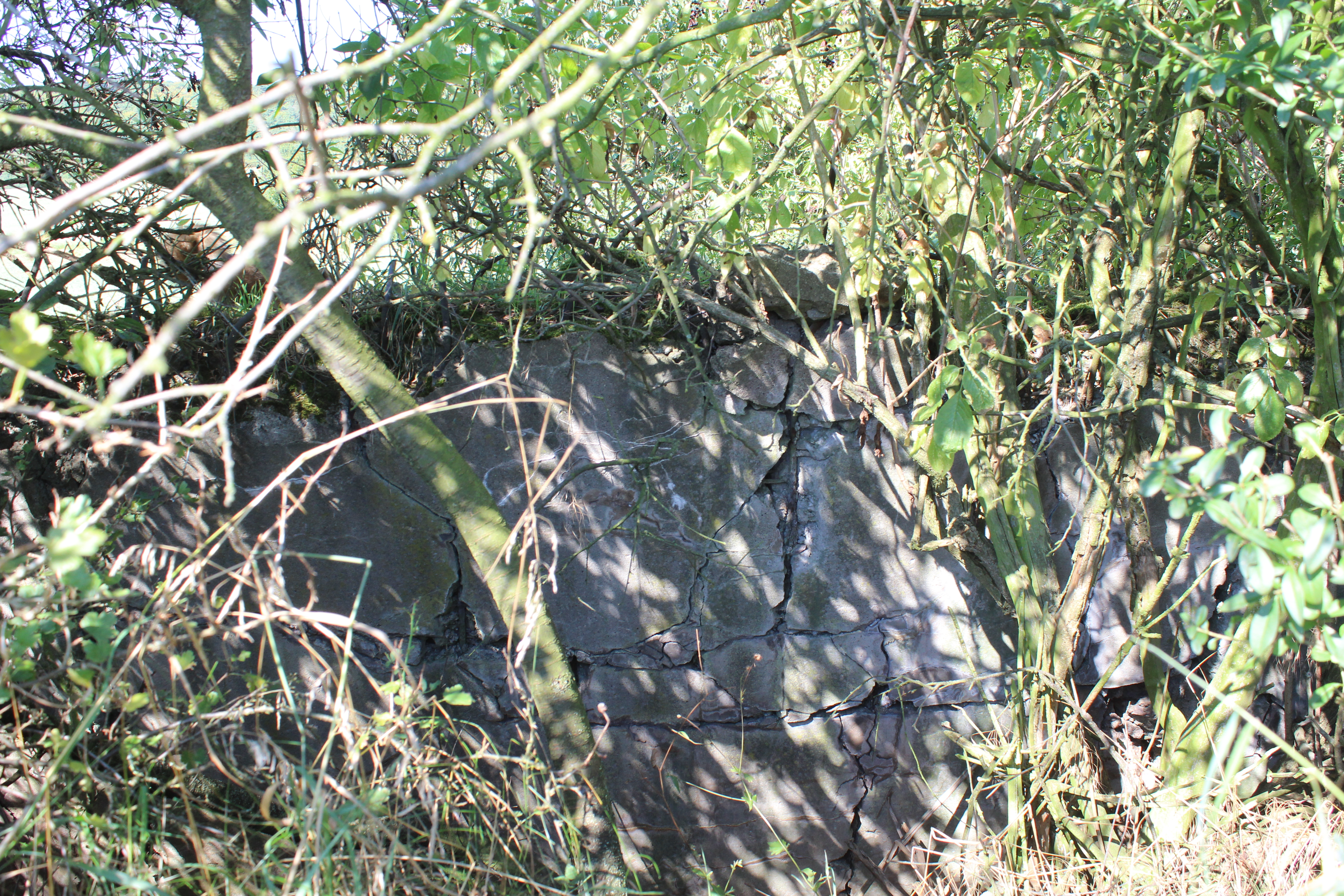
B-6 65 A-180-10 SSV
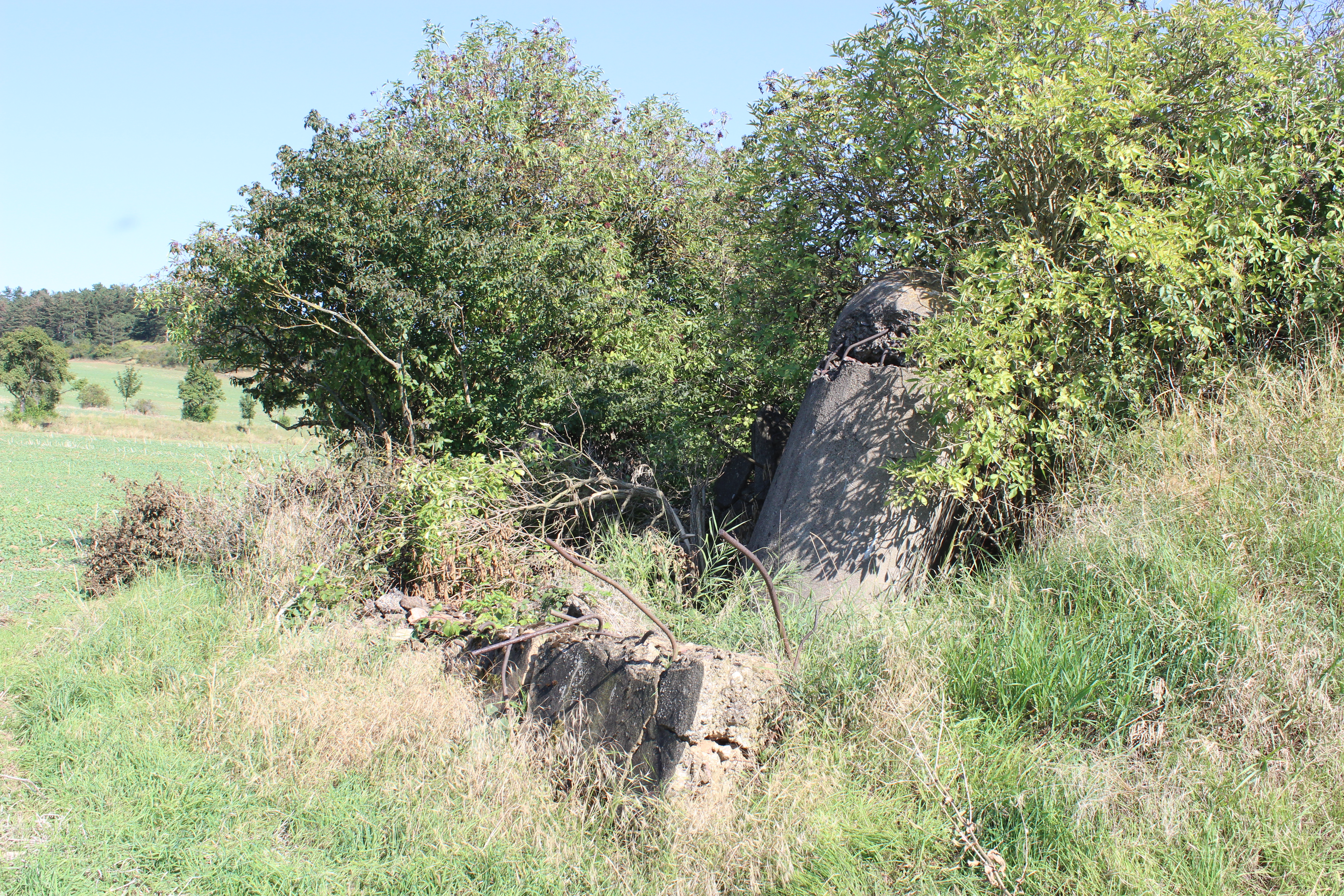
B-6 65 A-180-11 VSV
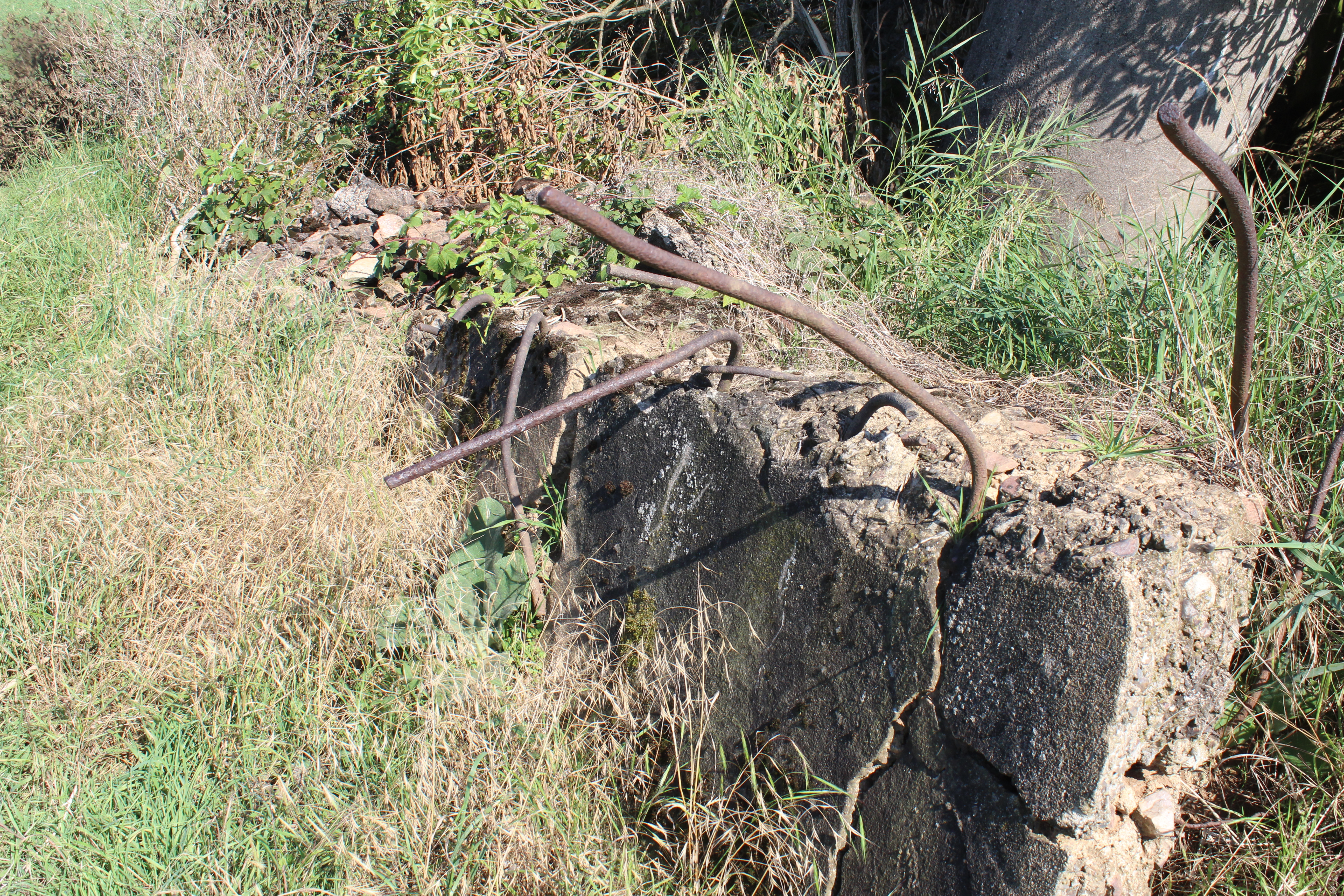
B-6 65 A-180-12 VSV
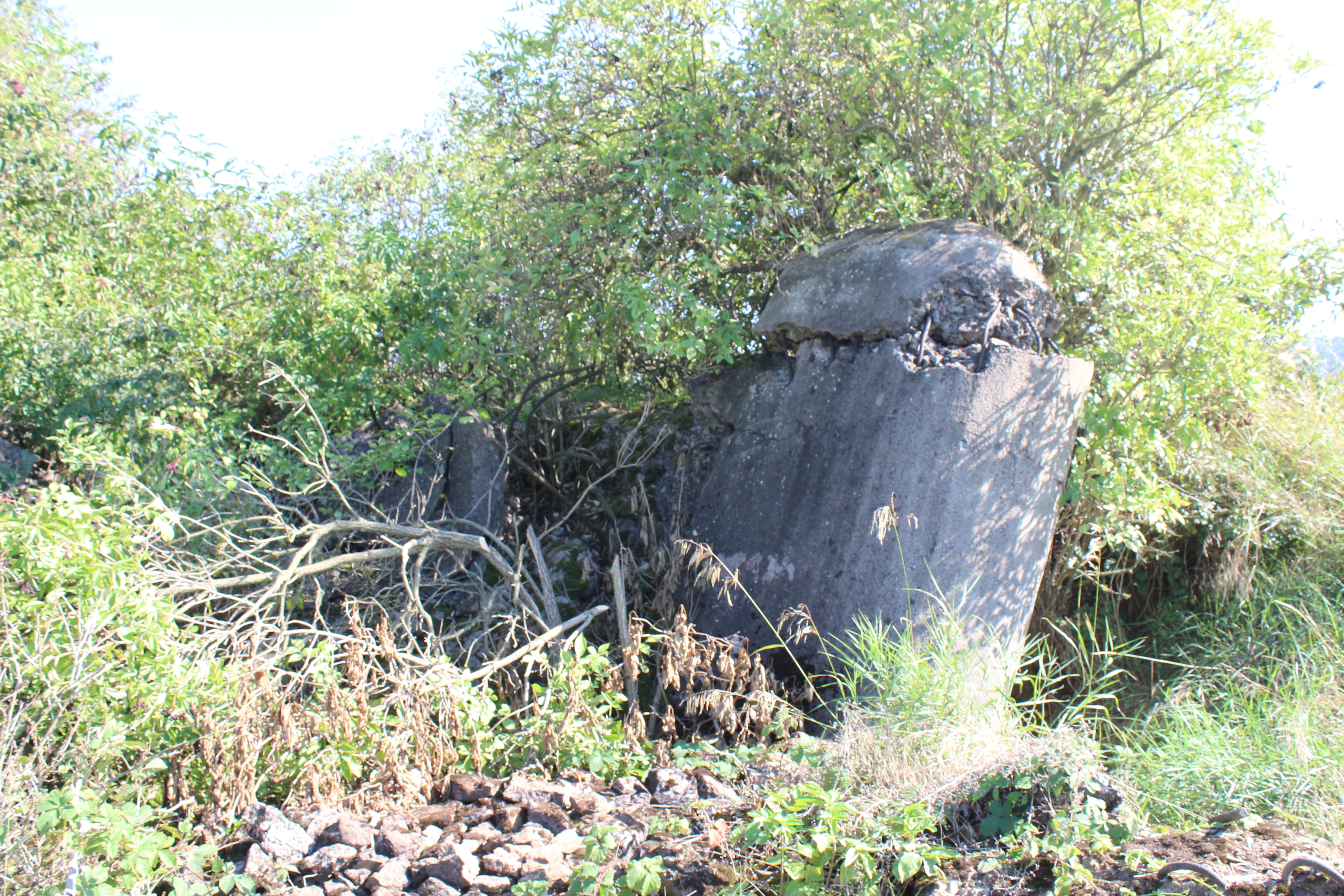
B-6 65 A-180-15 VJV
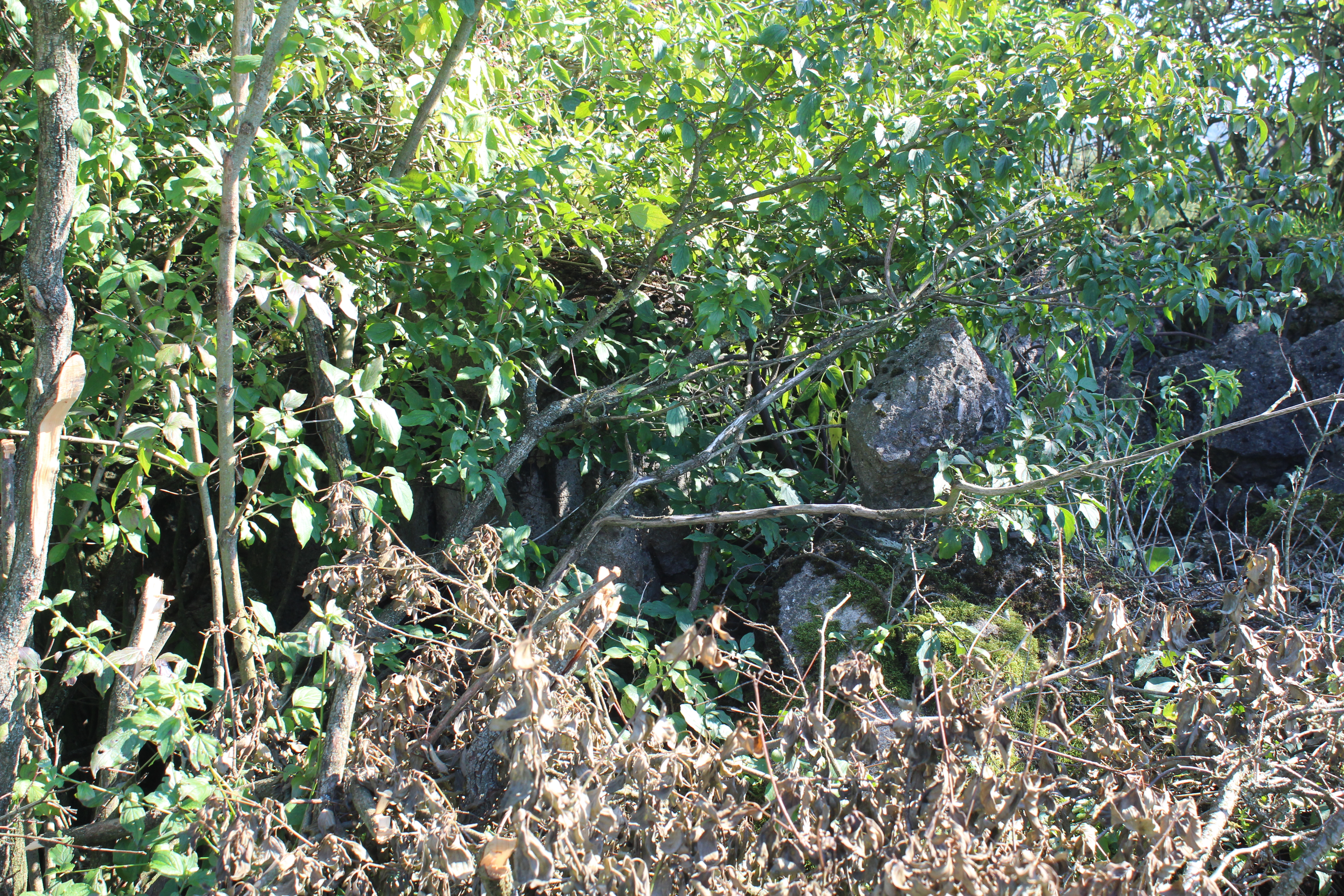
B-6 65 A-180-16 JV
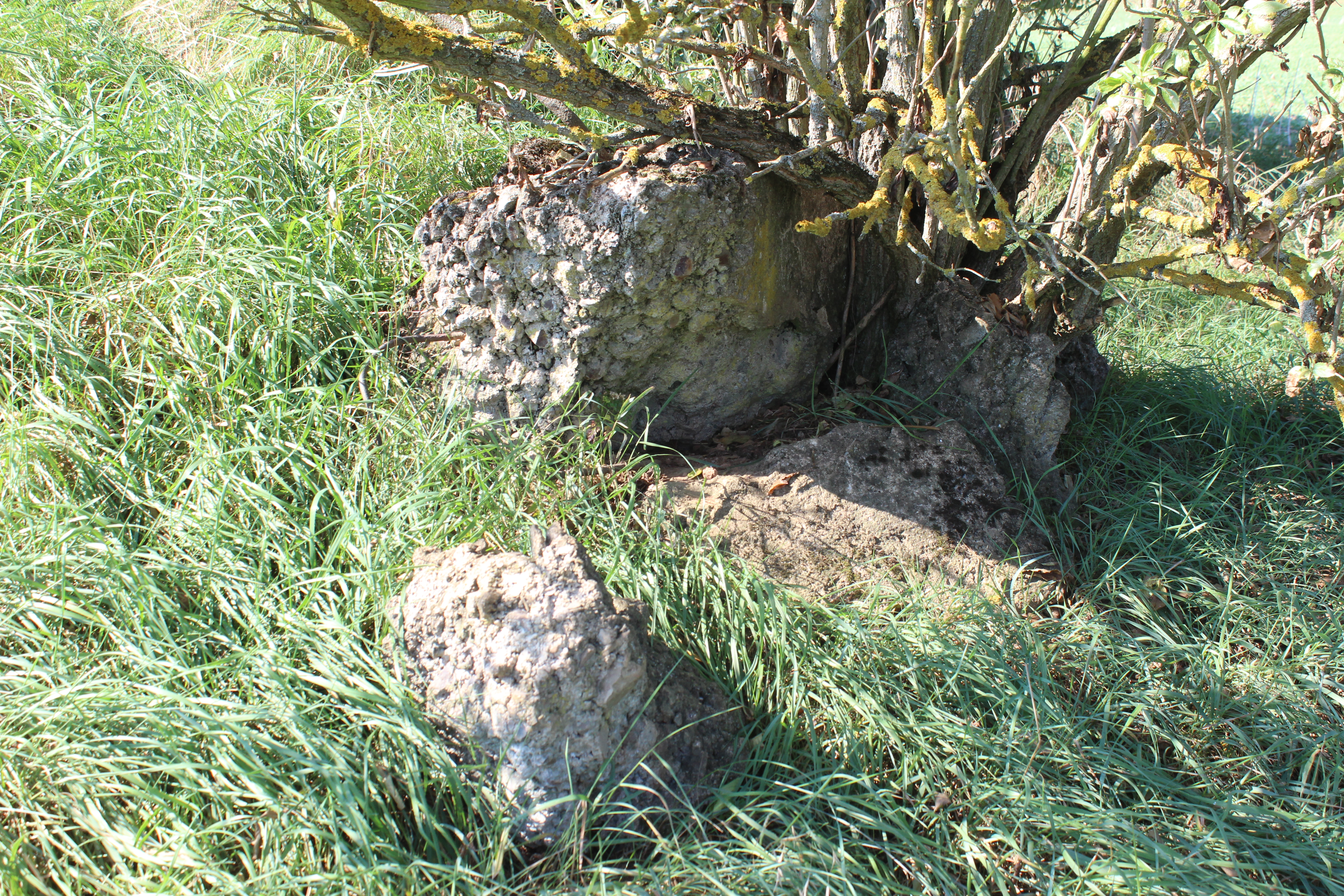
B-6 65 A-180-3
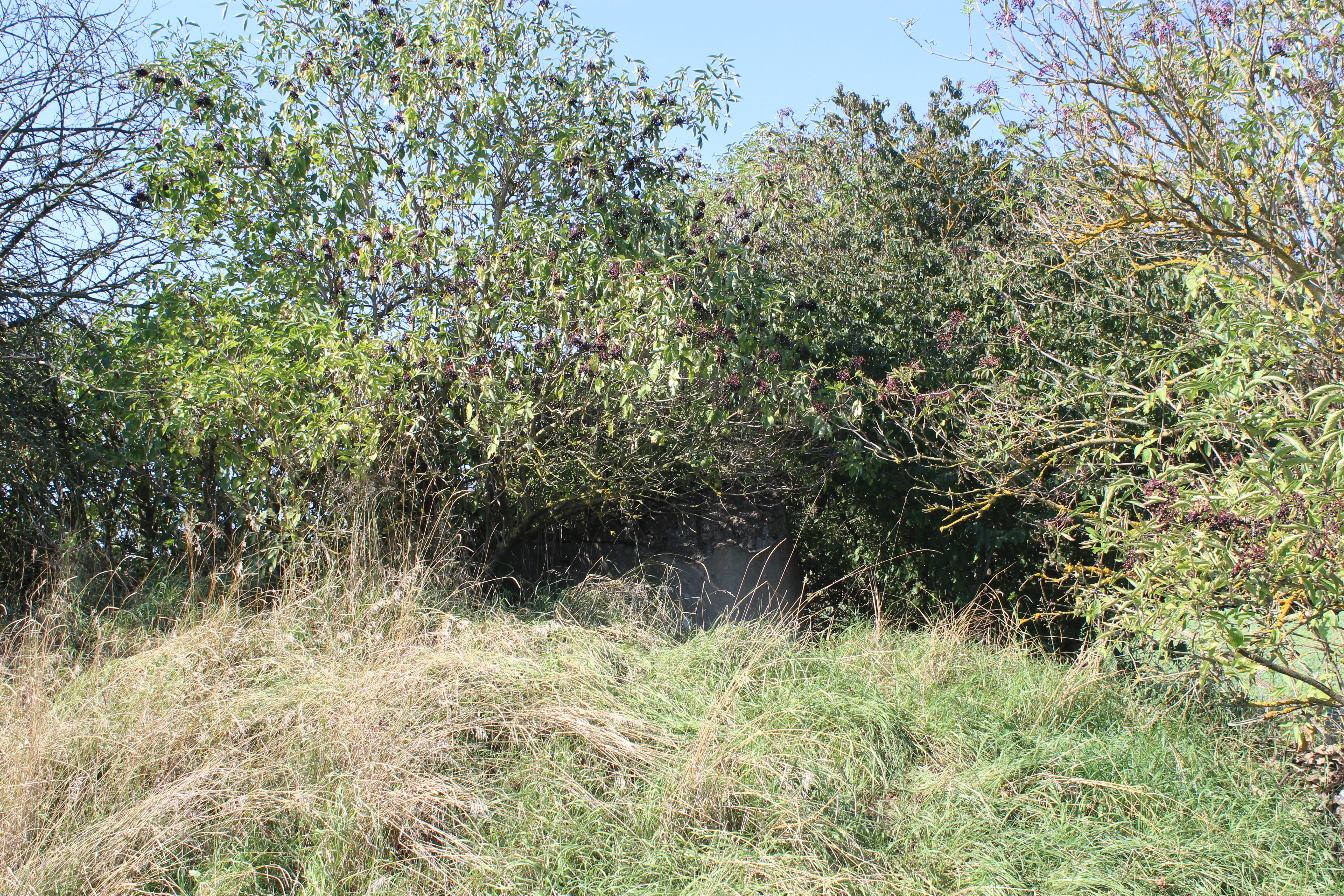
B-6 65 A-180-4 S
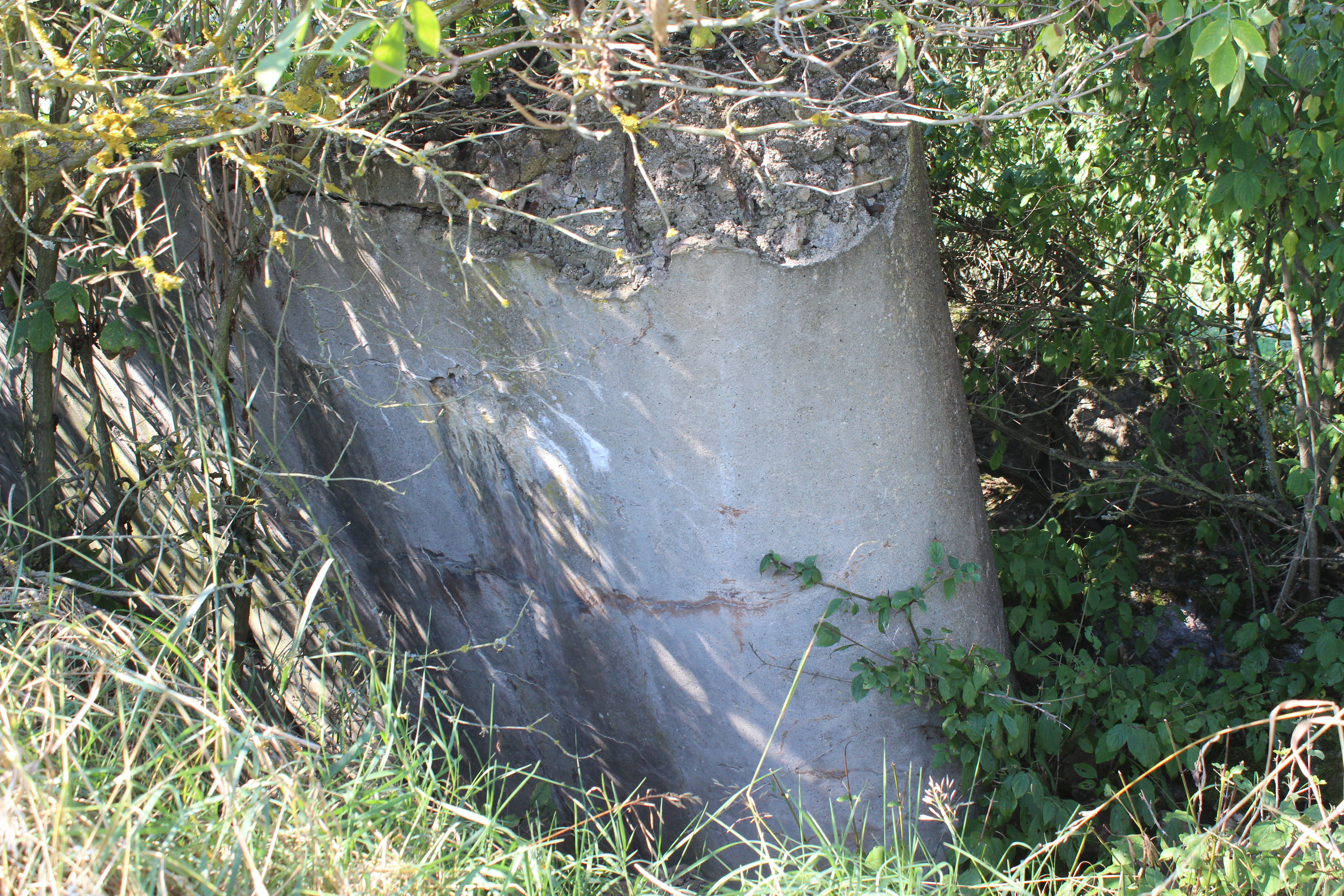
B-6 65 A-180-5 SSZ
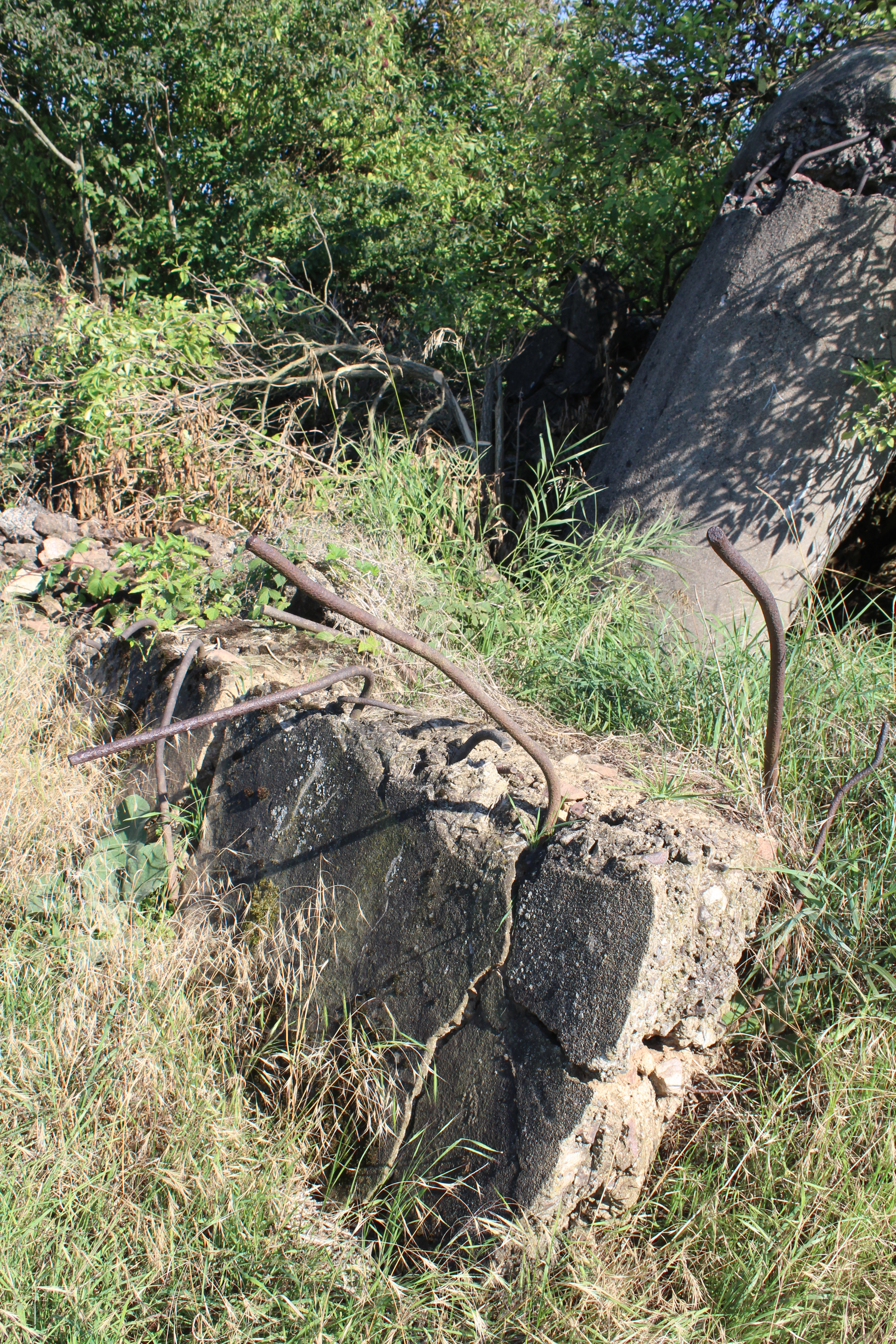
B-6 65 A-180-13 VSV
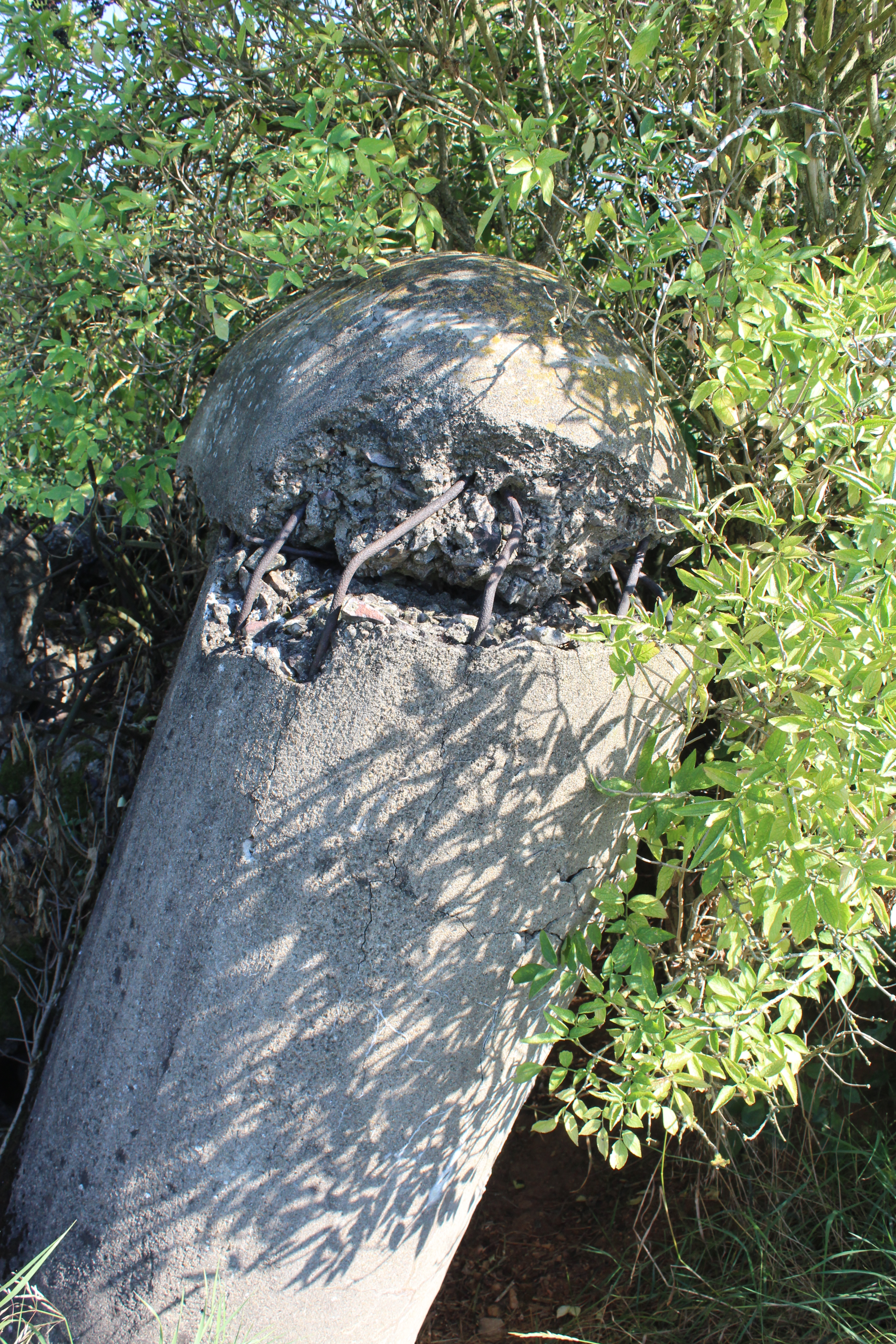
B-6 65 A-180-14 V
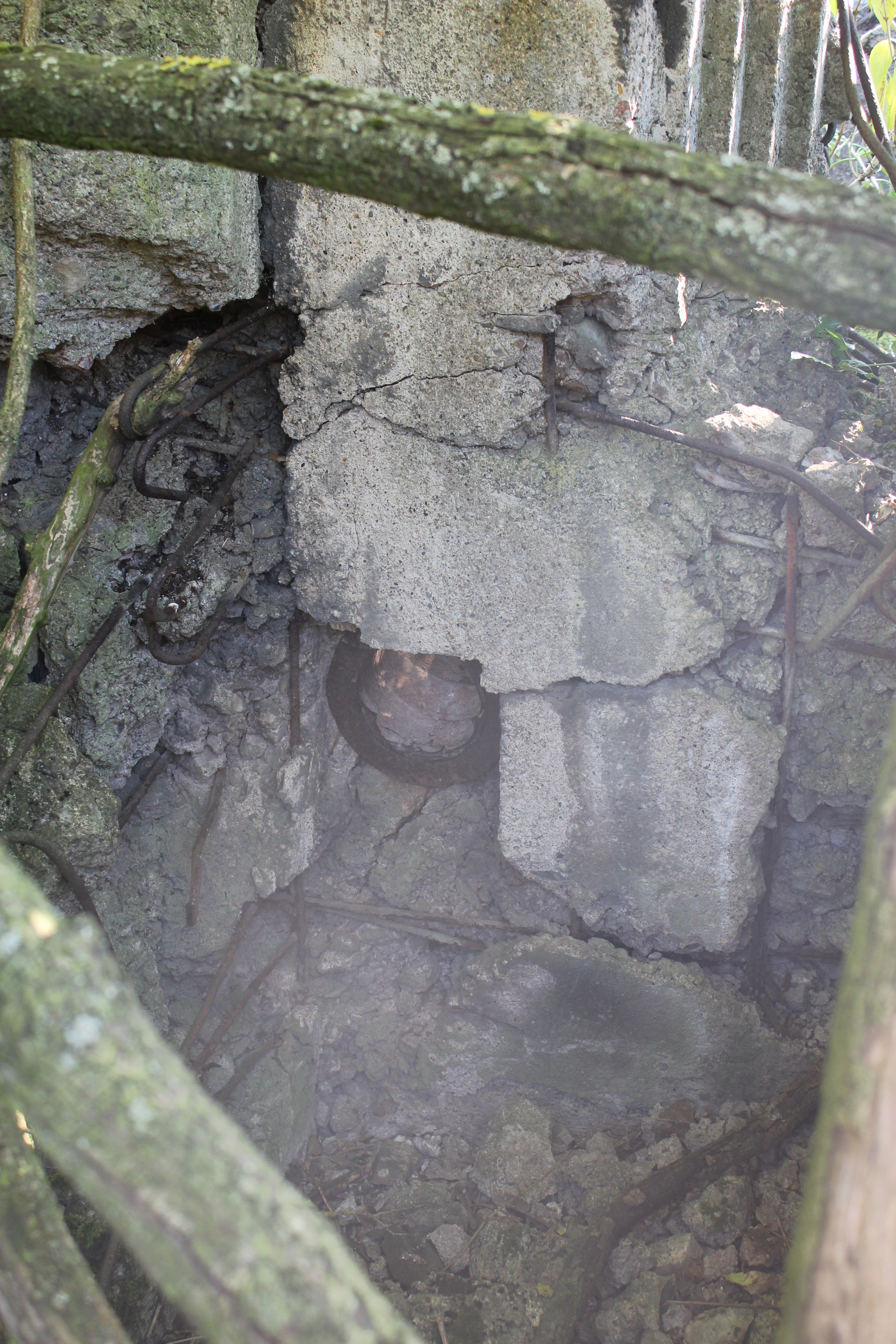
B-6 65 A-180-17
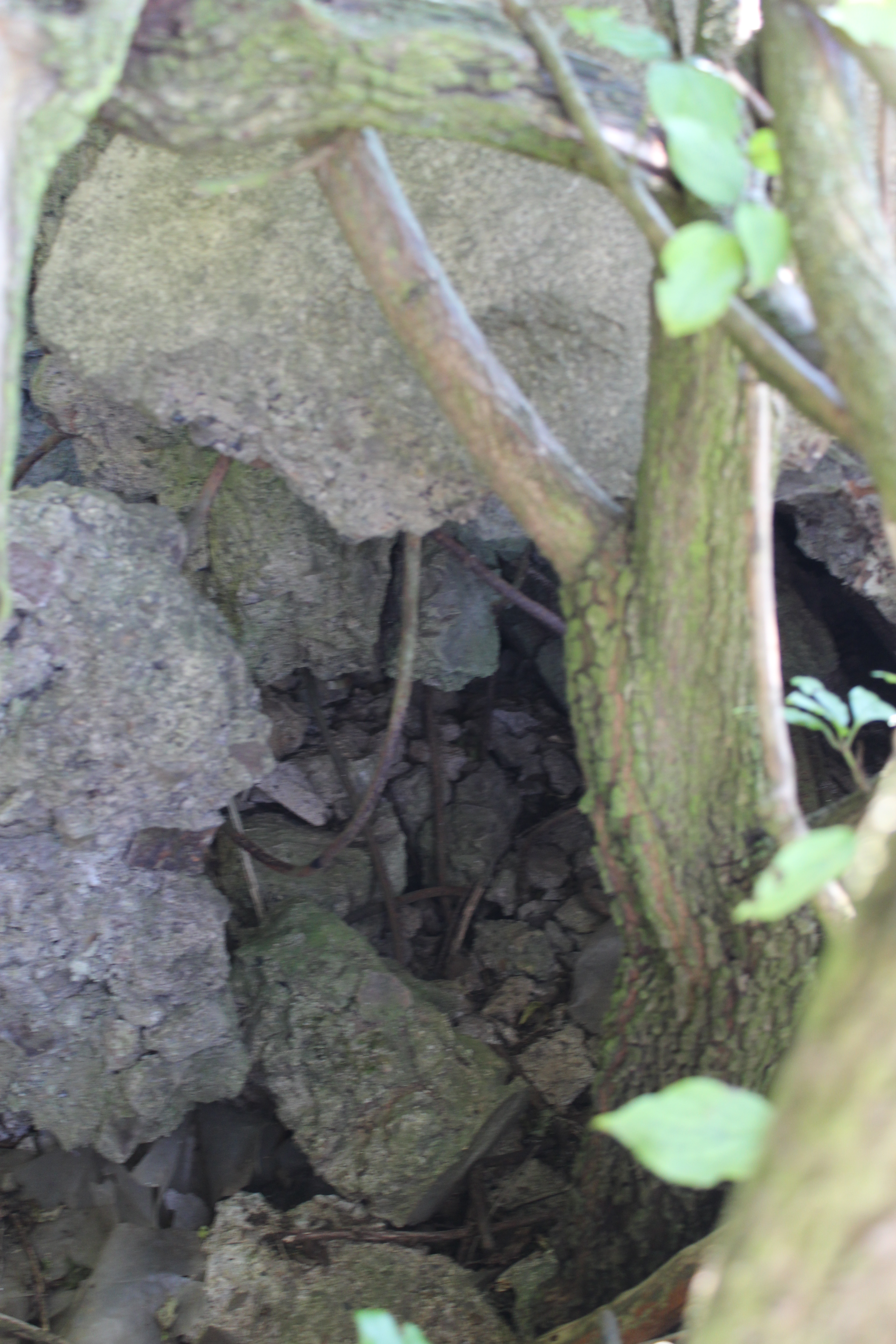
B-6 65 A-180-18 J
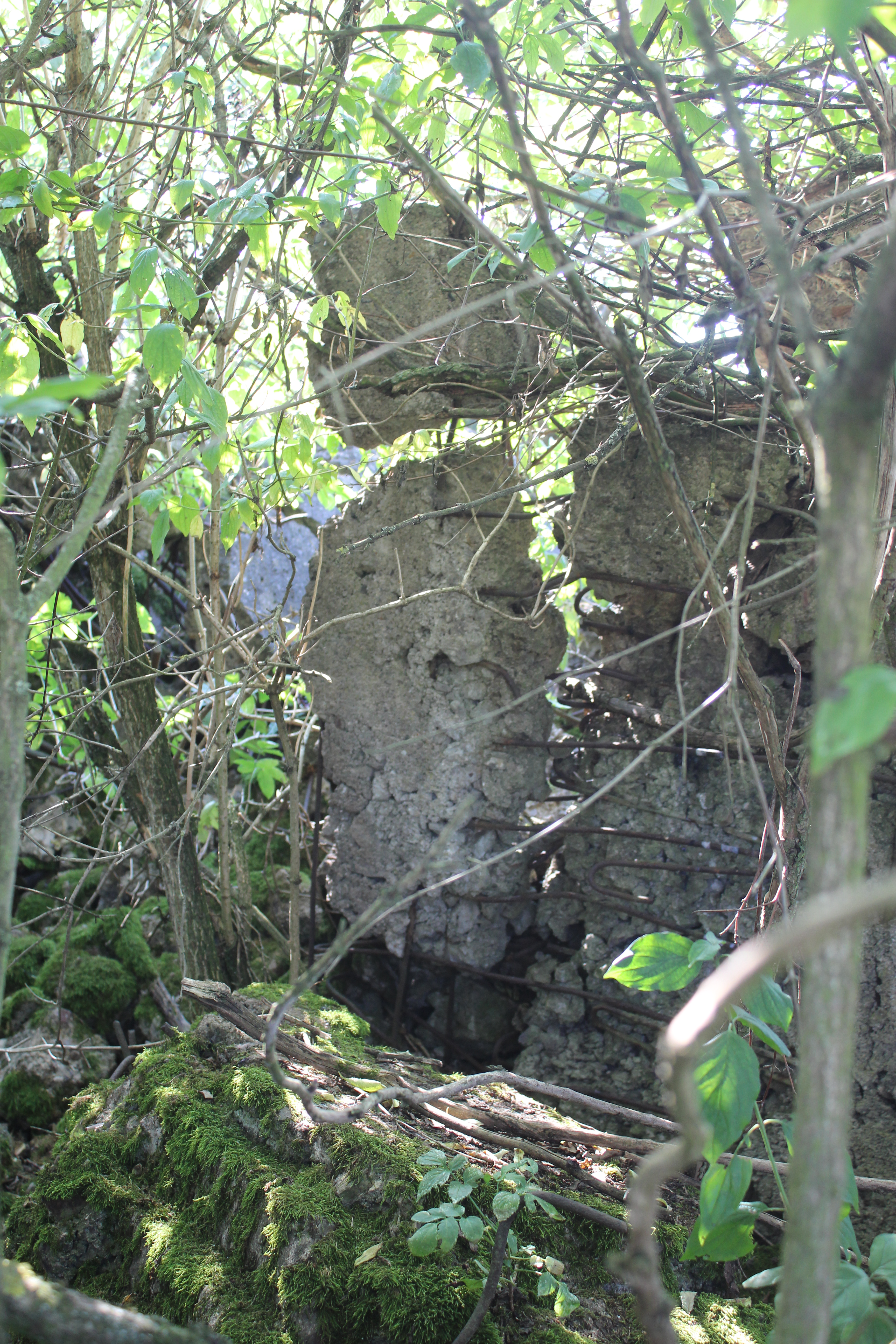
B-6 65 A-180-19 JJV
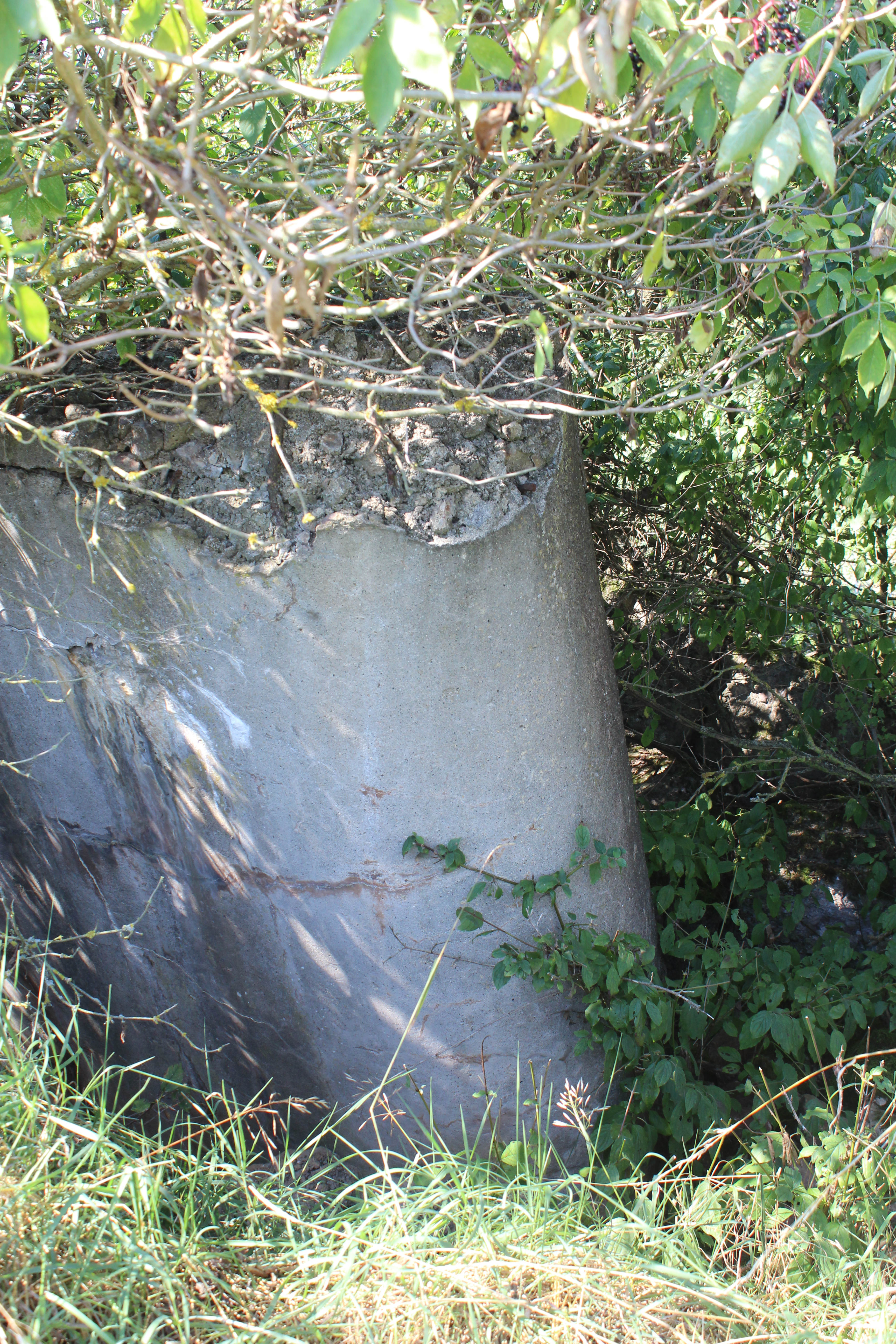
B-6 65 A-180-6 S
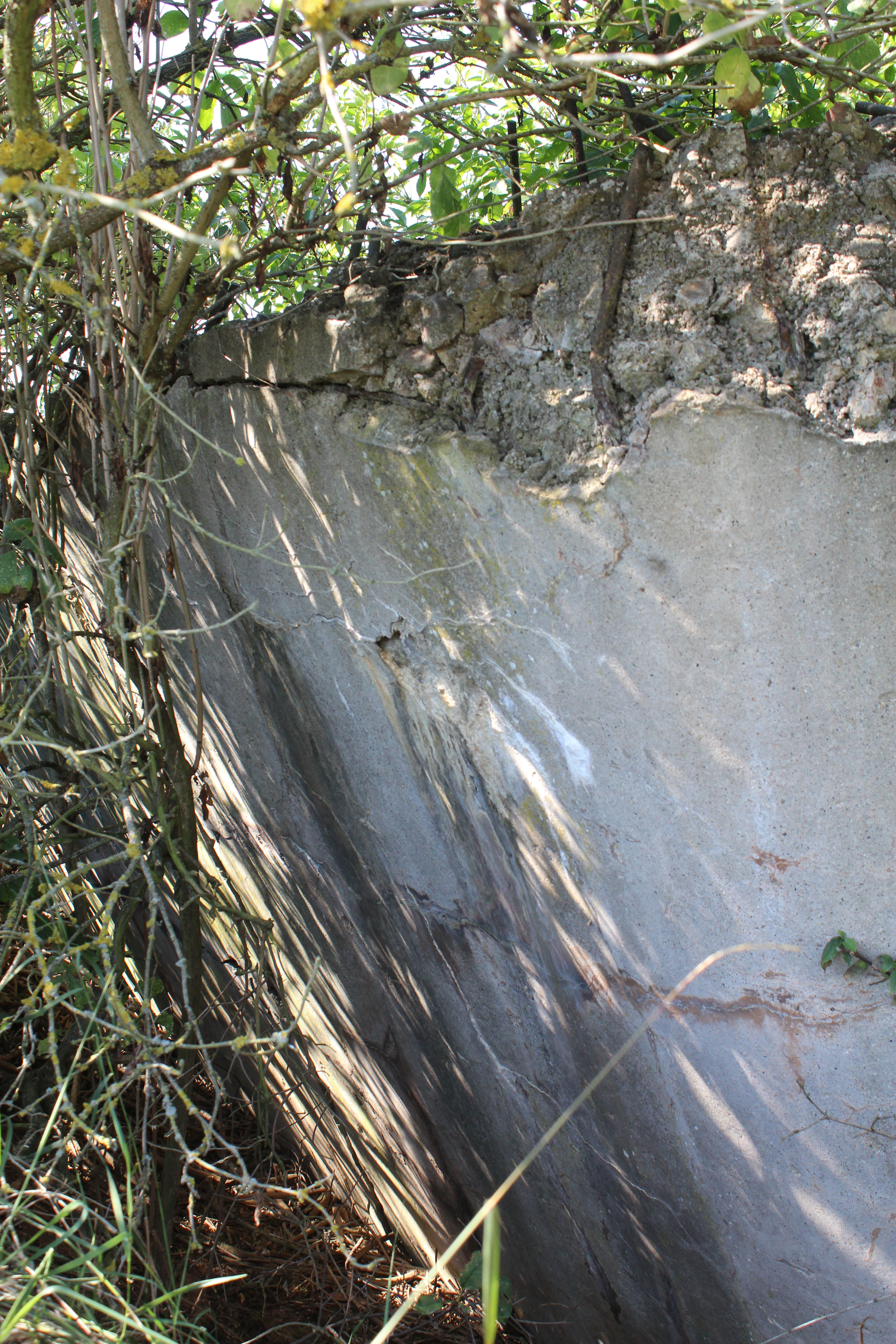
B-6 65 A-180-7 SZ

#### Torzo objektu B-6/66/A-160 Z a detaily eroze betonu

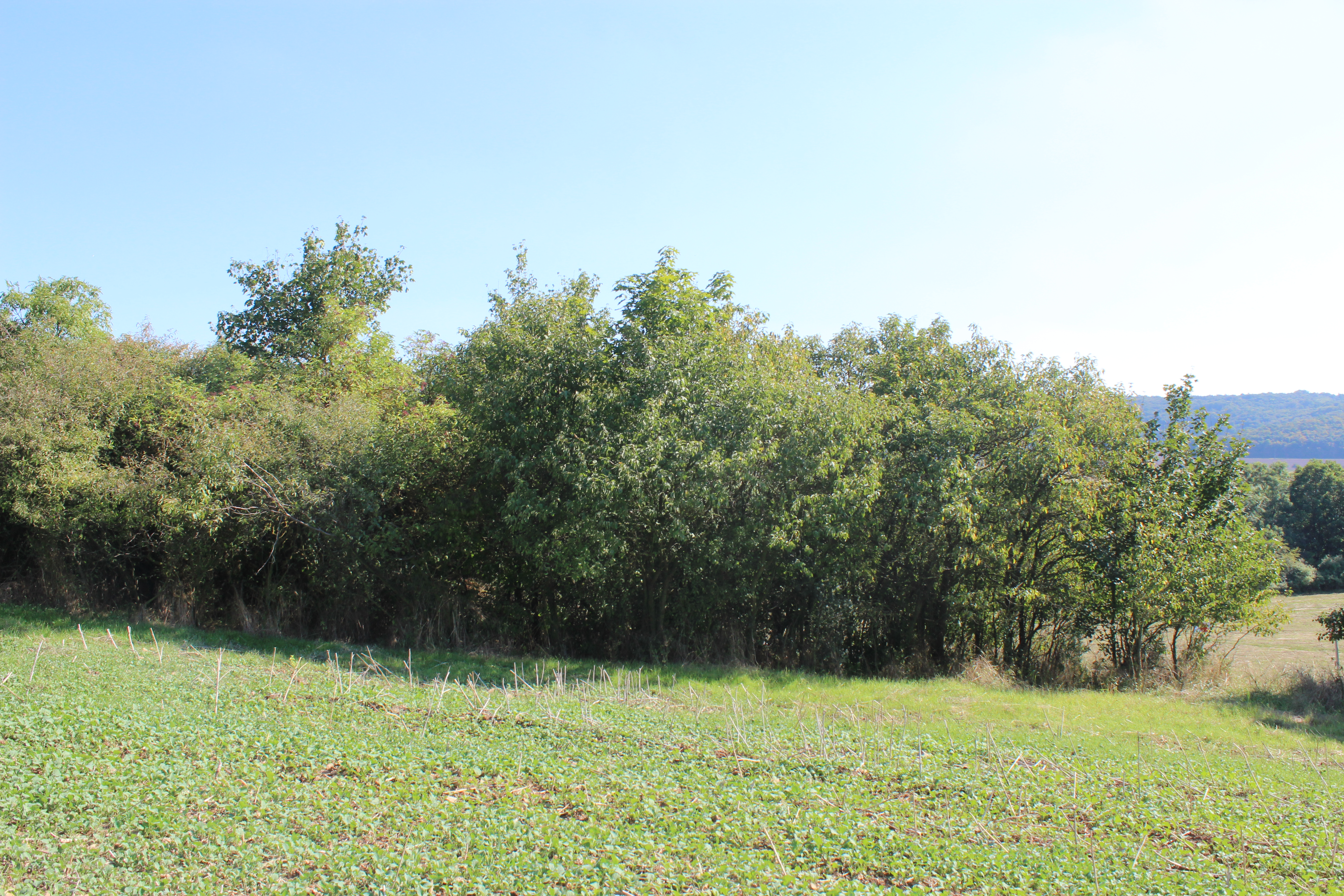
B-6 66 A-160Z JV
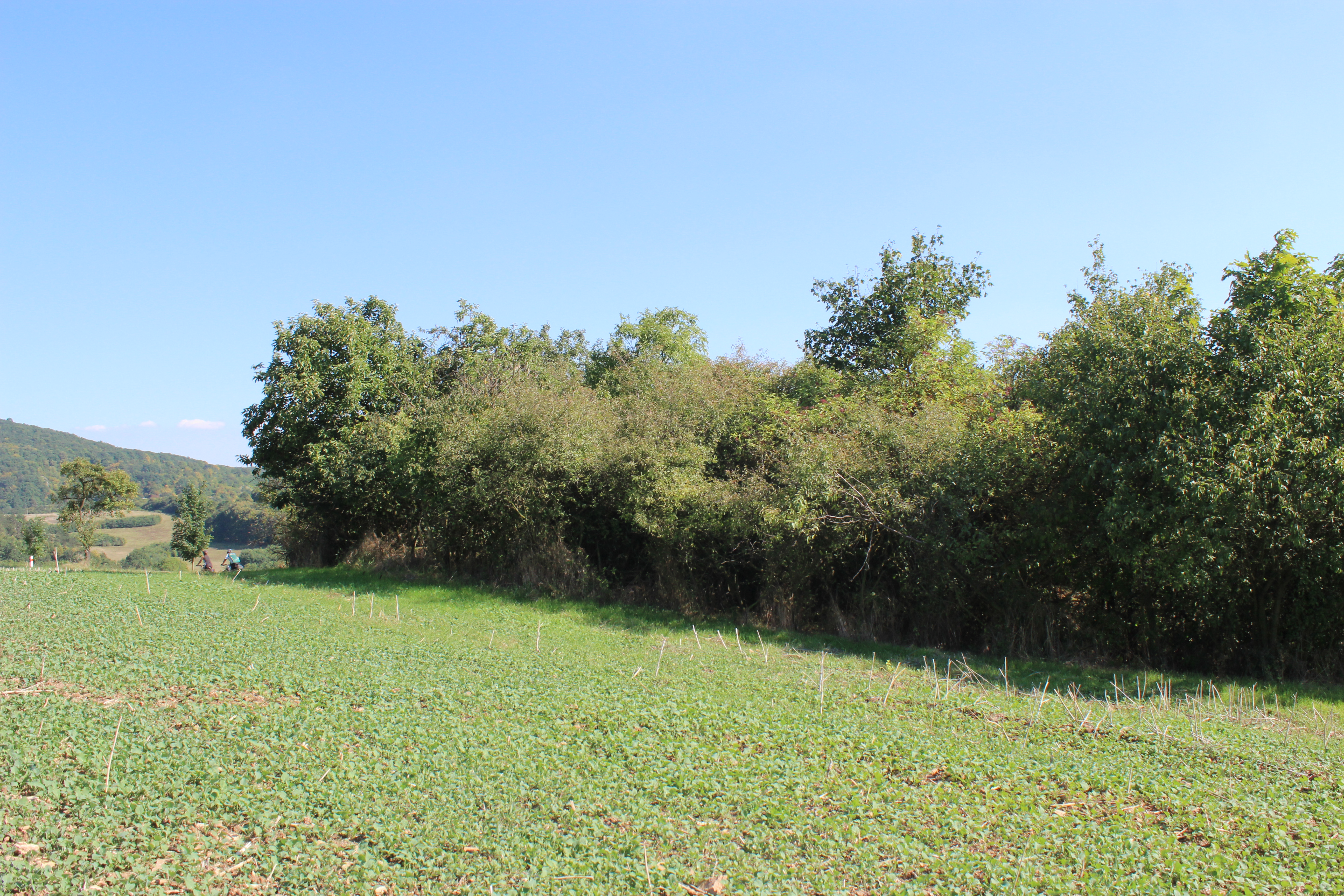
B-6 66 A-160Z VJV
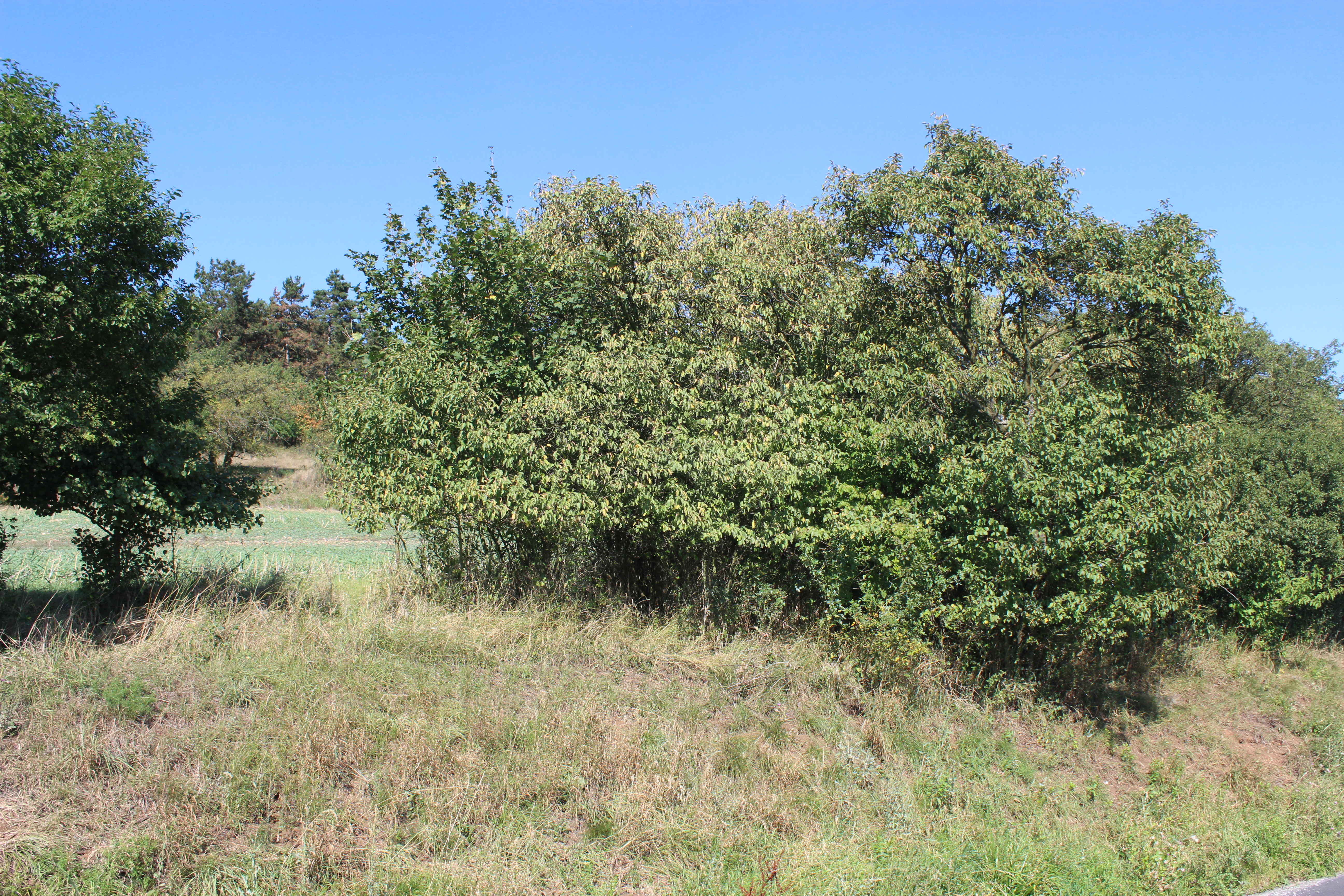
B-6 66 A-160Z SSV
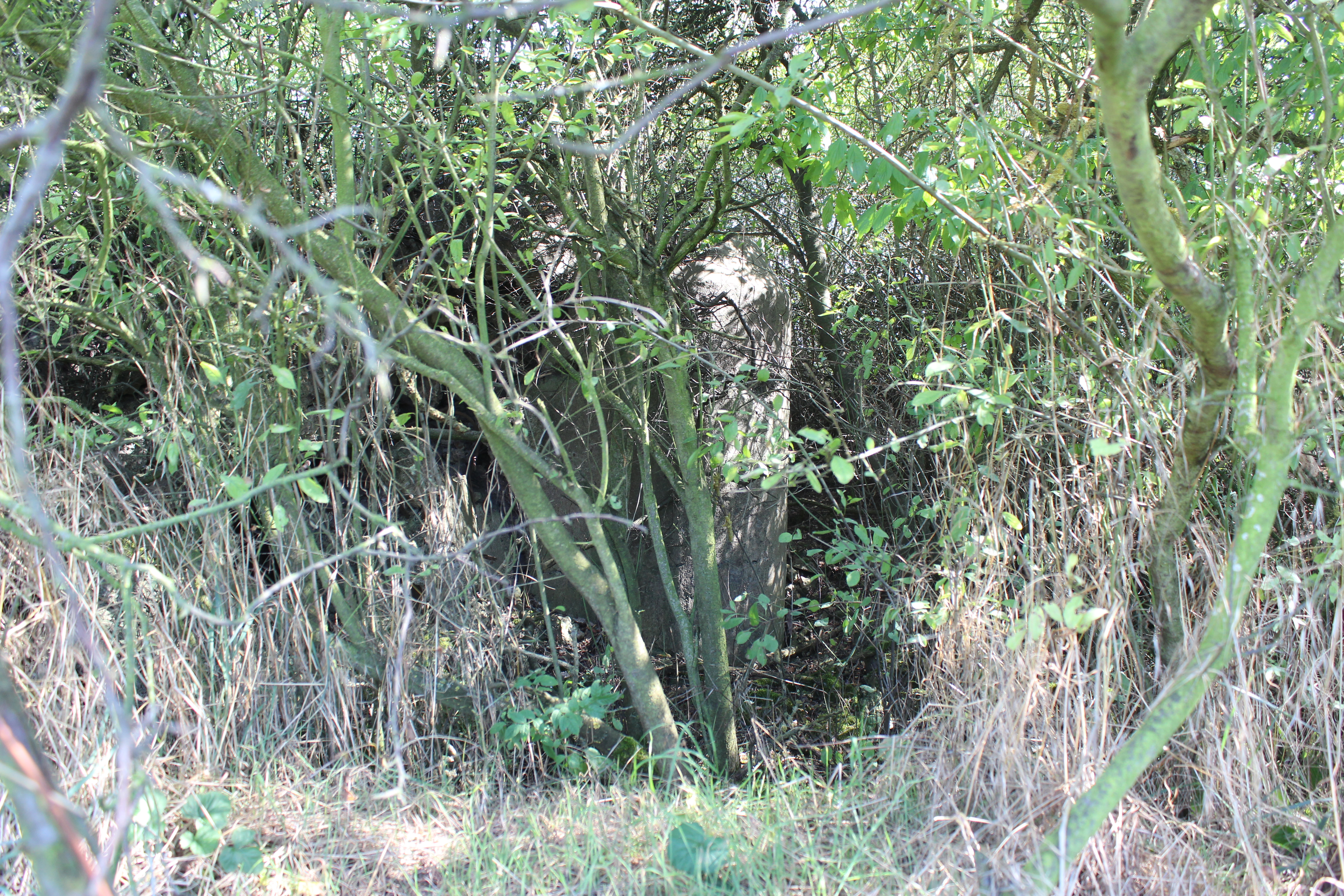
B-6 66 A-160Z JJV
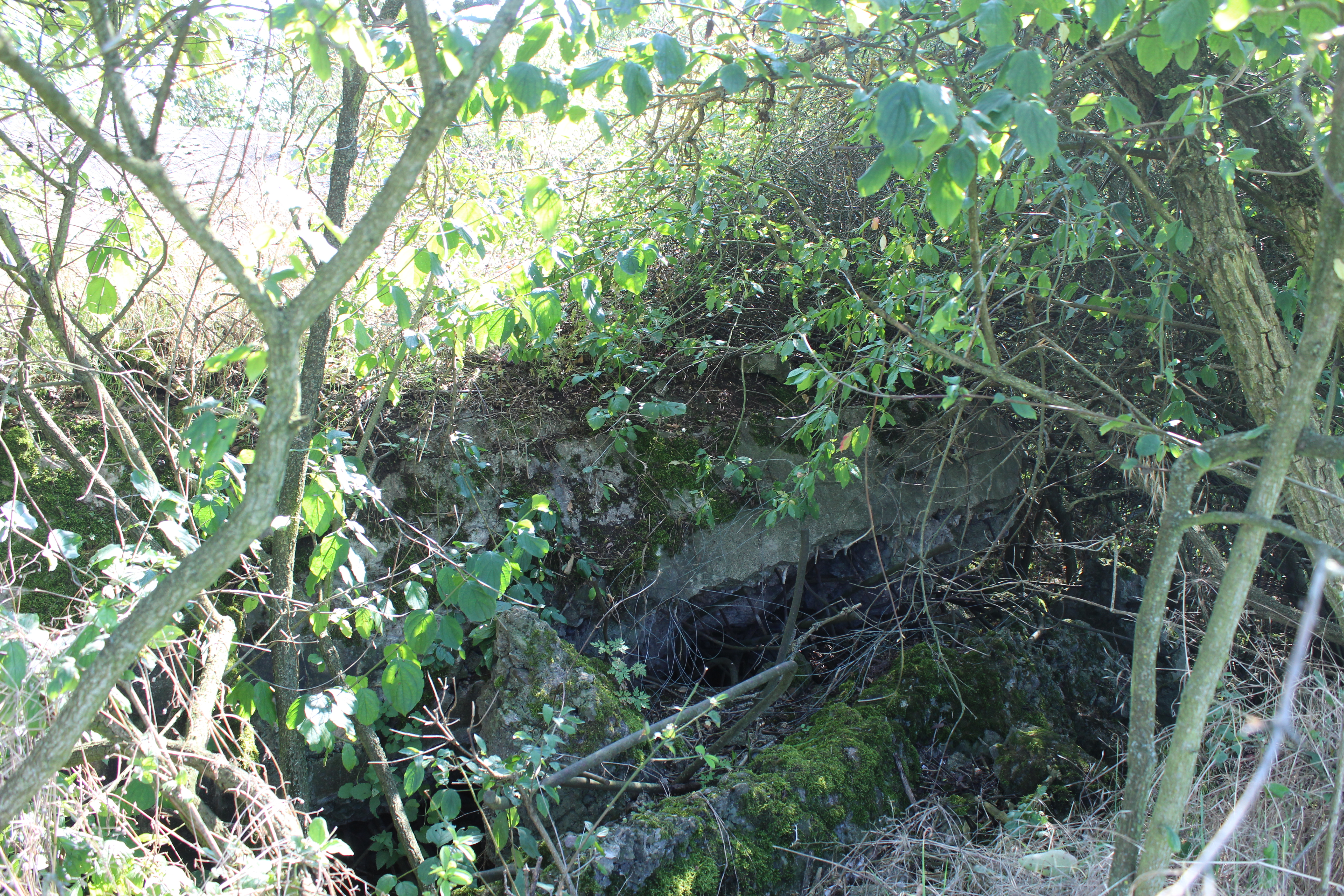
B-6 66 A-160Z J
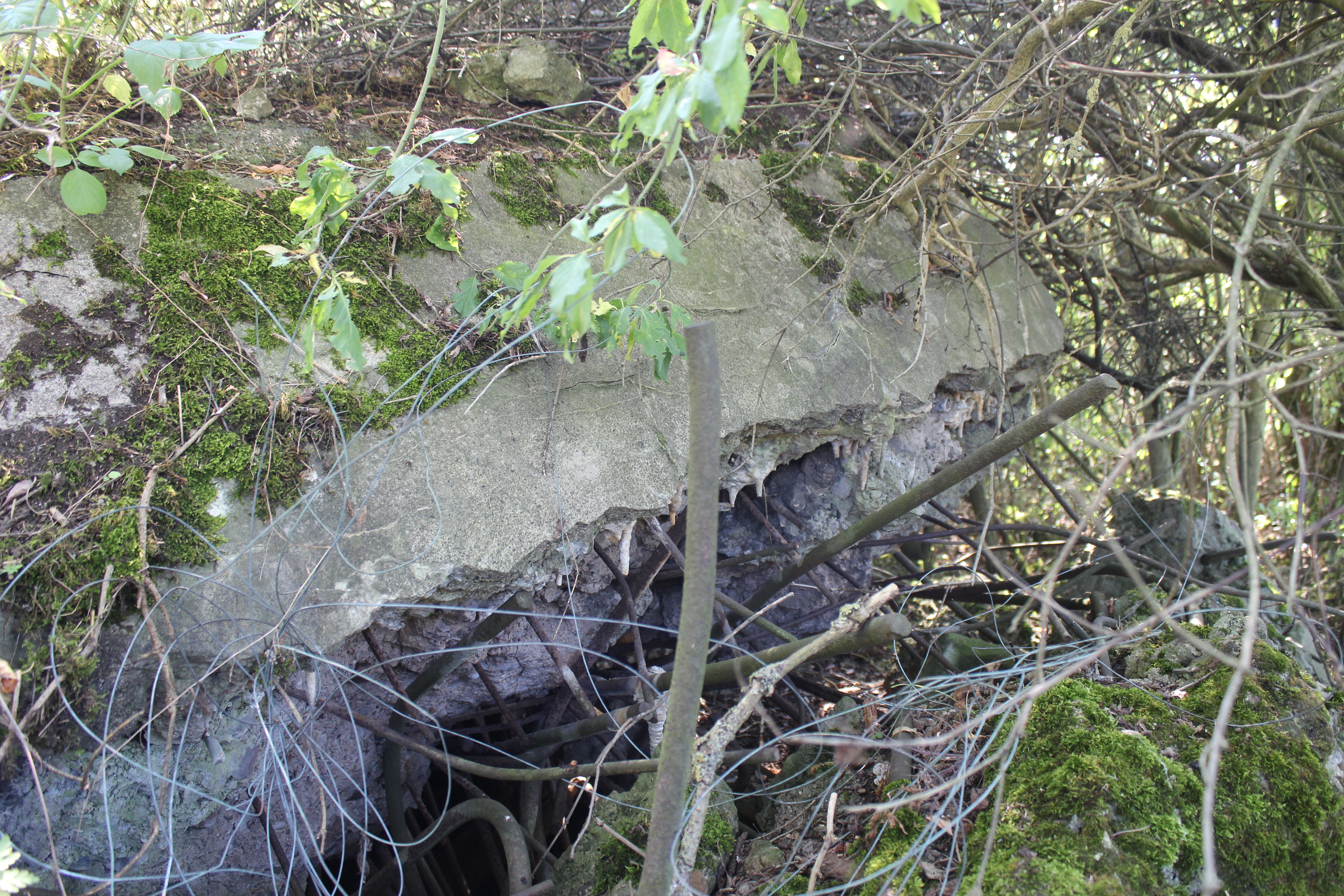
B-6 66 A-160Z spodní část
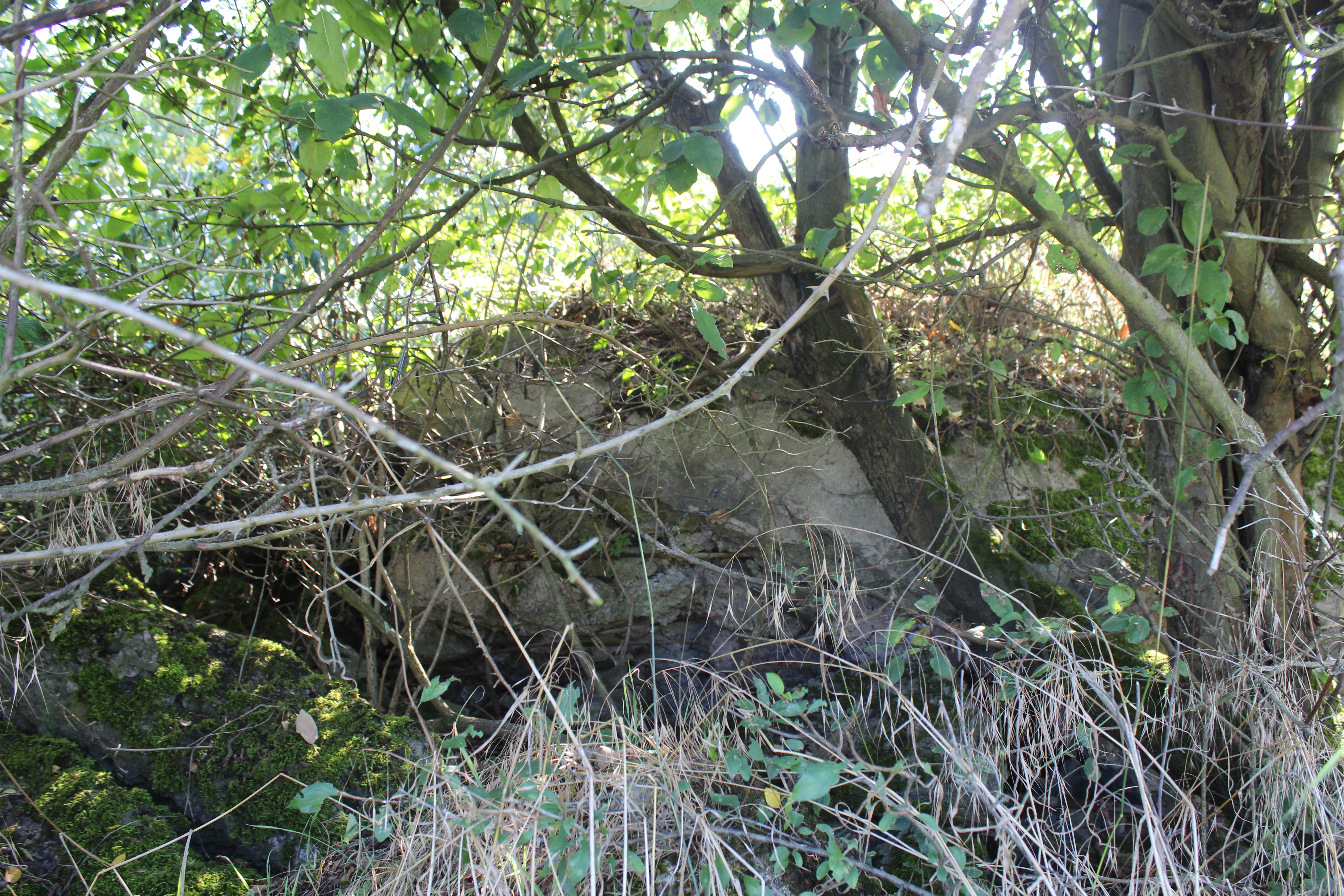
B-6 66 A-160Z JJZ